# Polska Rzeczpospolita Ludowa

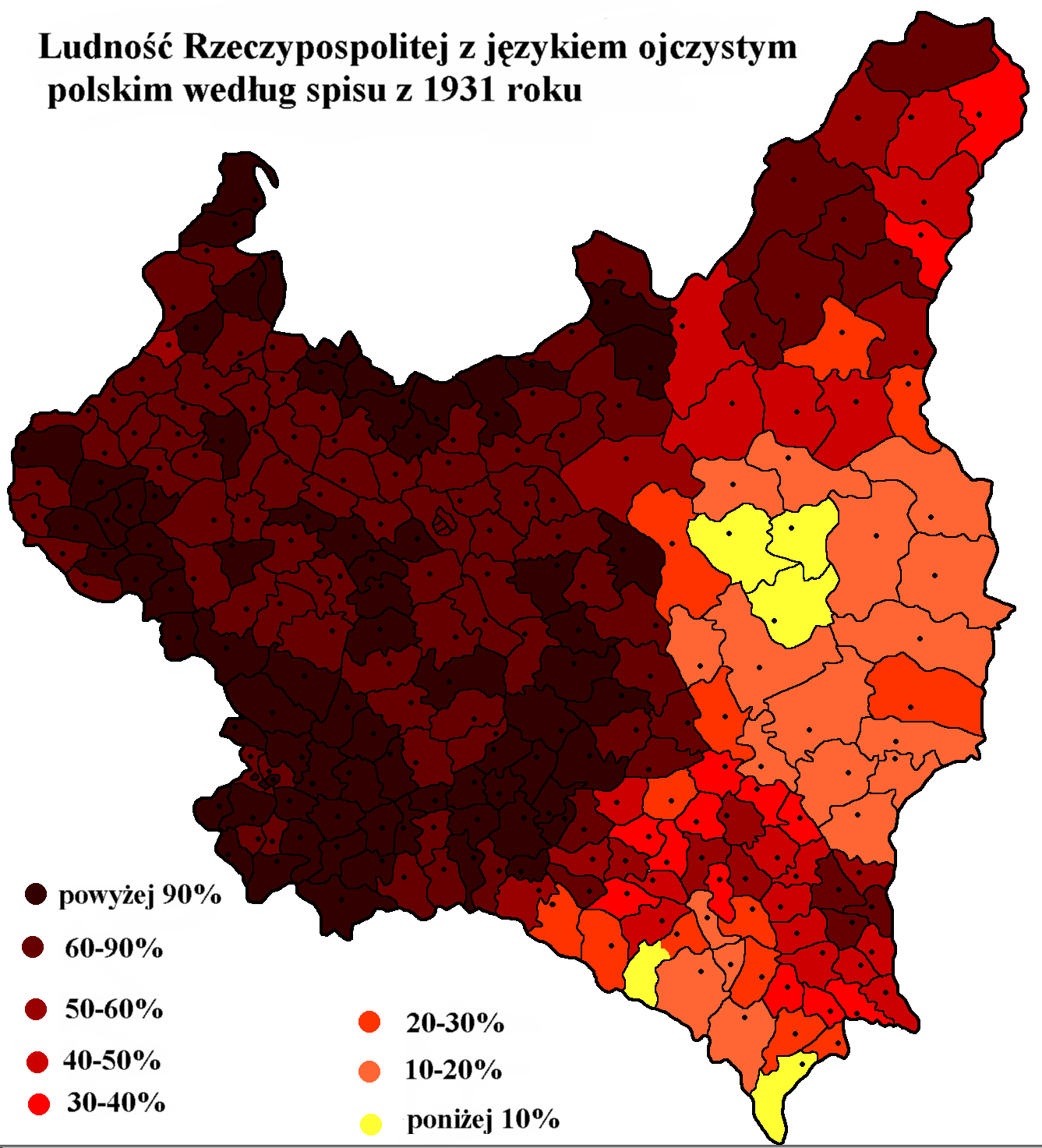
Ludność II Rzeczypospolitej, deklarująca język polski jako ojczysty, według spisu powszechnego 1931 roku – geneza linii Curzona

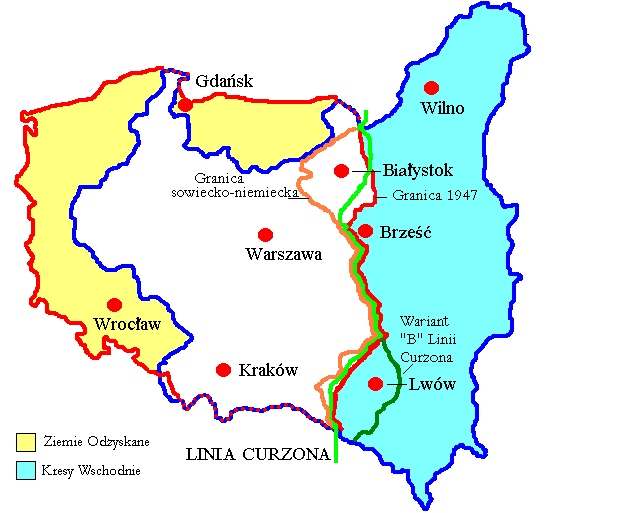
Zmiany granic i linia Curzona

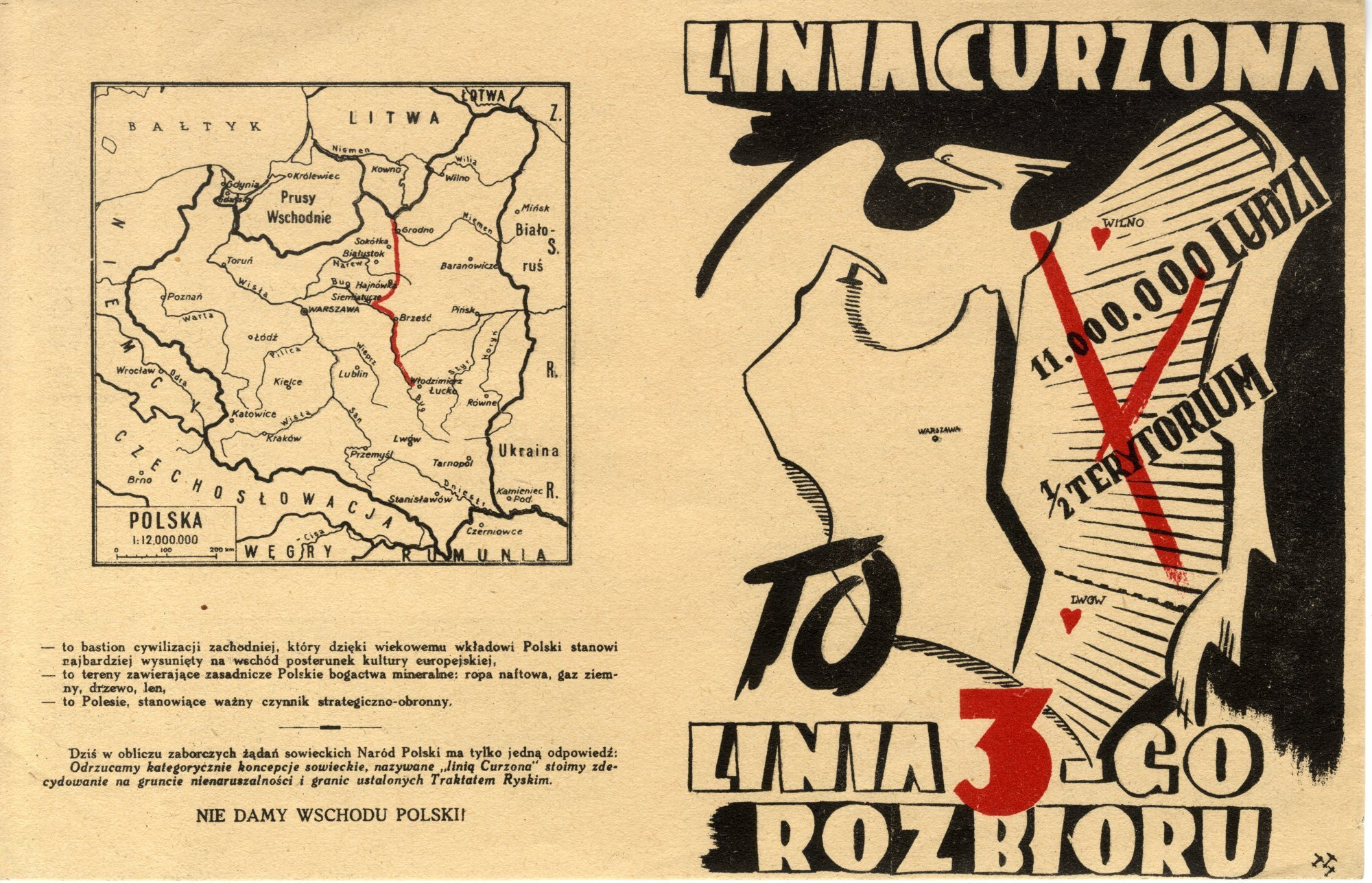
Ulotka antykomunistyczna z okresu II wojny światowej

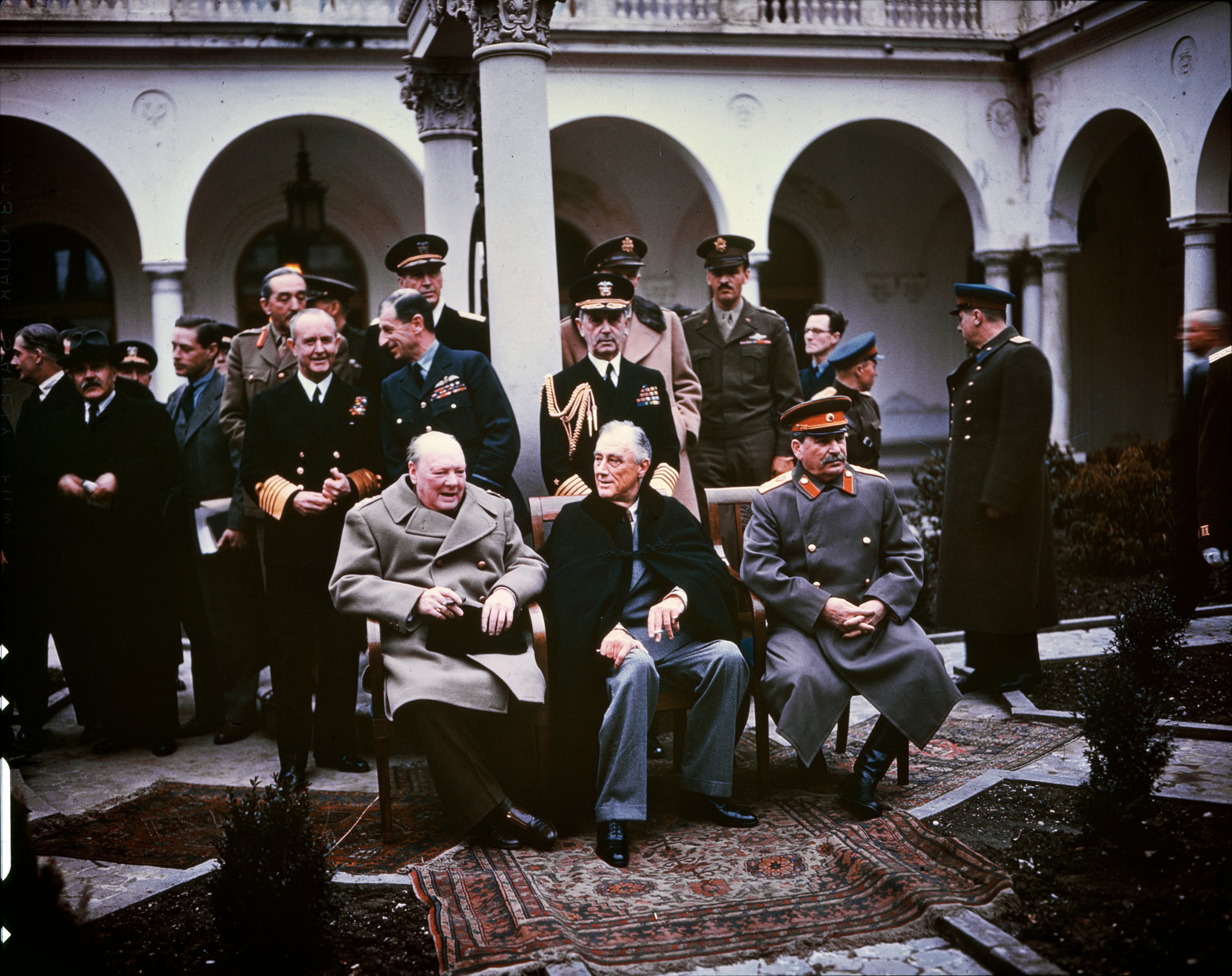
Churchill, Roosevelt i Stalin na konferencji jałtańskiej, luty 1945

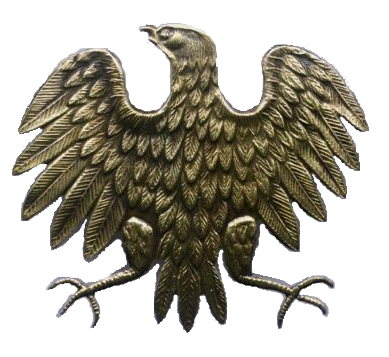
Orzeł wojskowy wzór 43 (tzw. piastowski)

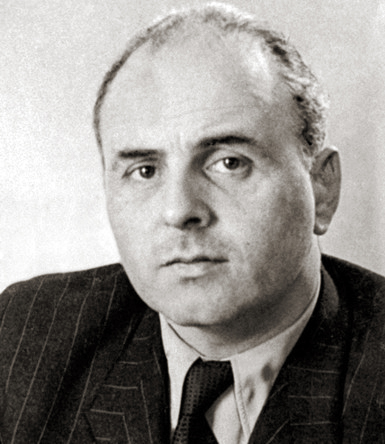
Jakub Berman (przed 1949)

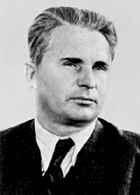
Edward Osóbka-Morawski

Polska Rzeczpospolita Ludowa (PRL); (do 1952: Rzeczpospolita Polska; pot. Polska Ludowa) – historyczne państwo polskie istniejące w latach 1944–1989. Polska w tym okresie była państwem niesuwerennym oraz satelickim pozostającym pod polityczną dominacją ZSRR. Rządy sprawowała komunistyczna Polska Partia Robotnicza, a następnie Polska Zjednoczona Partia Robotnicza, jako partia hegemoniczna, przy formalnym istnieniu ugrupowań satelickich, tzw. stronnictw sojuszniczych (Zjednoczone Stronnictwo Ludowe, Stronnictwo Demokratyczne).

## Powstanie
Zgodnie z postanowieniami konferencji jałtańskiej legitymizacja władzy w Polsce miała się dokonać na drodze demokratycznych wyborów w jak najkrótszym terminie. Do tego czasu rządzić miał Tymczasowy Rząd Jedności Narodowej powołany w trakcie konferencji moskiewskiej w czerwcu 1945, pod nadzorem trzech mocarstw koalicji antyhitlerowskiej i uznany przez nie za legalny rząd polski, przy jednoczesnym wycofaniu przez Wielką Brytanię i Stany Zjednoczone uznania rządu RP na uchodźstwie. Na konferencji poczdamskiej Bolesław Bierut zobowiązał się na piśmie do przeprowadzenia wolnych i nieskrępowanych wyborów na początku 1946 roku, co było warunkiem poparcia Wielkiej Brytanii dla polskich roszczeń terytorialnych wobec Niemiec. Wybory zostały przeprowadzone w rok później – 19 stycznia 1947 – i sfałszowane przez aparat policyjny (Ministerstwo Bezpieczeństwa Publicznego podporządkowane PPR), przy bezpośrednim udziale funkcjonariuszy NKWD, metodami sprawdzonymi we wcześniejszym referendum ludowym (1946).
Uzyskane w ten sposób zwycięstwo wyborcze tzw. Bloku Demokratycznego (złożonego z PPR, koncesjonowanego PPS i satelickich wobec PPR ugrupowań) nad opozycyjnym Polskim Stronnictwem Ludowym było, w świetle prawa międzynarodowego, formalną legitymizacją władzy Polskiej Partii Robotniczej, i jej spadkobierców, w Polsce. Wyniki sfałszowanych wyborów nie zostały bowiem zakwestionowane przez Wielką Brytanię i USA, gwarantów porozumienia jałtańskiego. Były premier RP, wicepremier TRJN i prezes PSL, Stanisław Mikołajczyk, został (wobec groźby aresztowania) zmuszony do ucieczki za granicę.

## Geneza
Koncepcja utworzenia na terenie Polski państwa komunistycznego pojawiła się po raz pierwszy w środowisku polskich oraz rosyjskich komunistów w nawiązaniu do idei światowej rewolucji komunistycznej. W wyniku przewrotu bolszewickiego (rewolucji październikowej) w 1917 roku komuniści przejęli władzę w Republice Rosyjskiej. Utworzona przez nich Rosyjska Federacyjna Socjalistyczna Republika Radziecka jako cel ideowy deklarowała wprowadzanie komunistycznego ustroju w krajach sąsiadujących metodami rewolucyjnymi, a więc zbrojnie. 16 grudnia 1918 na zjeździe połączeniowym SDKPiL i PPS-Lewicy została powołana Komunistyczna Partia Robotnicza Polski (od 1925 Komunistyczna Partia Polski). KPRP od 1919 była organizacją nielegalną.
W czasie wojny polsko-bolszewickiej na zajętych przez Armię Czerwoną terytoriach Polski, Białorusi, Litwy i Ukrainy komuniści tworzyli efemeryczne komunistyczne państwa marionetkowe takie jak w 1920 Galicyjska Socjalistyczna Republika Rad, czy w 1919 Litewsko-Białoruska Socjalistyczna Republika Rad (Litbieł) i Ukraińska Socjalistyczna Republika Radziecka, jako instrument obalenia powstałych w 1918 po rozpadzie Imperium Rosyjskiego niepodległych demokratycznych państw narodowych – Rzeczypospolitej Polskiej, Republiki Litewskiej i Ukraińskiej Republiki Ludowej.
Współpraca komunistów polskich z Rosją Sowiecką w czasie inwazji na Polskę obejmowała, oprócz walki w szeregach Armii Czerwonej przeciwko Wojsku Polskiemu, również powołanie Polrewkomu – marionetkowego rządu planowanej Polskiej Republiki Rad. Odezwę o przejęciu władzy w Polsce ogłoszono 30 lipca w Wilnie i ponownie w Białymstoku, pierwszym większym mieście za tzw. linią Curzona, zajętym 28 lipca 1920 przez Armię Czerwoną. Krótkotrwałą stałą siedzibą TKRP był Pałac Branickich w Białymstoku. Polrewkom w Manifeście do polskiego ludu roboczego miast i wsi (autorstwa Feliksa Dzierżyńskiego) ogłoszonym 30 lipca 1920 roku w Wilnie jako główny cel zapowiadał utworzenie Polskiej Socjalistycznej Republiki Rad. Działający w sierpniu 1920 Polrewkom, którego kierownictwo (Julian Marchlewski, Feliks Dzierżyński i Feliks Kon) posuwało się specjalnym pociągiem w ślad za nacierającą na Warszawę Armią Czerwoną, stanowił prototyp utworzonego w 1944 Polskiego Komitetu Wyzwolenia Narodowego.
W wyniku klęski w Bitwie Warszawskiej ofensywa bolszewików załamała się i zostali oni zmuszeni do uznania niepodległości Polski podpisując początkowo 12 października 1920 w Rydze zawieszenie broni, a 18 marca 1921 traktat pokojowy, który wytyczył granicę polsko-radziecką. Sytuacja ta utrzymała się do agresji III Rzeszy i ZSRR na Polskę, po której 28 września 1939 III Rzesza oraz ZSRR podzieliły między siebie terytorium Polski według ustaleń paktu Ribbentrop-Mołotow. Ostatecznie po zakończeniu II wojny światowej, wskutek zajęcia terytorium Europy Środkowo-Wschodniej po Łabę przez Armię Czerwoną, tereny państwa polskiego znalazły się całkowicie w sferze wpływów Rosji sowieckiej, w konsekwencji koncepcja komunistycznej Polski mogła zostać zrealizowana.
Przez cały okres istnienia II Rzeczypospolitej KPP, jako partia zmierzająca przemocą do zmiany ustroju Polski, a także podporządkowana zagranicznemu ośrodkowi decyzyjnemu (Międzynarodówka Komunistyczna (Komintern)) i finansowana z zagranicy, była partią nielegalną. KPP wzywała do rewizji granic Polski na rzecz Niemiec (przekazania Niemcom Górnego Śląska i Pomorza, a ZSRR etnicznie mieszanych terenów na wschód od tzw. linii Curzona). KPP działała poprzez kontrolowane lub infiltrowane przez siebie organizacje legalne (partie polityczne, stowarzyszenia, związki zawodowe), wydawała w ten sposób prasę oficjalną i wprowadzała posłów do Sejmu RP (Tomasz Dąbal, Stanisław Łańcucki, Jerzy Czeszejko-Sochacki, Sylwester Wojewódzki, Tadeusz Żarski). Jednocześnie komuniści działali w Polsce, dokonując zabójstw (Hibner, Kniewski i Rutkowski – 1925) i prowadząc systematyczną działalność wywiadowczą na rzecz ZSRR (Wydział Wojskowy KC KPP). Z kolei w ZSRR na terenach BSRR i USRR utworzono w latach 20. polskie okręgi autonomiczne: tzw. Dzierżyńszczyznę i Marchlewszczyznę, zlikwidowane w latach 30. w ramach tzw. operacji polskiej NKWD, będącej istotną częścią tzw. wielkiej czystki. W sierpniu 1938 Stalin zlikwidował KPP, nakazując uprzednio od lutego 1937 wymordowanie większości jej przywódców, oskarżając ich o współpracę z Policją Państwową i Oddziałem II Sztabu Głównego WP.
Po rozwiązaniu KPP, zawarciu paktu Ribbentrop-Mołotow, agresji ZSRR na Polskę 17 września 1939, wojskowej okupacji terytorium Rzeczypospolitej przez Wehrmacht i Armię Czerwoną, a następnie formalnym traktacie rozbiorowym (pakcie o granicach i przyjaźni), zawartym pomiędzy III Rzeszą a ZSRR 28 września 1939 i aneksji wschodnich terytoriów RP przez ZSRR w październiku 1939, idea komunistycznej Polski powróciła w planach politycznych Stalina w roku 1940. Pewną liczbę oficerów Wojska Polskiego, np. Zygmunta Berlinga, wyselekcjonowanych przez INO NKWD w obozach w Kozielsku, Ostaszkowie i Starobielsku nie wymordowano wiosną 1940 w trakcie zbrodni katyńskiej, lecz byli przetrzymywani przez NKWD we względnie dobrych warunkach do wykorzystania na wypadek konfliktu z III Rzeszą. W ZSRR wydawano gazety i pisma polskojęzyczne („Czerwony Sztandar”, „Nowe Widnokręgi”), demonstracyjnie obchodzono w dniach 25–26 listopada 1940, tzw. dni mickiewiczowskie.
Po agresji III Rzeszy, ZSRR pod naciskiem brytyjskim był zmuszony przywrócić stosunki dyplomatyczne z Rządem RP, zerwane jednostronnie w dniu agresji na Polskę 17 września 1939, zgodzić się na uwolnienie aresztowanych i deportowanych przez NKWD obywateli Rzeczypospolitej i na tworzenie Polskich Sił Zbrojnych w ZSRR podporządkowanych rządowi Rzeczypospolitej, pod dowództwem byłego więźnia Łubianki gen. Władysława Andersa. Ustępstwa Stalina były wywołane przez katastrofalną sytuację militarną ZSRR w 1941 r. i potrzebę materialnej pomocy Wielkiej Brytanii i USA. Po klęsce Wehrmachtu pod Moskwą z zawartych uzgodnień strona radziecka zaczęła się stopniowo wycofywać. Latem 1942 doszło do ewakuacji do Iranu wojsk Polskich Sił Zbrojnych w ZSRR (tzw. Armii Andersa). Berling z grupą kilkunastu oficerów Wojska Polskiego (żołnierze Armii Andersa) pozostali w ZSRR pomimo rozkazu wyjazdu i zostali później przez sąd wojenny II Korpusu Polskiego skazani zaocznie jako dezerterzy.
Innym krokiem, dokonanym przez Stalina po wybuchu wojny niemiecko-sowieckiej, było reaktywowanie na terytorium okupowanej przez III Rzeszę Polski partii komunistycznej, zlikwidowanej formalnie przez Komintern 16 sierpnia 1938. 5 stycznia 1942 roku w Warszawie, z inicjatywy Kominternu, przez przybyłych z ZSRR polskich komunistów z tzw. Grupy Inicjatywnej (zrzuconych przez lotnictwo sowieckie na spadochronach 28 grudnia 1941 w okolicach Wiązowny), poprzez połączenie organizacji Związek Walki Wyzwoleńczej (utworzonej we wrześniu 1941) z kilkoma istniejącymi konspiracyjnymi grupami komunistycznymi, została utworzona Polska Partia Robotnicza (PPR).
Autorem nazwy partii był Józef Stalin, który 27 sierpnia 1941 przekazał sekretarzowi generalnemu Kominternu Georgi Dimitrowowi wskazówki by nie posługiwać się nazwą „partia komunistyczna”, gdyż mogłaby odstraszać przyszłych członków. Dimitrow 29 sierpnia 1941 przekazał dyspozycje Stalina grupie polskich komunistów (nazwa partii pozbawiona wyrazu „komunistyczna” wzbudziła szereg wątpliwości wśród polskich komunistów w ZSRR). Szkoleniem aktywistów PPR tworzących Grupę Inicjatywną m.in. w specjalnym ośrodku w miejscowości Puszkino pod Moskwą, zajmował się Ludowy Komisariat Spraw Wewnętrznych (NKWD). Działalność PPR podlegała kierowniczym czynnikom w Moskwie, ze względów taktycznych formalnie nie była związana z Kominternem w okresie jej istnienia.
Ujawnienie w kwietniu 1943 roku zbrodni katyńskiej i zwrócenie się przez Rząd RP na uchodźstwie do Międzynarodowego Czerwonego Krzyża o przeprowadzenie śledztwa w tej sprawie dało Stalinowi pretekst do zerwania 27 kwietnia stosunków dyplomatycznych z Rządem RP w Londynie, następnie utworzenia podporządkowanego sobie Związku Patriotów Polskich i rozpoczęcia tworzenia 1 Dywizji Piechoty im. Tadeusza Kościuszki z Polaków, którzy nie zdążyli przybyć do Armii Andersa z miejsc zesłania i łagrów, z kadrą złożoną przeważnie z oddelegowanych oficerów Armii Czerwonej i oficerami politycznymi ze środowiska komunistów polskich. Wraz z oddziałami polskimi tworzono Informację Wojskową, stanowiącą faktycznie filię sowieckiego kontrwywiadu Smiersz w Wojsku Polskim. Jednocześnie przygotowywano kadry dla komunizacji Polski w szkole NKWD w Kujbyszewie.
Od tzw. konferencji moskiewskiej (18 października – 3 listopada 1943 roku) było jasne, że mocarstwa anglosaskie uznały, że wszystkie kraje wyzwolone spod okupacji hitlerowskiej lub zajęte przez Armię Czerwoną pozostaną w radzieckiej strefie wpływów (w zamian Moskwa gwarantowała to samo mocarstwom anglosaskim w Europie Zachodniej i południowej).
Na jesieni 1943, w okresie braku kontaktu radiowego z Moskwą (do stycznia 1944 r.) PPR sformułowała koncepcję powołania własnego ośrodka władzy w okupowanym kraju i budowę fasadowych struktur jako alternatywy Polskiego Państwa Podziemnego. W okupowanym kraju w noc sylwestrową 1943/44 PPR powołała całkowicie sobie podporządkowaną Krajową Radę Narodową (KRN), jako samozwańczy polski parlament. KRN powołała jako własne siły zbrojne Armię Ludową, przekształconą z organizacji wojskowej PPR – Gwardii Ludowej.
4 stycznia 1944 roku wojska 1 Frontu Ukraińskiego Armii Czerwonej przekroczyły przedwojenną granicę ZSRR z Polską w rejonie Rokitna.
Na przełomie stycznia i lutego 1944, w ramach przygotowań do przejęcia przez komunistów władzy w Polsce Stalin, formalnie w trybie decyzji Sekretariatu Komitetu Centralnego Wszechzwiązkowej Komunistycznej Partii (bolszewików) (WKP(b)), powołał Centralne Biuro Komunistów Polski przy KC WKP(b). Organizatorzy CBKP przyznali sobie sami funkcję nadrzędną nad PPR. CBKP było strukturą tajną, a jego skład personalny był utajniony nawet wobec poinformowanych o samym fakcie jego istnienia. O jego istnieniu władze PPR dowiedziały się w początkach sierpnia 1944 w Lublinie, zaś sekretarz generalny PPR Władysław Gomułka 18 lipca 1944 w Warszawie, z pierwszej depeszy otrzymanej przez PPR od CBKP poprzedniego dnia. W skład CBKP wchodzili: Aleksander Zawadzki jako przewodniczący, Stanisław Radkiewicz – sekretarz, członkowie: Karol Świerczewski, Jakub Berman, Wanda Wasilewska, pełnomocnicy: Hilary Minc i Stefan Wierbłowski. Pracami Biura faktycznie kierował Berman. W sierpniu 1944 członkowie Biura stworzyli większość w utworzonym wówczas, również tajnym, Biurze Politycznym PPR. Do BP PPR weszli wówczas: Władysław Gomułka, Bolesław Bierut, Jakub Berman, Hilary Minc i Aleksander Zawadzki (trzej ostatni ze składu CBKP). Bolesław Bierut, wchodząc do tajnego Politbiura PPR, na polecenie Józefa Stalina występował do roku 1948 publicznie (jako przewodniczący, następnie prezydent KRN i prezydent RP) jako osoba bezpartyjna.
W konsekwencji rozpoczętej 22 czerwca 1944 roku ofensywy białoruskiej (operacja Bagration) Armia Czerwona wyparła Wehrmacht z terenów Białorusi i wschodnich terenów II Rzeczypospolitej i przewidywane było jej wkroczenie na terytorium Polski na zachód od tzw. linii Curzona, uznanej przez Wielką Brytanię, USA i ZSRR w tajnym porozumieniu na konferencji w Teheranie (28.XI – 1.XII.1943) za powojenną granicę polsko-sowiecką.
Stalin działał wielowariantowo – wybór wariantu najkorzystniejszego dla ZSRR zależał od aktualnego układu sił, natomiast zmierzał w każdym wariancie do utworzenia rządu polskiego – uzależnionego od ZSRR.

## Rzeczpospolita Polska (1944–1952)

### Polski Komitet Wyzwolenia Narodowego

Manifest PKWN

22 lipca 1944 wieczorem na falach Radia Moskwa ogłoszono o powołaniu Polskiego Komitetu Wyzwolenia Narodowego. PKWN, zwany na zachodzie Komitetem Lubelskim, powołany został formalnie przez Krajową Radę Narodową (KRN) w Lublinie 21 lipca 1944 roku, w rzeczywistości jednak został utworzony dwa dni wcześniej w Moskwie, gdzie przy ulicy Puszecznej odbyło się jego pierwsze posiedzenie. Stalinowi chodziło o stworzenie wrażenia, że Polacy z własnej inicjatywy powołują rząd na ziemiach wyzwolonej spod okupacji niemieckiej Polski, położonych między frontem radziecko-niemieckim a tzw. linią Curzona. Na siedzibę PKWN Józef Stalin wybrał Lublin, nazwę zaproponował Mołotow.
W maju 1944 r. dowódca AK melduje do Londynu, że „izolowanie” PPR od społeczeństwa i innych grup politycznych nie powiodło się. Rozszerzająca się działalność PPR i możliwość zwiększenia ich wpływów niepokoiły Polskie Państwo Podziemne. „Radykalizm mas oraz nacisk Sowietów zwiększa atrakcyjność lewicowych grup poza RJN” stwierdzał raport KG AK. Jak twierdził znany antykomunistyczny pisarz Józef Mackiewicz w swoim tekście z 1947 roku "(...) Kraj (...) zaszczuty przez Niemców, zalany optymizmem i ślepą wiarą w Anglików, czekał bolszewików w 80 procentach jak zbawienia (...)".
6 sierpnia 1944 odbyły się w Moskwie rozmowy między premierem Rządu RP na uchodźstwie Stanisławem Mikołajczykiem a przedstawicielami PKWN (m.in. Bierut, Osóbka-Morawski, Żymierski), które zakończyły się fiaskiem. Przedstawiciele PKWN zaproponowali Mikołajczykowi stanowisko premiera w przyszłym rządzie jedności narodowej za cenę odrzucenia konstytucji kwietniowej i oferowali przedstawicielom rządu na uchodźstwie 4 teki w nowym gabinecie.
Przeprowadzana przez PKWN na terenach pod jego administracją reforma rolna zaczęła przynosić polityczne rezultaty korzystne dla PPR, która zyskała poparcie części ludności wiejskiej. W końcu 1944 roku członkowie pochodzenia wiejskiego stanowili ok. 70 procent liczebności partii.

### Akcja „Burza” i powstanie warszawskie

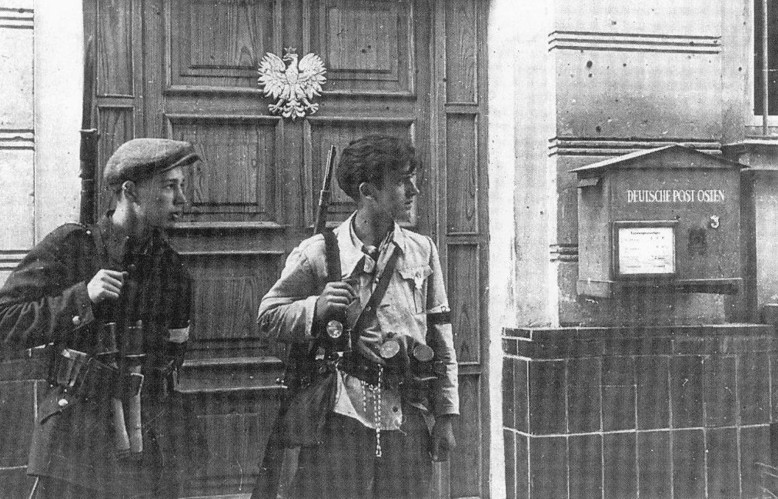
Żołnierze AK podczas akcji „Burza” w Lublinie, lipiec 1944

Równolegle do PKWN istniał legalny z punktu widzenia prawa międzynarodowego Rząd RP na uchodźstwie, uznawany powszechnie w świecie do lipca 1945 (utworzenia Tymczasowego Rządu Jedności Narodowej), z aparatem państwowym w kraju w formie Polskiego Państwa Podziemnego. Wkroczenie Armii Czerwonej na tereny Polski w granicach przedwojennych władze Polskiego Państwa Podziemnego zgodnie z dyrektywą Rządu RP na uchodźstwie chciały wykorzystać do ujawnienia istniejących struktur administracji państwa podziemnego (zorganizowanych w czasie okupacji niemieckiej przez Delegaturę Rządu na Kraj do szczebla powiatu włącznie) i odbudowy w ten sposób struktur niepodległego państwa polskiego. Operacja „Burza” militarnie wymierzona w Niemcy, politycznie skierowana była przeciwko planom ZSRR jednostronnej zmiany granicy polsko-sowieckiej ustalonej w traktacie ryskim i wprowadzenia na terenie Polski administracji podporządkowanej Moskwie. Polska administracja cywilna rozpoczęła działalność w miastach, powiatach i gminach w środkowej Polsce. Wkrótce została jednak zniszczona przez sowieckie NKWD, NKGB, lub Smiersz, a jej urzędnicy aresztowani i w większości wywiezieni w głąb ZSRR. Choć Armia Krajowa pomagała Armii Czerwonej w ramach akcji Burza w walce z Niemcami na terenie Polski, Armia Czerwona i wojska NKWD systematycznie rozbrajały również oddziały Armii Krajowej a oficerowie i żołnierze AK trafiali do więzień i obozów NKWD (najbardziej znane: Majdanek, Skrobów, Rembertów, Zamek Lubelski) i byli wywożeni później do obozów na terenie ZSRR, lub przymusowo wcielani do I Armii Wojska Polskiego.
W lipcu 1944 Komenda Główna Armii Krajowej podjęła decyzję o przeprowadzeniu zbrojnego wystąpienia oddziałów AK w Warszawie i ujawnieniu się wobec wkraczającej Armii Czerwonej centralnych władz Polskiego Państwa Podziemnego, w tym członków Krajowej Rady Ministrów, z wicepremierem rządu RP Janem Stanisławem Jankowskim (urzędującym Delegatem Rządu na Kraj) na czele, a także dowództwa Armii Krajowej z komendantem głównym AK Tadeuszem Komorowskim ps. „Bór”. Po otrzymaniu 31 lipca 1944 informacji o pojawieniu się oddziałów Armii Czerwonej na przedpolach Warszawy zadecydowano o rozpoczęciu powstania w dniu następnym.
6 sierpnia Wanda Wasilewska w trakcie spotkania przedstawicieli rządu na uchodźstwie z KRN i PKWN odbyła rozmowę ze Stanisławem Mikołajczykiem, podczas której, nie wiedząc jeszcze o wybuchu powstania, ostrzegała: “Niech pan nie zapomina o możliwości walk bratobójczy w Warszawie. (...) Ponieważ w Warszawie są duże siły Armii Krajowej i również są duże siły Armii Ludowej. Zamiast bić Niemców wezmą się one za łby. Przecież tak było na innych terenach. Dla Armii Krajowej i administracji Panów będzie ważniejsze zaznaczenie swej supremacji.”.

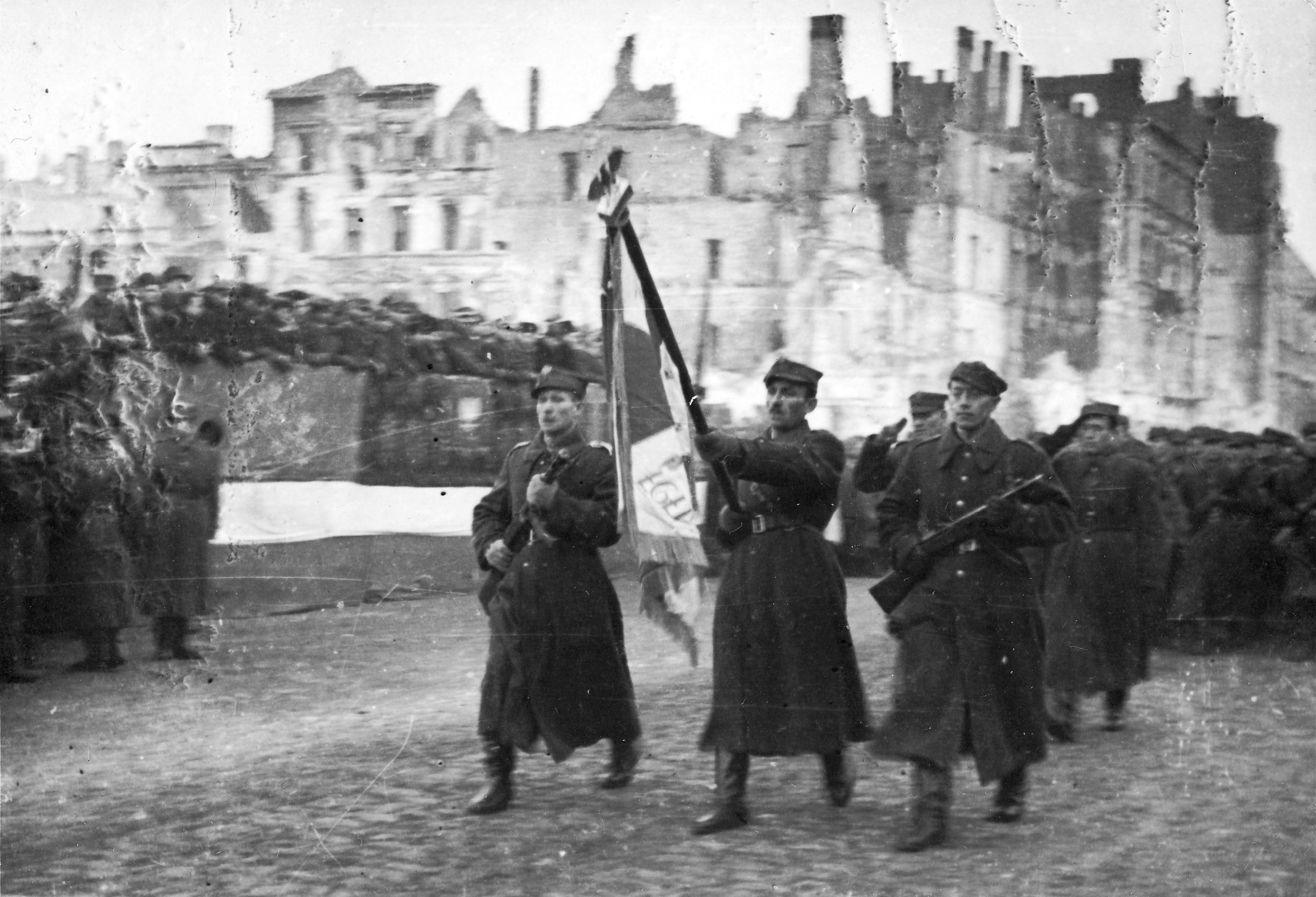
Defilada żołnierzy 1 Armii Wojska Polskiego w Warszawie 19 stycznia 1945

W połowie sierpnia raporty władz powstańczych stwierdzały „(…) całkowita bierność aliantów jest dla opinii publicznej niezrozumiała. (…) Na tym tle powstają nastroje prorosyjskie, wytwarza się niechęć do AK (…). (…) środowiska bynajmniej nie lewicowe są rozgoryczone na Mikołajczyka, że nie doprowadził do ugody z Komitetem Chełmskim.”.
Dowodzący walczącymi oddziałami w Warszawie gen. Chruściel – „Monter”, sprzeciwiając się rozmowom kapitulacyjnym z Niemcami proponowanym przez gen. Komorowskiego, uznawał, że lepszym rozwiązaniem będzie zwrócenie się do polskich komunistycznych władz wojskowych z prośbą o pomoc powstaniu. Stwierdzał: „Proponuję wezwać Żymierskiego na odsiecz i przyrzec mu lojalną współpracę.”. Jeden z jego bliskich współpracowników notował wręcz, że Chruściel chciał doprowadzić do scalenia oddziałów AK z armią gen. Berlinga.
Na posiedzeniu Polskiego Komitetu Wyzwolenia Narodowego, które odbyło się w Lublinie 15 września 1944, Bolesław Bierut, Roman Zambrowski, Jakub Berman, Michał Rola-Żymierski omówili możliwy rozwój wypadków w razie zwycięstwa powstańców. Stanisław Radkiewicz stwierdził wówczas, że nie do pomyślenia jest: żebyśmy pozwolili na wzięcie władzy komuś, mając cztery dywizje do dyspozycji. Wojsko porwie za sobą wszystko i wszelką próbę nieprawnego zagarnięcia władzy trzeba ukrócić z pomocą generała Kieniewicza i całej naszej 1. Armii. Zdecydowano o stworzeniu Wojsk Wewnętrznych, które w przypadku klęski Niemców miały wkroczyć do Warszawy i rozbić zwycięską Armię Krajową.

### Aparat represji władz komunistycznych

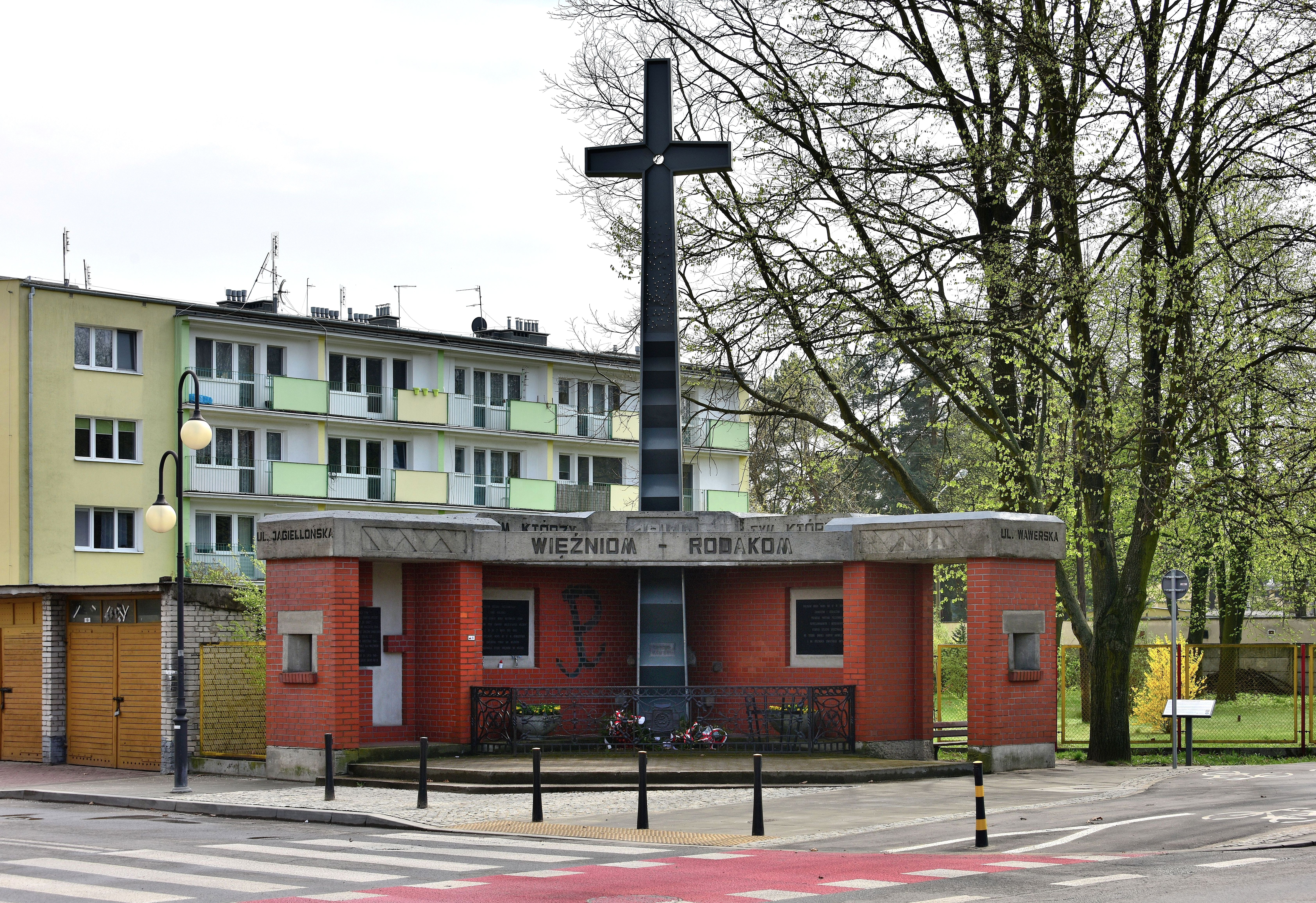
Pomnik Więźniów Obozu NKWD w Rembertowie

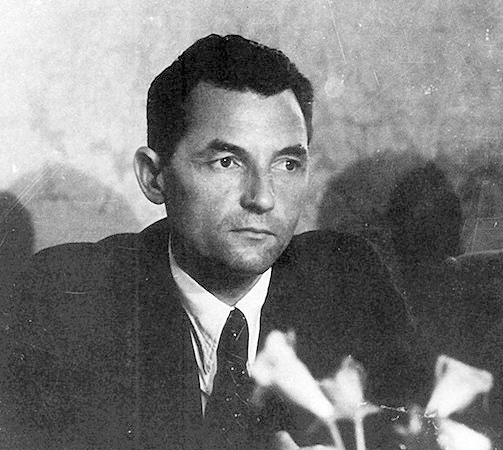
Stanisław Radkiewicz

PKWN przystąpił do organizowania „władzy ludowej” na przejętym przez ZSRR obszarze Polski, na zachód od linii Curzona. W 1944 roku PKWN powołał Milicję Obywatelską. Powstawały posterunki Milicji Obywatelskiej i Urzędu Bezpieczeństwa.
Po pierwszych miesiącach względnie liberalnej polityki nowych władz wobec członków AK i opozycji (do października 1944 roku sądy wojskowe podległe PKWN nie wydały żadnego wyroku śmierci z przyczyn politycznych ani za dezercję) w październiku 1944 na polecenie Józefa Stalina wydane Bolesławowi Bierutowi w nocy 29/30 września 1944, podczas wizyty delegacji PKWN w Moskwie, nastąpiło zaostrzenie represji aparatu bezpieczeństwa kierowanego przez PPR, wobec polskiego społeczeństwa i istniejących organizacji podziemia. 9 października 1944 szesnastoosobowe plenum KC PPR w Lublinie wysłuchało ocen i żądań Stalina, przedstawionych przez Bieruta i zaaprobowało decyzje Politbiura PPR. W konsekwencji tego samego dnia usunięty został z PKWN jego wiceprzewodniczący i kierownik resortu rolnictwa i reform rolnych Andrzej Witos (kierownictwo resortu przejął Osóbka-Morawski), później (20 listopada) kierownik resortu administracji publicznej Stanisław Kotek-Agroszewski. Obaj zostali następnie usunięci przez PPR również z władz Stronnictwa Ludowego. „Od lawirowania – w nadziei zapewne, że sam bieg wydarzeń przyniesie umocnienie jej władzy – PPR przechodziła nagle i gwałtownie do otwartego terroru”.
Prawnym instrumentem terroru stał się wydany przez PKWN 30 października 1944 Dekret o ochronie Państwa, wprowadzający karę śmierci w 11 artykułach, przy niemal pełnej dowolności interpretacyjnej czynów karalnych i wprowadzony z mocą wsteczną od 15 sierpnia 1944. Wyrażało się to też m.in. we wprowadzeniu terroru policyjnego, wydawaniu dekretów przewidujących karę śmierci za wiele czynów o charakterze politycznym (np. kodeks karny Wojska Polskiego z 23 września 1944), klasyfikowanych jako „przestępstwa”, jak również za takie „przewinienia”, jak posiadanie radioodbiornika.

Skala represji wzrosła tak bardzo, że zaniepokoiło to Gomułkę. Gomułka mówił na plenum KC PPR w maju 1945: 

Zaczyna w państwie naszym ponad naszymi głowami wyrastać drugie państwo. Organa bezpieczeństwa same robią pewną politykę, do której nikt się nie ma wtrącać (...) Daje się u nas w więzieniach ludziom zwierzęce warunki. Z tym trzeba skończyć.

15 maja 1945 roku minister bezpieczeństwa publicznego Stanisław Radkiewicz wydał rozkaz nr 19 w związku z tym, że funkcjonariusze UB oraz MO dopuszczali się wobec zatrzymanych czynów bezprawnych, stosowali „niejednokrotnie niedopuszczalne metody bicia i znęcania się”. Stwierdzał, że takie metody „przejęte od hitlerowców i faszystów” są niegodne dla pracowników bezpieczeństwa i w związku z tym należy ich pociągać do odpowiedzialności.
Gomułka jednorazowego ostrzeżenia o „drugim państwie” już nie powtórzył, przeciwnie 28 września 1945 na wspólnym posiedzeniu KC PPR i CKW PPS stwierdził:

Bezpieczeństwo jest najczystszym miejscem w aparacie państwowym, nie zostało zaśmiecone przez reakcję i stanowi dla władzy demokratycznej pewny instrument działania”.

W PPR dochodziło do rywalizacji między poszczególnymi segmentami nowej władzy. Aparat partyjny starał się podporządkować sobie struktury bezpieczeństwa, krytykując ich działalność. Przykładem tego może być m.in. posiedzenie Sekretariatu KC 21 marca 1946 roku, na którym Zenon Kliszko, bliski współpracownik sekretarza generalnego PPR Władysława Gomułki stwierdził, że „właściwie istnieją dwie partie: partia cywilna i partia Bezpieczeństwa”. Nadzorujący aparat partyjny członek Biura Politycznego Roman Zambrowski mówił: „Duże szkody przynosi nam nadużywanie władzy przez partyjniaków pracujących w Bezpieczeństwie. (...) Są wypadki, że pracownicy Bezpieczeństwa dokonują rewizji i nawet mordów w celach rabunkowych. Czy był przypadek, żeby szef Bezpieczeństwa powiatowego został (...) ukarany lub wyrzucony z partii, by zmusić Ministerstwo Bezpieczeństwa Publicznego do zdjęcia go z pracy?”.
Andrzej Paczkowski:
Według stanu na 17 lipca 1946 roku MBP zatrudniało 134 396 osób. Było to trzy razy więcej niż miała przedwojenna policja, „obsługująca” trzydziestopięciomilionowy kraj ze zrewoltowanymi mniejszościami narodowymi. Pracownicy tego resortu stanowili dokładnie 36,4% pracowników państwowych (z premierem włącznie) – więc co najmniej co trzeci pracownik państwowy służył w „organach”, a na jednego nauczyciela przypadało 1,3 „ubeka”.
W czerwcu 1945 por. Zdzisław Broński tak opisywał w pamiętniku sytuację na Lubelszczyźnie:
Prześladowania trwają nadal. Tysiące Polaków – którym dotychczas udaje się ujść [z] rąk siepaczy – zmuszonych jest karabinem, pistoletem i granatem bronić swego życia. Stąd powstały „bandy”. Ale czy to są bandy i czy ludzi tych bandytami nazwać należy – osądzi społeczeństwo. (…) 3.a terenie gm. Ludwin i Spiczyn przez pięć lat okupacji niemieckiej nie zginęło tylu Polaków, ilu zginęło przez pięć miesięcy „demokratycznej niepodległości”. Setki osób wyłapano i wywieziono w nieznanym kierunku. Miejscowi „demokraci”, ślepe narzędzie w ręku wroga, zaczęli dochodzić do tego, aby palić zabudowania i niszczyć dorobek rodzin „akowskich” przestępców, więzić ich braci lub ojców, a nawet wykonywać wyrok na miejscu. Po kilkugodzinnym torturowaniu zamordowano najniewinniejszego człowieka – którego syn rzekomo ma być w „bandzie”. Zwłoki trudne do rozpoznania porzucono w lesie. Trudno powstrzymać rękę przed odwetem. Tym bardziej, że sprawcy tych nieszczęść są doskonale znani. Niektórzy ponieśli już zasłużoną karę, innych jeszcze ziemia nosi... Do czasu. My wiemy, że prowadzimy walkę bratobójczą i choć serce się kraje, choć sumienie się wzdraga, nie możemy jej uniknąć, bo nie jesteśmy jej prowokatorami. My chcemy Polski! Chcemy pokoju! Chcemy demokracji! Chcemy reformy rolnej! Ale przede wszystkim chcemy niepodległości!.

#### Finansowanie aparatu represji
Resort/Ministerstwo Bezpieczeństwa Publicznego zostały od początku swego istnienia w 1944/45 wyposażone w szerokie uprawnienia, dające im w zasadzie nieograniczoną władzę. Na działalność MBP przeznaczono ogromne, jak na możliwości wyniszczonego wojną kraju, środki finansowe pozwalające na rozbudowę aparatu przemocy. Do roku 1955 była to z reguły druga (po MON) pod względem wielkości pozycja budżetu państwa, przewyższająca znacznie środki przeznaczane przez państwo na odbudowę. Kwoty przeznaczone na MON i MBP pochłaniały ok. 30% budżetu państwa. W 1946 r. budżet MBP wyniósł 19 590 tys. zł. Przewyższał budżety Ministerstwa Oświaty (19 490 tys. zł), Ministerstwa Zdrowia (1244 tys.) i Ministerstwa Pracy (1113 tys. zł). Na odbudowę w 1946 r. przeznaczono ośmiokrotnie mniej niż wynosił budżet MBP. Na rok 1947 dla MBP przeznaczono 17 010 tys. zł, co stanowiło kwotę większą niż razem wzięte budżety Ministerstwa Ziem Odzyskanych, Ministerstwa Komunikacji, Ministerstwa Przemysłu i Handlu oraz Ministerstwa Administracji Publicznej. W 1948 MBP otrzymało dziesięć razy więcej środków niż przeznaczono na odbudowę kraju.

#### Wojska NKWD i doradcy sowieccy w Polsce
Do likwidacji oddziałów polskich Józef Stalin przeznaczył siły równe 3 armiom: na obszar Litewskiej SRR skierowano 4 Dywizję Strzelecką Wojsk Wewnętrznych NKWD oraz 17 wydzielonych pułków. Na obszar Białoruskiej SRR 3 dywizje (6, 7, 10) oraz 4 wydzielone pułki. Do pacyfikacji Polski Lubelskiej użyte zostały: 62, 63 i 64 Zbiorcza Dywizja Wojsk Wewnętrznych NKWD.
Początkowo ZSRR ponosił główny ciężar walk z oporem wobec narzucanego przez siebie reżimu komunistycznego w Polsce. Sam Władysław Gomułka przyznał w maju 1945 roku, że „nie jesteśmy w stanie walki z reakcją przeprowadzać bez Armii Czerwonej”. Liczba regularnych jednostek Armii Czerwonej stacjonujących w Polsce w latach 1944–1947 wahała się między 200 tysięcy a 3 mln żołnierzy. Stalin wysłał tu 3 dywizje NKWD, w tym 64. Zbiorczą Dywizję Wojsk Wewnętrznych NKWD. Sama 64. dywizja aresztowała 60 tysięcy osób. Kilka innych dywizji NKWD operowało na Kresach Wschodnich, zwalczając polską partyzantkę po obu stronach nowej granicy polsko-radzieckiej i przekraczając ją według swojego uznania.
Do aparatu bezpieczeństwa i wojska z NKWD i Armii Czerwonej przysłano tzw. doradców. Pewna liczba obywateli ZSRR skierowana została do służby jako tzw. POP-i (pełniący obowiązki Polaków). W marcu 1945 roku stanowili oni prawie 53% wszystkich oficerów w siłach zbrojnych Polski Ludowej. W latach 1945–1947 przeniesiono do Ludowego Wojska Polskiego 16 460 oficerów radzieckich. W grudniu 1945 roku 54 na 63 polskich generałów (86%) i 228 z 309 pułkowników (74%) stanowili oficerowie Armii Czerwonej. W sumie oficerowie ci stanowili ok. 40% korpusu oficerskiego Ludowego Wojska Polskiego.
27 lipca 1946 Ławrientij Beria polecił swoim przedstawicielom w Warszawie omówić z władzami Polski pilne wycofanie jednostek NKWD. Minister spraw wewnętrznych ZSRR Siergiej Krugłow zdawał w październiku 1946 sprawę Berii: Prezydent Bierut uważa, że w obecnej sytuacji wojska [sowieckiego] MSW są koniecznie potrzebne i prosi o pozostawienie ich w Polsce do marca 1947 r. Jeszcze 20 maja 1946 w innym raporcie Krugłowa wyliczano jednostki NKWD znajdujące się wówczas w Polsce. Była to 64 dywizja wojsk wewnętrznych licząca 4199 ludzi, dwa pułki ochrony pogranicza w liczbie 2897 ludzi i jednostki łączności rządowej w liczbie 6434 – łącznie około 13,5 tysiąca ludzi.
Zwarte oddziały wojsk NKWD Stalin odwołał z Polski dopiero w 1947, po sfałszowanych przez PPR wyborach do Sejmu Ustawodawczego.

#### Obozy NKWD w Polsce
Na zajętych terenach, niezależnie od władz PKWN działała Armia Czerwona i służby bezpieczeństwa ZSRR (NKWD, Smiersz). Zgodnie z umową zawartą przez PKWN z rządem ZSRR żołnierze i funkcjonariusze radzieccy pozostawali poza zasięgiem polskiego prawa, zaś NKWD aresztowało osoby związane z Armią Krajową i innymi organizacjami niepodległościowymi oraz polskim rządem na uchodźstwie, organizowało ich wywózki do łagrów na terenie ZSRR oraz współdziałało z „ludowymi” władzami, nadzorując je poprzez sieć tzw. doradców. NKWD miało sieć własnych obozów. Przypuszcza się, że w tego typu obozach w latach 1944–1950 zginęło około 25 tysięcy osób. W lipcu 1945 NKWD aresztowało ok. 2000 osób w okolicach Gib podczas tzw. obławy augustowskiej, 600 z nich nie powróciło; nie odnaleziono także ich grobów. Wiele z nich zostało zamordowanych i pochowanych w tajemnicy. Ciała wielu z nich odnaleziono dopiero po 1989 roku. W Rzeszowskiem w 1944 roku wśród bagien Kraskowa Włodawskiego zorganizowano obozy koncentracyjne dla oficerów Armii Krajowej i działaczy polskich z okresu okupacji niemieckiej. Pod Siedlcami w miejscowości Kruślin NKWD zorganizowało obóz koncentracyjny dla aresztowanych działaczy polskich, których umieszczono w dołach o głębokości 8 m i powierzchni 2 na 2 m, gdzie woda sięgała do kolan.

Rząd lubelski i NKWD walczą bezwzględnie z każdym, kto nie współpracuje. Terror wzmaga się, przepełnione więzienia. Liczne obozy koncentracyjne. Największe: Rembertów, Sikawa koło Łodzi i Mysłowice.

W kraju panuje terror i nędza. Wędrujące bandy żołnierzy sowieckich i przesiedleńców rabują i dewastują oraz podpalają miasta zdobyte na zachodzie.

Działalność NKWD w Polsce budziła wątpliwości niektórych działaczy PPR. Władysław Gomułka krytykował wielokrotnie praktyki radzieckich organów bezpieczeństwa na terenie Polski powojennej stwierdzając m.in.: „Na terenie Polski organa sowieckie nie mogą robić rewizji ani aresztować. (...) trzeba zażądać zaprzestania tego i wypuszczenia ludzi. Nie mogą ludzie ginąć po prostu. To jest nasza suwerenność”. Na plenum majowym KC PPR w 1945 roku Edward Ochab stwierdził, że naczelnym problemem w kontekście polityki radzieckiej jest obecnie suwerenność państwowa. Również Franciszek Jóźwiak, komendant główny MO, jako „nienaturalne” określił zwalczanie podziemia przez radzieckie siły bezpieczeństwa”.
Według notatki Andrzeja Werblana z rozmowy z Gomułką przeprowadzonej w roku 1981:
W 1945 r. podczas pobytu w Moskwie interweniował u Stalina w związku z aresztowaniem przez władze radzieckie podziemnego kierownictwa obozu londyńskiego w Polsce (gen. Okulicki i inni). Gomułka argumentował, że było to pogwałcenie suwerenności Polski o konsekwencjach niekorzystnych dla PPR, dla rządu ludowego i dla samego Związku Radzieckiego. Stalin replikował: „Przemawiacie tak, jak gdybyście byli szefem wielkiego mocarstwa, a jesteście przywódcą słabej partii i słabego kraju, który my wyzwoliliśmy. Oni strzelali do naszych ludzi i my ich za to pociągniemy do odpowiedzialności”. Gomułka odpowiedział, że obóz londyński w większym jeszcze stopniu stosował terror wobec działaczy PPR i funkcjonariuszy władzy ludowej. Władze polskie także pociągnęłyby winnych do odpowiedzialności i ukarały surowiej być może niż władze radzieckie. Uniknięto by jednak przy tym komplikacji międzynarodowych i zarzutów o naruszenie suwerenności. Stalin zastanowił się i przyznał rację Gomułce, stwierdzając jednak, że za późno, aby sprawy te poprawiać. Rzecz w tym, powiedział, że „czekiści” to taki typ ludzi („takoj narod”), że jak już schwycą rybę za ogon, to ciągną ją prosto do kosza, a kosz tutaj, na Łubiance. Rozmowa później dotyczyła innych spraw. Przy pożegnaniu jednak wrócił do tematu i żegnając się powiedział: „Sierowa [szef kontrwywiadu radzieckiego] jednak zdejmę. Okazał się głupcem”.

### Rząd Tymczasowy Rzeczypospolitej Polskiej
31 grudnia 1944 KRN przekształcił formalnie PKWN w Rząd Tymczasowy Rzeczypospolitej Polskiej, faktycznie była to decyzja polityczna Stalina. Premierem Rządu Tymczasowego został dotychczasowy przewodniczący PKWN Edward Osóbka-Morawski. I wiceprezesem Rady Ministrów został Władysław Gomułka (PPR), a II wiceprezesem Stanisław Janusz (SL). Był to ze strony Stalina element „polityki faktów dokonanych” – polityczne przygotowanie przed zimową ofensywą Armii Czerwonej mającą na celu zajęcie wszystkich ziem polskich w granicach sprzed wojny. Jednocześnie posunięcie to dowodziło znaczącego usztywnienia stanowiska ZSRR wobec Wielkiej Brytanii i USA co do roli Rządu RP na uchodźstwie w tworzeniu powojennych władz Polski przed planowaną na luty 1945 konferencją mocarstw wielkiej trójki w Jałcie.
3 stycznia 1945 r. Rząd Tymczasowy podjął uchwałę „o pozostawieniu Warszawy jako stolicy Polski”.

### Tymczasowy Rząd Jedności Narodowej

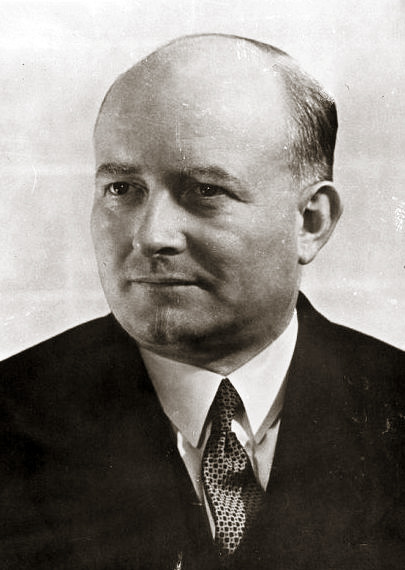
Stanisław Mikołajczyk

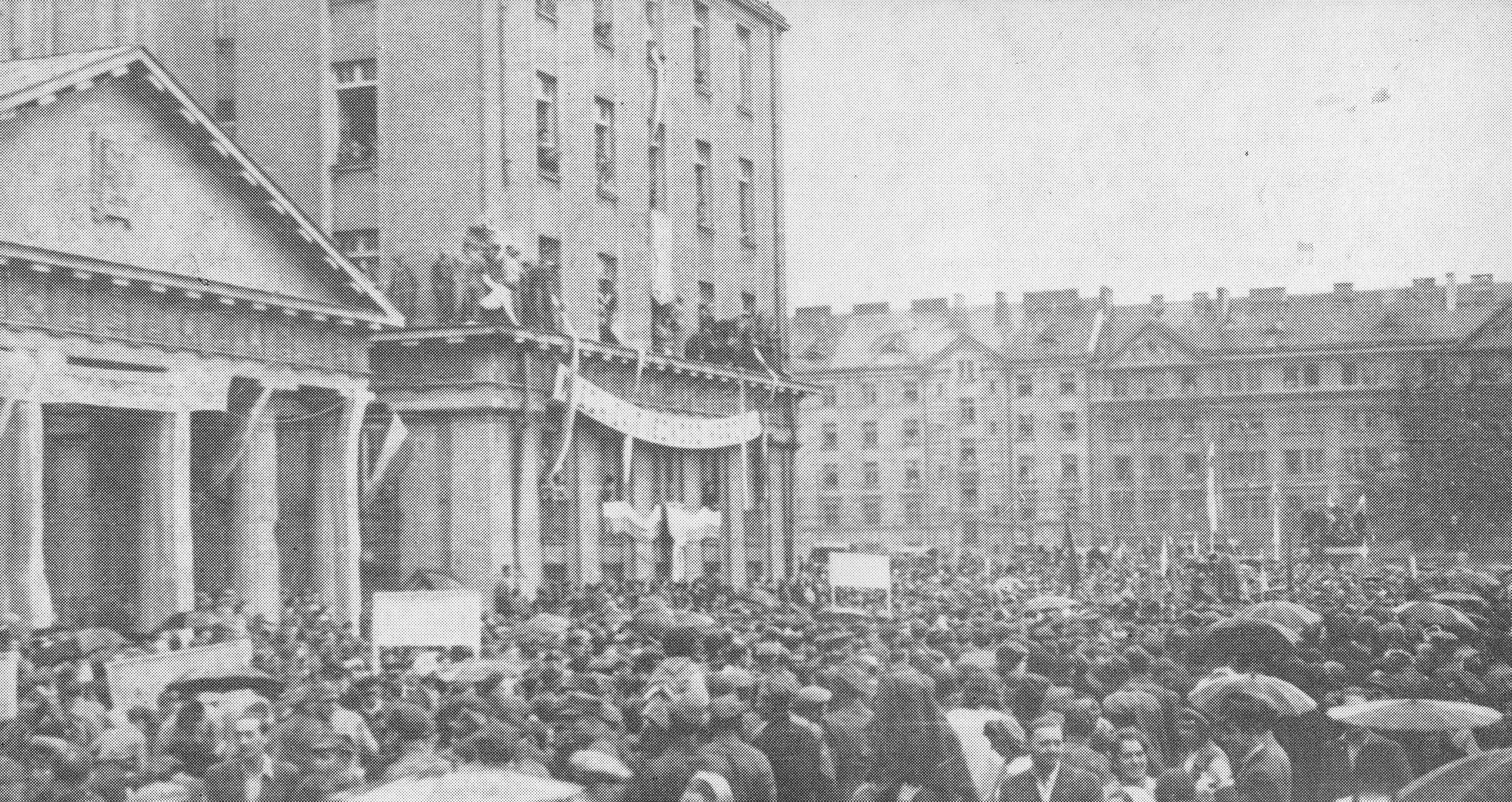
Manifestacja przed gmachem Dyrekcji PKP przy ul. Wileńskiej w Warszawie na cześć Tymczasowego Rządu Jedności Narodowej po powrocie jego członków z Moskwy, 27 czerwca 1945

W ramach realizacji postanowień konferencji jałtańskiej w czerwcu 1945 odbyły się w Moskwie rozmowy co do sposobu wyłonienia rządu Polski uznanego zarówno przez ZSRR, jak i Wielką Brytanię i USA – tzw. konferencja moskiewska. W rozmowach uczestniczyli przedstawiciele Rządu Tymczasowego oraz arbitralnie wyznaczeni przez ZSRR i ambasadorów USA i Wielkiej Brytanii w ZSRR działacze polityczni z kraju i emigracji, w tym Stanisław Mikołajczyk, Stanisław Grabski i Zygmunt Żuławski. Najważniejszymi uczestnikami spotkania był Bierut, reprezentant KRN, PPR i RTRP oraz z drugiej strony Mikołajczyk – do listopada 1944 premier Rządu RP na uchodźstwie i lider Stronnictwa Ludowego. W czasie rozmów Władysław Gomułka oświadczył: Władzy raz zdobytej nie oddamy nigdy (...) Możecie jeszcze krzyczeć, że leje się krew narodu polskiego, że NKWD rządzi Polską, lecz to nie zawróci nas z drogi. W rezultacie rozmów powołany został Tymczasowy Rząd Jedności Narodowej. Premierem TRJN został Edward Osóbka-Morawski (dotychczasowy premier Rządu Tymczasowego), a wicepremierami Władysław Gomułka (wicepremier Rządu Tymczasowego i sekretarz generalny PPR) i Stanisław Mikołajczyk. Mikołajczyk miał zostać również ministrem rolnictwa, a Gomułka ministrem Ziem Odzyskanych. Trzem stronom rozmów – Rządowi Tymczasowemu, „Polakom z kraju” i „Polakom z emigracji” – formalnie zagwarantowano parytet w składzie rządu, który miał być – i został – uznany przez wszystkie mocarstwa. O ostatecznym kształcie władzy w Polsce miały rozstrzygnąć wolne wybory w ramach pluralistycznego systemu partyjnego, pod nadzorem trzech mocarstw – gwarantów porozumienia. Na 24 ministerstwa TRJN siedem trafiło w ręce Polskiej Partii Robotniczej, w tym kluczowe Ministerstwo Bezpieczeństwa Publicznego, pozostałe były obsadzone przez ugrupowania satelickie PPR (6 – Polska Partia Socjalistyczna, 2 – Stronnictwo Ludowe, 2 – Stronnictwo Demokratyczne), lub osoby wyznaczone przez PPR i kontrolowane przez PPR na szczeblu wiceministrów, trzy ministerstwa formalnie w rękach PSL były drugorzędne i faktycznie systematycznie pozbawiane władzy. Do KRN dokooptowano Stanisława Grabskiego i Wincentego Witosa jako wiceprezydentów (Witos nie objął funkcji), przedstawiciele PSL mieli być również dokooptowani w skład Rady.
Porozumienie moskiewskie było nieprzestrzegane przez ZSRR i PPR w kraju od samego początku i traktowane przez nie jako instrument do przejęcia pełni władzy, przy jednoczesnej legitymizacji międzynarodowej rządów PPR w Polsce. Równolegle do konferencji moskiewskiej odbywał się w Moskwie pokazowy proces szesnastu przywódców Polskiego Państwa Podziemnego.

Prześladowania, które tysiące Polaków znoszą obecnie w Polsce i które ze szczególną zawziętością stosowane są wobec tych obywateli RP, którzy z wielkim oddaniem bronili wolności i niepodległości przed najeźdźcą niemieckim – dowodzą ponad wszelką wątpliwość, że tzw. Tymczasowy Rząd Jedności Narodowej w żadnej mierze nie wyraża woli narodu, jest bowiem ciałem służalczym narzuconym Polsce z zewnątrz.

W kwietniu 1945 roku podpisano polsko-radziecki układ o przyjaźni, wzajemnej pomocy i współpracy powojennej, przedłużony później w 1965, a w następnych latach Polska zawarła podobne układy z pozostałymi krajami „demokracji ludowej”. W lipcu 1945, na konferencji w Poczdamie, ustalono przebieg zachodnich i północnych granic RP. W październiku 1945 Polska podpisała Kartę Narodów Zjednoczonych.

### Kształtowanie się powojennych granic Polski

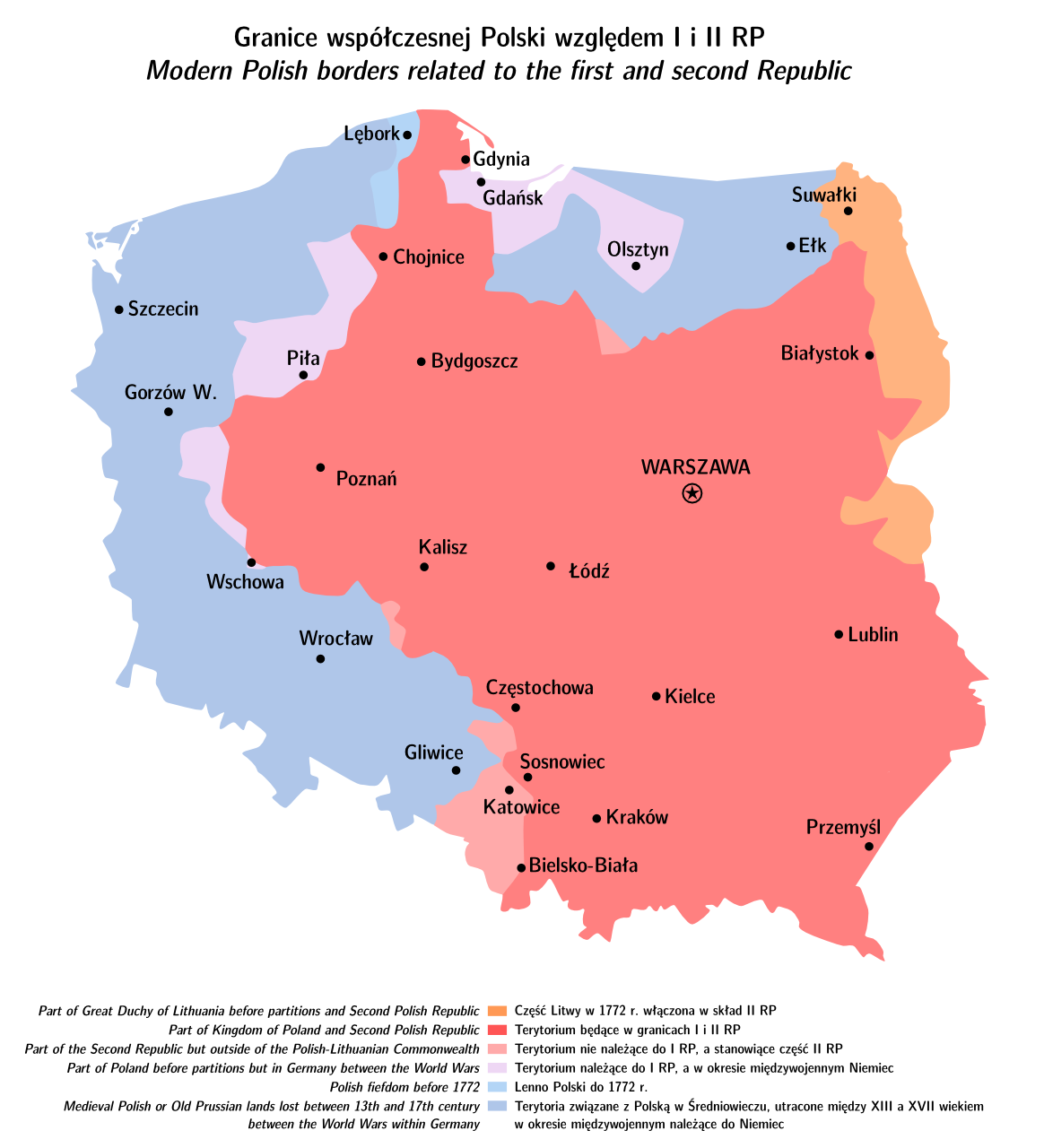
Obszar I i II RP we współczesnych granicach Polski ustalonych na początku istnienia PRL

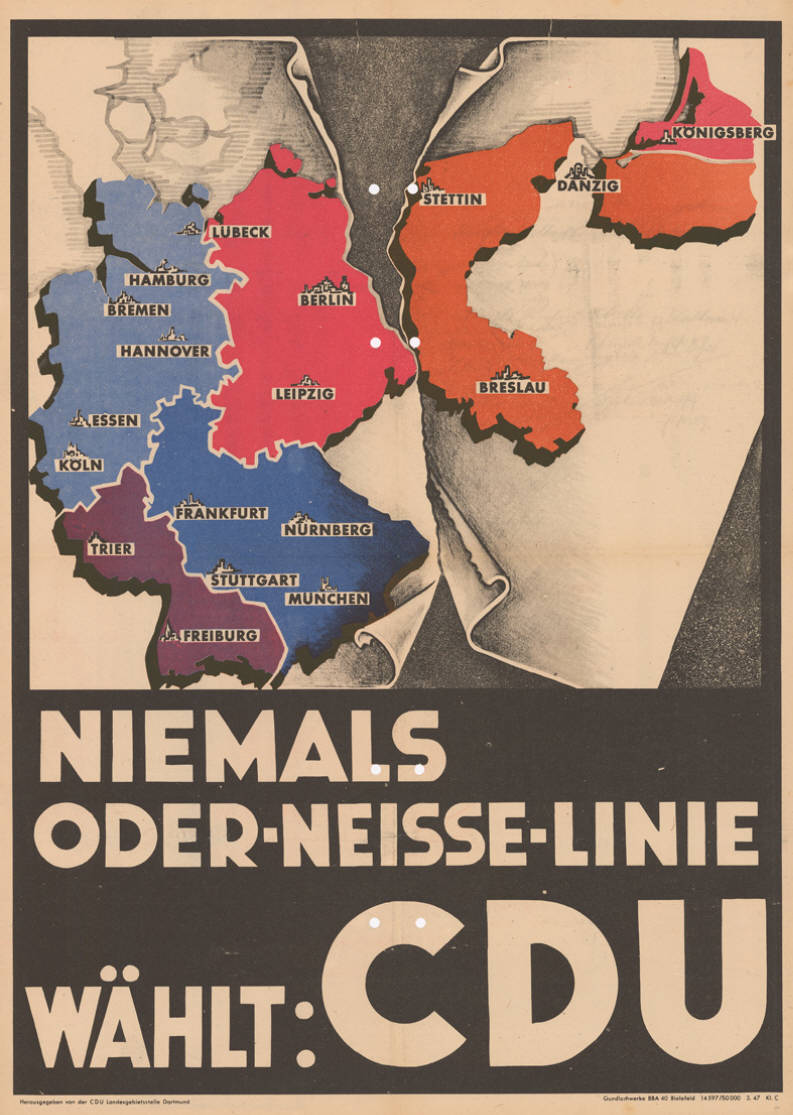
Plakat wyborczy CDU w wyborach do landtagu w Nadrenii Północnej-Westfalii w 1947 r.

Podczas wizyty premiera Sikorskiego w Moskwie w grudniu 1941 roku Stalin sugerował mu konieczność omówienia kwestii granicznych między Polską a ZSRR mówiąc: „Powinniśmy ustalić nasze wspólne granice sami, wcześniej przed konferencją pokojową, gdy tylko wojsko polskie ruszy do boju.”. Sikorski odparł: „Granice roku 1939 nie mogą być kwestionowane.”.
Polska nie będąc w stanie w okresie późniejszym ułożyć samodzielnie bilateralnych stosunków z ZSRR zdana była na pośrednictwo Londynu i Waszyngtonu, a przyszłość granic stawała się funkcją stosunków brytyjsko-amerykańsko-radzieckich.
Punktem zwrotnym w kształtowaniu powojennej polskiej granicy była konferencja w Teheranie (28 listopada – 1 grudnia 1943 roku). Wtedy to przywódcy trzech mocarstw sojuszniczych ZSRR, USA i Wielkiej Brytanii zawarli porozumienie wstępne w tej kwestii. Jak stwierdził Winston Churchill w rozmowie z Józefem Stalinem: „nic nie jest ważniejsze od bezpieczeństwa zachodniej granicy rosyjskiej”, a Polska powinna się „przesunąć na zachód, jak żołnierze przesuwający się o dwa kroki w lewo”. Zgadzał się z tym stanowiskiem Franklin D. Roosevelt, ale ze względu na zbliżające się wybory prezydenckie w USA i ewentualną reakcję Polonii amerykańskiej, nie chciał publicznie o tym mówić. Wśród obradujących panowała zgoda, że wschodnia granica Polski miała przebiegać wzdłuż tzw. linii Curzona, czyli w przybliżeniu w granicy III rozbioru Polski, a ostatnio linii granicznej radziecko – niemieckiej po wrześniu 1939 roku. Przedmiotem niejasności była tylko kwestia przynależności Lwowa. Co do granicy zachodniej rozbieżności były znaczące. Zgodzono się jedynie, że polska granica ma być wyznaczona na Odrze oraz że Polska ma uzyskać część Prus Wschodnich. Strona anglosaska chciała, by nabytki Polski kosztem Niemiec były ograniczone, strona radziecka chciała ich maksymalizacji.
Kolejnym etapem ustalania granicy Polski była konferencja trzech mocarstw w Jałcie (4–11 lutego 1945 r.). Postanowiono tam ostatecznie, że Lwów zostanie poza granicami Polski. Co do granicy zachodniej Stalin naciskał by opierała się ona o Odrę i Nysę, precyzując, że chodzi o Nysę Łużycką. Głównym oponentem takiego rozwiązania był Churchill stwierdzający podczas obrad: „Nie mam zamiaru udusić polskiej gęsi, zanim padnie od niemieckiej niestrawności”. W komunikacie końcowym stwierdzono: „(...) wschodnia granica Polski powinna przebiegać wzdłuż linii Curzona, odchylając się od niej w niektórych rejonach 5 do 8 kilometrów na korzyść Polski. Uznając, że Polska musi otrzymać pokaźne nabytki terytorialne na północy i zachodzie. (...) w stosownym czasie należy zasięgnąć opinii nowego Polskiego Rządu Tymczasowego Jedności Narodowej co do rozległości tych nabytków, a zatem, że ostatecznie, wytyczenie zachodniej granicy Polski powinno zaczekać do Konferencji Pokojowej”.
Dzięki ustaleniom z Jałty i Poczdamu Polska powojenna z terytorium, którego 51% przed 1914 rokiem należało do Prus/Niemiec stała się państwem środkowoeuropejskim.

### Likwidacja opozycji politycznej
Powstały system polityczny w praktyce zapewniał rzeczywistą władzę aparatu Polskiej Partii Robotniczej (PPR) w państwie wobec zachowania we władzy PPR aparatu przymusu (MBP i wojsko) i w konsekwencji kontrolowanie władz i instytucji państwa, partii politycznych, organizacji społecznych, gospodarki, w warunkach ograniczonej suwerenności Polski.
Do 1947 PPR umocniła swoją władzę w kraju, likwidując praktycznie opozycyjne podziemie polityczne i zbrojne oraz wyeliminowała z życia politycznego jedyną legalną siłę opozycyjną – zalegalizowane w lipcu 1945 roku, zgodnie z porozumieniami jałtańskimi Polskie Stronnictwo Ludowe pod przywództwem Stanisława Mikołajczyka. Opozycja skupiła się w mikołajczykowskim PSL. W wyborach 1947 we wspólnej liście wyborczej z PPR i jego satelitami wzięła też udział Polska Partia Socjalistyczna, kierowana przez Osóbkę-Morawskiego, która jednak nie była samodzielna, w jej kierownictwie bowiem znalazło się wielu działaczy ulegających PPR. Założona w 1944 PPS (określana jako „lubelska”, lub „koncesjonowana”) zasilona była w dużym stopniu byłymi członkami Robotniczej Partii Polskich Socjalistów oraz działaczami przybyłymi z ZSRR. Mimo spychania PPS na boczny tor i prób uzależnienia go od stalinowskich władz działaczom partii udało się odrestaurować przedwojenne organizacje społeczne, takie jak Towarzystwo Uniwersytetu Robotniczego i związki zawodowe. W opozycji do koncesjonowanego PPS w latach 1946–1947 działała niezależna WRN. Wchodziła ona w skład opozycyjnego Komitetu Porozumiewawczego Organizacji Polski Podziemnej, jednak już w drugiej połowie lat 40. zmarginalizowana partia zakończyła działalność. Wielu członkom WRN udało się przystąpić do PPS, działacze ci byli przeciwni porozumieniom z władzami komunistycznymi.

#### Sfałszowane referendum ludowe 1946 i wybory do Sejmu Ustawodawczego 1947

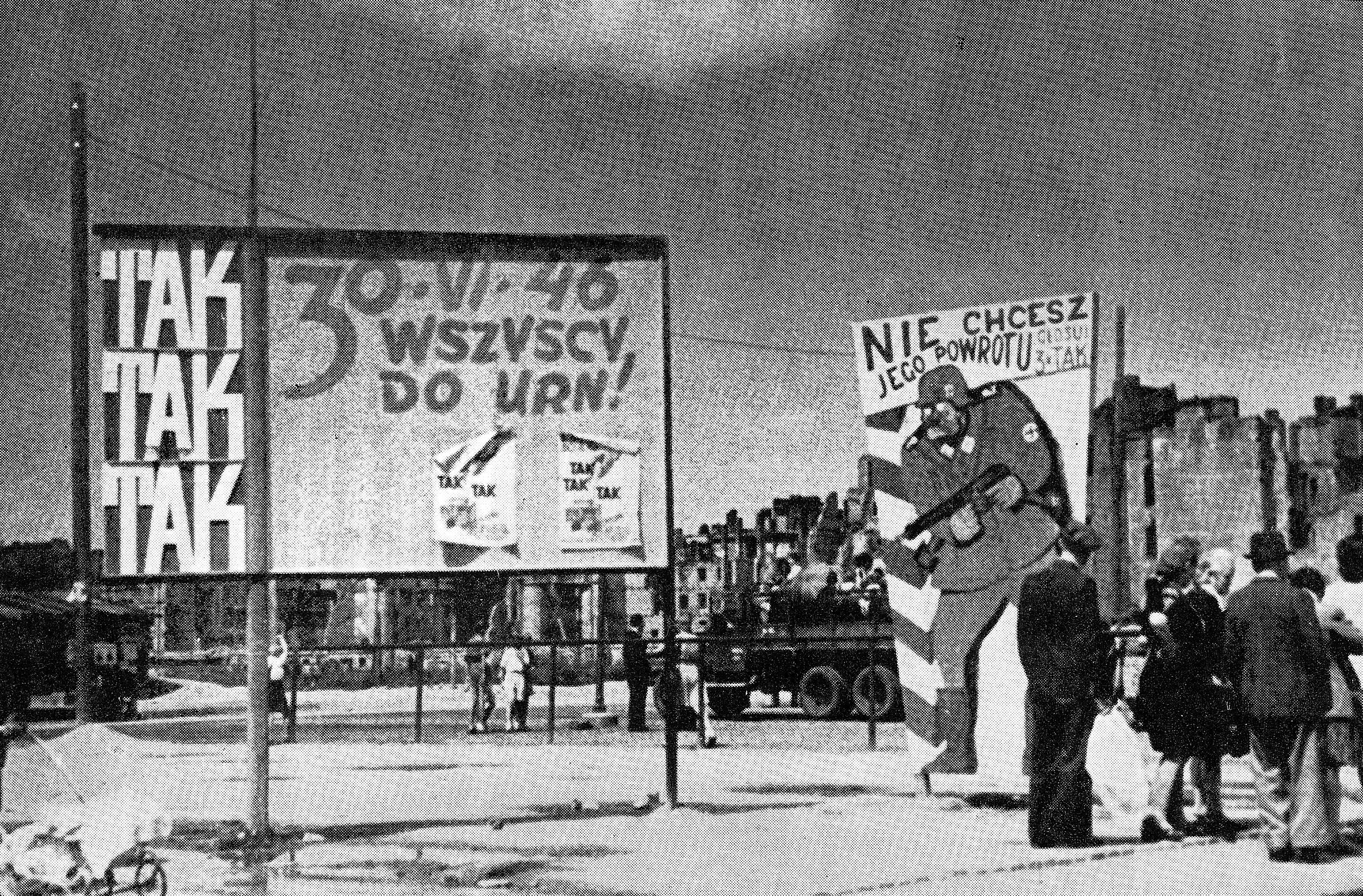
Tablice propagandowe wzywające do głosowania w referendum w 1946 roku

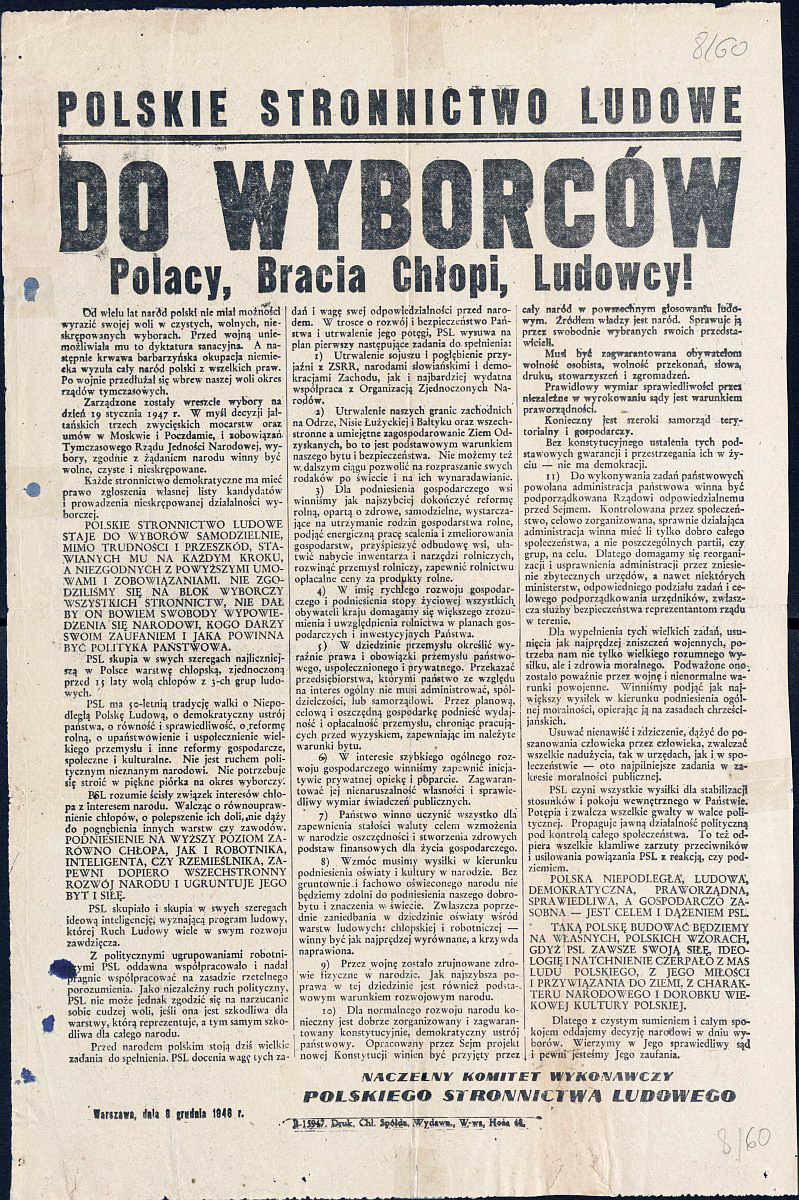
Odezwa wyborcza Polskiego Stronnictwa Ludowego, grudzień 1946

Formalne zwycięstwo blokowi PPR, PPS, SL i SD przyniosły oficjalne (faktycznie sfałszowane) wyniki referendum (słynne 3 x TAK) 30 czerwca 1946 i wyborów do Sejmu Ustawodawczego – polskiej Konstytuanty 19 stycznia 1947. Wyniki sfałszowanych wyborów nie zostały bowiem zakwestionowane przez Wielką Brytanię i USA, gwarantów porozumienia jałtańskiego.
W lipcu 1947 utworzony po sfałszowanych przez PPR wyborach do Sejmu Ustawodawczego rząd Józefa Cyrankiewicza został zmuszony przez ZSRR do wycofania się z udzielonej już wstępnie zgody na udział Polski w Planie Marshalla. Polska (podobnie jak Czechosłowacja) została w ten sposób odsunięta od udziału w planie gospodarczej odbudowy Europy. Było to potwierdzenie satelickiego wobec ZSRR statusu obu krajów i początek wiązania ich gospodarek z nakazowo-rozdzielczą gospodarką wojenną ZSRR, przy stopniowym zrywaniu związków z gospodarkami reszty Europy.

#### Złamanie oporu społecznego

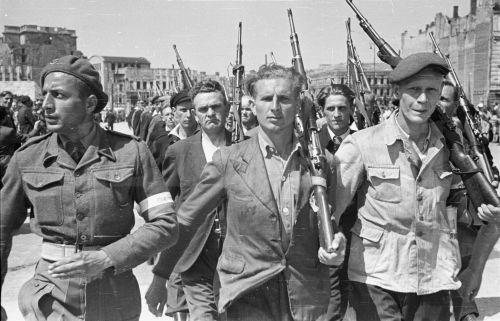
Członkowie ORMO

Do roku 1947 utrzymywały się na terenie kraju, liczące w okresie szczytowego stanu (1945) ok. 9–12 tysięcy ludzi (liczbę członków wszystkich organizacji i grup konspiracyjnych szacuje się na 120–180 tysięcy osób), oddziały partyzanckie niepodległościowego podziemia antykomunistycznego (WiN, NSZ). Utrzymywała się także ukraińska partyzantka UPA. Kres podziemiu polskiemu przyniosły masowe represje aparatu Ministerstwa Bezpieczeństwa Publicznego, wojsk NKWD i KBW, a także amnestie ogłaszane przez władze, zwłaszcza ogłoszona po sfałszowanych wyborach do Sejmu Ustawodawczego w styczniu 1947. Klęska polityczna Stanisława Mikołajczyka spowodowała załamanie się nadziei na odsunięcie PPR i jego satelitów od władzy. Do roku 1947 działania aparatu bezpieczeństwa skupiały się na podziemiu polskim.
W maju 1946 w wielu miastach wybuchły protesty studenckie, sprowokowane brutalnym stłumieniem manifestacji studenckiej w Krakowie 3 maja 1946. 10 sierpnia miał miejsce równie brutalnie stłumiony strajk dokerów w Porcie Gdańskim.
Od kwietnia 1945 do końca 1948 r. w Polsce przeprowadzono co najmniej 1220 strajków, ich przyczyną były warunki bytowe robotników, narastająca w latach 1945/46 inflacja i spadek płac realnych. Kulminacja fali strajkowej nastąpiła w 1946, gdy wybuchło 365 strajków, średni czas strajku wynosił 3,1 dnia, ogólna liczba strajkujących sięgała 340 000, czyli ok. 28% zatrudnionych w przemyśle. Niekiedy strajkowało w jednym mieście blisko 30 000 robotników. Strajki wybuchały we wszystkich gałęziach gospodarki, przodowały przemysł włókienniczy i górnictwo. Na Łódź i województwo przypadło zatem 529 strajków (43%), na Górny Śląsk 231 strajków (19%). W Bielsku-Białej od 24 kwietnia do 31 maja 1946 strajkowało 15 fabryk. Ostatni duży strajk miał miejsce we wrześniu 1947 w Łodzi, rozpoczął się 16 września w fabryce Poznańskiego, objął w dniach 19–23.IX 40 000 robotników, czyli ok. jednej trzeciej wszystkich włókniarzy w mieście. Został stłumiony po 10 dniach przez funkcjonariuszy MBP, z udziałem aktywu PPR. Aresztowano kilkadziesiąt osób. Nastąpiła rozbudowa agentury i stworzenie sieci rezydentur UB w fabrykach, co w połączeniu z represjami policyjnymi i likwidacją jakiejkolwiek niezależności rad zakładowych i związków zawodowych doprowadziło do systemowego wygaszenia protestów strajkowych w skali kraju.
Opór społeczny wielokrotnie przyjmował formę sabotażu. W kopalni „Kościuszko” w Jaworznie w październiku 1945 roku wybuchł strajk, który poprzedziły akcje sabotażowe. W hucie „Julia” w Bobrku w 1945 roku miały miejsce akty sabotażu, m.in. podrzucanie granatów w celu rozsadzenia pieca, wysadzanie pieców martenowskich. Przypadki sabotażu stwierdzono na terenie huty „Pokój” w Bytomiu, elektrowni w Warszawie, Państwowej Fabryce Wagonów we Wrocławiu, a także fabrykach przemysłu włókienniczego w Łodzi. Dochodziło także do wysadzania i palenia mostów kolejowych oraz wywoływania katastrof komunikacji kolejowej.
Skazano na karę śmierci i stracono 3 tysiące osób, ok. 10 tysięcy zostało zakatowanych w czasie przesłuchań lub masowych egzekucji, 150 tysięcy osób zostało skazanych na więzienie i około 100 tysięcy zesłanych do łagrów. Aresztowano 518 tysięcy chłopów za opór wobec kolektywizacji i dostaw obowiązkowych. W czasie walk z podziemiem niepodległościowym zabito ok. 20–50 tysięcy osób. Przez więzienia Polski Ludowej od 1944 roku przeszło ok. 2 mln osób, liczba skazanych na karę śmierci przez działające od 1946 roku wojskowe sądy rejonowe wyniosła ok. 3,5 tysiąca osób, sądy wojskowe, funkcjonujące przy Ludowym Wojsku Polskim skazały na karę śmierci w latach 1944–1956 ok. 5 tysięcy osób. W 1954 roku w kartotekach organów bezpieczeństwa znajdowało się prawie 6 milionów nazwisk, uznanych za element przestępczy i podejrzany, co trzeci Polak był inwigilowany przez funkcjonariuszy Ministerstwa Bezpieczeństwa Publicznego, Informacji Wojskowej, Milicji Obywatelskiej i ich przybudówek. Liczba ofiar terroru do 1954 roku jest szacowana na dziesiątki tysięcy.
W 1952 r. Polska była krajem zamkniętym. Od świata odgradzał ją płot z drutu kolczastego o długości ponad 2 tys. km, 1300 wież strażniczych i pas zagrabionej ziemi o długości ponad 3 tys. km, granic strzegło 30 tys. żołnierzy Wojsk Ochrony Pogranicza mających rozkaz strzelać do każdego, kto spróbuje ucieczki. Ministerstwo Bezpieczeństwa Publicznego wydało w tym roku paszporty na zaledwie 12 tys. wyjazdów zagranicznych. W olbrzymiej większości otrzymali je starannie dobrani i sprawdzeni urzędnicy i działacze partyjni udający się służbowo do innych krajów bloku radzieckiego. Paszporty na prywatny wyjazd na Zachód dostało około 50 osób.

### Likwidacja podziemia ukraińskiego

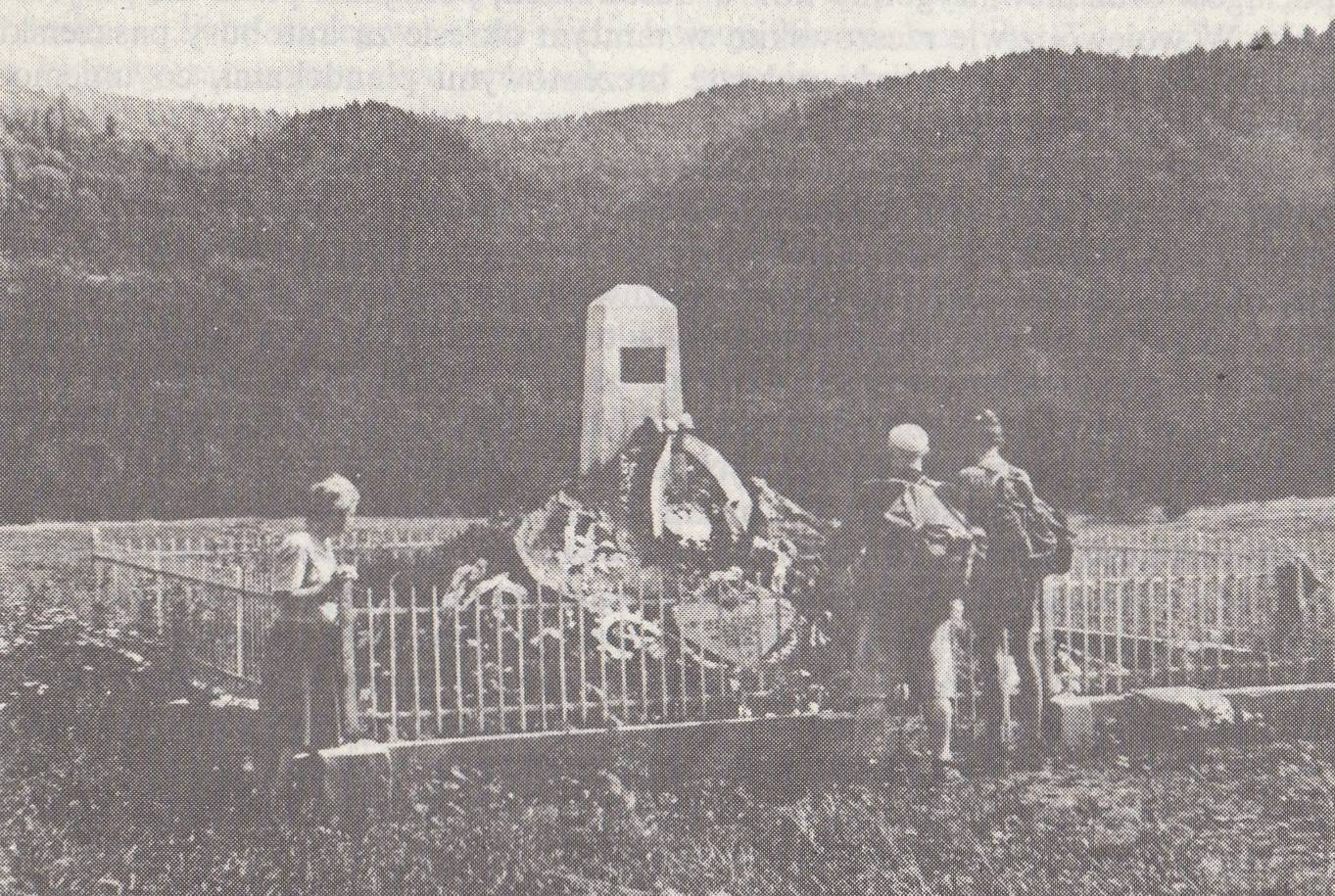
Pierwszy pomnik gen. Karola Świerczewskiego w Jabłonkach (1952)

Pierwotnie akcje pacyfikacyjne na terenach zamieszkanych przez ludność ukraińską, które były terenem działania zbrojnego podziemia ukraińskiego, prowadziły wydzielone jednostki podległe doświadczonym oficerom II RP. W marcu 1946 roku rolę koordynacyjną w walkach przejęła Państwowa Komisja Bezpieczeństwa z gen. Marianem Spychalskim i Stanisławem Radkiewiczem na czele, której podlegały w tym zakresie wszystkie jednostki wojskowe w kraju. Po ugruntowaniu władzy PPR w wyniku sfałszowanych wyborów w styczniu 1947 została podjęta decyzja o rozprawie z podziemiem Ukraińskiej Armii Powstańczej (UPA) poprzez masowe przymusowe wysiedlenie ludności ukraińskiej zamieszkującej południowo-wschodnie województwa na Ziemie Odzyskane. Pretekstem do akcji przesiedleńczej była śmierć wiceministra obrony narodowej gen. Karola Świerczewskiego w potyczce z oddziałem UPA pod Baligrodem. Operacja przesiedleńcza, pod kryptonimem „Wisła” doprowadziła do pozbawienia UPA oparcia w miejscowej ludności i w konsekwencji do rozbicia podziemia UPA przez jednostki KBW i wojska.

### Obóz władzy, budowanie poparcia
Siły PPR i jego koalicjantów wzrastały. O ile latem 1944 roku PPR liczyła ok. 20 tys. członków o tyle w lutym 1945 r. ok. 175 tys. członków, a w kwietniu już 300 tys. członków, stając się partią masową. W lutym 1946 roku Sekretariat KC rozpoczął akcję masowego werbowania nowych członków partii. W rezultacie pod koniec roku liczyła ona 555 tys. członków (wzrost w ciągu roku o 136 procent), by w końcu 1947 roku osiągnąć liczbę 820 tys. członków. W połowie 1948 roku PPR liczyła 997 tys. członków.
Polityka władz komunistycznych opierała się nie tylko na terrorze. Jak pisał Cat-Mackiewicz: „W porównaniu z rewolucją rosyjską, z jej okresu w latach 1918–1922, rewolucja polska była dotychczas łagodna. Ten względny liberalizm komunistów polskich oddał sprawie komunistycznej usługi olbrzymie. Użyto w Polsce frazeologii patriotycznej, nałożono tłumik na slogany komunistyczne, uszanowano kościół katolicki, inteligencji zwrócono posady państwowe, naciśnięto klawisz antyniemiecki, w antyniemieckości widziano łącznik z Armią Czerwoną. Cały ten pseudopatriotyzm komunizmu polskiego przyczynił się do opanowania kraju przez komunistów o wiele bardziej niż wszystkie urzędy bezpieczeństwa.
Rzesze zwolenników nowej władzy stawały się coraz liczniejsze. Jedni robili to ze względów egoistycznych i koniunkturalnych, inni z głębokiego przekonania, wierząc, że nowa władza realizuje najlepiej pojęte interesy narodu jako całości, czy też mas pracujących, dotąd społecznie upośledzonych. Dla dużych grup ludności, zwłaszcza w dawnych województwach zachodnich, dziejowym osiągnięciem było przesunięcie granic na Odrę i Nysę Łużycką. Widziano w tym realizację sprawiedliwości dziejowej, marzeń pokoleń i należnego Polsce odszkodowania za zbrodnie niemieckie oraz utratę ziem wschodnich. Do pracy na rzecz Ziem Zachodnich udało się pozyskać ludzi z różnych środowisk, w tym antykomunistycznych. Zjawiskiem o niespotykanej wcześniej skali był awans społeczny licznych przedstawicieli najniżej usytuowanych warstw społecznych. Nieufność nowej władzy do dawnych kadr kierowniczych, urzędowych i naukowych otwierała pole do nowych i szybkich karier.
Wydawać by się mogło, że ideologia komunistyczna narzucona przez nowe władze została w pełni odrzucona przez społeczeństwo. Tymczasem zawierała ona bowiem dwa zasadnicze elementy – była obietnicą budowy niekapitalistycznego społeczeństwa przemysłowego i jednocześnie zachowania niektórych cech społeczeństwa tradycyjnego. Za cenę braku wolności politycznej i gospodarczej PPR/PZPR gwarantowała bezpieczeństwo socjalne oraz awans cywilizacyjny i zawodowy przedstawicielom klas niższych. Złamano tradycyjne bariery społeczne, a przede wszystkim umożliwiono awans cywilizacyjny mieszkańcom wsi. W gospodarce nierynkowej pewne źródła nierówności przestały istnieć (np. skutki działania prawa własności), a znaczenie pozostałych zostało poważnie ograniczone (np. pochodzenia społecznego z niższych klas). Ogromną rolę motywacyjną odgrywało hasło powszechnego wykształcenia. Beneficjenci tych przemian stanowili główną podporę nowej władzy.
W ciągu kilku lat nowej władzy doszło do zasadniczych zmian społecznych o czym świadczyć mogą dwie poniższe opinie emigracyjnych polityków:

Napływają tu z kraju stale nowi ludzie (...). Porozmawiać z nimi, to w rezultacie jeden obraz: społeczeństwo się zmienia! Niestety! Przyswaja sobie komunizm! Może to nam sie nie podobać, może nas przerażać, ale tak jest – i tej prawdzie trzeba nam spojrzeć w oczy. A emigracja prawdy tej dostrzegać nie chce

Na odcinku (...) krajowym sytuacja jest coraz bardziej ponura Emigracja jest zachłyśnięta faktem, że ciągle ludzie wybierają wolność (...). Nie docenia się faktu, że (...) jest coraz większa warstwa (...) związana z reżimem na śmierć, gdyż jemu zawdzięcza swój awans społeczny. Jest to młodzież, która dostaje możliwości zawrotne, oraz ludzie „awansujący” jak chłopi i robotnicy

### Reforma rolna
Przeprowadzenie reformy rolnej po wojnie było sprawą nieuniknioną (pogodzeni z tym byli nawet właściciele majątków ziemskich), zważywszy na przedwojenne protesty i demonstracje chłopskie (w czasie jednej z nich z powodu brutalnej interwencji policji zabitych zostało 100 osób).

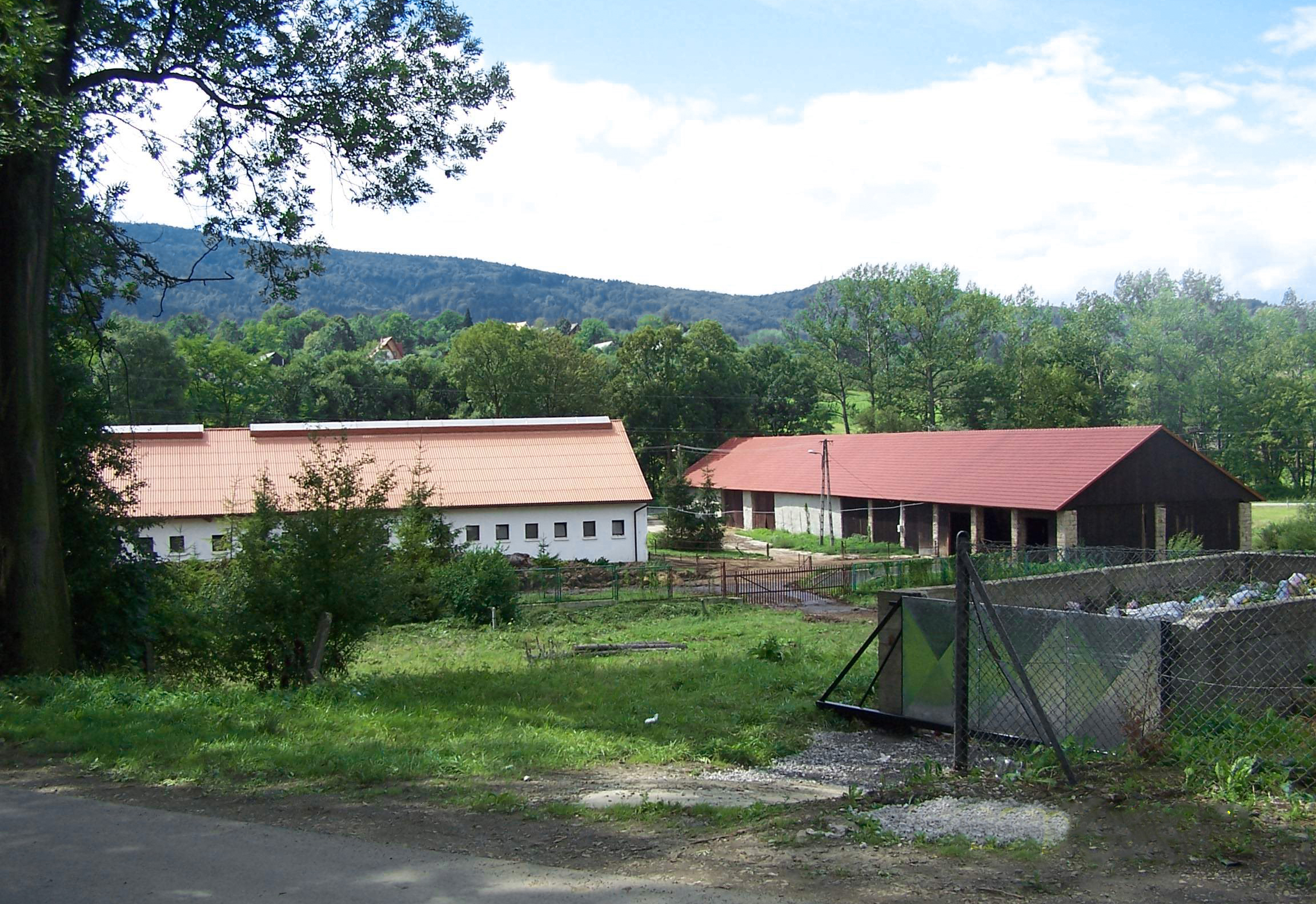
PGR w Szczyrcu (widok współczesny)

Reformę rolną przeprowadzono w latach 1944–1945 na podstawie dekretu PKWN z 6 września 1944 o przeprowadzeniu reformy rolnej i dotyczyła ona podziału majątków ziemskich powyżej 100 ha powierzchni ogólnej bądź 50 ha użytków rolnych.
Ziemia została częściowo podzielona między chłopów, częściowo przejęta przez państwo. Ogółem, w latach 1944–1948, na cele reformy rolnej zostało przejętych 9707 majątków ziemskich (ok. 3,49 mln hektarów). Z liczby tej rozparcelowaniu uległo 1,2 mln hektarów pomiędzy 387 000 rodzin chłopskich. Ziemia przejęta przez państwo zarządzana była przez Państwowe Nieruchomości Ziemskie, na bazie których od 1949 tworzono Państwowe Gospodarstwa Rolne.
Postanowienia dekretu interpretowano rozszerzająco, wysiedlając dotychczasowych właścicieli z ich domów, pozbawiając dobytku, w tym dóbr kultury. Warstwa ziemiaństwa została w ten sposób zlikwidowana, a byłym ziemianom zakazano pobytu i zamieszkania w powiecie, gdzie dotychczas znajdował się ich majątek ziemski. Właściciele ziemscy za przejęty i rozparcelowany majątek otrzymywali dożywotnie zaopatrzenie w wysokości pensji urzędniczej VI grupy. Ziemianie zasłużeni w walce z okupantem niemieckim otrzymywali zaopatrzenie wyższe od przeciętnego.
Tę tak zwaną rentę ziemiańską szybko ograniczono do osób niezdolnych do pracy, a później zamieniono na rentę inwalidzką w najniższym wymiarze. Politykę rolną nowej władzy w Polsce cechował szczególny radykalizm. Przeprowadzane bowiem w tym samym czasie reformy rolne w Czechosłowacji, na Węgrzech i w Rumunii pozostawiały właścicielom ziemskim pewne minimum posiadania.
Reforma rolna spotkała się z ostrą krytyką ze strony środowisk uznających prawo własności za nienaruszalne. Nie było natomiast szczególnego oporu ze strony właścicieli majątków ziemskich, ci bowiem wiedzieli z programów Polskiego Państwa Podziemnego, że po zakończeniu wojny zostanie przeprowadzona reforma. Byli więc z tym pogodzeni, zaskoczył ich jedynie szybki termin jej wprowadzania. Parcelacja majątków ziemskich zyskała poparcie PSL, które krytykowało w czasie dzielenia ziemi jedynie tworzenie zbyt małych gospodarstw, niesamodzielnych gospodarczo. Wprowadzona reforma rolna spowodowała wielkie zmiany na polskiej wsi, marginalizując rolę ziemiaństwa, a wzmacniając pozycję mało i średniorolnych chłopów. Występowały przypadki że ziemia obszarnicza była przydzielana chłopom na siłę przy pomocy aktywu partyjnego i brygad wojskowych, bowiem ci mieli często wątpliwości czy władza ludowa nie jest tylko tymczasowa i czy jej nadania będą ważne po zakończeniu wojny.
Spod działania wydanego przez PKWN dekretu o reformie rolnej z 6 września 1944 zostały wyłączone dobra martwej ręki, należące do Kościoła i związków wyznaniowych. Stało się tak, zgodnie ze świadectwem Wandy Wasilewskiej, na wyraźne życzenie Józefa Stalina. Nacjonalizacja dóbr martwej ręki nastąpiła w marcu 1950.
Na ogólną liczbę ponad 3 mln gospodarstw rolnych w 1950 roku 26% stanowiły gospodarstwa nowe, a 8% powiększone, co było skutkiem reformy rolnej. Tak szerokiego zakresu korzystnego dla chłopów nie miała żadna reforma rolna dokonywana w krajach, gdzie rządzili komuniści.
Podczas reformy rolnej upaństwowiono 3,5 mln ha lasów co spowodowało, że Państwo skupiło w swoich rękach 85% całej powierzchni leśnej. Umożliwiło to racjonalną gospodarkę leśną.

### Administracja polska na ziemiach zachodnich i północnych, migracje ludności

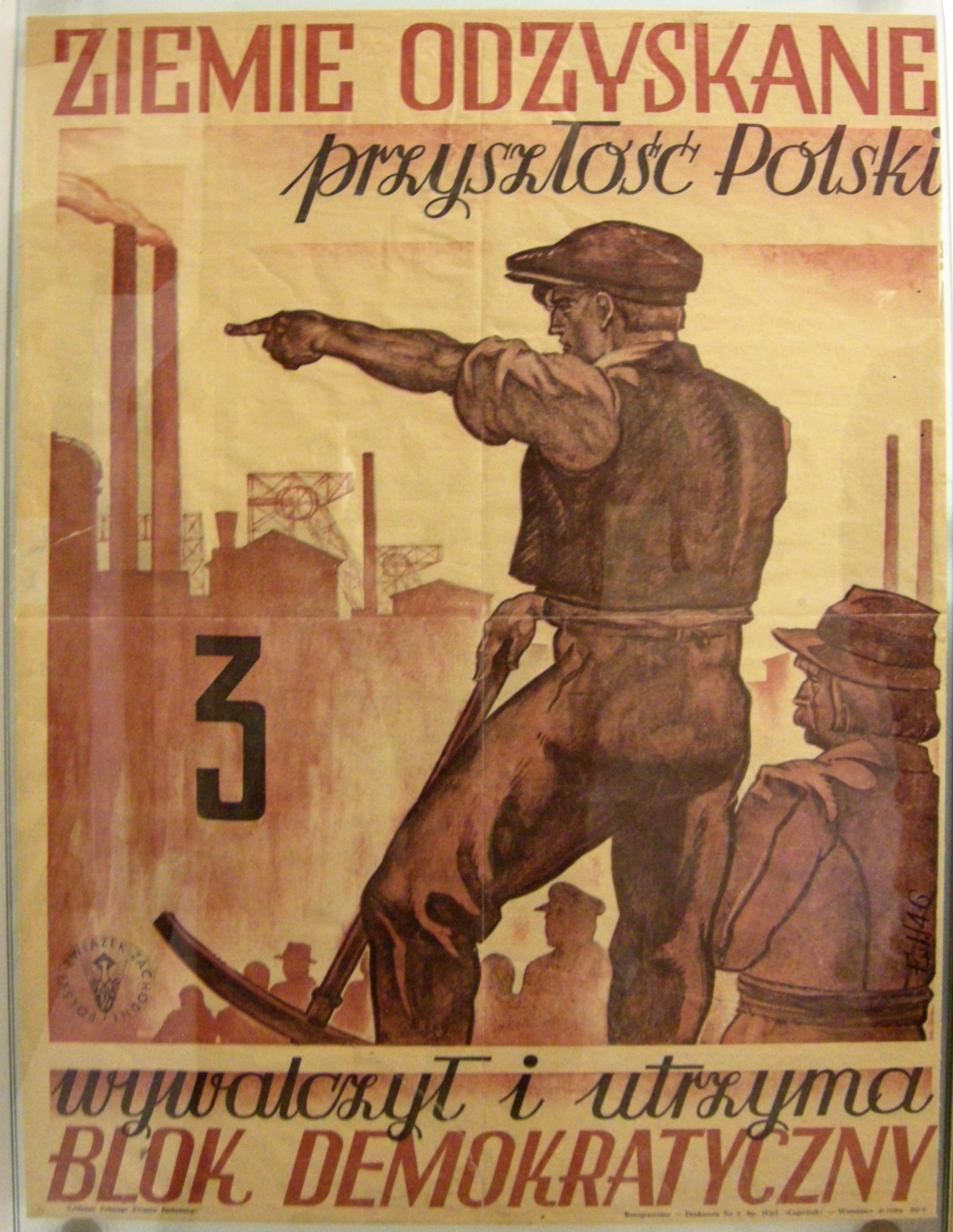
Plakat wyborczy Bloku Demokratycznego, kierowanego przez PPR przed wyborami do Sejmu Ustawodawczego (19 stycznia 1947)

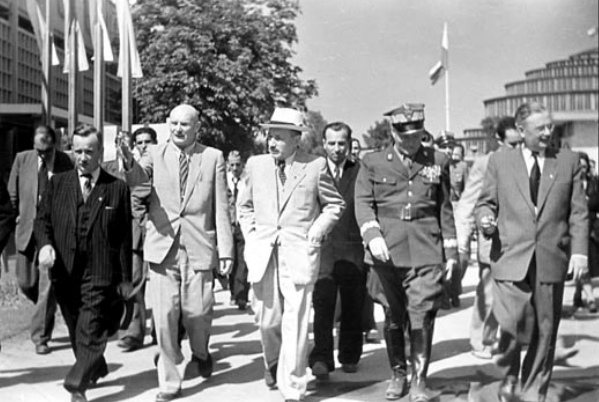
Otwarcie 21 lipca 1948 Wystawy Ziem Odzyskanych, od lewej Stanisław Szwalbe, Bolesław Bierut, Michał Rola-Żymierski i Hilary Minc

Na terenach wcielonych do ZSRR pozostało ok. 13,8 mln obywateli II Rzeczypospolitej w tym: na terytorium Ukraińskiej SRR – 8,1 mln, Białoruskiej SRR – 5 mln, Litewskiej SRR – ok. 0,7 mln. Polsce przyznano 311 700 kilometrów kwadratowych (przed wojną Polska liczyła ponad 388 000 kilometrów kwadratowych). Kształt państwa był jednak nieco bardziej korzystny. Zwiększono granicę morską (ze 140 do 497 km), zmniejszając granicę lądową. W 1945 roku w Polsce mieszkało 23,9 miliona osób, w przeciągu pięciu lat liczba ta zmieniła się, na skutek przyrostu oraz powrotu Polaków do ojczyzny liczba obywateli wzrosła o ponad 2 miliony. W Polsce znalazło się 650 000 Ukraińców, 200 000 Niemców, 300 000 Żydów, 160 000 Białorusinów, liczba mniejszości narodowych stanowiła 2% ogółu mieszkańców państwa. Niemcy, którzy zostali w Polsce, zostali z własnej woli i nie podlegali wysiedleniu ustalonemu na konferencjach międzynarodowych.
Na konferencjach „wielkiej trójki” (Teheran grudzień 1943, Jałta luty 1945, Poczdam lipiec 1945) ustalono, że tereny wschodnich Niemiec do linii Odry – Nysy Łużyckiej zostaną włączone do państwa polskiego. Sytuacja z ich zagospodarowaniem i osiedleniem sprawiła kłopoty rządowi. Niemcy zostawili opuszczone domy, zakłady pracy. Zagospodarowanie tych terenów ułatwić miało Ministerstwo Ziem Odzyskanych, utworzone dekretem Prezydium KRN w ramach Tymczasowego Rządu Jedności Narodowej 13 listopada 1945 roku, z Władysławem Gomułką, wicepremierem TRJN i sekretarzem generalnym PPR na czele. Oznaczało to wyjęcie jednej trzeciej terytorium kraju spod kompetencji Ministerstwa Administracji Publicznej, kierowanego przez Władysława Kiernika, reprezentującego Polskie Stronnictwo Ludowe.
Ludność początkowo przyjeżdżała na nowe tereny niechętnie, obawiano się wybuchu kolejnej wojny i utraty nowo uzyskanych terenów, strach kolonistów wzmagały też działające na tych terenach podziemne oddziały niemieckie organizacji Werwolf, które terroryzowały osiedlających się tam Polaków. Jako pierwsi nowe tereny zamieszkali weterani 1 i 2 Armii WP. W lutym 1946 Ziemie Odzyskane liczyły sobie już 2,7 miliona mieszkańców, a w styczniu 1947 4,6 miliona. Do końca 1948 roku liczba osadników przekraczała 4 mln by w 1950 r. sięgnąć liczby 5,9 mln.
W latach 1945–1948 Polska była terenem fali migracji, które od 1944 roku kontrolował formalnie Państwowy Urząd Repatriacyjny. Fala ta przybrała na sile w okresie istnienia Tymczasowego Rządu Jedności Narodowej, szczególnie w czasie walk zbrojnych, przesiedleń ludności i w wyniku reform rolnych. Do Polski z robót przymusowych w Niemczech wróciło 520 000 Polaków oraz Polacy przebywający w ZSRR. Ludność polska ze wschodnich terenów byłej II RP została przesiedlona na tereny, które znalazły się w nowych granicach państwa polskiego. Do kraju wracali Polacy przebywający na emigracji w państwach zachodnich. Do Izraela wyjeżdżali polscy Żydzi. Z Polski przesiedlano Ukraińców i Niemców, co zostało ustalone w czasie konfederacji poczdamskiej. Przesiedlania (Klauzula XII konferencji poczdamskiej) Niemców z Polski (w Polsce 5 057 000 Niemców), Węgier i Czechosłowacji objęły 16,5 miliona ludzi. Wbrew późniejszej propagandzie działającej w Niemczech Zachodnich organizacji Bund der Vertriebenen przesiedlenia nie były polską zemstą, lecz zostały one ustalone przez aliantów.
W Europie zachodniej bezpośrednio po wojnie przebywały setki tysięcy Polaków. Stanęli oni przed wyborem: zostać w kraju pobytu czy powrócić do kraju rządzonego przez nowe władze. Ogromna większość zdecydowała się na powrót. Do połowy 1947 roku z zachodnich stref okupacyjnych Niemiec i Austrii wróciło ponad 800 tys. osób, a ze strefy radzieckiej ok. 750 tys. Przybyło również ok. 70 tys. osób zamieszkujących do tej pory we Francji. Odrębny problem stanowiła repatriacja żołnierzy Polskich Sił Zbrojnych na Zachodzie, które w lipcu 1945 r. liczyły 228 tys. żołnierzy. Do Polski zdecydowało się wrócić ok. 105 tys. żołnierzy i oficerów.

### Gospodarka, przemiany społeczne

#### Bilans otwarcia

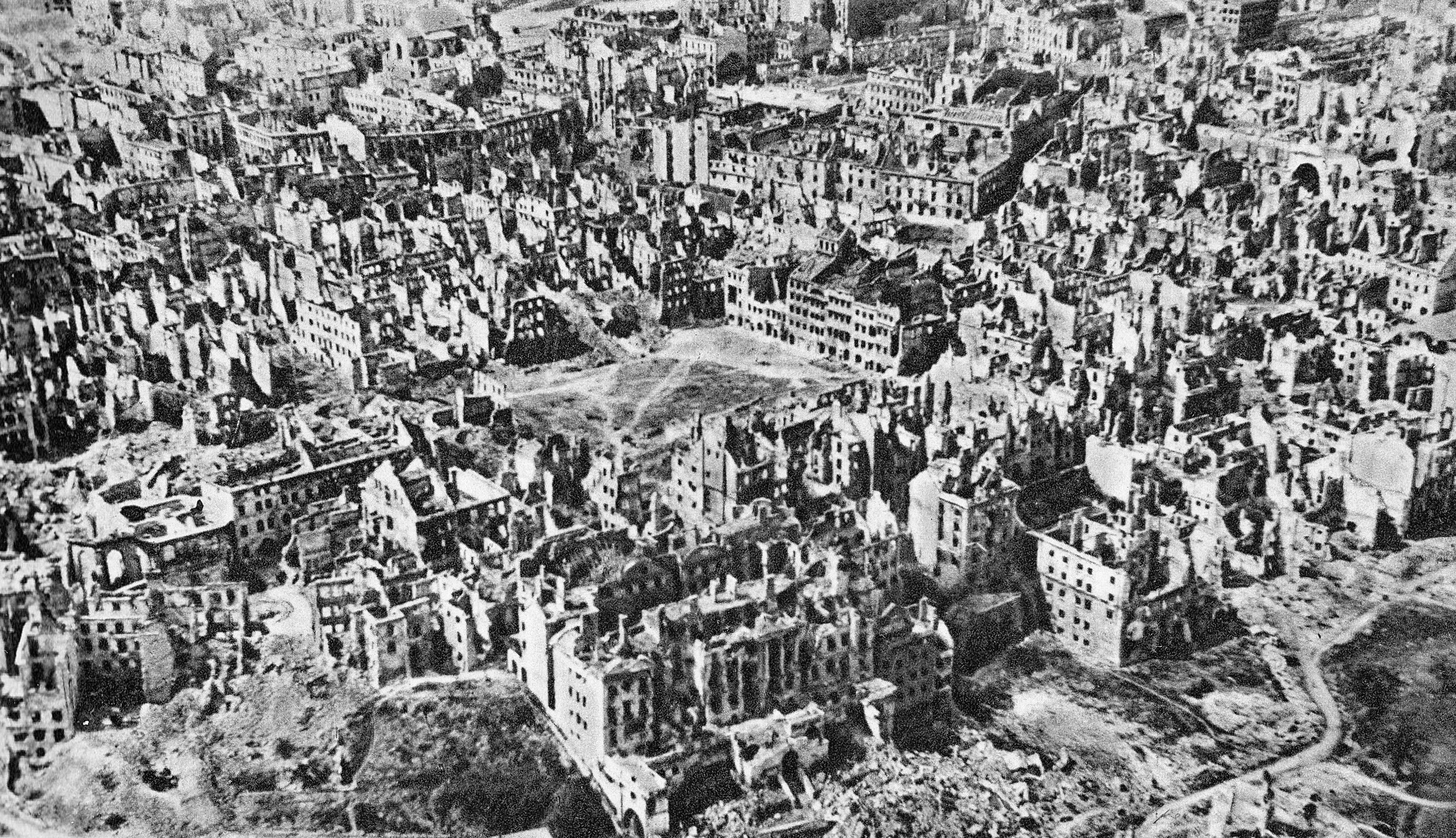
Ruiny Starego i Nowego Miasta (1945)

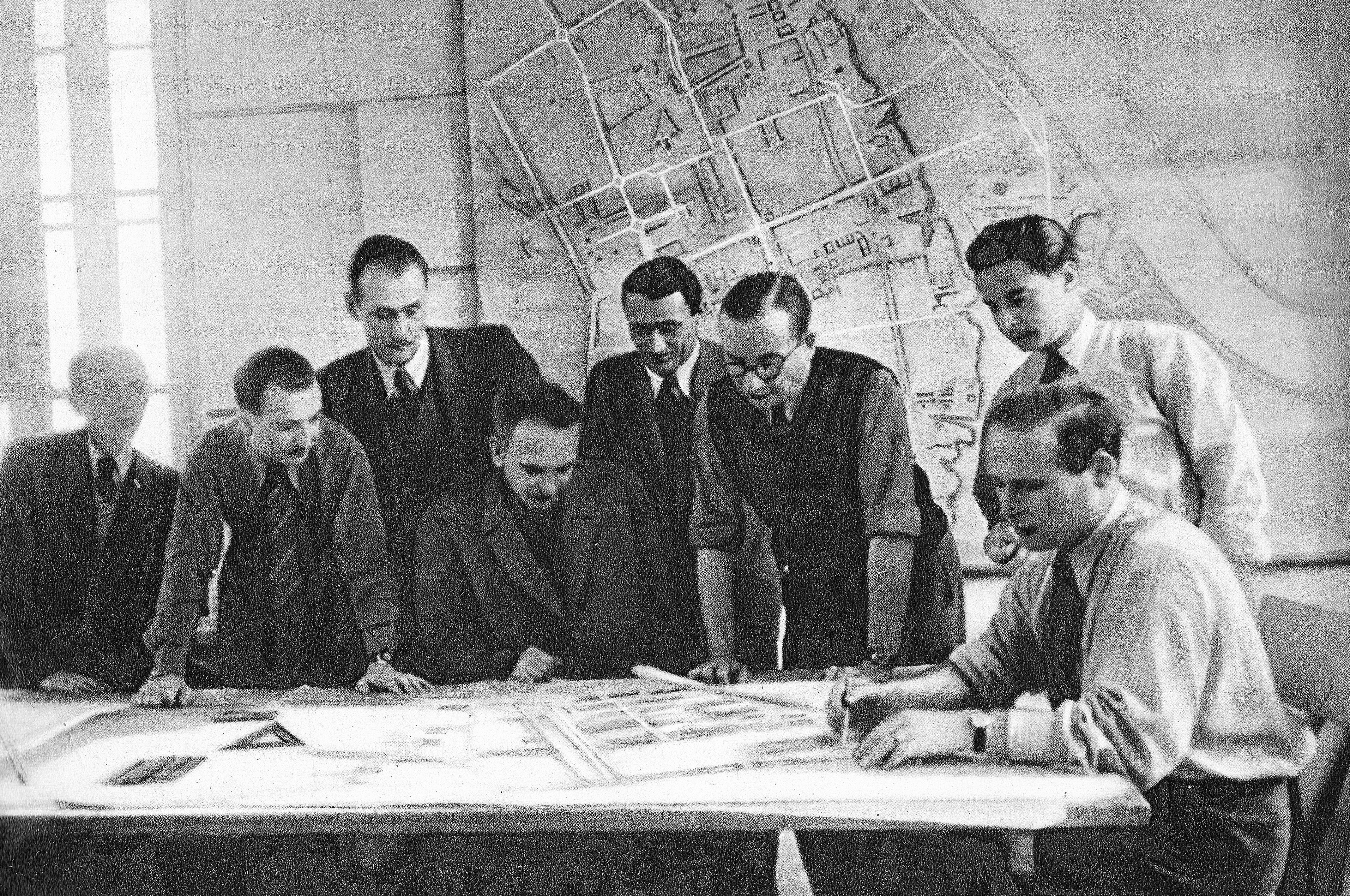
W urbanistycznej pracowni „Śródmieście” Biura Odbudowy Stolicy

Wartość strat materialnych poniesionych przez Polskę w II wojnie światowej czterokrotnie przekroczyła dochód narodowy wytworzony w 1938 roku.
Straty państwa polskiego w II wojnie światowej były ponad pięciokrotnie większe od strat poniesionych na terenach polskich w czasie I wojny światowej.
Straty materialne były gigantyczne i wyniosły ok. 38% majątku narodowego sprzed wojny (we Francji – 1,5%, a w Wlk. Brytanii – 0,8%).
W wyniku II wojny światowej zginęło 6 mln obywateli polskich (w tym 3 mln Żydów), co stanowiło 22,2% ogółu mieszkańców Polski w 1939 r. Śmierć poniosło 30% osób z wykształceniem wyższym i 21% z wykształceniem średnim. Zginęło 40% lekarzy, 68% dentystów, 57% adwokatów, 22% sędziów i prokuratorów oraz 30% pracowników nauki. 600 tys. ludzi zostało inwalidami.
Przemysł utracił 32% substancji materialnej, komunikacja i transport – 60%, handel – 65%, leśnictwo – 28%, rolnictwo – 35%. Zniszczonych zostało 63% mostów i 33% torów kolejowych.
W czasie wojny niemal w całości zniszczone zostały miasta takie jak Warszawa, zrujnowaniu uległy też miasta znajdujące się na Ziemiach Odzyskanych, takie jak Gdańsk, Szczecin, Wrocław, Kołobrzeg.
W końcu 1946 roku produkcja rolna na jednego mieszkańca wynosiła 66% przeciętnej z lat 1934–1938, zaś wartość produkcji z 1 ha wynosiła zaledwie 58% przedwojennej. W roku tym produkcja zbóż była o 60% niższa niż przed wojną na ówczesnym terytorium Polski, a na Ziemiach Zachodnich sięgała 20% przedwojennej produkcji na tych terenach. Średnie spożycie kalorii w 1946 roku wyniosło 57% stanu z 1938 roku.

#### Odbudowa kraju

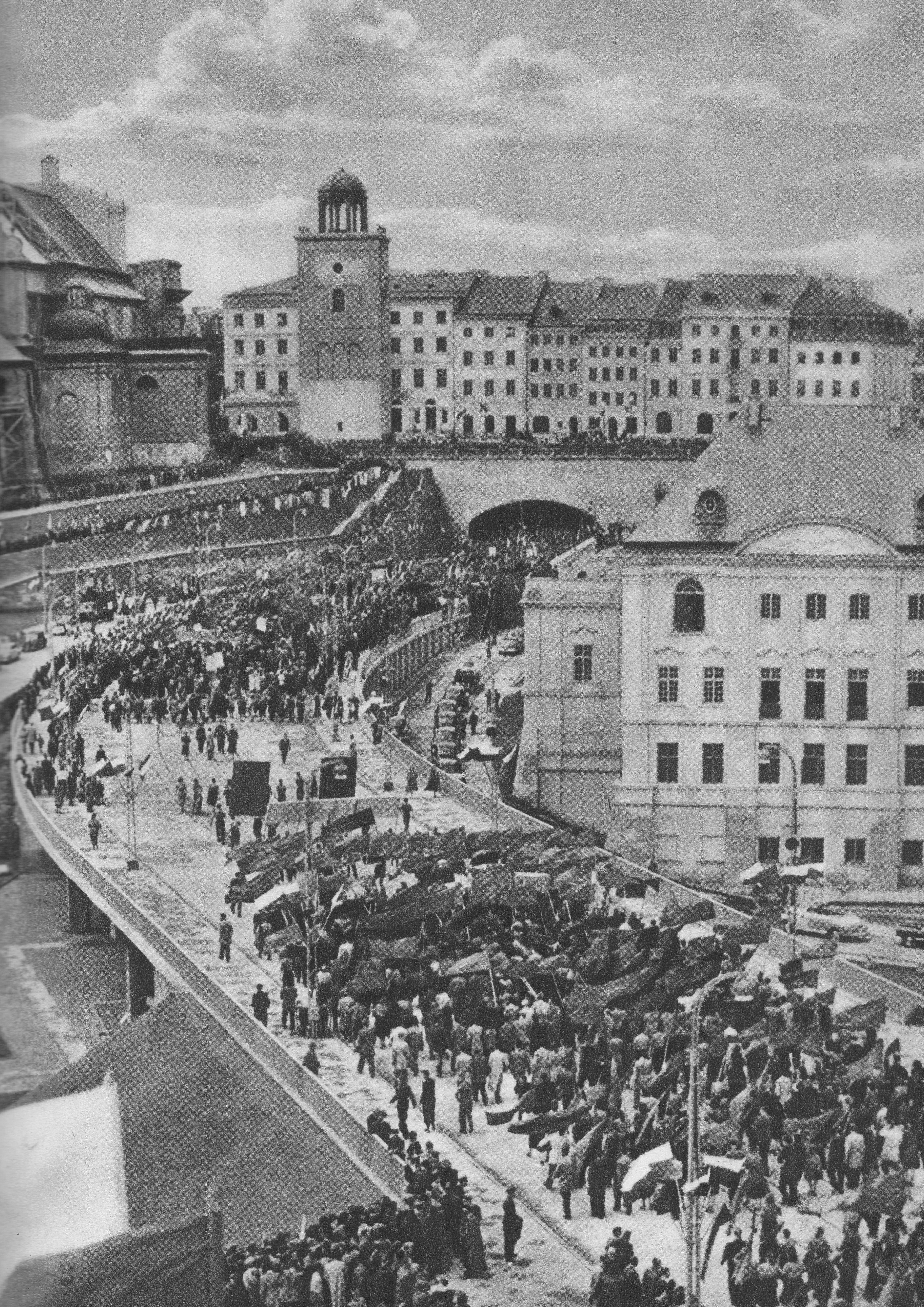
Otwarcie Trasy W-Z

Rozpoczęto odbudowę kraju ze zniszczeń wojennych. Szczególne znaczenie miał przy tym plan 3-letni (1947–1949) – zasiedlanie Ziem Odzyskanych, reforma rolna i nacjonalizacja przemysłu.
Jeszcze w styczniu 1945 roku nowe władze postanowiły o odbudowie Warszawy. Powołano Biuro Odbudowy Stolicy.

Gdy na Starym Mieście wdrapałem się na wzgórza z ruin, sprawa jego wskrzeszenia wydała mi się beznadziejna. Ale pamiętam, że stojąc zdruzgotany na tych ruinach powiedziałem sobie – A my to jednak odbudujemy!

15 stycznia 1945 roku Rząd Tymczasowy utworzył dekretem Narodowy Bank Polski (NBP).
26 października 1945 roku Bolesław Bierut wydał dekret o własności i użytkowaniu gruntów na obszarze m. st. Warszawy tzw. dekret Bieruta.
Produktem eksportowym stał się węgiel kamienny, który wymieniano na szwedzką rudę żelaza, bawełnę z ZSRR i inne surowce z krajów europejskich. Na skutek działań wojennych spadła produkcja węgla, rok po wojnie udało się jednak zwiększyć jego wydobycie.
27 lipca 1947 roku górnik Wincenty Pstrowski ogłosił apel o współzawodnictwo w wydobyciu węgla, co jest początkiem wprowadzenia w Polsce przez PPR ruchu „przodowników pracy”, kopii istniejącej w ZSRR od 1935 stachanowszczyzny.

#### Nacjonalizacja przemysłu

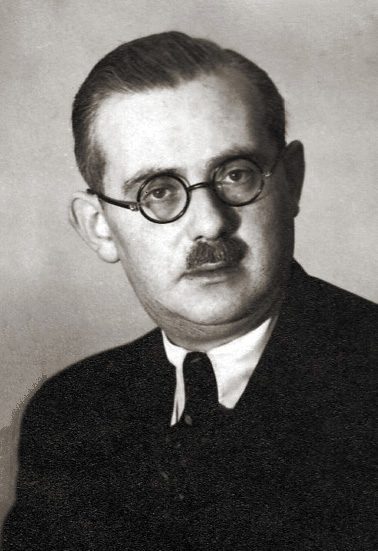
Hilary Minc

W styczniu 1946 roku dokonano upaństwowienia najważniejszych elementów gałęzi, największych zakładów, banków, kopalń, przedsiębiorstw ubezpieczeniowych czy komunikacyjnych. Właściciele zakładów teoretycznie mogli liczyć na odszkodowania, w praktyce jednak otrzymali je wyłącznie właściciele zagraniczni (obywatele i przedsiębiorstwa z USA, Wielkiej Brytanii, Francji, Szwecji itd.), na podstawie umów międzypaństwowych.

#### Postępujące uzależnienie gospodarcze od ZSRR
W sierpniu 1945 roku podpisano umowę handlową, w której Polska gwarantowała dostawy 8–13 mln ton węgla do Związku Socjalistycznych Republik Radzieckich po cenach około ośmiokrotnie niższych od cen światowych. Eksport ten wymusił Wiaczesław Mołotow w zamian za rezygnację z utworzenia mieszanych spółek polsko-radzieckich. W 1948 roku rząd polski przyjął czteroletnią umowę handlową z ZSRR na sumę 2 miliardów rubli. Dodatkowo państwo zostało zmuszone do podpisania szeregu umów gospodarczych z ZSRR, wyzyskujących polską gospodarkę (tylko w latach 1945–1956 ZSRR uzyskał jednostronne korzyści z tego tytułu kosztem Polski rzędu 2 miliardów dolarów USA według ówczesnego kursu dolara), zmuszając do sprzedaży węgla ZSRR za przyszłe reparacje wojenne od Niemiec, których nigdy nie otrzymano.
Odbudowa kraju była utrudniona przez masowe i zorganizowane plądrowanie terenów Polski z maszyn i zasobów przez utworzone specjalnie w tym celu oddziały Armii Czerwonej.

Czego Niemcy w dziedzinie przemysłowej nie zniszczyli lub nie wywieźli, to teraz ulega niszczeniu i wywożeniu przez wojska sowieckie. Wszystko co zostało w przedsiębiorstwach przemysłowych zainstalowane, przeniesione lub w ogóle zmienione po 39 roku jest uważane za spadek poniemiecki, a więc zdobycz wojenną, jest demontowane i wywożone do Rosji.

#### Plan trzyletni

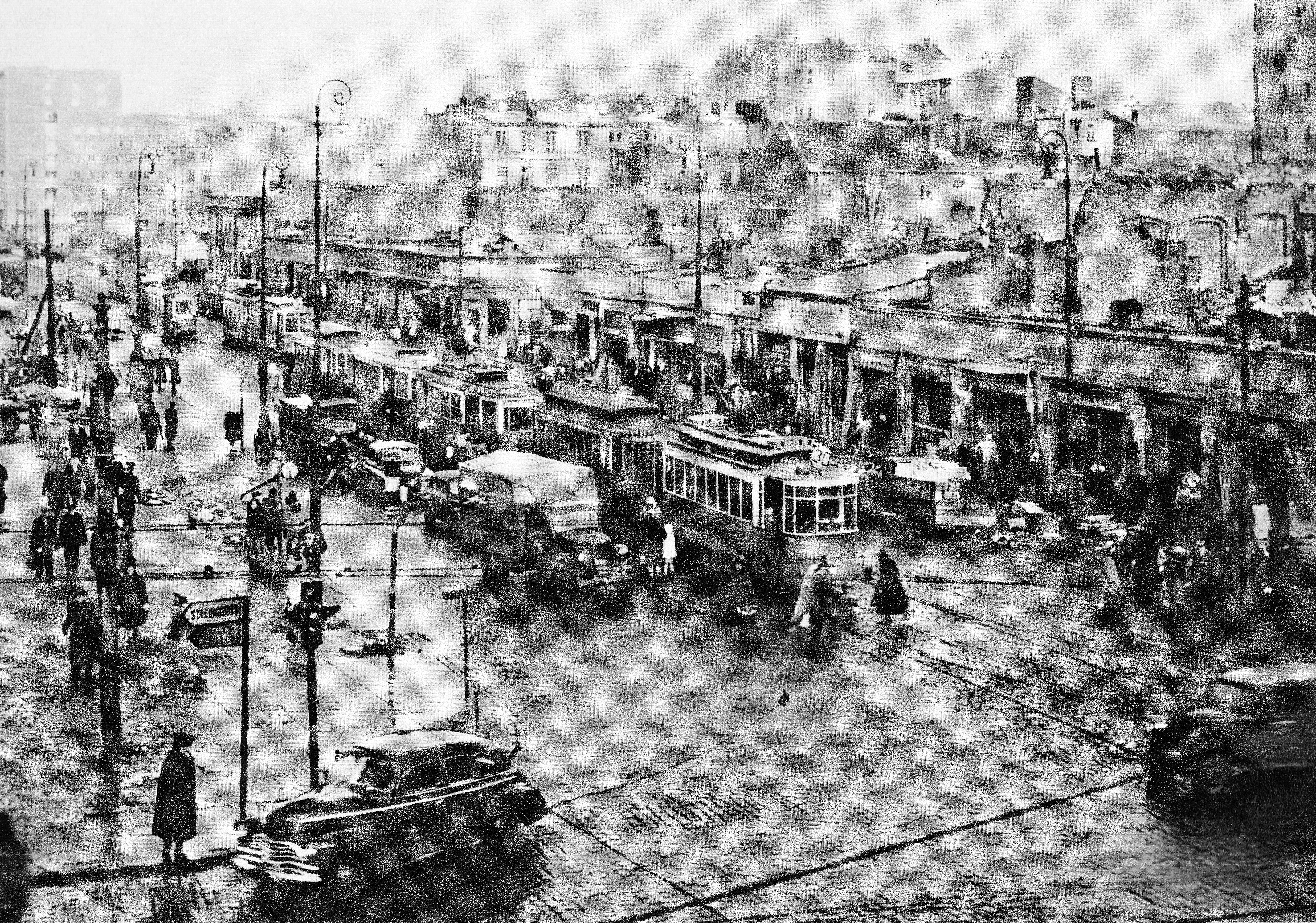
„Parterowa” Marszałkowska w latach 50. XX wieku

W 1947 roku zapoczątkowano plan trzyletni, był on opracowany w głównej mierze przez działaczy wywodzących się z przedwojennych środowisk socjalistycznych, a nie komunistycznych, tym samym przypominał on bardziej plany realizowane na Zachodzie niż w ZSRR, w przeciwieństwie do późniejszego planu sześcioletniego. Plan opracował utworzony już w 1945 roku Centralny Urząd Planowania pod kierownictwem Czesława Bobrowskiego, a duża część jego pracowników wywodziła się z PPS i edukowała się w krajach zachodnich. Zarówno Bobrowski, jak i główny ówczesny autorytet ekonomiczny – Oskar Lange byli za gospodarką składającą się ze zrównoważonych trzech sektorów: państwowego, spółdzielczego i prywatnego. Od 1947 roku narastał jednak konflikt między CUP a Hilarym Mincem kierującym Ministerstwem Przemysłu, żądającym zwiększenia inwestycji w przemysł (zwłaszcza ciężki). W 1948 roku przeprowadzono w CUP czystkę usuwając zwolenników trójsektorowości gospodarki.
Plan okazał się sukcesem i był prawdopodobnie jedynym w historii Polski Ludowej planem rzeczywiście przekroczonym. Dochód narodowy na mieszkańca brutto wzrósł z 506 zł w 1938 roku do 860 zł w 1949 roku (głównie ze względu na przyłączenie bogatych Ziem Zachodnich i spadek liczby ludności z 36 do 26 milionów ludzi), choć płace realne pozostawały nadal niższe niż przed wojną. Do końca realizacji planu polski przemysł został odbudowany. W 1949 roku wielkość produkcji rolnej sięgnęła już 90% tej z 1938 roku. Stopniowo zaczęto likwidować system kartkowy na żywność (w 1948 roku zniesiono reglamentację cukru, kaszy i ziemniaków, a w 1949 roku pozostałych artykułów spożywczych). W 1949 roku wysokość produkcji przemysłowej była już o ok. 50% wyższa niż w 1937 roku, a wielkość produkcji przemysłowej na jednego mieszkańca 2,5 raza większa niż w 1937 r.
Rozwój przemysłu doprowadził do poważnych zmian w strukturze społecznej. O ile w ostatnich latach II RP z rolnictwa utrzymywało się ok. 60% ludności, a w przemyśle pracowało ok. 13%, o tyle w 1950 r. udział osób utrzymujących się z rolnictwa spadł do 47%, a w przemyśle pracowało prawie 20% ogółu ludności.
Szacuje się, że w latach 1946–1948 dochód narodowy zwiększał się o 14–18% rocznie.

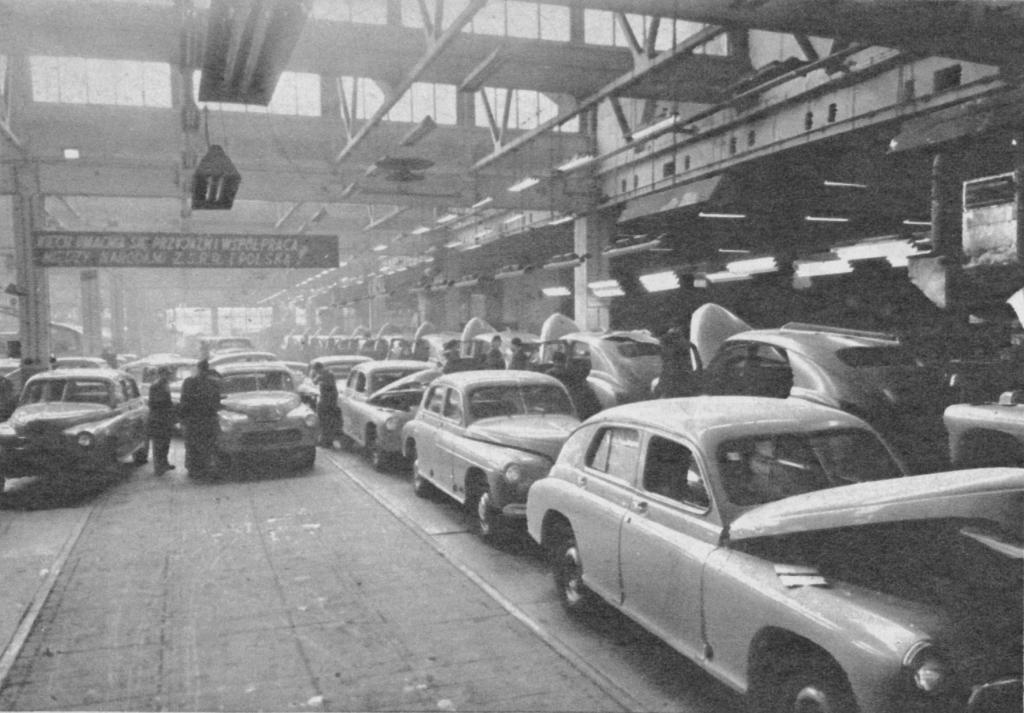
Widok samochodów Warszawa M-20 produkowanych w fabryce FSO na Żeraniu

#### Plan sześcioletni
Od 1945 roku faktycznym zarządcą gospodarki był Hilary Minc, jeden z najbardziej wpływowych członków Biura Politycznego KC Polskiej Partii Robotniczej (PPR), minister przemysłu kolejno: w Rządzie Tymczasowym, Tymczasowym Rządzie Jedności Narodowej, wreszcie w rządzie Józefa Cyrankiewicza (gdzie od 1949 był wicepremierem, przewodniczącym Państwowej Komisji Planowania Gospodarczego i Komitetu Ekonomicznego Rady Ministrów).
Po roku 1948 było przymusowo wprowadzane tzw. współzawodnictwo pracy (wzorowane na sowieckiej stachanowszczyźnie), prowadzące do podwyższania norm pracy w zachowaniu dotychczasowych wynagrodzeń pracowniczych – jego symbolem i narzędziem stał się Wincenty Pstrowski.
10 lutego 1949 roku Centralny Urząd Planowania został przekształcony w Państwową Komisję Planowania Gospodarczego. Plan 6-letni (1950–1955), opracowany został przez grupę ekonomistów pod przewodnictwem Hilarego Minca, wzrost przemysłu miał wynieść 85–95%, a rolnictwa o 35–45%. W ramach planu przewidziano forsowną budowę przemysłu ciężkiego – podstawy przemysłu zbrojeniowego, redukując w porównaniu z planem trzyletnim środki na rolnictwo i przemysł konsumpcyjny, liczebność Ludowego Wojska Polskiego została zwiększona z 250 tysięcy do 500 tysięcy żołnierzy, co stanowiło poważne obciążenie dla finansów kraju. W ramach planu wybudowano miasto Nowa Huta, Hutę im. Lenina, fabryki samochodów w Warszawie (w 1951 roku rozpoczęto produkcję pierwszego powojennego samochodu osobowego „Warszawa M-20”) i Lublinie, cementownie w Wierzbicy, liczne fabryki maszyn, stocznie w Szczecinie i Gdańsku, zakłady chemiczne, elektrownię w Jaworznie, rozbudowano wcześniej istniejące zakłady. Plan doprowadził do wzrostu przemysłu o 250%. Trwała przebudowa społeczna kraju (migracja ludności, urbanizacja). Zatrudnienie w przemyśle zwiększyło się o 2,2 mln osób.
Z dniem 1 stycznia 1949 roku zniesiono w Polsce Ludowej powojenny system kartkowy zaopatrzenia ludności.
30 października 1950 dokonano w Polsce bez uprzedzenia wymiany banknotów, unieważniając ok. 60% obiegu pieniężnego. Była to faktyczna konfiskata zasobów pieniężnych ludności kraju.
W tym okresie rozpoczęto także kolektywizację rolnictwa. Zakładano, że będzie ona dobrowolna. Zaprojektowano system zachęt mających na celu skłonienie do wstępowania do spółdzielni (ulgi podatkowe, pomoc w budowie domów, elektryfikacji, melioracji, mniejsze normy dostaw obowiązkowych, kredyty). Na niższych szczeblach administracji dochodziło do przymuszania do wstępowania do spółdzielni potępianego przez władze centralne (krytyka takich przypadków w Gryficach w 1951 roku i w Lubelskiem w 1953 r.). Produkcja rolna wzrosła o 13%. Od 1949 roku istniały w Polsce Państwowe Gospodarstwa Rolne (PGR).
W styczniu 1953 roku zniesiono system kartkowy, z czym wiązała się jednak duża podwyżka cen artykułów konsumpcyjnych.

### Nauka, kultura, życie społeczne

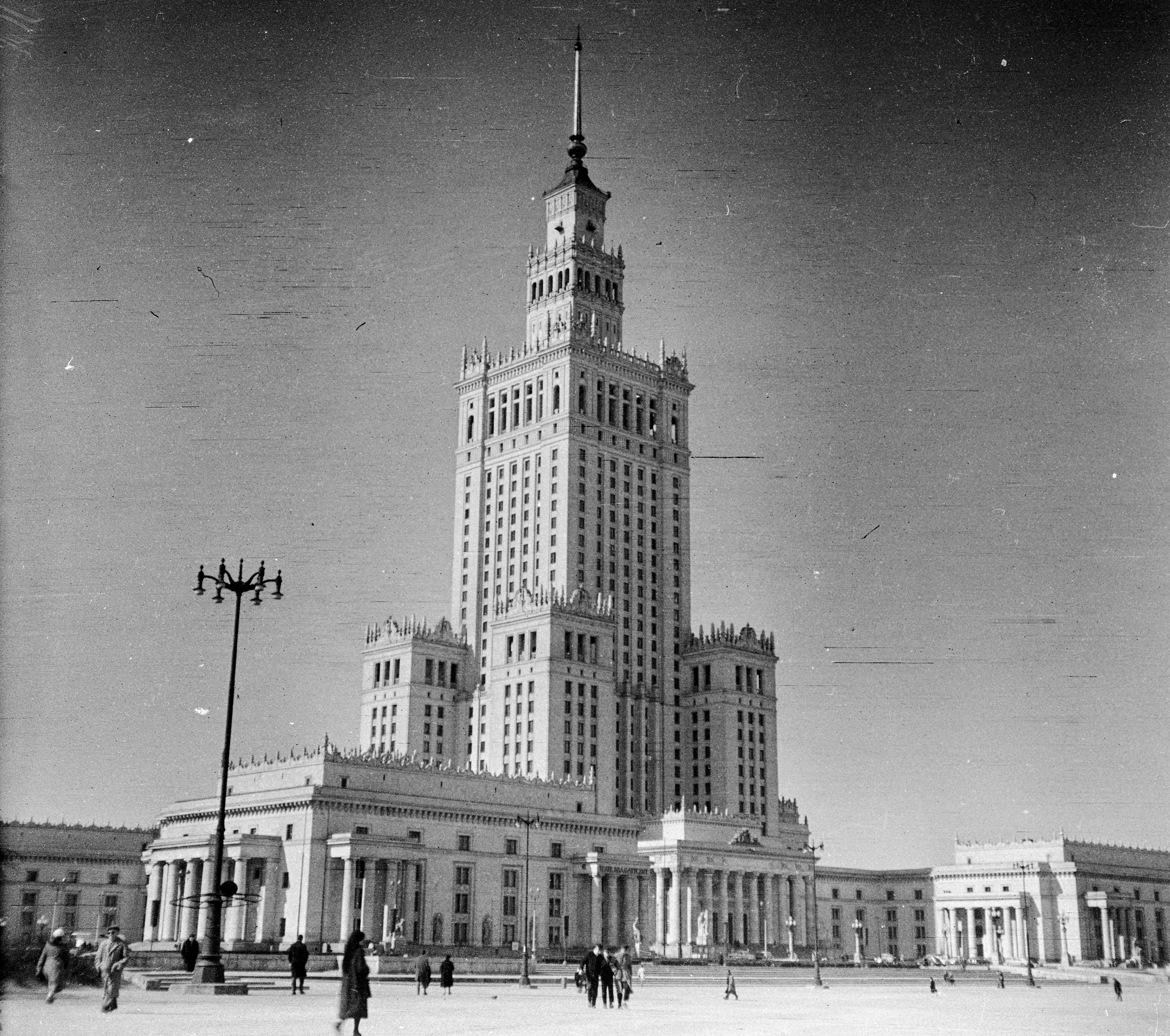
Pałac Kultury i Nauki w Warszawie (do 1956 Pałac Kultury i Nauki im. Józefa Stalina)

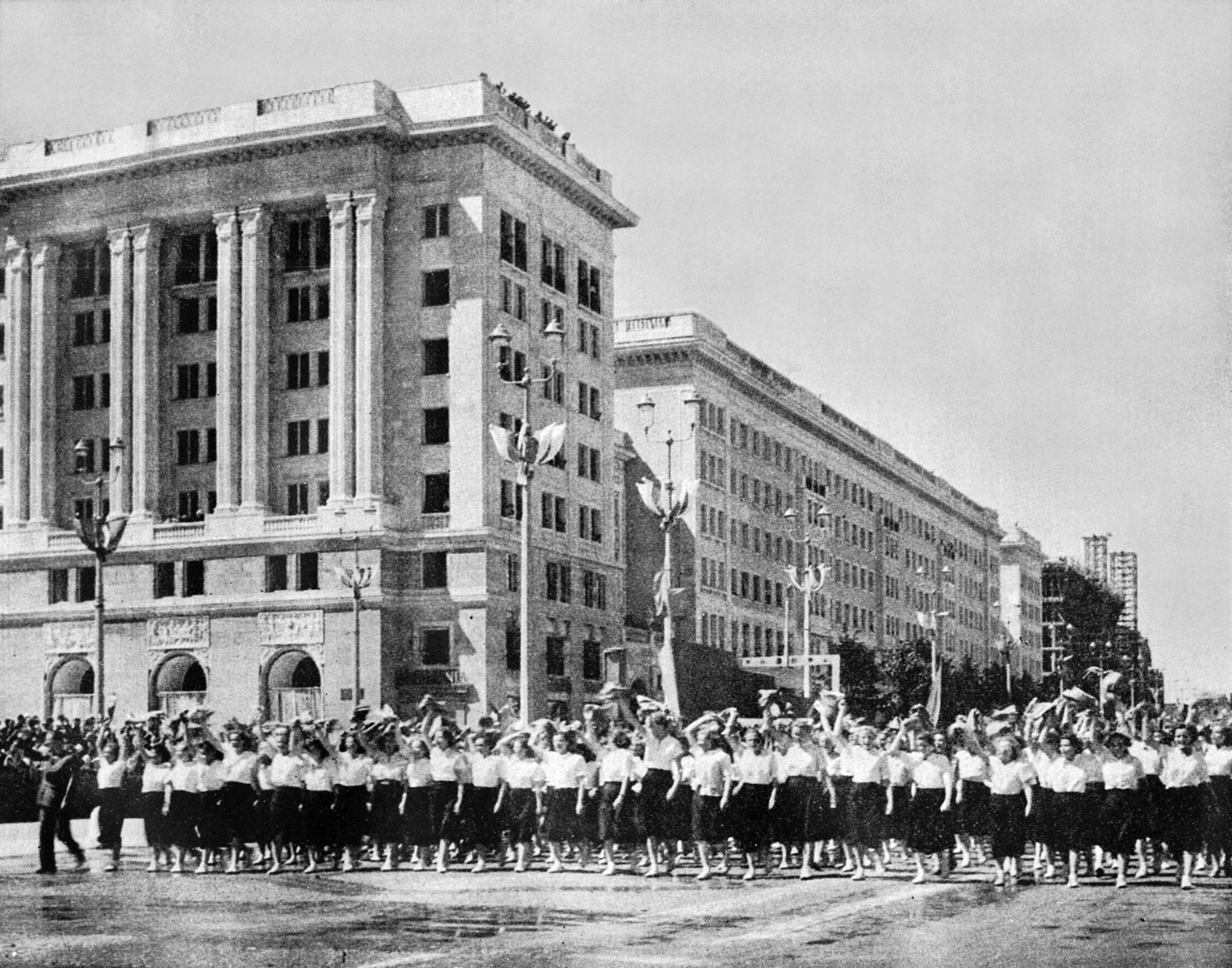
Uroczyste otwarcie MDM (1952)

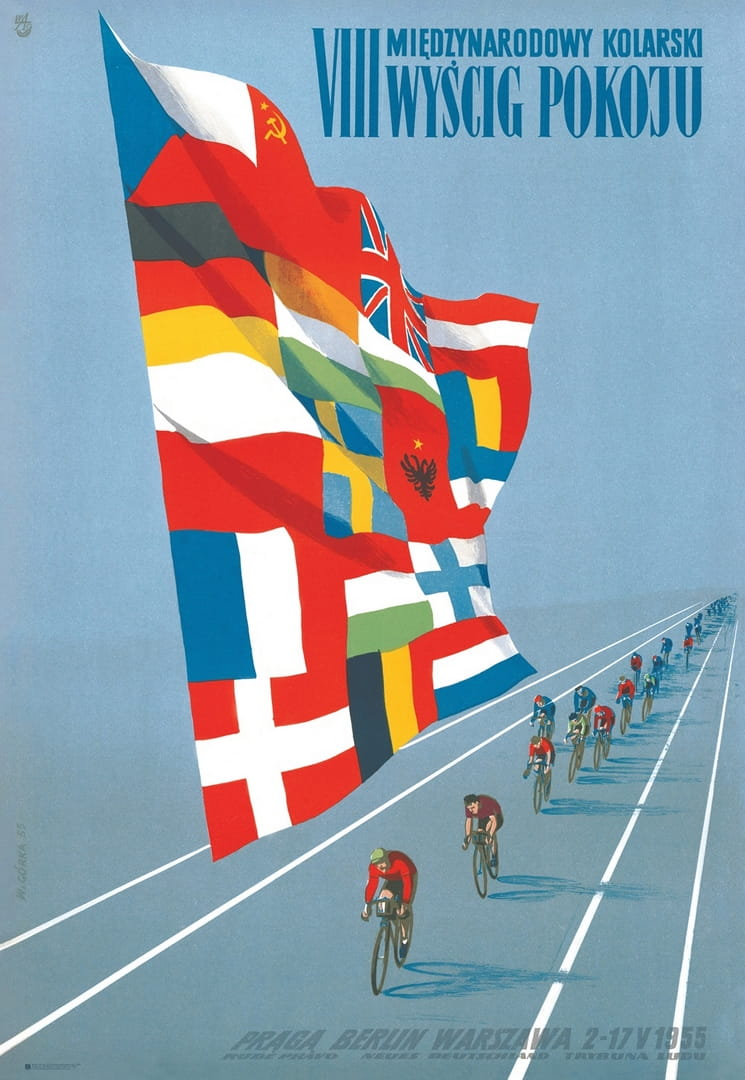
Plakat 8. WP (1955)

23 października 1944 PKWN utworzył Uniwersytet Marii Curie-Skłodowskiej w Lublinie jako piąty polski uniwersytet. Wznowił wówczas działalność Katolicki Uniwersytet Lubelski. W 1945 utworzono trzy kolejne uniwersytety: Uniwersytet Łódzki, Uniwersytet Mikołaja Kopernika w Toruniu i Uniwersytet Wrocławski; trzon ich kadry naukowej tworzyli przesiedleni wykładowcy i pracownicy naukowi Uniwersytetu Jana Kazimierza we Lwowie i Uniwersytetu Stefana Batorego w Wilnie.
Dużym sukcesem okazał się program walki z analfabetyzmem, który został zlikwidowany (przed 1939 rokiem jego wskaźnik wynosił 33%). Władze organizowały darmowe kursy wieczorowe, a czytać i pisać uczono nawet osoby starsze. Znacznie wzrosły nakłady książek i broszur. O ile w latach 1934–1938 wynosiły 24,6 mln o tyle w latach 1951–1955 – 92,5 mln.
Znaczną część publikacji i nakładów stanowiły jednak, obok wybranych pozycji literatury pięknej, wydawane w masowych nakładach komunistyczne broszury i inne wydawnictwa propagandowe. Prawdopodobnie największy jednorazowy polski nakład Krótkiego kursu historii WKP(b) miał miejsce w 1950 r., o czym informował Tygodnik Powszechny z 30 kwietnia 1950 (nr 18) w rubryce „Z dnia”: Największy nakład po wojnie osiągnął Pan Tadeusz A. Mickiewicza – 1,5 mln, tuż po nim Krótki kurs historii WKP(b) – 1,25 mln egzemplarzy. W latach 1952–1953 usunięto z bibliotek 2500 tytułów, w kilku milionach egzemplarzy i wywieziono pod kontrolą do wyznaczonych w poszczególnych województwach papierni, gdzie zostały przemielone.
PPR występowała z koncepcją oświaty powszechnej, jednolitej i bezpłatnej, państwowej i obowiązkowej. Zerwano z przedwojennym systemem zróżnicowanych typów szkolnictwa podstawowego, zlikwidowano szkoły prywatne. W 1948 roku wprowadzono jednolity model 7 – klasowej szkoły podstawowej i 4 – letniego liceum. W kwietniu 1955 roku opublikowano Kartę Nauczyciela.
Etap „łagodnej rewolucji” w kulturze zakończył się pod koniec 1947 roku. W sztuce władze zaczęły lansować socrealizm, ostatecznie narzucony przymusowo środowiskom twórczym w 1949. Nurt ten przedstawiał codzienne życie pracowników i rzeczywistości. Powstawały plakaty, obrazy ukazujące robotników, odbudowę kraju. W muzyce przodowały pieśni masowe, muzyka pop kulturalna oraz poważna. Kompozytorami tworzącymi muzykę poważną w pierwszych latach powojennej Polski byli m.in. Grzegorz Fitelberg, Witold Lutosławski i Grażyna Bacewicz. Niepopierający ustroju nowej Polski twórcy niezależni to m.in. Jan Szczepański czy Zbigniew Herbert. Poezje w tym czasie tworzyli uznani polscy twórcy tacy jak Władysław Broniewski czy Wisława Szymborska.
Do 1949 roku otwarto 20 tys. wiejskich punktów bibliotecznych oraz 1600 bibliotek gminnych, którym z funduszy państwowych zakupiono 1 mln książek. W latach 1950–1955 gwałtownie rozwijało się czytelnictwo. Liczba bibliotek publicznych wzrosła z 3885 do 5110, a punktów bibliotecznych (głównie na wsi) z 17,3 tys. do 29 tys. Księgozbiory wrosły w nich z 6,6 mln do 22,9 mln egzemplarzy książek.
W latach 50. polityka kulturalna wobec mniejszości żydowskiej była otwarta. PRL był jednym z największych centrów wydawniczych książki żydowskiej na świecie. Od 1950 roku utworzono Towarzystwo Społeczno-Kulturalne Żydów w Polsce (podobne towarzystwa: białoruskie, ukraińskie i niemieckie powstały dopiero po 1956 roku).
Od lipca do października 1945 z miejsc na turnusach wypoczynkowych w kraju skorzystało 12,7 tys. osób, w 1949 roku było to już 451,7 tys. W lutym 1949 roku utworzono Fundusz Wczasów Pracowniczych (FWP). Od 1946 roku do 1956 roku wypoczywający dostawali darmowe bilety kolejowe w obie strony. Tylko 30% kosztów pobytu pokrywał pracownik (resztę FWP i związki zawodowe). W 1952 roku prawo do wypoczynku wprowadzono do Konstytucji PRL (art. 59).
W maju 1948 roku odbył się pierwszy Międzynarodowy Wyścig Kolarski „Głosu Ludu” i „Rudeho Prava” na trasie Warszawa – Praga – Warszawa. Był to początek historii „Wyścigu Pokoju”. Od 1953 roku etapem wyścigu został również Berlin.

### Koncepcja „polskiej drogi do socjalizmu”, rozłam w kierownictwie PPR

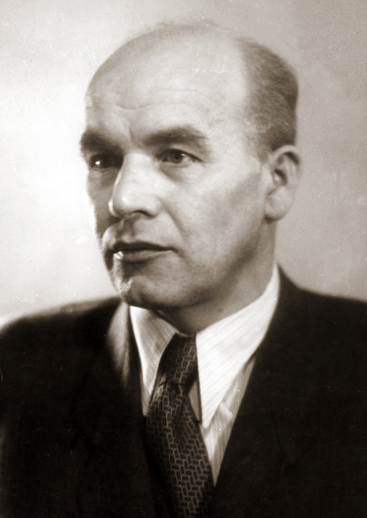
Władysław Gomułka (1947)

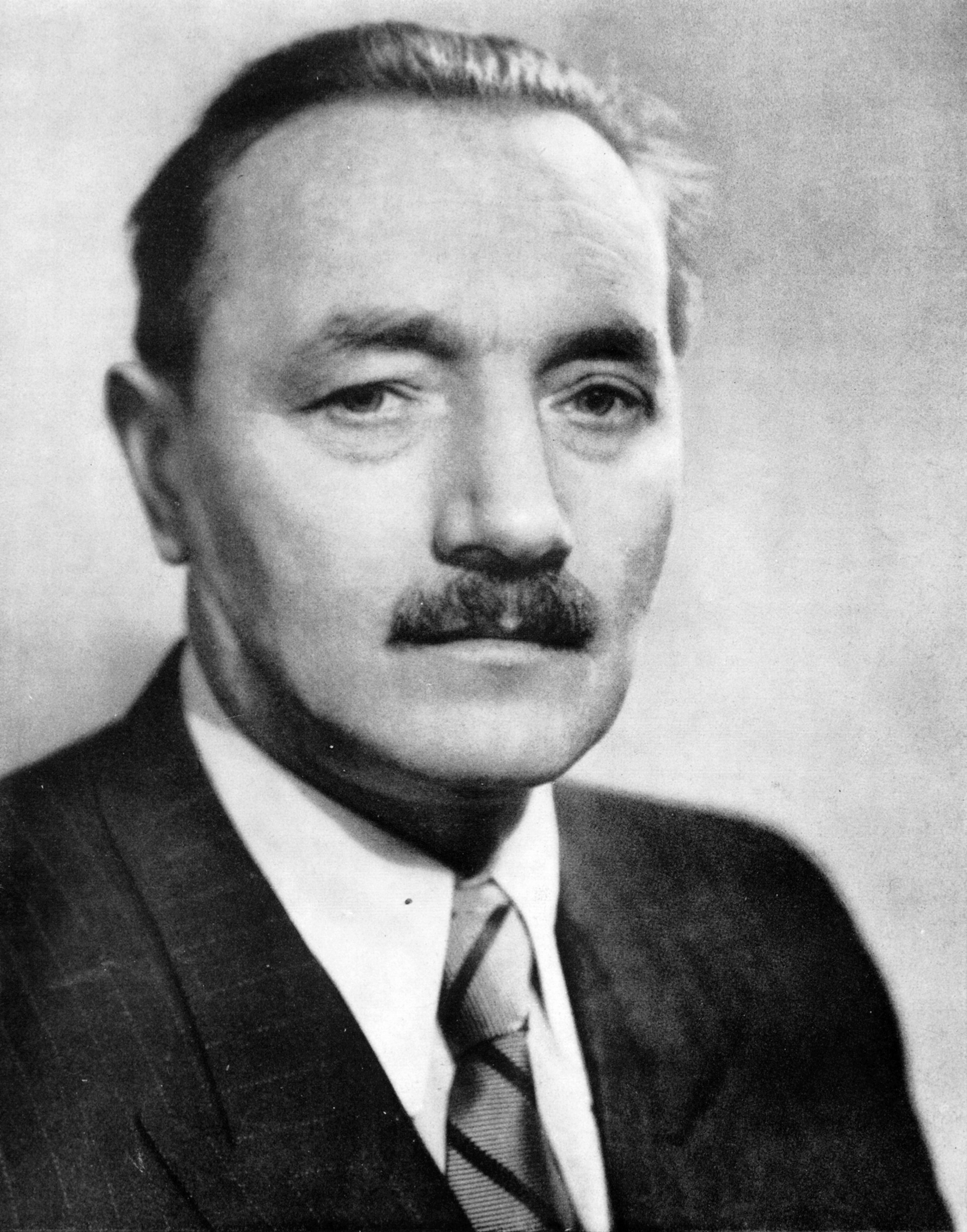
Bolesław Bierut

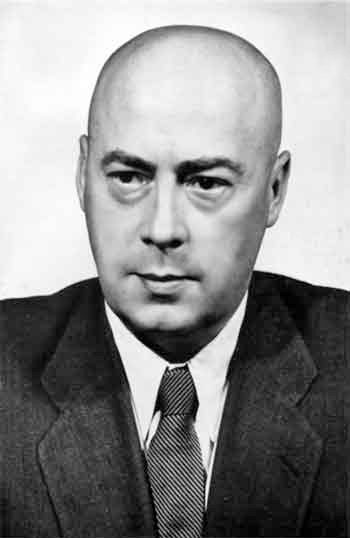
Józef Cyrankiewicz

Frakcję w PPR, która uważała, że rządy silnej ręki muszą być oparte na szerszej bazie politycznej reprezentował Władysław Gomułka. Uważał, że same represje nie mogą zastąpić społecznego poparcia dla nowej władzy. Uznawał, iż można zbudować w Polsce socjalizm bez dyktatury proletariatu, terroru i unicestwienia zastanych struktur społecznych. Podkreślał różnice między warunkami rewolucji w Rosji i w Polsce. „My zdobyliśmy władzę na tle walki wyzwoleńczej, pod hasłem wypędzenia Niemców. Nie musimy obalać starego aparatu państwowego. (...) My w Polsce założyliśmy możliwość innego niż droga radziecka rozwoju (..) założyliśmy możliwość rozwoju podobnego do rozwoju parlamentarnego, którego namiastką jest KRN”. – stwierdzał. Dopuszczał istnienie opozycji, ale tylko takiej, która nie neguje nowego systemu.
We wrześniu 1947 Józef Stalin zwołał konferencję w odpowiedzi na kontrowersje wśród komunistycznych rządów europejskich, czy wziąć udział w paryskiej konferencji dotyczącej planu Marshalla w lipcu 1947 roku. Została przeprowadzona w Szklarskiej Porębie. Ze strony ZSRR konferencją kierował Andriej Żdanow, który wygłosił referat stwierdzający, że wobec ofensywy „amerykańskiego imperializmu”, który rzekomo doprowadził do powstania dwóch obozów („imperialistycznego” i „demokratycznego”), należy „zewrzeć szeregi” i powołać stały organ „konsultacyjny” partii komunistycznych – Kominform (Biuro Informacyjne Partii Komunistycznych i Robotniczych). Na konferencji pomysł utworzenia Kominformu popierali przede wszystkim przedstawiciele WKP(b) i Komunistycznej Partii Jugosławii, natomiast pozostali uczestnicy zajęli raczej bierne stanowisko; ze strony PPR ideę mocno popierał Hilary Minc, natomiast Władysław Gomułka był sceptyczny wobec powołania Biura, obawiając się powstania nowego Kominternu, który będzie nadrzędną strukturą nad narodowymi partiami komunistycznymi. Gomułka zagroził dymisją z funkcji sekretarza generalnego PPR, ostatecznie przyjął cele polityki międzynarodowej i wewnętrznej narzucone na konferencji, bronił jedynie specyfiki polskiej drogi. Sprzeciwił się jednak, by siedzibą nowej instytucji była Warszawa. Kominform został utworzony 27 września 1947. Siedzibą Biura był Belgrad, po wykluczeniu z Kominformu Komunistycznej Partii Jugosławii w czerwcu 1948 roku centrala organizacji została przeniesiona do Bukaresztu.
Gomułka był zwolennikiem zjednoczenia PPR z PPS. Chciał, by w wyniku zjednoczenia powstała partia, która będzie miała realne zaplecze społecznego poparcia. Dlatego mimo uznawania PPR za partię hegemoniczną uznawał konieczność odwołania się nowej partii również do tradycji niepodległościowej PPS. W nieuzgodnionym z pozostałymi członkami Biura Politycznego referacie wygłoszonym 3 czerwca 1948 r. na plenum KC PPR poświęconym tradycjom polskiego ruchu robotniczego Gomułka bronił w tym kontekście „polskiej drogi do socjalizmu”. Stwierdzał, że aby nowa partia polityczna miała realne poparcie społeczne musi opowiadać się za niepodległością państwową i tej niepodległości bronić. Krytykował KPP, że tego nie rozumiała prowadząc działania polityczne w okresie przedwojennym. „KPP używała hasła samostanowienia narodów w taki sposób, że sama chciała stanowić za naród i klasę robotniczą”. – stwierdzał Gomułka. Referat ten spotkał się z krytyką pozostałych członków BP, którzy w rezolucji odrzucili stanowisko Gomułki. Po raz pierwszy ujawnił się publicznie rozłam w kierownictwie PPR. Mimo nacisku Gomułka nie zrezygnował ze swoich tez, choć zgodził się nie ustępować manifestacyjnie ze stanowiska sekretarza generalnego PPR.
Gomułka był również przeciwnikiem zarządzonej przez Stalina rozprawy z Komunistyczną Partią Jugosławii. Próbował wbrew woli Stalina mediować w konflikcie Moskwy z Belgradem. 20 czerwca 1948 w Bukareszcie odbyły się obrady Kominformu. Rozpoczęły one okres nasilonej uniformizacji państw Europy środkowej zgodnej z radzieckim wzorcem. Podczas obrad potępiono KPJ i odniesiono się do konieczności takich przekształceń na wsi, które prowadziłyby do jej kolektywizacji. Gomułka zgłosił sprzeciw wobec treści uchwał konferencji w zakresie kolektywizacji, stwierdzając, że delegacja polska powinna mieć zgodę KC PPR na poparcie uchwały Kominformu w tej kwestii.
W lipcu 1948 roku odbyło się plenum KC, na którym zapowiedziano zaostrzenie kursu wewnętrznego i w pełni poparto uchwały posiedzenia Kominformu, krytykując jednocześnie tezy Gomułki w sprawie tradycji polskiego ruchu robotniczego. Plenum zostało zwołane bez udziału Gomułki jako sekretarza generalnego PPR. 14 sierpnia odbyło się posiedzenie Biura Politycznego, podczas którego usunięto Gomułkę ze stanowiska sekretarza generalnego i funkcję tę powierzono Bierutowi. W dniach 31 sierpnia – 2 września 1948 odbyło się plenum KC PPR, na którym ostatecznie rozprawiono się z Gomułką. W wystąpieniu wstępnym Bierut zarzucił Gomułce m.in. „odchylenie prawicowo-nacjonalistyczne”, wahania w kwestii powołania Biura Informacyjnego, jego niejasny stosunek do konfliktu radziecko-jugosłowiańskiego, popieranie „nacjonalistycznych tradycji PPS”, negatywny stosunek do kolektywizacji, błędną koncepcję tworzenia podczas okupacji KRN na bazie jak najszerszych kręgów społecznych, nieufność wobec ZSRR i działalność frakcyjną.
Gomułka zabrał jeszcze głos na Kongresie Zjednoczeniowym PPR i PPS, na którym powołano PZPR, nie zgadzając się z zarzutami padającymi z mównicy jakoby zdradził interesy klasy robotniczej. Określając się jako internacjonalista stwierdził, że należy walczyć nie tylko z nacjonalizmem, ale i z kosmopolityzmem i nihilizmem narodowym. „Gardzimy tymi, którzy nie szanują naszego narodu, nie doceniają jego wielkości i zdolności, którzy pomniejszają nasz wkład w międzynarodową skarbnicę kultury” – powiedział.
2 sierpnia 1951 Gomułka został aresztowany wraz z żoną przez funkcjonariuszy Departamentu X MBP Ministerstwa Bezpieczeństwa Publicznego pod dowództwem płk. Józefa Światły; aresztowani zostali osadzeni w willi MBP w Miedzeszynie.

### Utworzenie PZPR w 1948

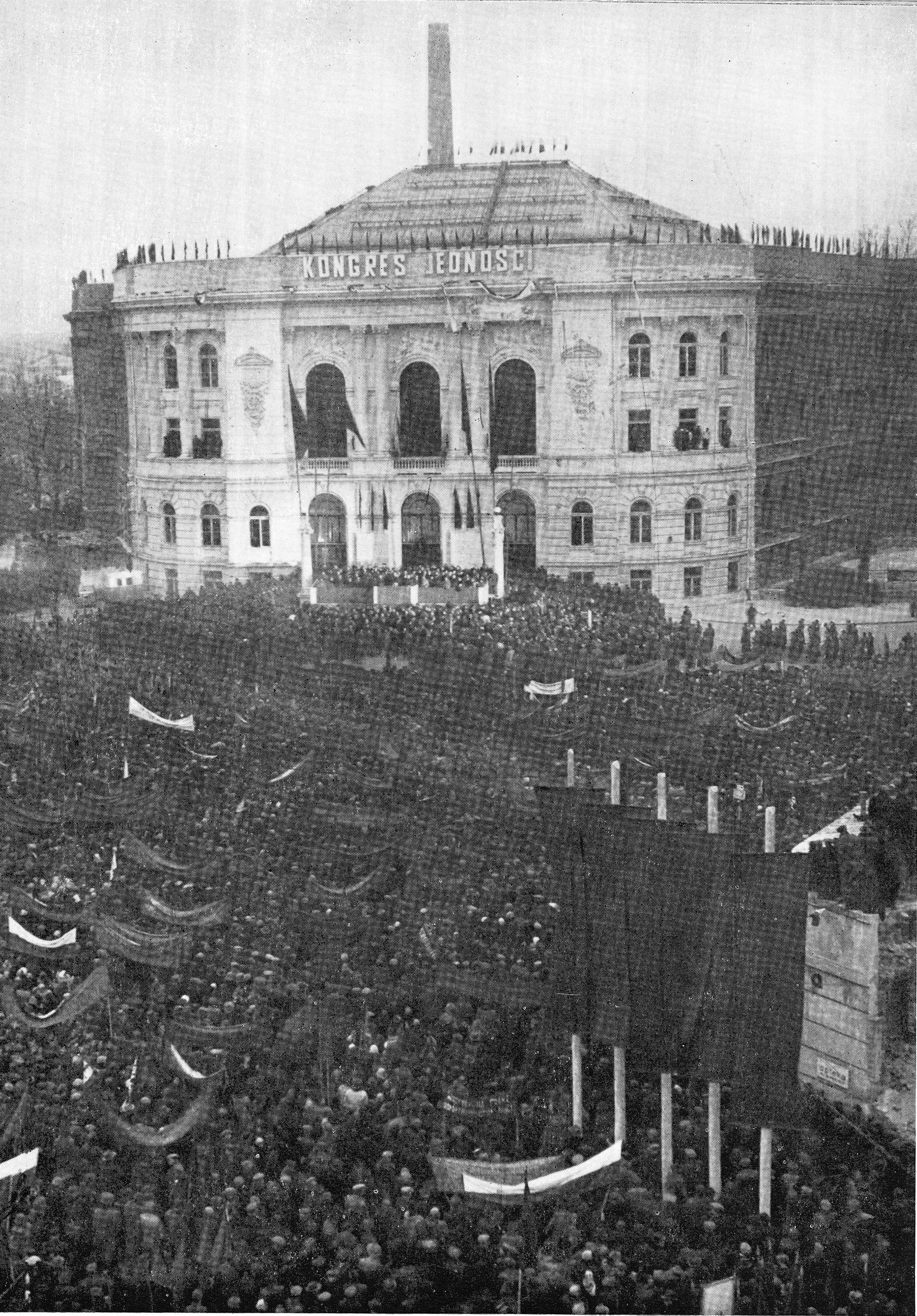
Wiec na placu Politechniki w Warszawie podczas kongresu zjednoczeniowego PPR i PPS w grudniu 1948

W grudniu 1948 roku na Kongresie Zjednoczeniowym odbytym na Politechnice Warszawskiej z połączenia Polskiej Partii Robotniczej i Polskiej Partii Socjalistycznej powstała Polska Zjednoczona Partia Robotnicza, po wcześniejszej masowej czystce w szeregach PPS. Sekretarzem generalnym został Bolesław Bierut. Na boczny tor odsunięto Władysława Gomułkę, który był sceptyczny wobec ZSRR. Duża część działaczy PPS była przeciwna zjednoczeniu jednak PPR miał w szeregach PPS działaczy skłonnych do połączenia się obu partii. Środowiska socjalistyczne będące poza zasięgiem wpływów PZPR znalazły się na emigracji.
Do satelickich wobec PPR Stronnictwa Ludowego i Stronnictwa Demokratycznego wcielono pozostałości dotychczasowo istniejących partii niezależnych od PPR. W 1949 powstało Zjednoczone Stronnictwo Ludowe z połączenia Stronnictwa Ludowego z resztkami PSL Mikołajczyka oraz Centralna Rada Związków Zawodowych i Związek Bojowników o Wolność i Demokrację (ZBoWiD). W 1950 część prokomunistycznych działaczy Stronnictwa Pracy wstąpiła do Stronnictwa Demokratycznego. ZSL i SD były traktowane przez PZPR jako tzw. transmisja partii do mas.
Jeszcze w czerwcu 1948 powstał Związek Młodzieży Polskiej z połączenia czterech organizacji młodzieżowych.

### Wojsko w okresie przemian

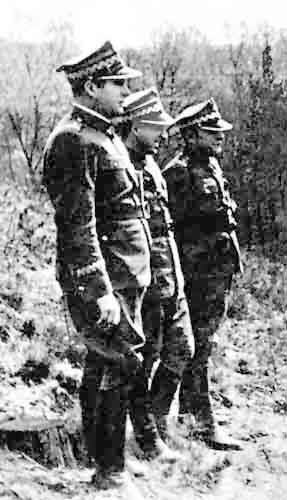
Od lewej: Michał Rola-Żymierski, Marian Spychalski i Karol Świerczewski nad Nysą Łużycką (1945)

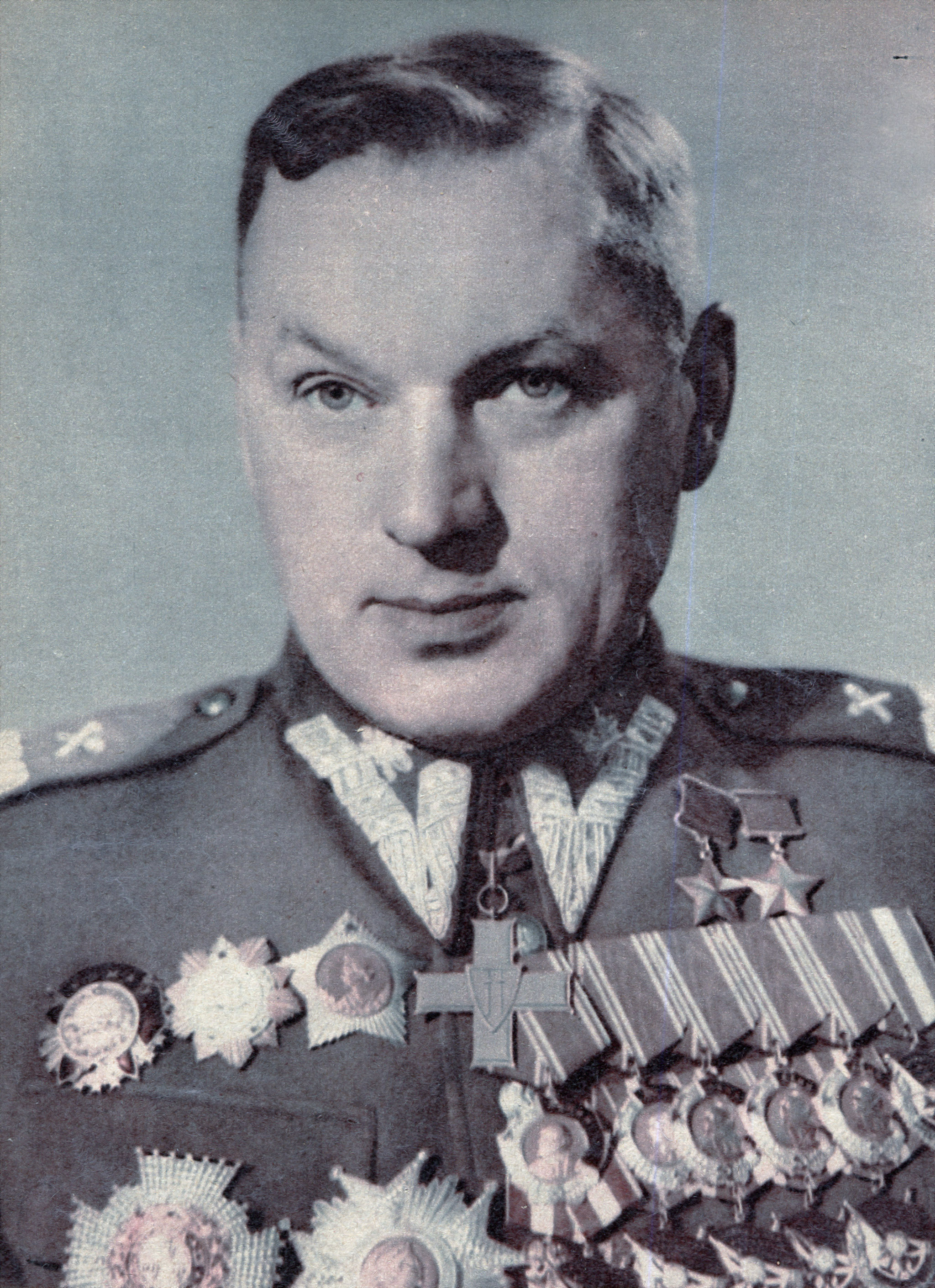
Konstanty Rokossowski w mundurze polskim

W sierpniu 1945 roku wydane zostały ściśle tajne „Wytyczne naczelnego dowódcy dla tworzenia kadr oficerskich Wojska Polskiego”. Był to dokument kształtujący politykę personalną w LWP do 1948 roku, do odsunięcia współautora i realizatora tej polityki wiceministra Obrony Narodowej gen. Mariana Spychalskiego. Za najbardziej pożądany element ludzki, z którego chciano budować przyszłe kadry, uznano uczestników podziemnych organizacji lewicowych z czasów wojny, oficerów 1 i 2 Armii Wojska Polskiego i powojennych wychowanków szkół oficerskich. Z uznaniem odniesiono się do młodej kadry oficerskiej II RP (do stopnia kapitana włącznie) jako „najwartościowszej części przedwojennego korpusu oficerskiego” i do przedwojennych oficerów rezerwy. Negatywnie odnoszono się do korpusu oficerów starszych z czasów II RP uznając go za „źle dobrany, powierzchownie wyszkolony i fałszywie selekcjonowany dla celów sanacyjno – faszystowskich”. Niemniej uznano, że tego pokroju oficerowie są przydatni w armii ze względu na „konieczność stopniowego luzowania oficerów Armii Czerwonej na wyższych stanowiskach w Wojsku Polskim”. Co do żołnierzy Armii Krajowej uznając ją generalnie za organizację wroga nowej władzy ze wstrzemięźliwa tolerancją odnoszono się do tych żołnierzy AK, którzy „walczyli i ryzykowali podczas okupacji”.
W latach 1946–1948 z dwudziestu kilku generalskich awansów siedemnaście przypadło oficerom z II RP w większości z obozów jenieckich (z czasem awansowało na stopień generalski blisko 60 przedwojennych oficerów).
W 1947 roku służyło w LWP jeszcze ok. półtora tysiąca oficerów radzieckich. Do końca 1951 roku mieli wszyscy opuścić Polskę. W 1949 roku gdy dowództwo LWP obejmował marsz. Rokossowski służyło w LWP kilkuset oficerów radzieckich (wszyscy polskiego pochodzenia).

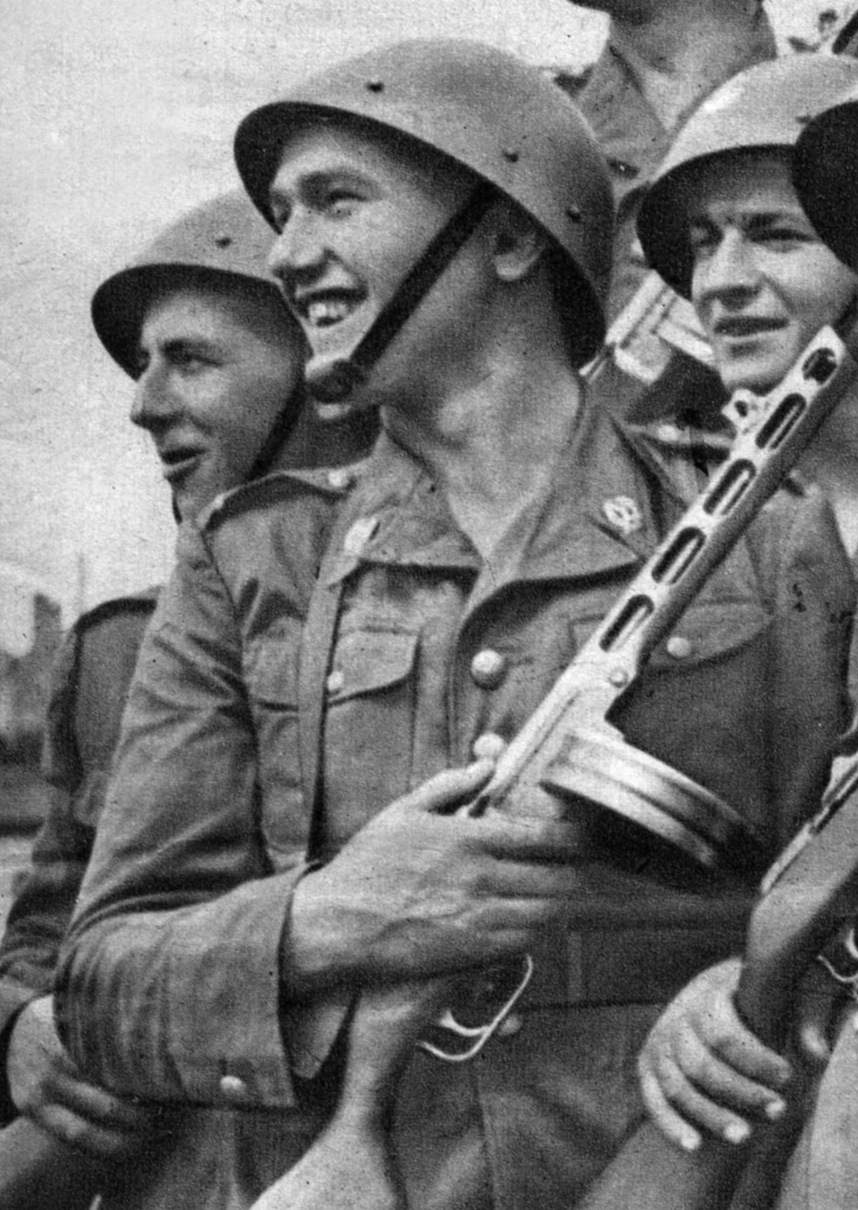
Żołnierze Ludowego Wojska Polskiego w 1951 roku

Do 1948 roku w wojsku utrzymywały się liberalne tendencje w kształtowaniu oblicza personalnego LWP, zbliżone do tych, które przyjęte zostały w Wojsku Polskim w 1918 roku gdy stanowiska oficerskie zajmowali nie tylko legioniści, ale i oficerowie służący przedtem w państwach zaborczych.
W efekcie redukcji wojska w latach 1945–1948 na początku 1949 liczyły one ok. 140 000 żołnierzy.
Na początku 1949 roku wychowankowie Ludowego Wojska Polskiego, łącznie z oficerami Armii Ludowej i innymi partyzantami związanymi z ruchem komunistycznym oraz żołnierzami mającymi doświadczenie z walk w wojnie domowej w Hiszpanii, stanowili ok. trzy czwarte korpusu oficerskiego; oficerowie przedwojenni oraz wywodzący się z Armii Krajowej – niespełna jedną czwartą; ok. 6 procent stanowili oficerowie radzieccy.
6 listopada 1949 na urząd ministra obrony narodowej został powołany marszałek ZSRR, obywatel sowiecki (któremu nadano z tej okazji polskie obywatelstwo) Konstanty Rokossowski, mianowany jednocześnie na stopień marszałka Polski i dokooptowany 13 listopada 1949 do Biura Politycznego PZPR. W grudniu 1949 Rokossowski zażądał od polskiego Sejmu uchwalenia nowych kredytów dla wojska (w latach 1949–1954 na skutek nowych uregulowań przekroczyły one aż 15% dochodu narodowego), a w 1951 na jego polecenie zmieniono plan 6-letni – skutkiem tego było przeznaczenie ogromnych kwot dla wojska kosztem inwestycji cywilnych. Znaczne inwestycje wojskowe doprowadziły do włączenia Polski w sowiecką infrastrukturę wojskową. Od 1952 Rokossowski był również wicepremierem. Realizował rozpoczętą już pod koniec wojny politykę represji wobec przedwojennych polskich oficerów, czystek i sowietyzacji w LWP, jak również wprowadził represyjny system pracy przymusowej w kopalniach węgla, rud uranu i w kamieniołomach, świadczonej w miejsce służby wojskowej przez młodzież z niepewnych politycznie rodzin.
Głęboka redukcja wojska w latach 1945–1948 i utrata przez nie zdolności do podjęcia skutecznych działań obronnych spowodowało, że w 1949 przyjęto 7-letni plan rozbudowy wojska. Przedsięwzięcia te zbiegły się z zaostrzeniem sytuacji międzynarodowej (zob. zimna wojna, blokada Berlina Zachodniego przez ZSRR (1948–1949). W rezultacie pod koniec 1949 Wojsko Polskie zaczęło przygotowywać się do ewentualnej wojny. Zmiana koncepcji rozwoju zbiegła się w czasie z powstaniem na Zachodzie (4 kwietnia 1949) sojuszu polityczno-wojskowego, Paktu Północnoatlantyckiego (NATO), który państwa bloku wschodniego uznały za zagrożenie.
Po wybuchu wojny koreańskiej i włączeniu Polski do wyścigu zbrojeń między blokiem wschodnim i NATO Wojsko Polskie osiągnęło apogeum rozwoju organizacyjnego. W ramach realizacji planu przyspieszonego rozwoju wojska w latach 1951–1952 sformowano dodatkowo: cztery dowództwa korpusów armijnych, dwa dowództwa korpusów lotniczych, dziesięć dywizji lotniczych, dwie dywizje zmechanizowane, siedem dywizji piechoty, pięć dywizji artylerii przeciwlotniczej, trzy brygady artylerii przeciwpancernej, trzy brygady przeciwdesantowe, sześć samodzielnych pułków czołgów. W rezultacie stan etatowy Wojska Polskiego wzrósł w latach 1950–1951 o ponad 200% i na 1 stycznia 1952 wynosił 356 481 żołnierzy. W stosunku do liczby ludności LWP stała się jedną z najsilniejszych armii w Europie.

### Stosunki Państwo-Kościół 1944–1952

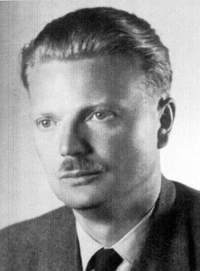
Bolesław Piasecki

W 1945 prezydent Bolesław Bierut, wobec propozycji prezentacji przez prymasa Augusta Hlonda nowo mianowanych administratorów apostolskich dla diecezji na Ziemiach Zachodnich, uznał konkordat między Stolicą Apostolską a Polską za nieobowiązujący. 12 września 1945 roku Tymczasowy Rząd Jedności Narodowej podjął uchwałę unieważniającą konkordat. Jako powód podjęcia uchwały podano pogwałcenie przez Watykan art. 9, co nastąpiło w grudniu 1939, kiedy diecezja chełmińska została powierzona niemieckiemu biskupowi Karolowi Marii Splettowi. Jednocześnie władze zarzucały Watykanowi, że nie chce on uznać zachodniej i północnej granicy Polski.
Od grudnia 1945 roku na podstawie zarządzenia ministra oświaty zniesiony został przymus nauki religii w szkołach. Dalszym krokiem na drodze laicyzacji było zniesienie rubryki „wyznanie” w aktach urzędowych. Od 1 stycznia 1946 roku zaczęło obowiązywać jednolite dla całego kraju świeckie prawo o aktach stanu cywilnego dopuszczające rozwody i śluby cywilne.
Mimo to władze do 1948 utrzymywały formalnie poprawne stosunki z Kościołem katolickim. Pierwszą wyższą uczelnią, jaka zaczęła działać jeszcze na skrawku wyzwolonej Polski, był Katolicki Uniwersytet Lubelski (2 sierpnia 1944 roku uzyskał zgodę nowych władz na działalność). Przedstawiciele władz (Bolesław Bierut, Piotr Jaroszewicz) uczestniczyli w uroczystościach kościelnych (np. procesja Bożego Ciała 1946). Prezydent Bolesław Bierut składając przysięgę na konstytucję, zakończył ją słowami: Tak mi dopomóż Bóg. Uczestniczył też w uroczystościach związanych z odrestaurowaniem posągu Jezusa Chrystusa przed jednym z kościołów w Warszawie. Dopuszczono samodzielną działalność wydawniczą zakonów i Kościoła („Gość Niedzielny”, „Rycerz Niepokalanej”). Działał „Caritas”, przekazując dary z Zachodu dla potrzebujących w Polsce. Żołnierze ludowego Wojska Polskiego rozpoczynali życie koszarowe od pieśni religijnej Kiedy ranne wstają zorze. Podobnie było z programami Polskiego Radia, które także rozpoczynały się wspomnianą pieśnią. Kościołowi katolickiemu i innym związkom wyznaniowym zwrócono również utraconą przez nie w czasie okupacji własność, a biskup Teodor Kubina wydał nawet oświadczenie, w którym stwierdził że: „wszelkie ograniczenia zarządzone przez okupanta zostały uchylone, a zarekwirowane budynki kościelne oddano w posiadanie władz kościelnych i klasztornych”.
Władze zaakceptowały w 1945 powołanie stowarzyszenia PAX. Na czele stowarzyszenia stał Bolesław Piasecki, polityk skrajnego, faszyzującego skrzydła przedwojennego ruchu narodowego (Ruch Narodowo-Radykalny Falanga, ONR-Falanga), aresztowany przez NKWD w 1944 i uwolniony przez szefa przedstawicielstwa NKWD w Polsce Iwana Sierowa w 1945 na nieznanych do dziś warunkach.
W tydzień po pogromie kieleckim w 1946 roku delegacja lubelskich Żydów prosiła biskupa Wyszyńskiego „o wydanie do duchowieństwa i wiernych diecezji odezwy duszpasterskiej”. Wyszyński doradził, że „lepiej by było dla Żydów, gdyby wynieśli się w ogóle z Polski, np. do Palestyny, albo zakupili sobie jakąś kolonię czy wyspę”.
Po sfałszowanych przez PPR wyborach 1947, w sytuacji zanikania działalności zbrojnego podziemia antykomunistycznego, a wreszcie po likwidacji legalnej opozycji politycznej (Polskie Stronnictwo Ludowe), zwłaszcza po ucieczce Stanisława Mikołajczyka (X 1947), wzrósł nacisk władz państwowych na Kościół. W konsekwencji w 1948 roku Episkopat Polski wydał list duszpasterski, w liście tym wezwano wiernych Kościoła do wspólnej pracy w nowej Polsce. W lecie 1949 roku rząd wydał dekret o ochronie wolności sumienia i wyznania. Dekret stanowił, że odmowa posługi religijnej z powodów politycznych jest przestępstwem, przeciwni dekretowi byli przedstawiciele Kościoła. Komunistyczne władze państwowe dokonały przejęcia ziemi Kościoła, zakonów i majątku „Caritas”, wbrew dekretowi PKWN z 1944. W 1950 roku Ministerstwo Bezpieczeństwa Publicznego zorganizowało ruch tzw. księży patriotów, który popierał władze komunistyczne. Ruch „księży-patriotów” objął ok. 10% duchowieństwa.
Złagodzenie konfliktu na linii państwo komunistyczne – Kościół nastąpiło na wiosnę 1950 roku, gdy 14 kwietnia zostało zawarte porozumienie pomiędzy Episkopatem Polski reprezentowanym przez prymasa Stefana Wyszyńskiego a komunistycznymi władzami państwowymi, które gwarantowało niezależność struktury Kościoła i trybu powoływania jego władz od administracji państwowej i zastępowało nieuznawany przez rząd od 1945, ale niewypowiedziany formalnie konkordat. Władze utrzymały lekcje religii w szkołach, zezwalały na wydawanie czasopism o orientacji katolickiej, na prowadzenie zakonów i ok. 30 kapelanów w wojsku. Episkopat poszedł jednak w zamian na wiele ustępstw. Deklarował m.in. że wezwie duchowieństwo, aby w pracy duszpasterskiej nauczało wiernych „poszanowania prawa i władzy państwowej”. Zobowiązywał się do tego, że będzie się „przeciwstawiał wrogiej Polsce działalności” oraz że będzie wyjaśniał duchowieństwu, „aby nie sprzeciwiało się rozbudowie spółdzielczości na wsi”. W pkt. 8 porozumienia Episkopat stwierdzał:

Kościół katolicki, potępiając zgodnie ze swoimi założeniami każdą zbrodnię, zwalczać będzie również zbrodniczą działalność band podziemia oraz będzie piętnował i karał konsekwencjami kanonicznymi duchownych, winnych udziału w jakiejkolwiek akcji podziemnej i antypaństwowej.

24 października 1950 roku szef Urzędu do Spraw Wyznań Antoni Bida oskarżył biskupów katolickich o wrogość do Polski Ludowej i nieuznawanie granicy zachodniej, gdyż Episkopat według niego uchylał się od mianowania biskupów na Ziemiach Odzyskanych. 28 stycznia 1951 roku władze ogłosiły, że zlikwidowały stan tymczasowości na Ziemiach Odzyskanych odsuwając od kierowania diecezjami mianowanych przez prymasa Augustyna Hlonda za zgodą papieża administratorów apostolskich w Olsztynie, Gdańsku, Gorzowie, Opolu i Wrocławiu. Wyszyński, by nie dopuścić do schizmy, udzielił 8 lutego 1951 roku jurysdykcji kościelnej zgodnie z prawem kanonicznym nieważnie wybranym na polecenie władz wikariuszom kapitulnym. W lipcu 1951 roku moskiewska „Prawda” oskarżyła prymasa Wyszyńskiego o „podkopywanie żywotnych interesów Polski”. 20 stycznia 1951 roku uwięziono biskupa kieleckiego Czesława Kaczmarka, którego poddano torturom, a następnie skazano w procesie pokazowym. Pod koniec 1951 w więzieniach znajdowało się już około 900 księży.
4 listopada 1950 roku grupa Dziś i Jutro doprowadziła do powstania Komitetu Intelektualistów i Działaczy Katolickich przy Ogólnopolskim Komitecie Obrońców Pokoju, który miał być PAX-owską konkurencją dla księży-patriotów Związku Bojowników o Wolność i Demokrację. W 1952 roku grupa Piaseckiego przyjęła oficjalną nazwę Stowarzyszenie „Pax”. „Pax” przejął kontrolę nad ruchem „księży – patriotów” w 1955 r. Władze komunistyczne konsekwentnie do roku 1956 promowały działalność ruchu księży-patriotów i grupy Bolesława Piaseckiego.

## Polska Rzeczpospolita Ludowa (1952–1989)

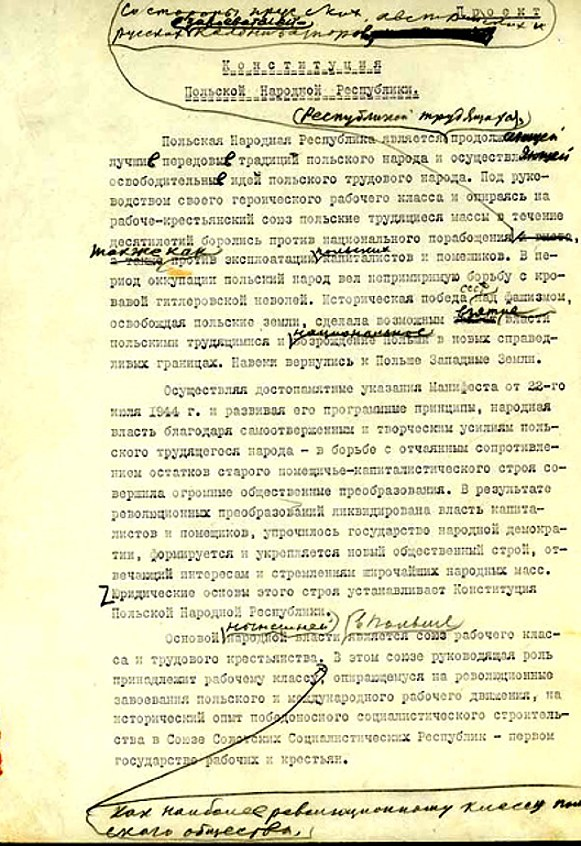
Projekt Konstytucji PRL z naniesionymi poprawkami Stalina

### Konstytucja Polskiej Rzeczypospolitej Ludowej[201]
22 lipca 1952 roku, w ósmą rocznicę ogłoszenia manifestu PKWN, Sejm uchwalił formalnie Konstytucję Polskiej Rzeczypospolitej Ludowej (konstytucję lipcową). Faktycznym autorem konstytucji był Bolesław Bierut, a w jego projekcie osobistych poprawek dokonywał Stalin (nie zgadzając się np. na zmianę polskiego hymnu narodowego). Na wzór innych „demokracji ludowych” zmieniono nazwę państwa na Polska Rzeczpospolita Ludowa. Urząd prezydenta zniesiono, a jego kompetencje przejęła kolegialna Rada Państwa (na wzór sowiecki), kadencja Sejmu trwała 5 lat a rad narodowych trzy lata. Znalazły się też zapisy m.in. o prawie do pracy, ochrony zdrowia, wypoczynku, nauki.
Jednocześnie wzmacniano policyjny system rządów monopartyjnej dyktatury, nasiliła się represyjna działalność Ministerstwa Bezpieczeństwa Publicznego (teza o zaostrzaniu się walki klas), która przejawiała się m.in. w procesach przeciwko działaczom politycznym z okresu międzywojennego i wojny, generałom i oficerom Wojska Polskiego, byłym żołnierzom Armii Krajowej.

### Stosunki Państwo-Kościół w latach 1952–1956

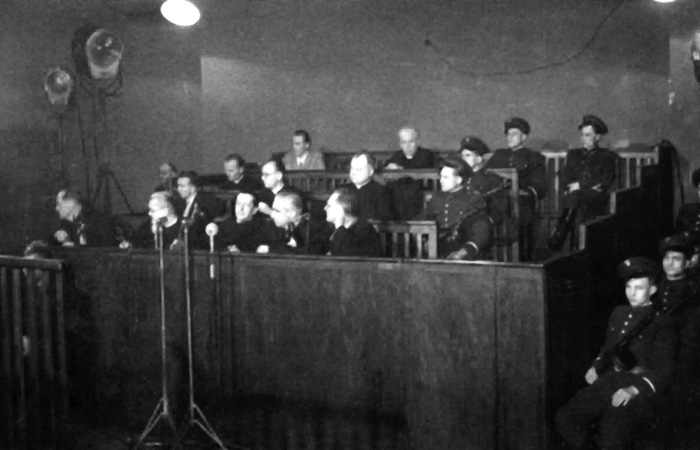
Proces pokazowy księży kurii krakowskiej w 1953 roku

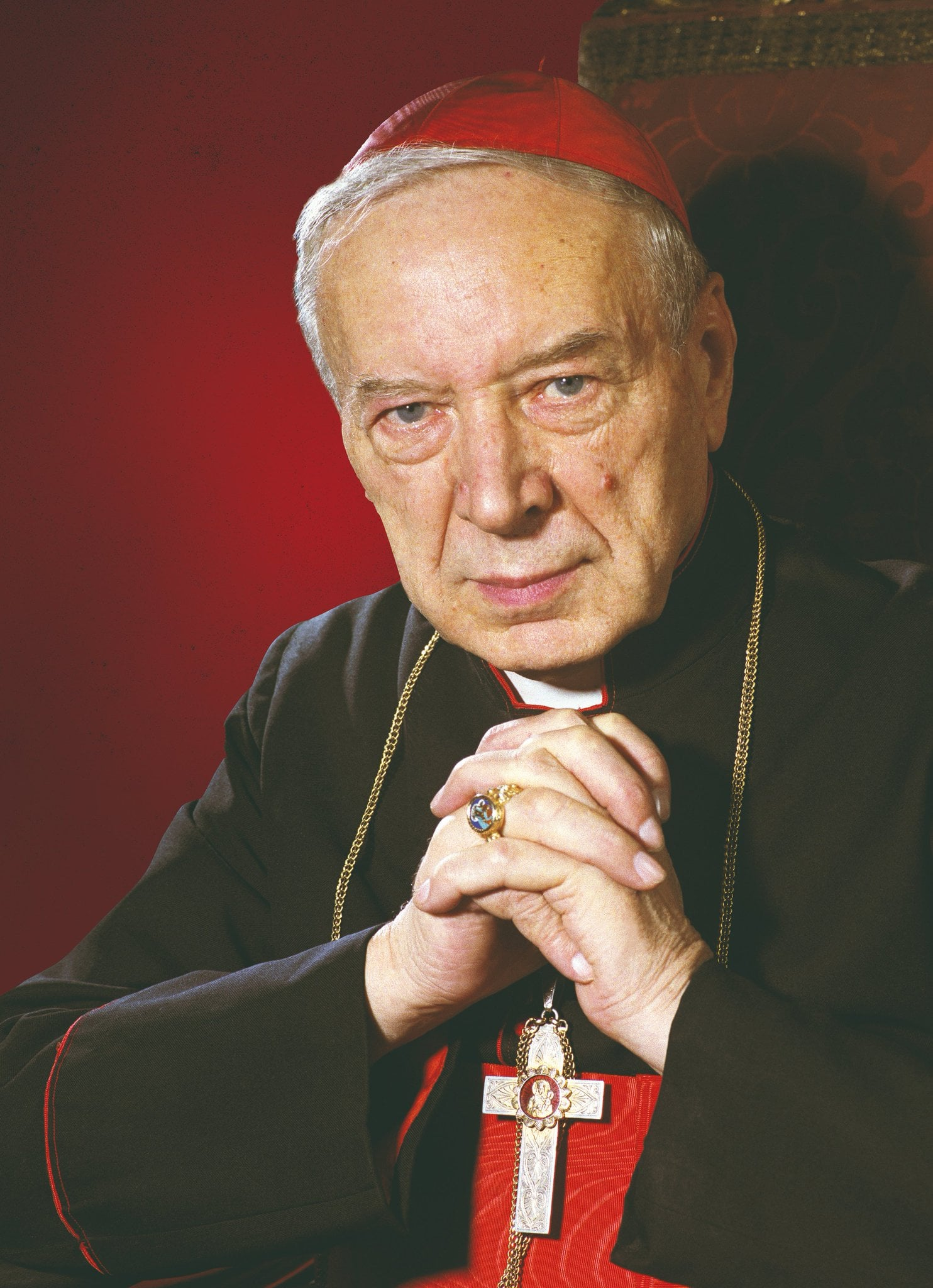
Stefan Wyszyński

W lipcu 1952 roku władze zlikwidowały niższe seminaria duchowne, nowicjaty zakonne i zagroziły likwidacją resztek prasy katolickiej. Wprowadzono ograniczenia w budownictwie sakralnym. Rząd narzucił księdza Filipa Bednorza ze ZBoWiD-u na urząd wikariusza kapitulnego w Katowicach, skąd usunięto biskupa Stanisława Adamskiego. 4 grudnia 1952 roku władze internowały wygnanego w 1945 roku ze Lwowa arcybiskupa Eugeniusza Baziaka, rządcę archidiecezji krakowskiej po śmierci arcybiskupa Adama Sapiehy. Nie wydano też paszportu prymasowi Wyszyńskiemu, gdy ten chciał jechać do Rzymu na konsystorz, by odebrać przyznany mu kapelusz kardynalski. Władze przeprowadziły akcję składania przez księży ślubowań „na wierność PRL”.
27 stycznia 1953 roku ogłoszono wyrok w procesie pokazowym księży kurii krakowskiej. 9 lutego Rada Państwa wydała dekret o tworzeniu, obsadzaniu i znoszeniu stanowisk kościelnych, zakładający, że każda nominacja i akt jurysdykcji Kościoła katolickiego w Polsce podlega kontroli władz i może być przez nie anulowany. Dekret uzależniał obsadę stanowisk kościelnych od zgody prezydium rządu w stosunku do biskupów, a przez prezydium Wojewódzkiej Rady Narodowej w stosunku do pozostałych stanowisk (m.in. proboszczów, wikariuszy parafialnych, kapelanów). Przewidywał także usunięcie ze stanowisk duchownych za uprawianie [...] działalności sprzecznej z prawem i porządkiem publicznym bądź popieranie lub osłanianie takiej działalności. Uzależniał księży od administracji wyznaniowej, która nadała sobie uprawnienia przysługujące wyłącznie biskupom ordynariuszom.
8 maja 1953 r. zebrani w Krakowie biskupi wystosowali do rządu PRL list, protestujący przeciwko szykanowaniu Kościoła. 18 czerwca miało miejsce wspólne posiedzenie Komisji Intelektualistów, komisji księży-patriotów ZBoWiD i Stowarzyszenia PAX. Wydane oświadczenie nawoływało do „jedności” wszystkich sił katolickich na płaszczyźnie „społecznie postępowej”. 22 września po sfingowanym procesie biskup Czesław Kaczmarek skazany został na 12 lat więzienia. O aresztowaniu Wyszyńskiego zdecydowali Bierut i Franciszek Mazur wraz z kierowniczymi czynnikami radzieckimi. Prymasa aresztowano w Warszawie 26 listopada 1953 roku. W ślad za nim aresztowano biskupów: Stanisława Adamskiego, Antoniego Baraniaka, Herberta Bednorza, Juliusza Bieńka i Lucjana Bernackiego. Natychmiast po uwięzieniu prymasa Julia Brystiger z Ministerstwa Bezpieczeństwa Publicznego uzyskała zgodę biskupa Michała Klepacza na przewodniczenie Komisji Episkopatu Polski.

### Początek odwilży

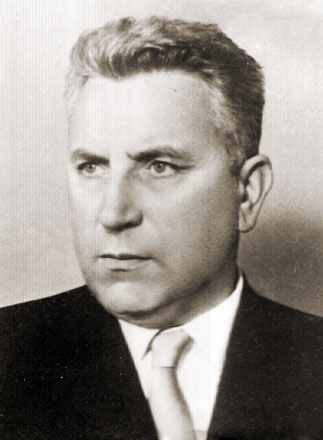
Edward Ochab

Przynależność Polski do bloku wschodniego utrwaliło członkostwo w strukturach gospodarczych (od 1949 w Radzie Wzajemnej Pomocy Gospodarczej) i wojskowo-politycznych (od 1955 w Układzie Warszawskim) podporządkowanych ZSRR.
Po śmierci Józefa Stalina w marcu 1953 roku ZSRR stopniowo odchodził od stalinowskiego systemu władzy. Początkowo w krajach demokracji ludowej nie ujawniono zbrodni okresu stalinowskiego. W Polsce gazety i radio publikowały komunikaty o śmierci Stalina, jedynie Tygodnik Powszechny, który odmówił zamieszczenia na pierwszej stronie całostronicowego nekrologu Stalina, został zawieszony, a następnie przekazany ekipie współpracującego z władzą „Paxu”. W grudniu 1953 na Zachód uciekł Józef Światło, a w 1954 na antenie Radia Wolna Europa zaczął wygłaszać cykl pogadanek Za kulisami partii i bezpieki demaskujących kulisy sprawowania władzy w Polsce przez PZPR. Po jego ucieczce początkowo w MBP doszło do serii dymisji, ostatecznie zaś w grudniu 1954 MBP zostało rozwiązane, zaś Stanisława Radkiewicza przeniesiono na stanowisko ministra PGR. Wiosną 1955 roku kierownictwo PZPR poleciło prokuraturze zbadać działalność tych instytucji, które naruszały prawo. Zlikwidowano istniejące od czasów wojny sądy specjalne i „pion cywilny” sądów wojskowych. W listopadzie tego roku Bierut wysłał list do KPZR w sprawie wyjaśnienia przyczyn rozwiązania w 1938 roku KPP (w lutym 1956 roku specjalna komisja międzypartyjna uznała tę decyzję za bezpodstawną). W tym samym roku z więzienia wypuszczono Władysława Gomułkę i jego współpracowników. Zliberalizowano cenzurę literacką, zapowiedzią nadchodzącej odwilży było ukazanie się Poematu dla dorosłych Adama Ważyka. Do potępienia stalinizmu w ZSRR doszło na XX Zjeździe KPZR. W czasie zjazdu zachorował przewodniczący polskiej delegacji Bolesław Bierut, zmarł on 12 marca 1956 roku. Podejrzewano, że jego śmierć nastąpiła w nienaturalny sposób. Bolesława Bieruta zastąpił Edward Ochab, stopniowo rezygnowano ze stalinowskich metod sprawowania władzy. 27 kwietnia 1956 roku ogłoszono amnestię (wyszło z więzień prawie 6 tys. więźniów politycznych). W maju ustąpił ze stanowisk Jakub Berman. Pisma „Po prostu” i „Nowa Kultura” publikowały artykuły, które krytykowały dotychczasowy ustrój, domagano się ukarania funkcjonariuszy odpowiedzialnych za zbrodnie tego okresu zwłaszcza UB. W sierpniu 1956 roku w Sopocie miał miejsce I Ogólnopolski Festiwal Muzyki Jazzowej. 2 października władze ZSRR podjęły decyzję o zwrocie Polsce części kolekcji sztuki i archiwów, które w czasie wojny zrabowane w okupowanej Polsce przez Niemców zostały następnie wywiezione do ZSRR z zajętych terenów III Rzeszy i Wolnego Miasta Gdańska (m.in. „Stańczyk” Matejki i „Sąd Ostateczny” Memlinga).

### Poznański Czerwiec

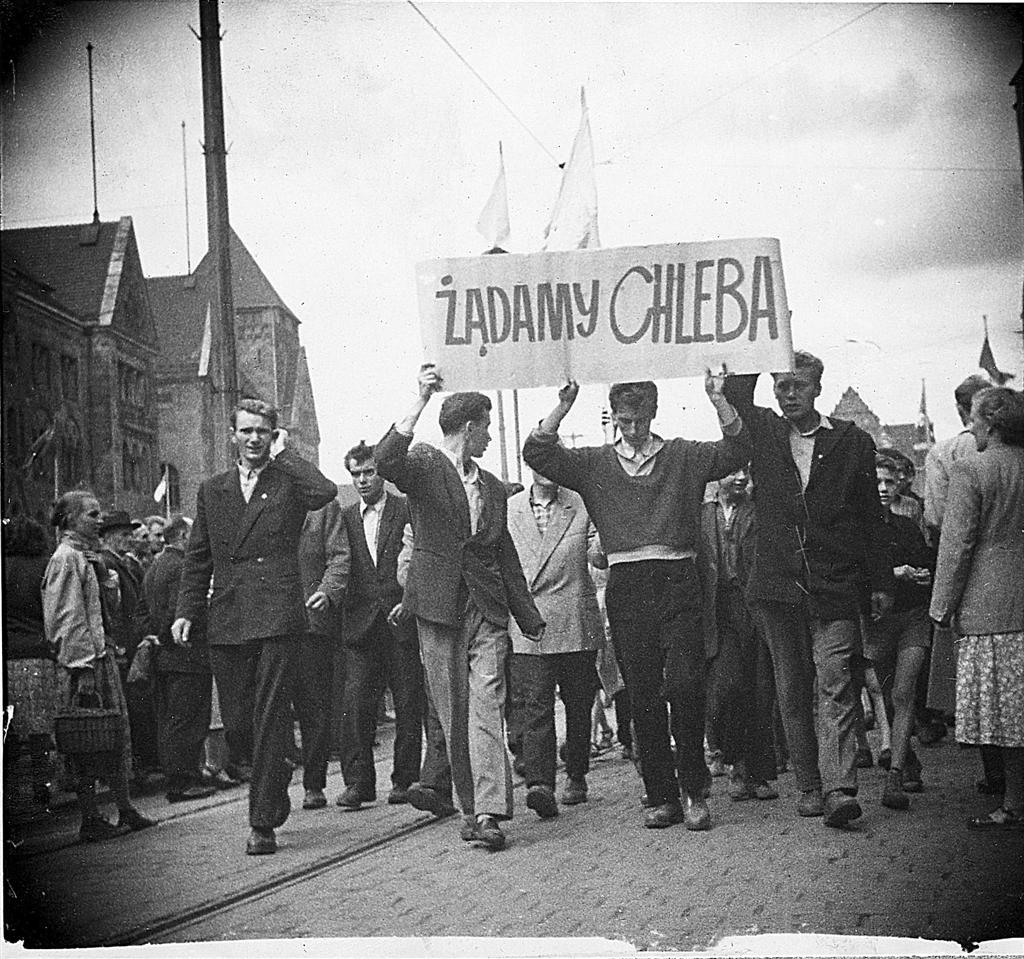
Protestujący w Poznaniu w czerwcu 1956 roku

Reform systemu domagały się też inne grupy społeczne, rosło niezadowolenie robotników. 28 czerwca 1956 rano robotnicy zorganizowali strajk w największych zakładach Poznania. Następnie wyszli na ulice formując pochód, który przekształcił się z demonstracji robotniczej w manifestację społeczeństwa. Pochód liczący sto tysięcy osób (1/3 ówczesnej liczby mieszkańców miasta) dotarł pod siedziby PZPR i Miejskiej Rady Narodowej.
Dosłownie z minuty na minutę rosła determinacja demonstrantów; nastroje stopniowo się radykalizowały. Do haseł o treści społecznej i ekonomicznej: „Żądamy podwyżki płac”, „Chcemy żyć jak ludzie”, „Chcemy chleba”, „Precz z normami”, „Jesteśmy głodni” dołączyły te otwarcie już antykomunistyczne i antyrządowe: „Precz z wyzyskiem świata pracy”, „Precz z czerwoną burżuazją”, „My chcemy wolności”, „Precz z bolszewizmem”, „Precz z komunistami”, „Żądamy wolnych wyborów pod kontrolą ONZ”, a nawet „Niech żyje Mikołajczyk”. W końcu pojawiły się też okrzyki o treści antyrosyjskiej i antyradzieckiej: „Precz z Rosjanami”, „Precz z Moskalami”, „Precz z Ruskami, Żądamy prawdziwie wolnej Polski”.
Część z protestujących zajęła więzienie, wypuszczając część więźniów. Do manifestacji doszło też na Międzynarodowych Targach Poznańskich, niektórzy protestujący zaatakowali Wojewódzki Urząd Bezpieczeństwa Publicznego, jednak tam funkcjonariusze oddali strzały w stronę protestujących. Władze skierowały do miasta regularne jednostki wojskowe – początkowo 19 Dywizję Pancerną i 10 Dywizję Pancerną, później jeszcze 4 i 5 Dywizję Piechoty. Łącznie skierowano do pacyfikacji miasta 9983 żołnierzy, 359 czołgów, 31 dział pancernych, 36 transporterów opancerzonych, 6 dział przeciwlotniczych, 880 samochodów, 68 motocykli i kilka tysięcy sztuk broni. W ciągu kilku godzin walk zużyto 180 tys. sztuk amunicji. Siły te prowadziły walki uliczne z grupami cywilów, uzbrojonych w 250 sztuk broni, w tym 1 rkm z rozbitych posterunków milicji i studiów wojskowych uczelni wyższych oraz butelki z benzyną. Demonstrantom udało się opanować dwa czołgi, z których próbowali ostrzeliwać gmach Wojewódzkiego Urzędu Bezpieczeństwa Publicznego. Czołgi te zostały odbite przez podchorążych OSWPiZ. Zniszczonych lub uszkodzonych zostało w sumie 31 czołgów. Około 18.30 demonstranci uwolnili więźniów obozu w Mrowinie (obóz NKWD i UB, m.in. dla polskich więźniów politycznych, istniał od 1945 do 28 czerwca 1956). Wymiana ognia trwała w różnych punktach miasta Poznania do godzin południowych 29 czerwca, a sporadycznie strzały padały do 30 czerwca.

Każdy prowokator czy szaleniec, który odważy się podnieść rękę przeciw władzy ludowej, niech będzie pewny, że mu tę rękę władza ludowa odrąbie!

W toku walk i pacyfikacji miasta zginęło, według oficjalnych danych 53 osoby, w tym 4 żołnierzy i 4 funkcjonariuszy UB i MO. W 2006 roku dr Łukasz Jastrząb ogłosił zweryfikowaną listę 57 zabitych i zmarłych w wyniku odniesionych ran (w tym 49 cywilów, 4 żołnierzy, 3 funkcjonariuszy UB i jeden milicjant). Jego badania potwierdził w 2007 roku Instytut Pamięci Narodowej, który ponadto uzupełnił listę Łukasza Jastrząba o nazwisko Andrzeja Styperka zmarłego w 1964 roku w wyniku postrzału kręgosłupa, do którego doszło w Czerwcu 1956. 80% ofiar śmiertelnych nie brało czynnego udziału w zajściach – ich śmierć spowodowana była bezładną strzelaniną, m.in. osób cywilnych, które weszły w posiadanie broni). Ryszard Terlecki twierdzi w 2015 r., że ofiar było ponad 70 osób, ale nie podaje nazwisk.
Zmiany oceny Poznańskiego Czerwca ze strony władz dokonał nowy I sekretarz Komitetu Centralnego PZPR Władysław Gomułka podczas VIII Plenum KC odbywającego się 19 – 21 października 1956 r. Stwierdził:

Robotnicy Poznania, chwytając za oręż strajku i wychodząc manifestacyjnie na ulicę w czarny czwartek czerwcowy, zawołali wielkim głosem: Dosyć! Tak dalej nie można! Zawrócić z fałszywej drogi! (...) Robotnicy Poznania nie protestowali przeciwko Polsce Ludowej, przeciwko socjalizmowi, kiedy wyszli na ulice miasta. Protestowali oni przeciwko złu, jakie szeroko rozkrzewiło się w naszym ustroju społecznym i które ich również boleśnie dotknęło, przeciwko wypaczeniom podstawowych zasad socjalizmu, który jest ich ideą.

### Polski październik 1956

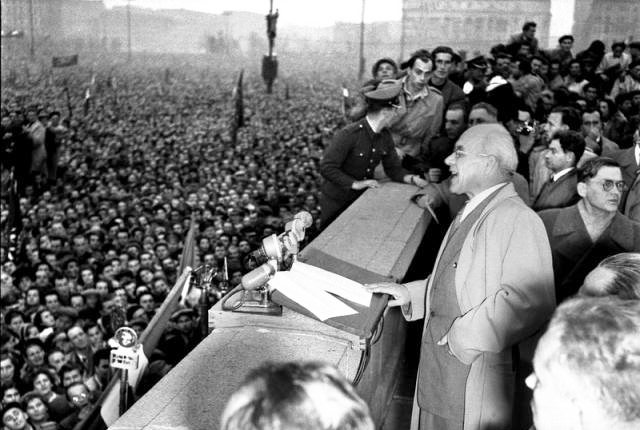
Mowa Władysława Gomułki na Placu Defilad w Warszawie 24 października 1956 roku

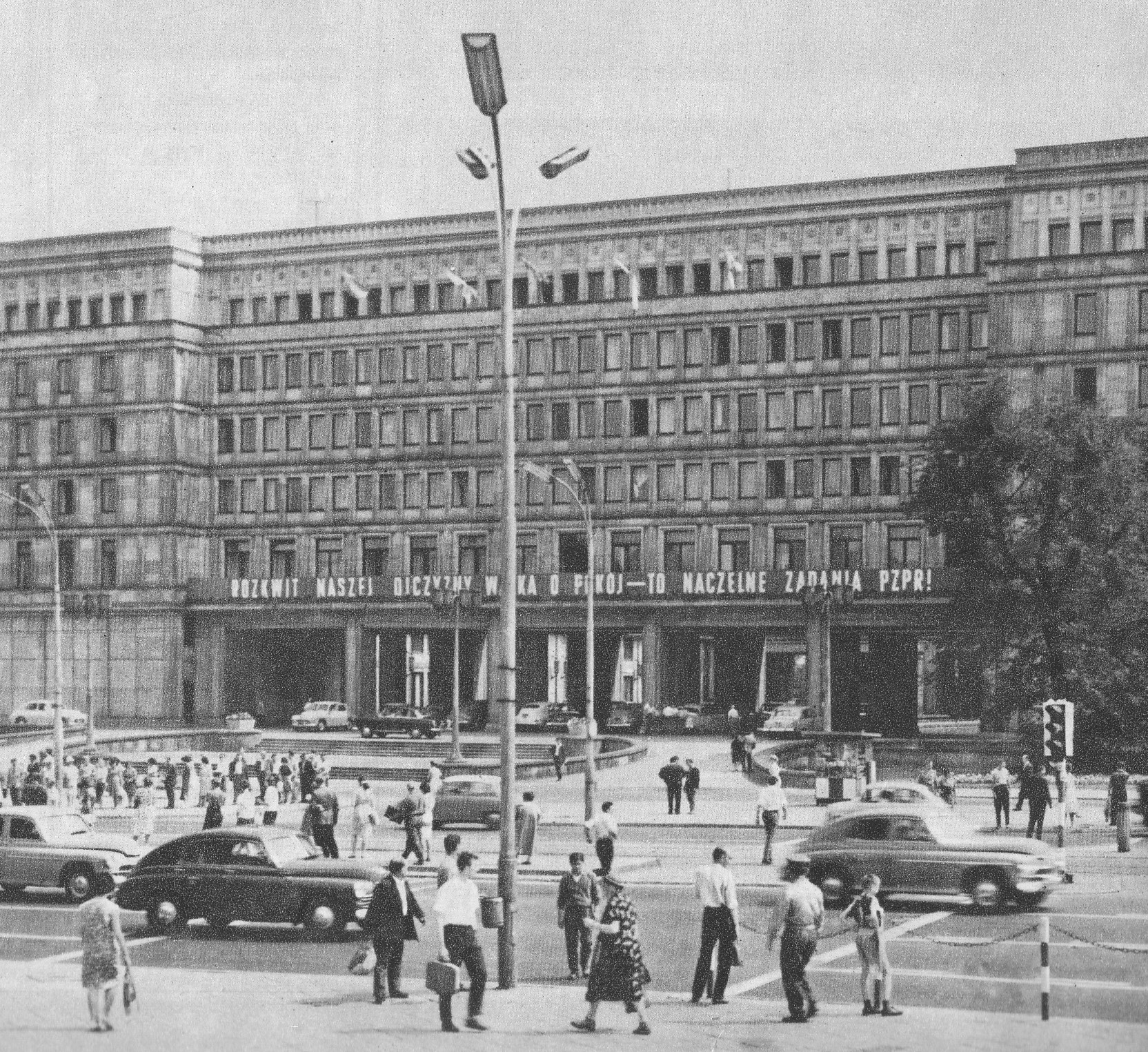
Gmach Komitetu Centralnego Polskiej Zjednoczonej Partii Robotniczej w Warszawie

15 października 1956 r. Biuro Polityczne KC PZPR, obradujące z Gomułką zdecydowało o rozpoczęciu 19 października VIII plenum Komitetu Centralnego PZPR, mającego wybrać nowe BP. Na VIII plenum KC PZPR przeprowadzono krytykę polityki partii w latach ubiegłych (tzw. kultu jednostki), I sekretarzem KC wybrano Władysława Gomułkę, a z Biura Politycznego usunięto Konstantego Rokossowskiego i Hilarego Minca – prominentnych stalinistów. Na protestach w całej Polsce dochodziło do pikiet popierających reformy i Gomułkę.
W nocy z 18 na 19 października oddziały Północnej Grupy Wojsk Armii Radzieckiej, które opuściły swoje garnizony na Dolnym Śląsku i Pomorzu, rozpoczęły marsz w kierunku Warszawy. Kolumny piechoty zmotoryzowanej i czołgów Wojska Polskiego z jednostek w Legionowie, Kazuniu i Modlinie, dowodzone przez oficerów radzieckich, rozwijające się w kierunku na Warszawę, wykonywały ściśle polecenia Rokossowskiego, który zamierzał wesprzeć oddziały Północnej Grupy Wojsk oddziałami polskimi. Ostatecznie jednostki polskie przerwały marsz po kilkunastu kilometrach. W tej sytuacji niedawny więzień polityczny, a teraz dowódca wojsk obrony wewnętrznej gen. Wacław Komar oraz gen. Włodzimierz Muś, dowódca Korpusu Bezpieczeństwa Wewnętrznego, postawili jednostki KBW w stan pogotowia, zarządzili obsadzenie strategicznych obiektów i patrolowanie ulic. W zakładach pracy zaczęły powstawać grupy samoobrony, a KBW wydała im broń, by bronili stolicy.
W dniu planowanego rozpoczęcia plenum (19 października) rano przyleciała bez zaproszenia radziecka delegacja z Chruszczowem na czele. Prowadziła ona przez cały dzień rozmowy z polskim Biurem Politycznym i Gomułką. Gomułka referował towarzyszom: „Mają do nas pretensje, że komisja Biura Politycznego zaproponowała skład Biura Politycznego bez kilku towarzyszy, którzy są wyrazem sojuszu polsko-radzieckiego, a mianowicie tow. Rokossowskiego, Nowaka, Mazura, Jóźwiaka. Tow. Chruszczow powiedział: „Ten numer wam się nie uda, jesteśmy gotowi do aktywnej interwencji”. Gomułka uspokoił jednak Chruszczowa, obiecując mu że stosunki między PRL i ZSRR nie ulegną zmianie. Straszony przez Chruszczowa powrotem Mikołajczyka do władzy z emigracji w Kopenhadze Gomułka powiedział Chruszczowowi: „Jeżeli Mikołajczyk siedzi w Kopenhadze, to i wam trzeba było siedzieć w Moskwie i czekać aż my przyjdziemy prosić was, abyście nas ratowali. Nie rozumiecie, że nam na was powinno bardziej zależeć, niż wam na nas, bo nasza władza w tym kraju w dużym stopniu opiera się na waszym poparciu?! Jedna trzecia terytorium naszego państwa zależy od waszych gwarancji.”.
Dokonał się, poparty przez społeczeństwo, przełom polityczny (odwilż październikowa). Przyjęto program wykorzenienia kultu jednostki, częściowej modyfikacji systemu polityczno-ekonomicznego. Podjęto m.in. decyzje o ograniczeniu represji, rezygnacji z kolektywizacji rolnictwa, zwiększeniu zakresu swobód obywatelskich, modernizacji zarządzaniu gospodarką – powołaniu rad robotniczych. W okresie rządów Gomułki doszło do szybkiej – w porównaniu z resztą Europy Wschodniej – destalinizacji.
12 października 1956 roku Władysław Gomułka na posiedzeniu Biura Politycznego KC PZPR powiedział
Można rządzić narodem, gdy się utraciło jego zaufanie, za pomocą bagnetów, ale kto się orientuje na taką ewentualność, ten sam orientuje się na zagubienie wszystkiego. Do starych metod powracać nie możemy.
Efektem odwilży gomułkowskiej było uwolnienie z więzień ponad 35 000 skazanych, zrehabilitowano 1500 więźniów politycznych. Większość skazanych za udział w Poznańskim Czerwcu zostało wypuszczonych. Doszło także do zmian we władzach państwowych i wojskowych, odwołano z rządu ministrów stalinowskich, do pracy wrócili naukowcy i wojskowi represjonowani w okresie stalinowskim. Do wojska wróciło wielu wcześniej zdegradowanych oficerów, ministrem obrony został Marian Spychalski, odwołano ministrów stalinowskich, po raz pierwszy w PRL dwóch ministrów było bezpartyjnych, ograniczono zagłuszanie zagranicznych stacji radiowych. Doszło do procesów funkcjonariuszy UB i skazano ich na kary więzienia, jednak dygnitarze nie zostali osądzeni.
Obywatele Polski ponownie mogli posiadać waluty innych krajów oraz surowce (złoto). Likwidacji uległy sklepy za żółtymi firankami przeznaczone dla rządzącej elity.
17 grudnia 1956 r. została podpisana, precedensowa w krajach socjalistycznych, polsko – radziecka umowa o statusie prawnym wojsk radzieckich stacjonujących czasowo w Polsce kładąca kres bezumownemu przebywaniu wojsk radzieckich w Polsce. Zakładała m.in., że stacjonowanie wojsk radzieckich nie może naruszać suwerenności państwa polskiego i nie może prowadzić do ingerencji w wewnętrzne sprawy PRL (art. 1 umowy). Umowa stała się podstawą do innych umów, które regulowały kwestię limitu liczebności stacjonujących wojsk (40 tys. wojsk lądowych, 17 tys. wojsk lotniczych i 7 tys. marynarki), zasad przemieszczania się jednostek radzieckich po terytorium Polski po ich uprzednim notyfikowaniu władzom polskim, zasady odbywania ćwiczeń (przy udziale polskich obserwatorów), odszkodowań za straty poczynione w związku z ćwiczeniami oraz opłat za posiadanie baz wojskowych.
20 stycznia 1957 roku odbyły się wybory do Sejmu PRL na jedną listę wyborczą Frontu Jedności Narodu (jak przemianowano organizację Frontu Narodowego). Frakcja skupiona wokół Gomułki obiecała kontynuować reformy. Do udziału w wyborach i poparcia w ten sposób demokratyzacji kraju zachęcał Kościół. Gomułka wezwał do głosowania bez skreśleń, co faktycznie oznaczało głosowanie jawne. Premierem pozostał Józef Cyrankiewicz, przewodniczącym Rady Państwa pozostawał nadal Aleksander Zawadzki, marszałkiem Sejmu został Czesław Wycech (Zjednoczone Stronnictwo Ludowe).
Andrzej Skrzypek pisze:
(...) ekipie Gomułki w ciągu niespełna roku udało się, zgodnie z polskim interesem, w ramach istniejących możliwości, pozytywnie ułożyć stosunki ze Związkiem Radzieckim. (...) Okres po Październiku 1956 w relacjach z ZSRR to dla Polski okres samorządu. (...) Możliwość ingerencji KGB była znikoma ponieważ Nikita Chruszczow zakazał tej instytucji prowadzenia operacji wywiadowczych w państwach Europy Wschodniej i polecił utrzymywać kontakty z lokalnymi służbami kontrwywiadu i bezpieczeństwa na platformie współpracy, a nie podporządkowania.
Według Andrzeja Skrzypka Moskwa respektowała priorytetowe interesy Polski w polityce międzynarodowej (jako przykład podaje politykę wobec wojny algierskiej – ZSRR uznał powołany 19 września 1958 Rząd Tymczasowy Republiki Algierskiej (GPRA), na czele z Ferhatem Abbasem powołany przez Front Wyzwolenia Narodowego a PRL tego nie uczynił, odwdzięczając się niejako Francji za uznawanie przez prezydenta de Gaulle granicy na Odrze i Nysie).
Ryszard Terlecki pisze:
W porównaniu z okresem stalinowskim Sowieci pozwolili na większą samodzielność władz PRL w podejmowaniu mniej ważnych decyzji. Odtąd Moskwa zastrzegała sobie prawo rozstrzygania o polityce zagranicznej Warszawy, obronności i najważniejszych gałęziach gospodarki, zwłaszcza o rozwoju ciężkiego przemysłu, a także o obsadzie najważniejszych stanowisk w państwie.
Władze komunistyczne zdecydowały się zawrzeć kompromis z Kościołem. Zwolniono z więzień duchownych, przywrócono nauczanie religii w szkołach, wznowiono wydawanie „Tygodnika Powszechnego”. Do parlamentu dostało się grono działaczy katolickich, wśród nich Jerzy Zawieyski, który wybrany został do Rady Państwa. Rok 1956 uznawany jest za nieformalny początek powstania ruchu Znak, opartego na powstałych wówczas Klubach Inteligencji Katolickiej, reprezentowanego w Sejmie PRL przez pięcioosobowe koło poselskie o tej samej nazwie (posłami w styczniu 1957 zostali Stanisław Stomma (przewodniczący koła), Jerzy Zawieyski, Stefan Kisielewski, Zbigniew Makarczyk i Antoni Gładysz). Koło miało charakter symboliczny, w praktyce nie odegrało jednak większej roli w pracach Sejmu, głosowało przeciwko 4 projektom ustaw na 174 zgłoszone. W wyniku odwilży „Tygodnik Powszechny” powrócił w ręce redakcji wydającej go do 1953, redaktorem naczelnym ponownie został Jerzy Turowicz. 28 czerwca 1957 Biuro Polityczne KC PZPR wydało pozwolenie na wydawanie nowego miesięcznika katolickiego Więź, którego pierwszy numer ukazał się w lutym 1958, a którego redaktorem naczelnym został Tadeusz Mazowiecki.
Ostatecznie na oficjalnej scenie politycznej po 1956 istniały trzy reprezentowane w Sejmie PRL świeckie środowiska katolickie: Stowarzyszenie „Pax” z pismami Słowo Powszechne i Kierunki (finansowe oparcie – Zjednoczone Zespoły Gospodarcze „INCO-Veritas” sp. z o.o.), Chrześcijańskie Stowarzyszenie Społeczne (secesja z PAX) z pismem „Za i przeciw” (finansowe oparcie – „Ars Christiana”) i ruch Znak z pismem Więź (finansowe oparcie – „Libella” sp. z o.o.), Klubami Inteligencji Katolickiej i ośrodkiem krakowskim związanym z „Tygodnikiem Powszechnym” i miesięcznikiem Znak.

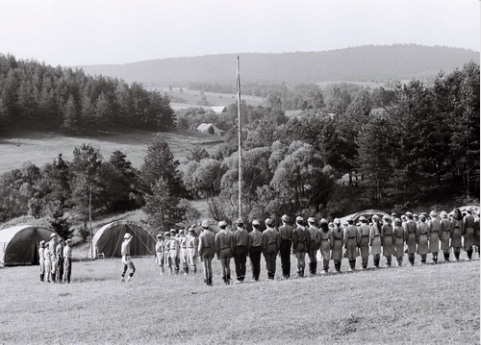
Harcerze uczestniczący w akcji Bieszczady 40

Po październiku 1956 Związek Młodzieży Polskiej faktycznie przestał istnieć, powstawały oddolnie organizacje młodzieżowe popierające przemiany demokratyczne, w tym Rewolucyjny Związek Młodzieży. Wobec realnego rozpadu ZMP, podczas V Plenum Zarządu Głównego w dniach 10–11 stycznia 1957 organizację definitywnie rozwiązano. Była to formalność, gdyż kilka dni wcześniej komuniści uruchomili nową „centralną” organizację młodzieżową: Związek Młodzieży Socjalistycznej, w którym scalono nowo powołane organizacje. Odrodził się oddolnie ruch harcerski, faktycznie zlikwidowany w 1950 poprzez administracyjne wcielenie Związku Harcerstwa Polskiego do Związku Młodzieży Polskiej w formie Organizacji Harcerskiej Związku Młodzieży Polskiej. W ramach reaktywowanego Związku Harcerstwa Polskiego działał Hufiec Walterowski z przekształcenia istniejącego od 1954 Kręgu Walterowskiego.
Do Polski powróciło z Zachodu wielu emigrantów, w tym intelektualistów i polityków (m.in. Melchior Wańkowicz i January Grzędziński). W marcu 1957 roku PRL zawarł z ZSRR umowę repatriacyjną, w której wyniku do końca 1958 roku do Polski przyjechało z ZSRR 224 tys. osób. Jednocześnie strona polska wystąpiła do władz ZSRR o umożliwienie przekazania do kraju ok. 2 tys. Polaków przebywających w tamtejszych więzieniach.
Ekipa Gomułki zadeklarowała konieczność utrzymania internacjonalistycznego charakteru partii rządzącej. W lutym 1957 roku w expose premier Cyrankiewicz stwierdził: „Rząd stać będzie niezmiennie na stanowisku strzeżenia równych praw i równych obowiązków wszystkich obywateli niezależnie od ich pochodzenia, narodowości lub wyznania i walczyć będzie stanowczo z wszelkiego rodzaju szowinistycznymi tendencjami, z antysemityzmem, a także z próbami upośledzenia i dyskryminacji, wymierzonymi przeciwko mniejszościom narodowym (...). Wszelkie próby dyskryminacji (...) w stosunku do ludności żydowskiej, której Polska jest od wieków Ojczyzną, spotkają się ze zdecydowanym przeciwdziałaniem ze strony rządu i jego organów.”. W kwietniu 1957 roku sekretariat KC PZPR wydaje okólnik poświęcony zwalczaniu antysemityzmu. Stwierdza się w nim m.in. „Z całą mocą raz jeszcze podkreślamy internacjonalistyczny charakter naszej partii. Nie ma i nie może być w niej miejsca dla ludzi krzewiących poglądy nacjonalistyczne, szowinistyczne, rasistowskie. Nie wolno tolerować w partii ludzi, którzy próbują zatruwać szeregi partyjne jadem nacjonalizmu i antysemityzmu.”.
Proreformatorska frakcja w PZPR (tzw. puławianie) mimo uwikłania w rządy stalinowskie zwyciężyła, ale mimo poparcia Gomułki ich wzajemne relacje były pozbawione zaufania. Jej przedstawiciele pamiętali o swoim zaangażowaniu w stalinizm i nie chcieli zbyt daleko idących rozliczeń z tym okresem. Gomułka się na to zgodził, ale o tym zaangażowaniu puławian nie zapominał. Przeciwna frakcja – natolińczycy – antyinteligencka, instrumentalnie antysemicka i nacjonalistyczna, opowiadająca się za rządami „twardej ręki” i kosmetycznymi jedynie zmianami systemu, przegrała, ale Gomułka zdecydował się pozostawić jej przedstawicieli we władzach partii, by zapewnić równowagę w aparacie partyjnym. Zapowiadało to w przyszłości wznowienie konfliktu.
Ryszard Terlecki:
Gomułka był ostrożny i chociaż wciąż wierzył w trwałość i pomyślną przyszłość komunistycznej władzy, to jednocześnie nie chciał powrotu stalinizmu. Dlatego w kierownictwie PZPR początkowo lawirował pomiędzy zwolennikami daleko idących reform, a przeciwnikami wszelkich zmian. Stopniowo starał się eliminować jednych i drugich, opierając się na posłusznych oportunistach.

### Rządy Władysława Gomułki 1956–1970 – odejście od „października” i „mała stabilizacja” lat 60.

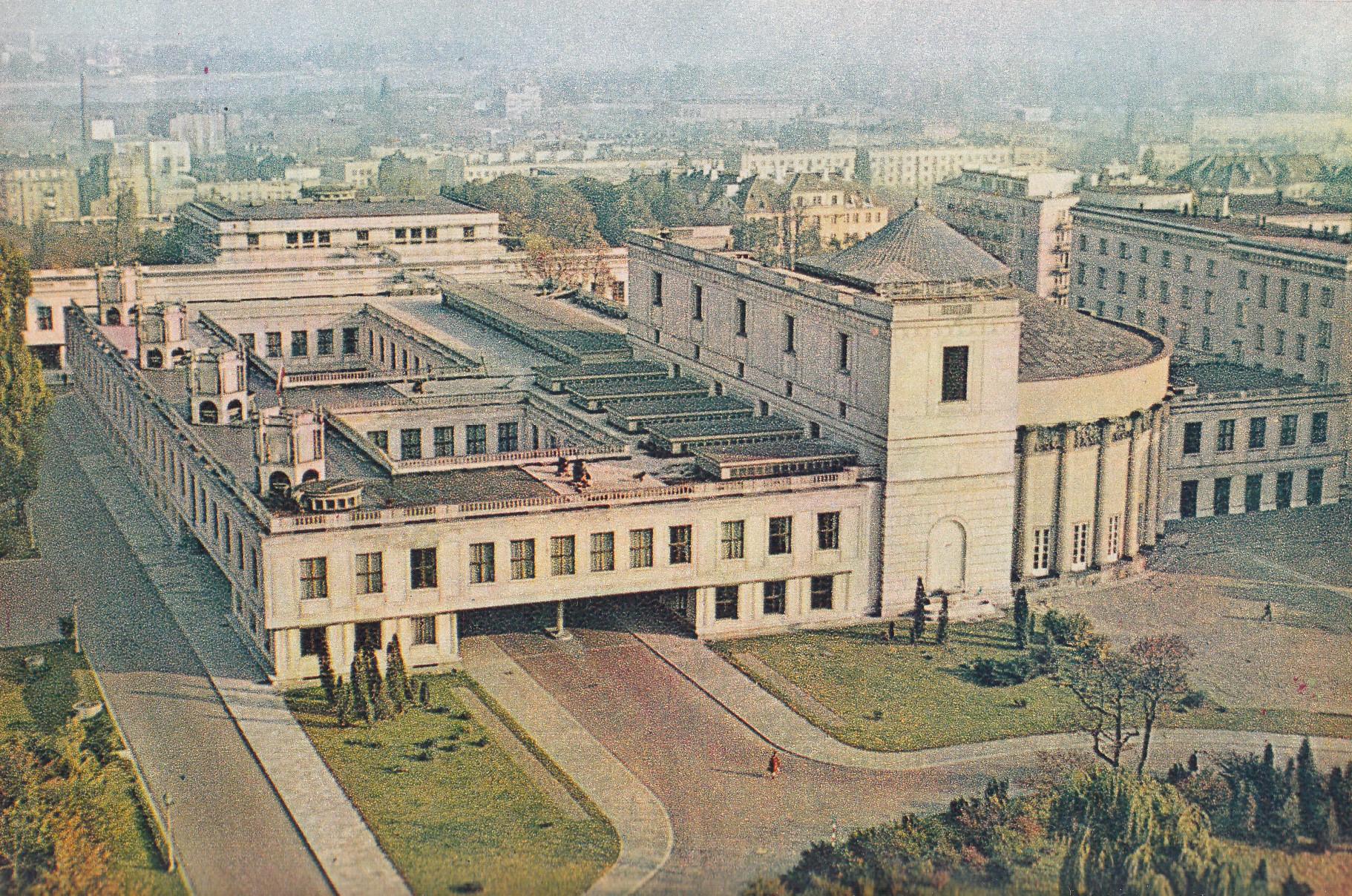
Kompleks budynków Sejmu w latach 60. XX wieku

Już w 1957 władza zaczęła odchodzić od programu październikowego. W sierpniu 1957 wybuchł strajk tramwajarzy w Łodzi, który został w nocy z 13/14 sierpnia 1957 stłumiony siłą przez władze z użyciem Zmotoryzowanych Odwodów Milicji Obywatelskiej (ZOMO). We wrześniu 1957 roku zamknięto pismo młodej lewicowej inteligencji „Po prostu”, popierające głębokie demokratyczne przemiany popaździernikowe. Zamknięcie pisma wywołało na początku października 1957 trwające pięć dni rozruchy studenckie i zamieszki uliczne w Warszawie, również stłumione przez ZOMO. W numerze z listopada 1956 tygodnik zaatakował Stowarzyszenie „Pax”, przypominając rodowód polityczny jej lidera Bolesława Piaseckiego, oskarżając stowarzyszenie o „uprawianie metod mafii” i „ślepy kult wodza”.
Władysław Gomułka zdając sobie sprawę z braku popularności idei komunistycznej w Polsce starał się legitymizować władzę PZPR nie realizacją tej idei, lecz przedstawiając partię jako siłę przywódczą o charakterze lewicowo-narodowym.
Po 1956 roku w wielkich miastach pojawiła się formacja nazwana później „lewicą kulturową”. Najbardziej liberalna kultura w historii kraju ukształtowała się właśnie wtedy. Wynikało to z wzajemnego neutralizowania się wpływów komunizmu i katolicyzmu. Do 1968 roku komuniści ograniczali wpływ kościoła katolickiego i tradycji narodowej, ale nie mieli już siły na narzucenie „kultury proletariackiej”, jak czyniono to w latach 50. Pustą przestrzeń między władzą komunistyczną a wpływami kościoła zajęła ironiczna i sceptyczna kultura liberalnej inteligencji wzorująca się na nurtach dominujących w Europie Zachodniej. Lata 60. to okres tworzenia nowoczesnej kultury masowej epoki kina i telewizji. Wydarzenia 1968 roku doprowadziły do swoistego kompromisu narodowo-socjalistyczno-katolickiego w oficjalnej kulturze, uderzając w nurt liberalny. „Partia spadkobiercą ONR-u” – pisał Czesław Miłosz.

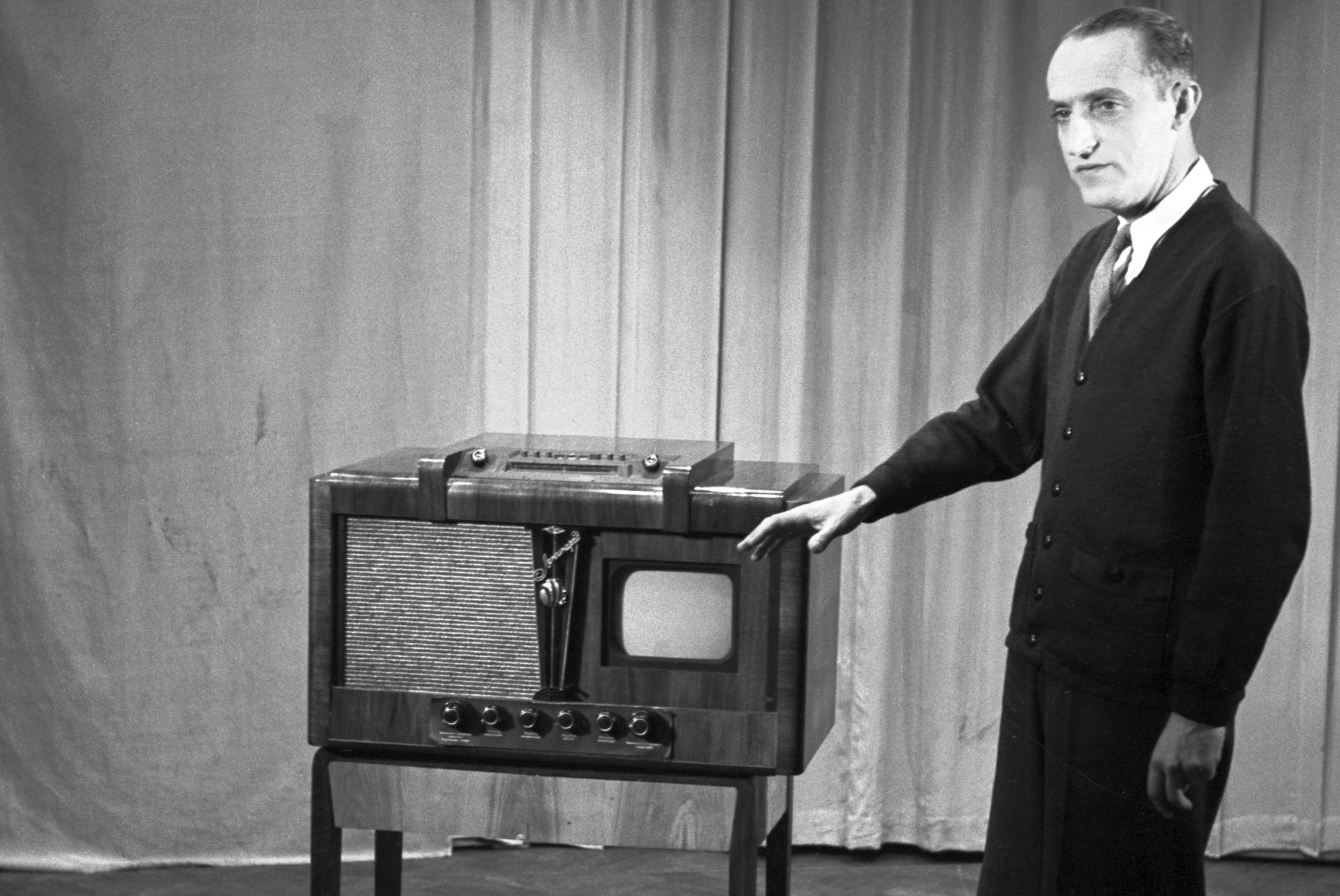
Kazimierz Rudzki prezentuje odbiornik telewizyjny „Leningrad”

W 1962 władze zakazały działalności Klubu Krzywego Koła – od 1955 miejsca spotkań intelektualistów, dziennikarzy, pisarzy i artystów.
Wiosną 1964 premier Józef Cyrankiewicz otrzymał tzw. List 34 przeciw cenzurze, autorów listu poparli studenci UW.
W tym okresie doszło do ponownego zaostrzenia stosunków władz politycznych z Kościołem. W 1958 roku rozpoczęto akcję zdejmowania znaków krzyża z sal szkolnych.
W listopadzie 1964 z PZPR zostali usunięci młodzi marksiści Jacek Kuroń i Karol Modzelewski, domagający się zmian w systemie państwa i przebudowy państwa w duchu „prawdziwego socjalizmu”. W liście otwartym, skierowanym do władz partyjnych wskazywali oni na oddalenie się od ideałów komunizmu oraz przejęcie państwa przez biurokratyczną elitę i nomenklaturę partyjną. Autorzy zwracali także uwagę na marnotrawstwo w przemyśle, spowodowane korupcją (kradzież surowców) i amotywującym systemem wynagrodzeń. Wskazywali także na konflikt między nędznymi warunkami życia klasy robotniczej oraz – rzekomo ich reprezentujących – członków PZPR.
W 1964 roku odbył się III Krajowy Kongres ZBoWiD, zwany „kongresem pojednania” środowiska kombatanckiego. Przyjęta wówczas formuła bazowała na założeniu, że w ocenie kombatantów nie ma znaczenia przeszłość, ale przyszłość i akceptacja budowy ustroju socjalistycznego w Polsce. W 1965 roku w ZBoWiD zrzeszonych było ok. 60 tys. byłych żołnierzy AK.
W latach 60. uchwalono kilka kluczowych aktów prawnych – Kodeks postępowania administracyjnego z 1960, Kodeks cywilny z 1964, Kodeks rodzinny i opiekuńczy z 1964 (uważany za jeden z najnowocześniejszych w Europie; nie zawierał odniesień do modelu rodziny wzorowanego na prawnych rozwiązaniach radzieckich jak kodeksy rodzinne w innych krajach socjalistycznych), Kodeks postępowania cywilnego z 1964 i Kodeks karny z 1969 wraz z Kodeksem postępowania karnego i Kodeksem karnym wykonawczym. Cztery pierwsze akty wciąż obowiązują.
Liczba studentów wszystkich kategorii wzrosła ze 166 tys. w roku akademickim 1960/61 do 331 tys. w roku 1970/71. Liczba uczelni zwiększyła się z 75 do 85 (powstały m.in. nowe uniwersytety w Katowicach i Gdańsku). W 1961 roku wprowadzono 8 – letnią szkołę podstawową.
W 1961 roku do PRL z Kanady wróciły skarby wawelskie (m.in. arrasy). W tym samym roku w sierpniu zainaugurowano Międzynarodowy Festiwal Piosenki w Sopocie.
W latach 60. liczebność PZPR zwiększyła się ponad dwukrotnie (w 1970 r. osiągnęła poziom ponad 2 mln 300 tys. członków).

#### Polityka gospodarcza ekipy Gomułki
W 1956 r. podjęto próby reformy systemu gospodarczego, m.in. poprzez rezygnację z kolektywizacji rolnictwa i akceptację indywidualnej własności rolnej.
Ograniczenie obowiązkowych dostaw oraz podwyższenie ceny skupu pozwoliło rolnictwu osiągnąć najlepsze wyniki od wojny. Wiele rolniczych spółdzielni produkcyjnych (będące polskimi kołchozami) upadło – do końca 1956 roku pozostało 15% z nich (ok. 1,5 tys.). W 1959 roku odbył się I Krajowy Zjazd Kółek Rolniczych. Według zamysłu Gomułki wprowadzając instytucję kółek rolniczych należało się oprzeć na doświadczeniach historycznych ruchu spółdzielczego i samoorganizacji wytwórców w Wielkopolsce. Na skutek tej decyzji powstała masowa organizacja chłopska.
W 1956 roku rozwijały się rady robotnicze, które aspirowały do roli gospodarza w przedsiębiorstwach. Gomułce udało się uzyskać dobre wyniki gospodarcze w latach 1957–1958.
Dobre wyniki gospodarcze nie utrzymały się długo. Reformy opracowane przez Oskara Langego, Michała Kaleckiego i Czesława Bobrowskiego (1 grudnia 1956 roku Sejm powołał Radę Ekonomiczną, na czele której stanął Lange) a zmierzające do poszerzenia wolności rynkowych oraz decentralizacji systemu zarządzania zarzucono. Spadało tempo wzrostu dochodu narodowego: o ile w 1956 roku w zestawieniu rok do roku wynosiło 7%, a w 1957 r. – 11% o tyle w 1958 r. – 6%, a w 1959 r. – 5%.
Podczas obrad XII Plenum KC PZPR w październiku 1958 roku zdecydowano się o zwrocie w polityce gospodarczej. Wytyczne na lata 1959–1965 opierały się na „wtórnej industrializacji” – przewidywano wzrost nakładów inwestycyjnych w górnictwie, hutnictwie, przemyśle chemicznym i maszynowym.

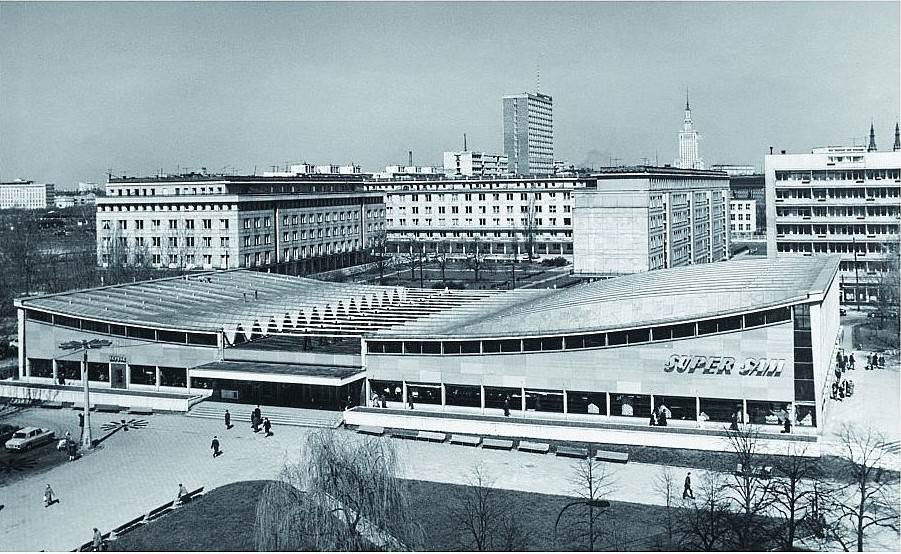
Supersam w Warszawie (1969)

W 1958 roku uruchomiono w Świerku pierwszy polski reaktor atomowy. W tym też roku  uruchomiono w Instytucie Fizyki Jądrowej PAN w podkrakowskich Bronowicach pierwszy polski cyklotron C-48.
Po odkryciu złoży węgla brunatnego zbudowano kopalnie w Koninie i Turoszowie, rozbudowano Rybnicki Okręg Węglowy, a surowiec ten stał się najważniejszym towarem eksportowym. W latach 60. rozwijano wydobyci siarki i miedzi. Utworzono nowe okręgi przemysłowe – tarnobrzeski, płocki, puławski, koniński, legnicko-głogowski. W Płocku rozbudowano zakłady rafinerii ropy. W 1964 roku uruchomiono produkcję ropy naftowej bazującą na ropie dostarczanej rurociągiem „Przyjaźń”. Zbudowano Mazowieckie Zakłady Rafineryjne, elektrownie w Pątnowie i Adamowie, huty aluminium w Koninie, hutę cynku w Miasteczku Śląskim, kopalnię „Zofiówka” czy Fabrykę Nawozów Fosforowych w Gdańsku.
PRL sprowadzała podstawowe surowce z ZSRR (np. dostawy ropy naftowej miały wzrosnąć w ciągu pięciolatki z 700 tys. ton do 2,7 mln ton) Tylko dostawy tych surowców mogły zabezpieczyć zamierzenia rozbudowy przemysłu ciężkiego i chemicznego co było priorytetem ekipy Gomułki. Korzystna dla Polski była decyzja Moskwy o utrzymaniu cen na importowane surowce na poziomie konkurencyjnym do cen światowych. W tym względzie władze radzieckie kierowały się względami politycznymi, a nie ekonomiczną opłacalnością.
USA przyznały w latach pięćdziesiątych PRL, jako jedynemu krajowi socjalistycznemu, tzw. klauzulę najwyższego uprzywilejowania w stosunkach gospodarczych co pozwoliło np. uzyskać bezodsetkowy kredyt na import zboża spłacany w złotówkach.

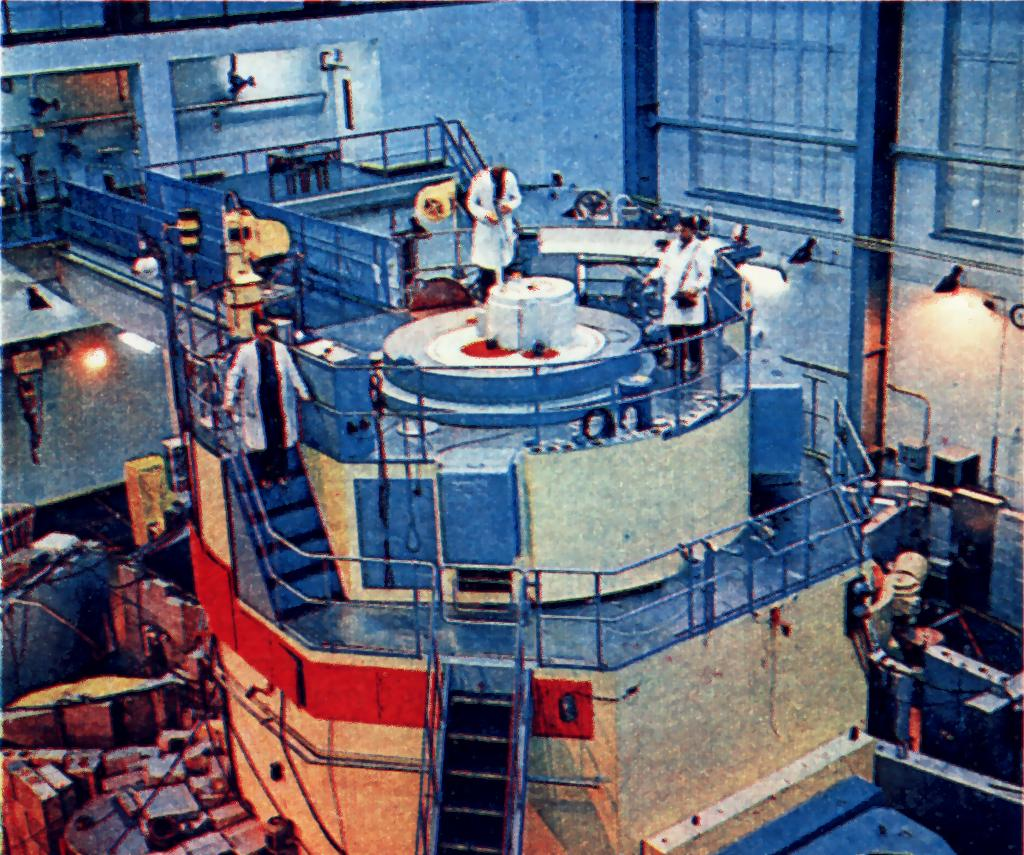
Reaktor atomowy EWA -Zdjęcie z „Młodego Technika” 9/1974

W 1965 roku zakupiono licencję na produkcję samochodów osobowych Fiat (produkcję rozpoczęto dwa lata później).
W latach 60. zaczęły powstawać pierwsze sklepy samoobsługowe (Supersamy).
W tym czasie zaczęła powstawać polska informatyka. W 1958 roku stworzono tzw. mózg elektronowy "XYZ" w Zakładach Aparatów Matematycznych PAM. W 1960 roku zbudowano pierwszą maszynę cyfrową nazwaną Odra 1001 na cześć rzeki symbolizującej Ziemię Zachodnie i zbliżające się tysiąclecie państwa polskiego. W latach 1962–1964, w warunkach fabrycznych, a nie laboratoryjnych, wyprodukowano w zakładach Elwro we Wrocławiu pierwsze 25 komputerów. Jesienią 1970 roku ruszyła seryjna produkcja komputera następnej generacji Odra 1304 w pełni kompatybilnego z rozwiązaniami zachodnimi, z bogatym oprogramowaniem służącym do przetwarzania danych.

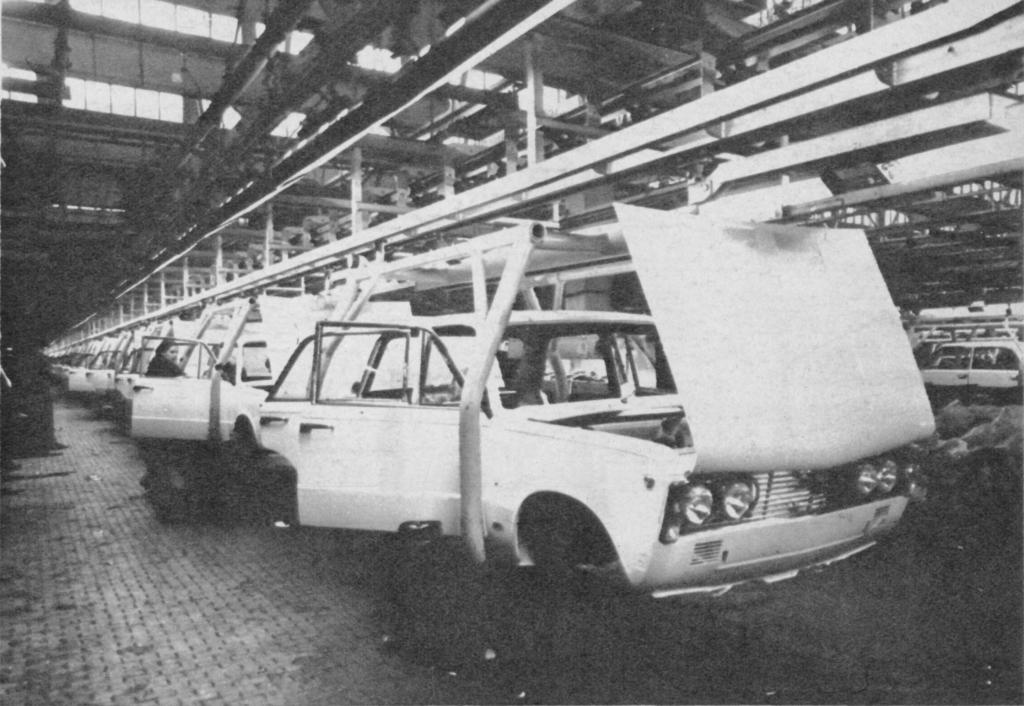
Linia produkcyjna FSO – początek lat 70.

Wielokrotnie władze PRL stawiały problem wzmocnienia integracji krajów RWPG stawiając za wzór kraje Zachodniej Europy. W 1966 roku zgłosiły projekt stopniowego przekształcenia rubla transferowego w międzynarodowy pieniądz krajów socjalistycznych oraz podjęły rozmowy z innymi członkami RWPG w sprawie wymienialności walut krajów socjalistycznych.
Rozwijało się rzemiosło. W 1965 roku objęto rzemieślników powszechnym i obowiązkowym ubezpieczeniem społecznym. Pod koniec dekady umożliwiono rzemieślnikom korzystanie z ryczałtowego opodatkowania. Dla prywatnych eksporterów wprowadzono korzystny tzw. ryczałt eksportowy.
W ciągu lat 60. liczba mieszkańców miast wzrosła o 20%, a liczba osób posiadających wyższe wykształcenie o 55%.

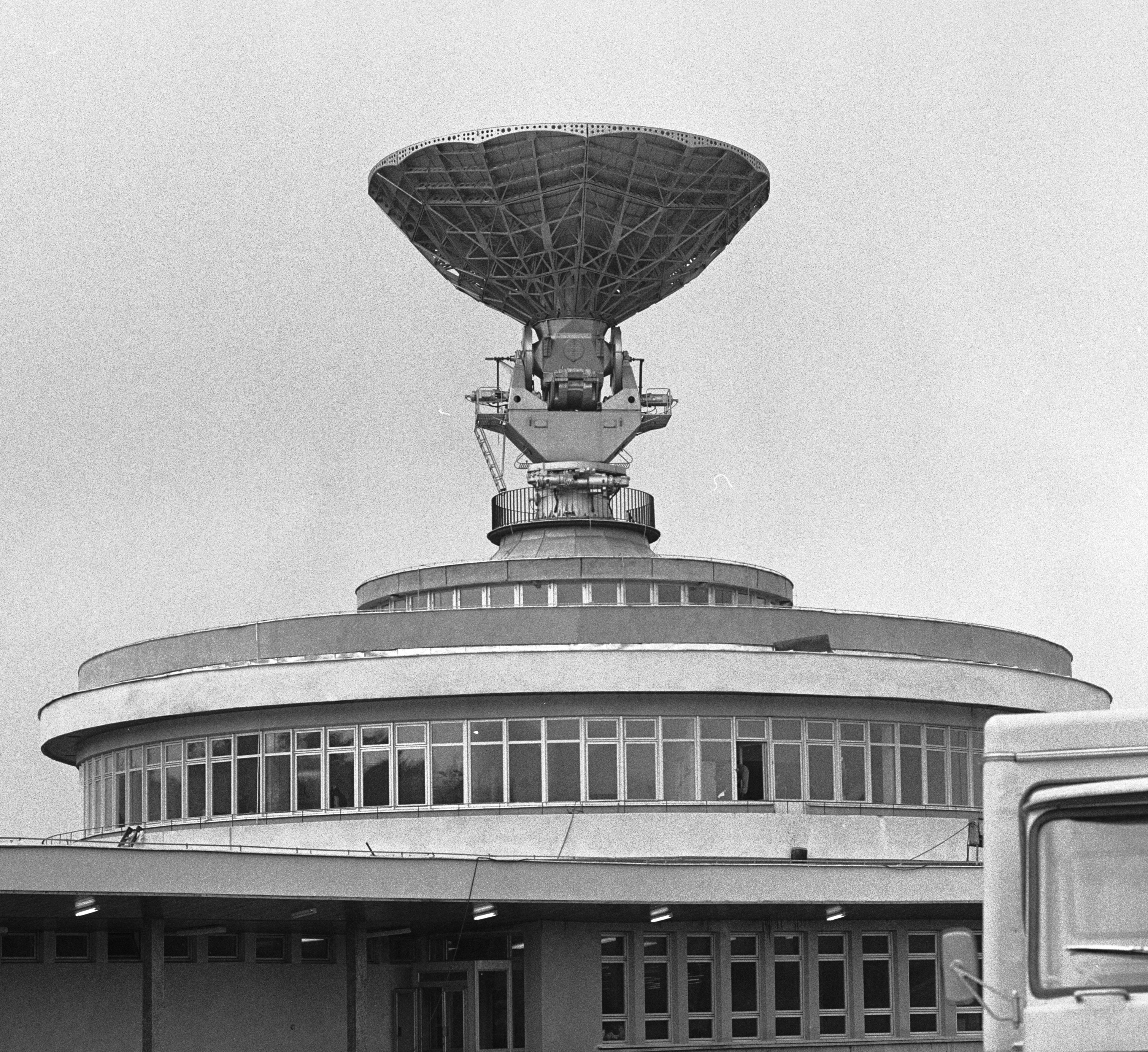
Pierwsza w Polsce naziemna stacja łączności satelitarnej

W drugiej połowie lat sześćdziesiątych widać było, że gospodarka potrzebuje reform. Płace realne stały w miejscu, a wzrost gospodarczy wynosił 2–3% rocznie mimo wielu inwestycji, szczególnie w preferowany przez Gomułkę przemysł chemiczny. Dwa pierwsze lata planu 1966–1970 przyniosły napięcia w rynku wewnętrznym i słabe wyniki w eksporcie. W związku z tym w 1968 roku wprowadzono pakiet reform zakładający m.in. zwiększenie znaczenia wyniku finansowego w ocenie przedsiębiorstwa, nacisk na zysk oraz zwiększenie funkcji motywacyjnej płac („bodźce materialne”).
Na początku 1970 roku Gomułka dostrzegał pogarszającą się sytuacje gospodarczą. 16 kwietnia 1970 roku na naradzie aktywu partyjnego i państwowego stwierdzał: „Nasza sytuacja gospodarcza, sytuacja naszego przemysłu, a nawet całej gospodarki narodowej, przedstawia się w niedobrym świetle (...) Któż za to ponosi odpowiedzialność? Odpowiedzialność ponosi partia (...). (...) w aparacie administracyjno – gospodarczym dzieje się coś głęboko niedobrego. Zaistniała więc sytuacja, która wymaga radykalnej zmiany. Nie tylko kroczymy starym szlakiem – szlakiem sprzed wielu lat – nie poprawiamy naszej sytuacji gospodarczej, ale przeciwnie pogarszamy. (...) Towarzysze tak dalej iść nie można. (...) Przecież towarzysze, nie ma większego skandalu, większej demoralizacji, jak tak pogardliwy stosunek do pewnych kryteriów ekonomicznych, takie deptanie wszystkich elementarnych zasad ekonomicznych. (...) Jeszcze tak parę lat na tej drodze, a stajemy się krajem z którym nikt się nie liczy. Nie tylko nie mamy możliwości rozwoju gospodarczego, ale tracimy naszą niezależność polityczną.”.

#### Tysiąclecie Państwa Polskiego, Millenium Chrztu Polski

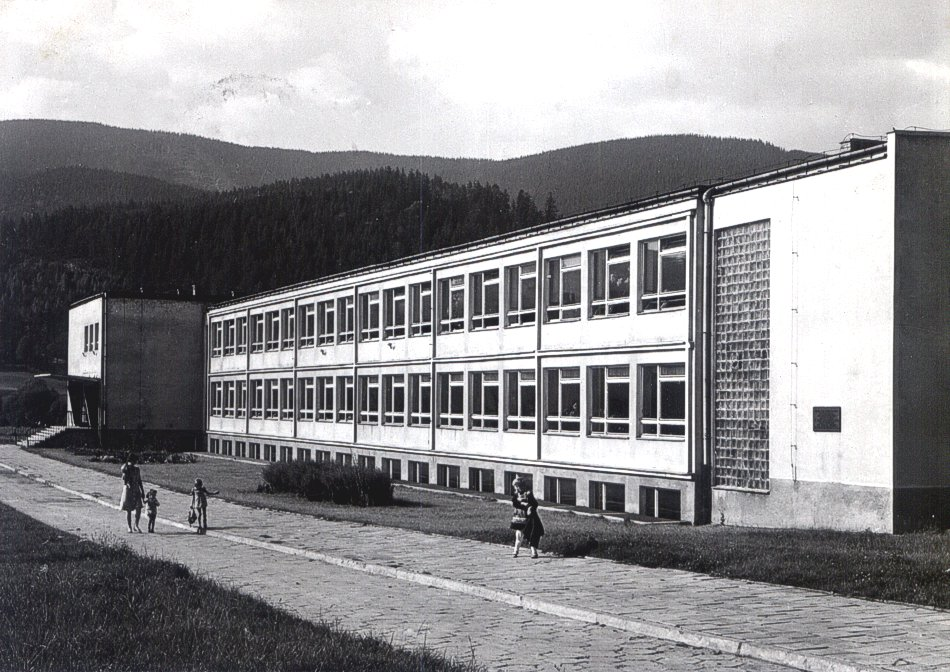
Szkoła zbudowana w Węgierskiej Górce z okazji Tysiąclecia Państwa Polskiego

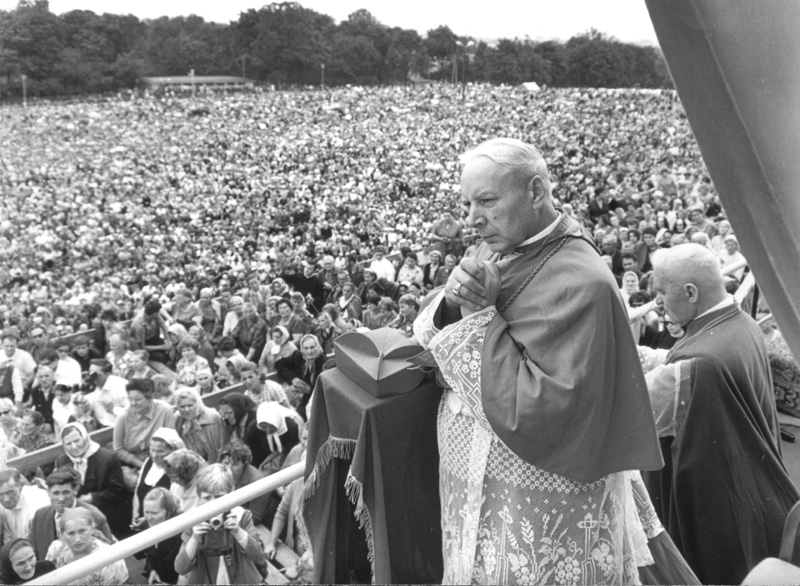
Prymas Stefan Wyszyński podczas obchodów Milenium chrztu Polski

W związku z Wielką Nowenną poprzedzającą milenium chrztu Polski którą władze PRL uznały za ofensywę wojującego klerykalizmu w 1957 PZPR postanowiła wdrożyć program laicyzacji mający ograniczyć rolę kleru wyłącznie do sfery praktyk religijnych. Wiązało się to m.in. z popieraniem prokomunistycznych organizacji katolickich (PAX, ChSS), promowaniem szkół bez lekcji religii poprzez finansowanie Towarzystwa Szkoły Świeckiej, usunięciem kapelanów z więzień i szpitali a katechetów-zakonników (uznanych za „fanatyków religijnych”) od udziału w wychowaniu młodzieży. Lekcje religii planowano przenieść do grupy przedmiotów nadobowiązkowych i ograniczyć ich liczbę do jednej godziny w tygodniu. Ustalono, że parafie, przy których powstaną sale katechetyczne, w których nauczana będzie religia w wymiarze dwóch godzin tygodniowo otrzymywać będą z budżetu państwa 1000 złotych miesięcznie.
Nasilenie konfliktu państwa z Kościołem nastąpiło w latach 1965–1966 (obchody Milenium chrztu Polski, orędzie biskupów polskich do biskupów niemieckich w sprawie pojednania obu narodów). Narastało niezadowolenie, głównie wśród inteligencji, z polityki społecznej i kulturalnej. W 1965 roku Kościół rozpoczął przygotowania do obchodów milenium chrztu Polski. Władze PRL zorganizowały konkurencyjne obchody „tysiąclecia istnienia państwa polskiego”. Kościół wysłał listy do biskupów w pięćdziesięciu sześciu krajach, informując o obchodach millenium. Do konfliktu na linii państwo-hierarchia Kościoła doszło, gdy biskupi polscy wystosowali orędzie do biskupów niemieckich. Rząd skrytykował ten krok jako przedwczesny, co wiązało się z kampanią propagandową w mediach skierowaną przeciw episkopatowi Polski.

#### Marzec 1968

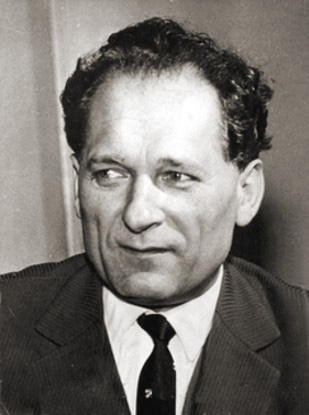
Mieczysław Moczar

W marcu 1968 rozbito studenckie demonstracje w Warszawie i Krakowie, które występowały przeciwko cenzurze i tłumieniu demokracji, a także w obliczu walki o wpływy między poszczególnymi frakcjami w PZPR, rozpętano krótkotrwałą kampanię antysemicką (wydarzenia marcowe). Wydarzenia te były reakcją na konflikt między Izraelem a Arabami. Arabowie traktowani byli przez narodową frakcję „partyzantów” jako sprzymierzeńcy państw bloku wschodniego, do Izraela natomiast podchodzono z dystansem, uważając go za zbyt prozachodni. Duża liczba funkcjonariuszy państwowych i wysoko postawionych oficerów ludowego Wojska Polskiego uznało zwycięstwo Izraela w wojnie sześciodniowej za zwycięstwo „naszych”. Nacjonalistyczna frakcja PZPR nazywana partyzantami, na czele których stał minister spraw wewnętrznych (od 1964) Mieczysław Moczar uznała, że może to zaszkodzić jedności państwa. Partyzanci uznali to za okazję do rozprawy z pozostałością frakcji puławian w partii. Do akcji „partyzantów” przyłączył się także PAX przedwojennego skrajnie prawicowego narodowego radykała Bolesława Piaseckiego.
W tym okresie nastąpiły także zmiany w kierownictwie PZPR i władzach państwowych poprzez wyeliminowanie z władz zwolenników liberalizacji systemu politycznego, określanych w propagandzie partyjnej jako rewizjoniści. Niektórzy z nich dołączyli do ruchu studenckiego stanowiąc razem rodzącą się kontrelitę w stosunku do elity partyjno-państwowej. Paweł Śpiewak oceniał: „Potępiono rewizjonistów nie po to aby na nowo konstruować stalinowską wersję marksizmu, ale żeby pozbyć się dawnej rewolucyjnej z ducha ideologii marksistowskiej. (...) razem z Marcem kończy się to co włoski komunista Antonio Gramsci nazwał intelektualną hegemonią idei marksistowskiej. (...) Władza poczęła znacznie mocniej podkreślać swoją ciągłość w stosunku do niedawno potępionego historycznego państwa polskiego, a interes i racja stanu określane w kategoriach narodowych, stały się głównymi elementami legitymizującymi system polityczny.
W stosunku do zajść w marcu 1968 roku Kościół zachował daleko idącą wstrzemięźliwość, nie chcąc brać udziału w walce wewnętrznej w PZPR. Episkopat w swoich publicznych enuncjacjach wyraźnie stanął po stronie młodzieży, nigdy natomiast nie odniósł się do kampanii antysemickiej. Prymas Wyszyński stwierdzał na posiedzeniu Komisji Głównej Episkopatu: „Najtrudniejsza to sprawa żydowska. Społeczeństwo polskie na ogół jest przeciwko Żydom i to trzeba mieć przed oczami. Druga rzecz to nie sprecyzowany układ sił w partii.”
Takie stanowisko doprowadziło do zmiany postrzegania przez Gomułkę roli Kościoła w państwie. Kościół w dalszym ciągu pozostawał przeciwnikiem politycznym partii komunistycznej, ale okazało się, że tak jak w 1956 i 1957 roku może on odegrać rolę stabilizatora sytuacji. Sprawom ograniczenia roli Kościoła zaczęto poświęcano coraz mniej uwagi, a w polityce wobec duchowieństwa pojawiły się elementy pragmatyczne.”.
W sierpniu 1968 jednostki ludowego Wojska Polskiego uczestniczyły w interwencji państw Układu Warszawskiego w Czechosłowacji. Dowodził nimi generał Florian Siwicki.

#### Plan Rapackiego
2 października 1957 minister spraw zagranicznych Adam Rapacki w czasie Zgromadzenia Ogólnego ONZ zaproponował utworzenie na terenie Polski, NRD, RFN i Czechosłowacji strefy bezatomowej. Do przestrzegania reguł miały być zobowiązany cztery mocarstwa Francja, Wielka Brytania, USA i ZSRR. Państwa te miały zobowiązać się do nieutrzymywania broni jądrowej w uzbrojeniu swoich wojsk stacjonujących na obszarze państw strefy, nieutrzymywania i nieinstalowania na obszarze państw strefy żadnego sprzętu ani urządzeń przeznaczonych do jej obsługi, w tym wyrzutni rakietowych. Plan ten został zapamiętany jako plan Rapackiego. U źródeł tej koncepcji leżała chęć zablokowania decyzji NATO o rozmieszczeniu na terytorium RFN broni atomowej co w istotny sposób mogło zmienić układ sił w Europie.
W grudniu 1959 roku PRL wybrana została na niestałego członka Rady Bezpieczeństwa ONZ.
Trzy lata później Gomułka na łamach Zgromadzenia Ogólnego przedstawił propozycję zamrożenia zbrojeń nuklearnych na proponowanym w planie Rapackiego terytorium (tzw. plan Gomułki).
PRL była członkiem Komisji nadzoru i kontroli w Korei, Laosie i Kambodży. Jej wzrastająca rola w sprawach azjatyckich skutkowała wizytami w Polsce m.in. premiera Indii Nehru z córką Indirą Gandhi, premiera Indonezji – Sukarno, premier Cejlonu pani Bandaranaike.
W 1965 roku podpisano Układ o Przyjaźni, Pomocy Wzajemnej i Współpracy Powojennej między ZSRR a PRL. Gomułce udało się wynegocjować zawarcie w porozumieniu zobowiązania ZSRR do gwarantowania nienaruszalności granicy na Odrze i Nysie Łużyckiej, którego to postanowienia nie było w poprzednim traktacie międzypaństwowym z kwietnia 1945 roku. Uznać można, że Gomułka uzyskał w nowym traktacie wszystkie warunki sojuszu, o które zabiegała Warszawa.
ZSRR zależało na jak najlepszych stosunkach z PRL, która po konflikcie Moskwy z Chinami stała się największym aliantem biorąc pod uwagę czynniki terytorialne i demograficzne.
W stosunkach z ZSRR Gomułka próbował dostosować się do linii Kremla, by wyciągnąć z tego największe z możliwych korzyści. Osnową jego polityki w tym względzie była troska o to, aby ewentualne odejście od porządku jałtańsko-poczdamskiego nie dokonało się kosztem polskich interesów.

#### Walka o uznanie polskiej granicy zachodniej
Najważniejszym z punktu widzenia interesów polskich problemem w polskiej polityce zagranicznej był szeroko pojęty problem niemiecki, w tym prawno-międzynarodowe uznanie granicy na Odrze i Nysie Łużyckiej.
Do 1948 roku władze Niemiec wschodnich wielokrotnie, kierując się koniecznością politycznej rywalizacji z miejscową socjaldemokracją i licząc się z nastrojami społecznymi, podnosiły kwestię tymczasowości polskich granic zachodnich. Dopiero brak poparcia ze strony ZSRR spowodował, że Berlin w grudniu 1947 roku ostatecznie uznał polską granicę zachodnią. Traktat podpisany w Zgorzelcu 6 lipca 1950 roku między PRL a NRD stwierdzał, że wspólna granica „stanowi granicę pomiędzy Polską a Niemcami”. Niemcy Zachodnie granicy polskiej nie uznawały.
Przełom roku 1956 przyniósł uzyskanie marginesu swobody w polityce międzynarodowej państw socjalistycznych w stosunku do polityki radzieckiej, w szczególności dotyczyło to PRL, która dążyła w tym czasie do zwiększenia samodzielności względem Moskwy (w zakresie akceptowalnym przez Kreml). Od 1955 roku władze PRL wyrażały gotowość normalizacji stosunków z RFN. W lutym tego roku Rada Państwa PRL wydała dekret o zakończeniu stanu wojny z Niemcami. Ocieplanie relacji wzajemnych ograniczało się jednak tylko do wznowienia możliwości podróżowania obywateli polskich do RFN i podjęcia wymiany kulturalnej. Kanclerz Adenauer odmawiał nawiązania bardziej intensywnych kontaktów z Warszawą, uznając, że losy zjednoczenia Niemiec (co było jego głównym celem), a co za tym idzie i granic nowych Niemiec, decydują się w Moskwie. Polska proponowała rozpoczęcie rozmów dwustronnych bez warunków wstępnych, czyli przejście do porządku dziennego nad kwestiami różniącymi strony (granice) licząc, że nawiązanie relacji będzie oznaczało de facto akceptację granic bez ich formalnego uznania.
Po dojściu Władysława Gomułki do władzy jednym z filarów polityki polskiej w kwestiach niemieckich było wzmocnienie pozycji międzynarodowej NRD, gdyż Gomułka wychodził z założenia, że Niemcom podzielonym na dwa skonfliktowane państwa trudniej będzie podnosić pretensje w kwestii granic polskich. Warszawa z niepokojem obserwowała proces wzmacniania pozycji międzynarodowej RFN (odzyskanie pełnej suwerenności w 1954 roku, wejście do NATO, USA nie wykluczało również uznania zabiegów RFN o przyznanie armii zachodnioniemieckiej taktycznej broni nuklearnej). Gomułka uznał, że PRL musi aktywnie włączyć się do europejskiej rozgrywki mocarstw, dążąc do zmniejszenia napięcia między blokami, którego narastanie groziło możliwością rozmieszczenia radzieckiej broni nuklearnej na terytorium Polski, a co za tym idzie zmniejszenia suwerenności PRL. 2 października 1957 roku minister spraw zagranicznych PRL Adam Rapacki zgłosił na sesji ONZ propozycję zakazu produkcji i magazynowania broni nuklearnej na terytorium obu państw niemieckich i Polski i utworzenia na tych terytoriach strefy bezatomowej (tzw. plan Rapackiego). Zachód odrzucił plan uznając, że z punktu widzenia militarnego jest on korzystny dla państw Układu Warszawskiego oraz „tylnymi drzwiami” prowadzi do uznania podziału Niemiec oraz uznania istnienia NRD. Moskwa zachowała wobec planu daleko idącą wstrzemięźliwość, starając się później włączyć idee planu do swoich propozycji dyplomatycznych. Niechętnie do planu odniosła się NRD, uznając go za przejaw chęci Warszawy dogadania się z RFN ponad głowami Berlina (władze NRD były jedynie szczątkowo konsultowane na wstępnym etapie powstawania planu).
Propagowana przez ZSRR w połowie lat 50. koncepcja zjednoczenia Niemiec pod warunkiem ich neutralizacji niepokoiła PRL obawiającą się, że negocjacje w tej sprawie mogę prowadzić do ponownego pojawienia się tematu granic i zmiany polityki radzieckiej w kwestii gwarancji radzieckich dla ich niezmienności. Dlatego za sukces swojej polityki poczytywał sobie Gomułka spowodowanie wizyty I Sekretarza KPZR Chruszczowa w Szczecinie w 1959 roku (pierwsza wizyta znaczącego zagranicznego polityka w tym mieście), co podkreślało uznanie ZSRR dla polskości miasta.
Kolejnym sukcesem sprawy polskiej w kwestii granic była deklaracja prezydenta de Gaulle’a z marca 1959 roku, który publicznie stwierdził, że warunkiem wstępnym zjednoczenia Niemiec jest uznanie przez nie polskiej granicy zachodniej. Po tych wydarzeniach Gomułka zadecydował o zaostrzeniu polityki wobec RFN i od tej pory uzależniał nawiązanie stosunków dyplomatycznych z Bonn od uznania przez Niemcy Zachodnie polskiej granicy. Władze PRL przyjęły budowę muru berlińskiego w sierpniu 1961 roku pozytywnie, jako czynnik oddalający możliwość zjednoczenia Niemiec.

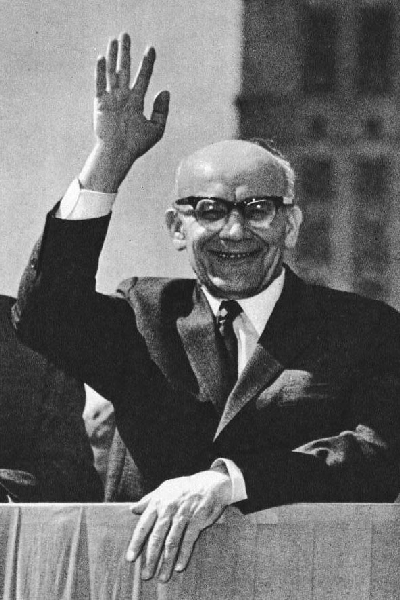
Władysław Gomułka

Po odejściu ze sceny politycznej RFN kanclerza Adenauera władze zachodnioniemieckie zaczęły korygować jego politykę. Zamiast koncentrowania się wyłącznie na relacjach z ZSRR, postanowiły zintensyfikować kontakty gospodarcze i kulturalne z krajami socjalistycznymi, oprócz NRD, licząc na narastającą izolację Berlina również w obozie socjalistycznym. W 1963 roku otwarto m.in. w Warszawie zachodnioniemiecką misję gospodarczą. Polityka RFN zaczęła jednak rodzić obawy nie tylko NRD, ale i PRL, albowiem Gomułka podejrzewał, że Bonn będzie chciało normalizować stosunki z pozostałymi krajami socjalistycznymi bez konieczności uznawania polskiej granicy zachodniej. Gomułka wraz z przywódcą NRD Ulbrichtem wymogli na niechętnym w tym względzie Breżniewie zwołanie narady ministrów spraw zagranicznych państw socjalistycznych, która miałaby za zadanie ujednolicenie ich polityki względem NRD. Obawy polskiego kierownictwa nie były płonne. W styczniu 1967 roku Rumunia Ceaușescu nawiązała stosunki dyplomatyczne z Bonn, mimo nieuznania przez RFN powojennego systemu granic. Bukareszt odmówił też wysłania swego ministra na wspomnianą naradę. W stosunku do pozostałych krajów socjalistycznych starania Gomułki zakończyły się sukcesem.
W 1967 roku doszło do istotnych spięć na linii Gomułka – Ulbricht. Gomułka zaczął lansować koncepcję tzw. żelaznego trójkąta Warszawa – Berlin – Praga, który miałby występować nie tylko z jednolitym stanowiskiem wobec Bonn, ale również stanowiłby płaszczyznę głęboko idącej integracji gospodarczej. Miał to być sposób na odciągnięcie NRD od coraz mocniejszych kontaktów gospodarczych z RFN, które Berlin przedkładał ponad współpracę w ramach RWPG. Gomułka obawiał się, że jest to cichy sposób prowadzący do zjednoczenia Niemiec. Gomułka zagroził w rozmowach z Breżniewem, że w razie pogłębiających się problemów we współpracy z NRD oraz biorąc pod uwagę nieskoordynowane działania innych krajów socjalistycznych w kwestiach relacji gospodarczych z RFN, Polska będzie zmuszona do podjęcia samodzielnych rokowań z Bonn. Gomułka widząc również wzmacniającą się pozycję NRD w obozie socjalistycznym, jej wzrastającą stabilizację społeczną i gospodarczą zaczął uznawać, że dalsze umacnianie geopolitycznej pozycji Berlina zaczyna kolidować z polskimi interesami.
W 1968 roku Gomułka, obawiając się, że nowe władze czechosłowackie w ramach polityki „praskiej wiosny” porzucą relacje z Polską na rzecz otwarcia na RFN bez warunku uznania naszej granicy zachodniej, stał się jednym z inicjatorów interwencji państw Układu Warszawskiego w sierpniu tego roku w Czechosłowacji.

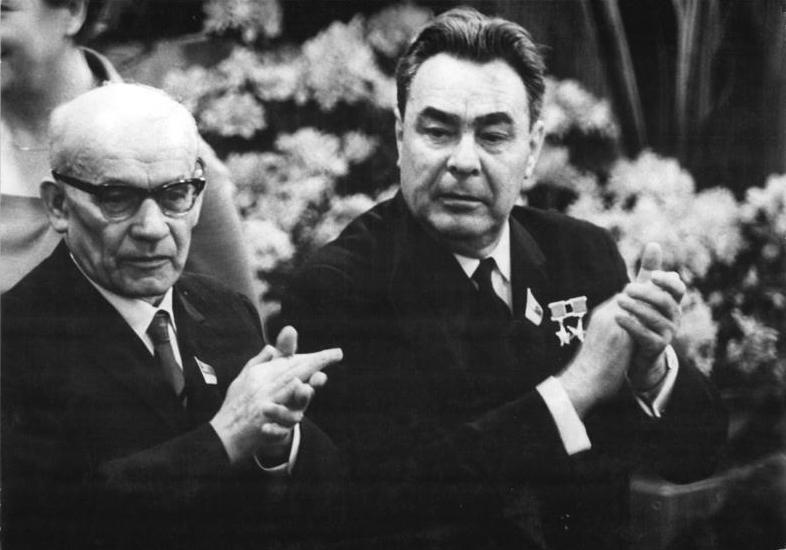
Gomułka i Leonid Breżniew w NRD (1967)

Od roku 1968 rozpoczął się proces zbliżenia na linii Warszawa – Bonn. Ministrem spraw zagranicznych w rządzie koalicyjnym RFN został Willy Brandt, przywódca SPD. Jego publiczne wypowiedzi wskazywały, że socjaldemokraci uznają nienaruszalność polskich granic. Podjęto poufne rozmowy z władzami zachodnioniemieckimi. Po kolejnym odrzuceniu przez NRD polskich propozycji zacieśnienia współpracy Gomułka zadecydował o wyjściu z nową inicjatywą wobec władz zachodnioniemieckich. 17 maja, podczas spotkania wyborczego w Warszawie, przedstawił RFN ofertę zawarcia dwustronnego układu między PRL a RFN na bazie uznania przez Bonn polskiej granicy zachodniej. Było to zerwanie z dotychczasową linią polityczną zakładającą, że nawiązanie relacji z RFN może nastąpić dopiero po uznaniu przez Bonn istnienia NRD. Gomułka zaskoczył swoją nową koncepcją zarówno Berlin, jak i Moskwę, z którymi nie konsultował propozycji. Władze NRD zareagowały odwołując się do Moskwy o zdyscyplinowanie władz polskich. Jednocześnie odwołały wizytę ministra spraw zagranicznych NRD w Warszawie oraz zaczęły naciskać na stronę polską w kwestii zrewidowania Układu Zgorzeleckiego w kierunku zmiany stwierdzenia, iż reguluje on granicę „polsko-niemiecką” na stwierdzenie, że reguluje „granicę między PRL a NRD”. Takie też sformułowania znalazły się w enerdowskim projekcie układu normalizującego stosunki NRD – RFN, jaki został przekazany Bonn. W rozmowie z Ulbrichtem Gomułka stwierdził: „Czy myślicie, że jestem głupi i nie wiem co się za tym kryje?!”. Takie ujęcie interpretacyjne pozwalało uchylić się Bonn od uznania polskiej granicy zachodniej jako granicy między państwami trzecimi (w marcu 1970 roku PRL wystosował oficjalny protest dyplomatyczny do NRD w tej sprawie). Gomułka stawiał zarzut stronie enerdowskiej, że swoją polityką pokazuje niewdzięczność za wieloletnie wspieranie przez Warszawę NRD na scenie międzynarodowej.
W październiku 1969 roku kanclerzem RFN został Willy Brandt. Kreml, który sam rozpoczął negocjację z RFN o normalizacji stosunków, nie wystąpił bezpośrednio przeciwko strategii Gomułki w kontaktach z nowymi władzami niemieckimi, ale zalecał powściągliwość. Gomułka naciskał Breżniewa, by w rozmowach z Bonn podkreślał konieczność uznania przez RFN nienaruszalności powojennych granic w Europie. Kreml oceniał postulaty polskie z jednej strony jako mało realne ze względu na trudność w zaakceptowaniu ich przez władze RFN, a z drugiej strony obawiał się, że samodzielne uregulowanie przez PRL sprawy granic z RFN może prowadzić do utraty przez ZSRR roli gwaranta granic zachodnich Polski. RFN podpisało traktat z ZSRR w sierpniu, a traktat z Polską w listopadzie tego roku, uznając wszystkie żądania Warszawy odnośnie do kwestii gwarancji granicy zachodniej Polski.
Uroczyste podpisanie układu PRL – RFN nastąpiło 7 grudnia 1970 roku. W czasie wizyty w Warszawie Brandt złożył hołd przy Pomniku Bohaterów Getta.

### Bunt robotników Wybrzeża w 1970 i odsunięcie Władysława Gomułki

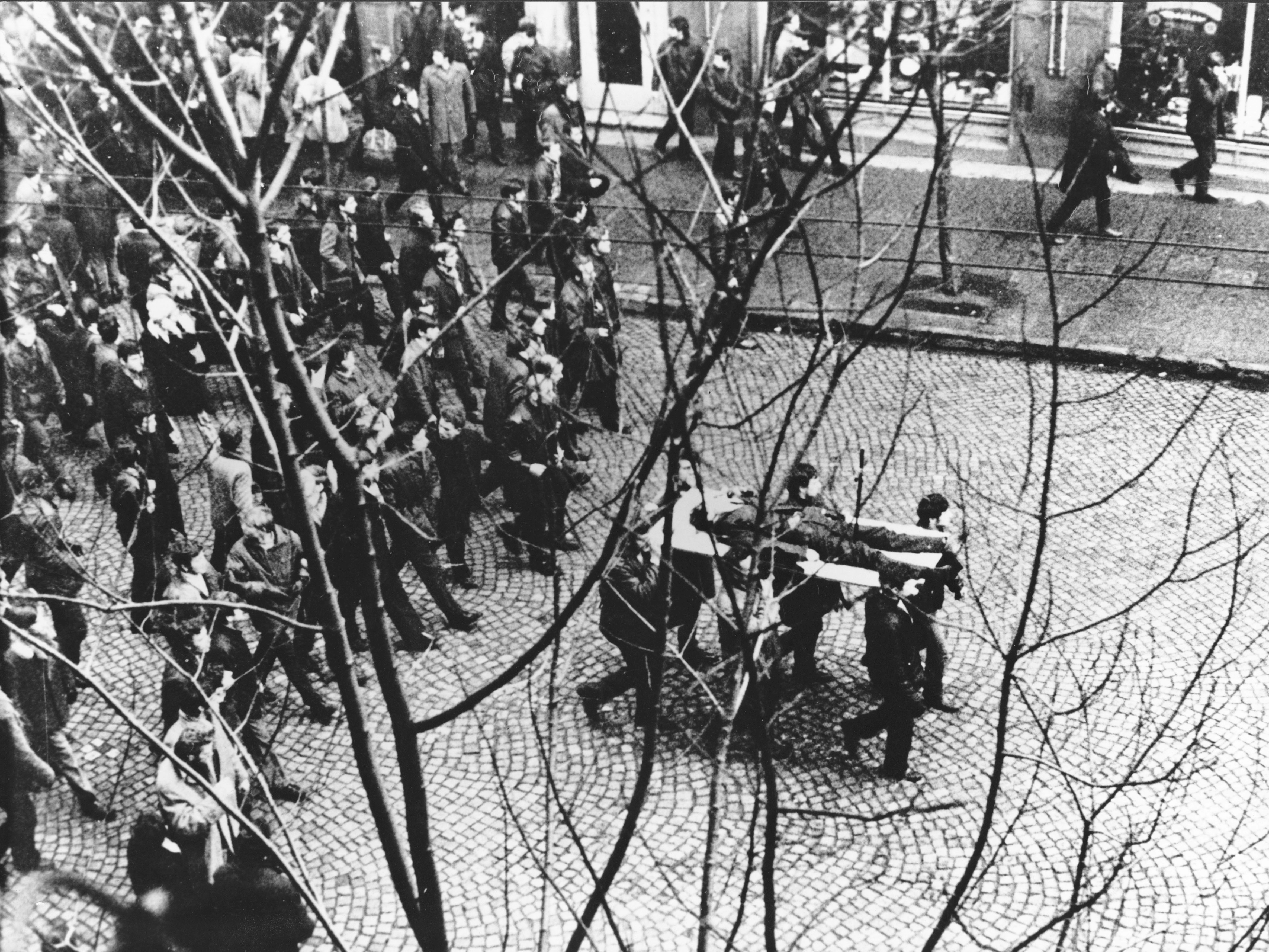
Grudzień 1970, tłum niesie zwłoki zabitego przez MO Zbyszka Godlewskiego (Janek Wiśniewski padł)

Do protestów doszło w Trójmieście i w Szczecinie. Manifestacje w Trójmieście skończyły się atakiem na siedzibę PZPR i starciami z MO. Zamieszki i strajki zostały zdławione przez milicję. Do zamieszek doszło też w Szczecinie, gdzie protest przerodził się w atak na KW PZPR. Po kolejnym kryzysie politycznym w grudniu 1970 i po pacyfikacji strajków na Wybrzeżu I sekretarz KC PZPR, Władysław Gomułka został 20 grudnia 1970 pozbawiony funkcji I sekretarza KC PZPR, najbliższych współpracowników Gomułki (Zenon Kliszko, Marian Spychalski, Ryszard Strzelecki, Bolesław Jaszczuk, Ignacy Loga-Sowiński) usunięto z Biura Politycznego KC PZPR i sekretariatu KC, nieco później z rządu PRL. Ze stanowiska premiera 23 grudnia zrezygnował Józef Cyrankiewicz, jego obowiązki przejął Piotr Jaroszewicz, dotychczasowy wicepremier w rządzie Cyrankiewicza, roszady politycznej dopełniło zastąpienie Mariana Spychalskiego na funkcji przewodniczącego Rady Państwa przez Cyrankiewicza. Na VII plenum KC PZPR 20 grudnia 1970 funkcję I sekretarza KC otrzymał Edward Gierek, dotychczasowy I sekretarz KW w Katowicach i członek Biura Politycznego, do Biura Politycznego i Sekretariatu KC weszli również zwolennicy Edwarda Gierka z grupy śląskiej i popierający zmianę władz PZPR zwolennicy Mieczysława Moczara. Protesty ucichły jednak trwały dalej m.in. w Stoczni Gdańskiej, na miejsce przyjechał Edward Gierek, premier Jaroszewicz i minister Wojciech Jaruzelski. Delegacja ustąpiła z wcześniejszych żądań i wypracowała porozumienie. Do podobnej wizyty doszło też w Stoczni Gdańskiej, gdzie Edward Gierek przekonał robotników do odwołania strajku. 15 lutego 1971 roku rząd wycofał podwyżki cen.
W trakcie zamieszek na Wybrzeżu w grudniu 1970 roku Prymas Polski Stefan Wyszyński był zaniepokojony możliwością interwencji wojskowej w Polsce ze strony sił radzieckich i wschodnioniemieckich oraz, co za tym idzie, o zachowanie przez PRL nawet ograniczonej suwerenności. Nie widział możliwości przeciwstawienia się takiej interwencji i obawiał się bezużytecznego rozlewu polskiej krwi.
W wyniku wydarzeń grudniowych doszło do wytworzenia się swoistego „robotniczego prawa weta” wobec posunięć władz państwowo-partyjnych.
Sam Gomułka, w rozmowie z Andrzejem Werblanem w 1981 był przekonany, że został obalony przez spisek inspirowany z Moskwy. To Breżniew mnie zdjął, zawsze miałem kiepską opinię o nim jako o polityku i nie ukrywałem tego – stwierdził.

### Rządy Edwarda Gierka (1970–1980)

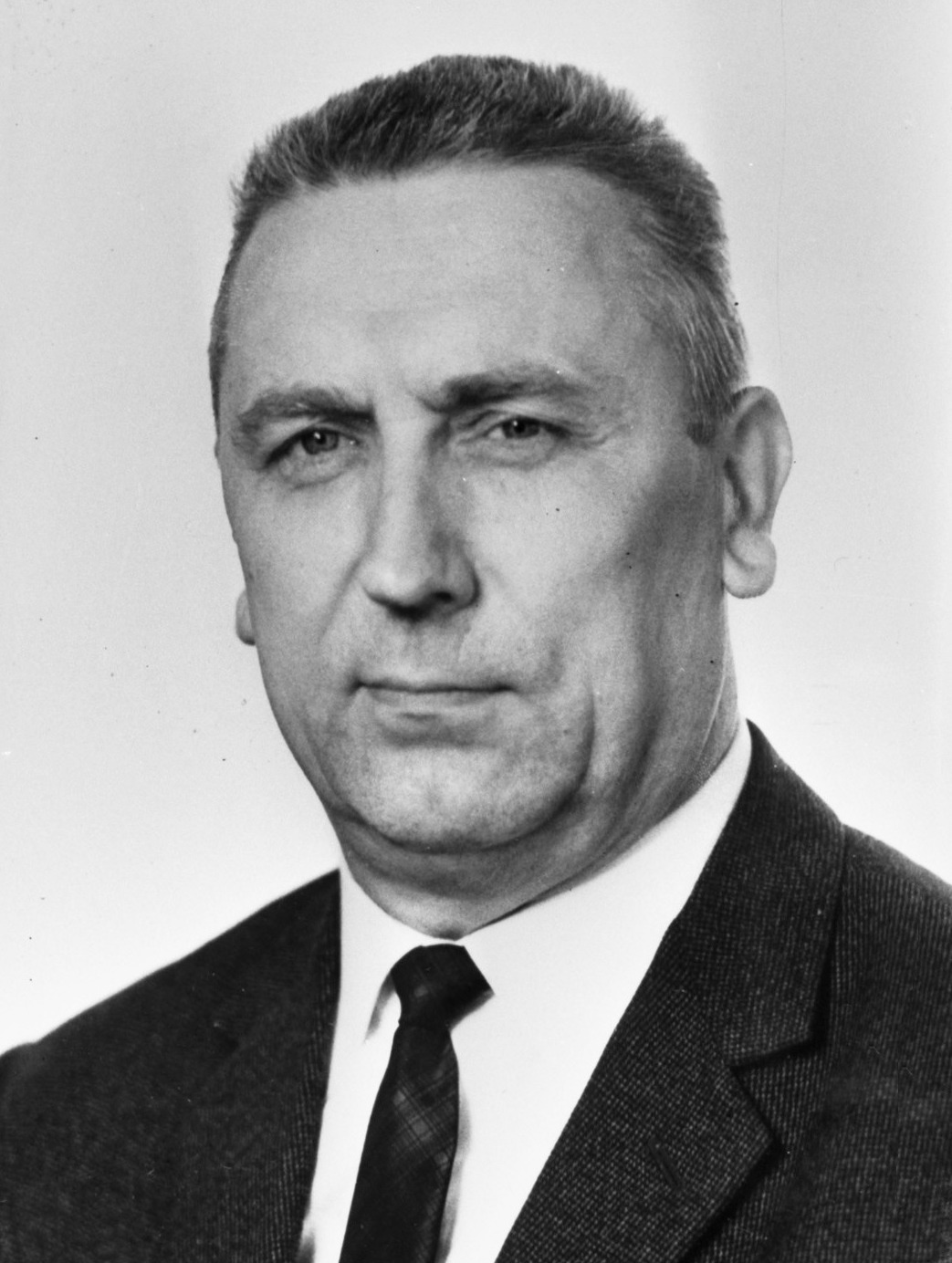
Edward Gierek (1970)

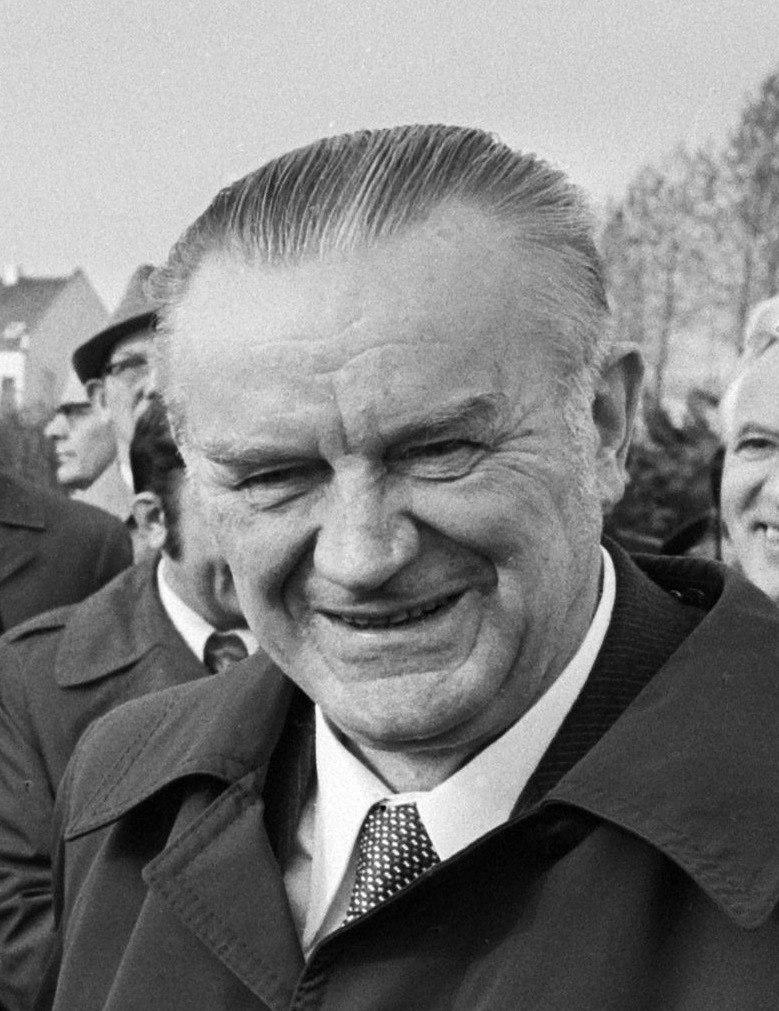
Piotr Jaroszewicz (1977)

Nowe kierownictwo PZPR powołało komisję do zbadania przyczyn tragedii na Wybrzeżu.
Władze radzieckie zaniepokojone zachwianiem się stabilności PRL poparły przejęcie władzy przez Edwarda Gierka. Jednocześnie podczas pierwszej wizyty oficjalnej Gierka u Leonida Breżniewa w styczniu 1971 roku kierownictwo radzieckie wyraziło oczekiwanie skierowane do nowych władz PZPR, że Polska zmieni strukturę własności rolnej w kraju w kierunku upaństwowienia ziemi, zaostrzy politykę wobec Kościoła katolickiego, wyeliminuje wpływy niemarksistowskie w naukach społecznych oraz zacieśni powiązania gospodarcze z krajami socjalistycznymi.
W dniach od 27 czerwca do 5 lipca 1978 Mirosław Hermaszewski – pierwszy Polak (wraz z Piotrem Klimukiem) odbył lot w kosmos na statku Sojuz 30.
W lipcu 1980 roku PZPR osiągnęła najwyższą liczebność w swojej historii – 3 mln 149 tys. członków.

#### Polityka gospodarcza i społeczna w latach siedemdziesiątych
Rządy ekipy Gierka rozpoczęły się od decyzji (1 marca 1971 r.) o anulowaniu podwyżki cen artykułów żywnościowych, która doprowadziła do wydarzeń grudniowych 1970 r. i zamrożeniu cen podstawowych produktów żywnościowych do końca 1972 roku (decyzja ta została przedłużona do 1976 roku).
Ekipa Gierka sformułowała nową politykę społeczno-gospodarczą, tzw. IV plan pięcioletni, strategię przyspieszonego rozwoju gospodarczego i społecznego Polski, zakładającą utrzymanie szybkiego wzrostu gospodarczego i jednoczesną poprawę materialnych i kulturowych warunków życia społeczeństwa. Władze promowały wtedy wszędzie, w mediach, pochodach i na defiladach hasło „Aby Polska rosła w siłę, a ludzie żyli dostatniej”. Rozwój kraju w latach 1971–1975, finansowany wysokimi kredytami zagranicznymi, przejawił się we wzroście dochodu narodowego o ok. 60%, a płac realnych o ok. 40%. Udział wydatków na konsumpcję wzrósł w latach 70. z 25% do 40% PKB.

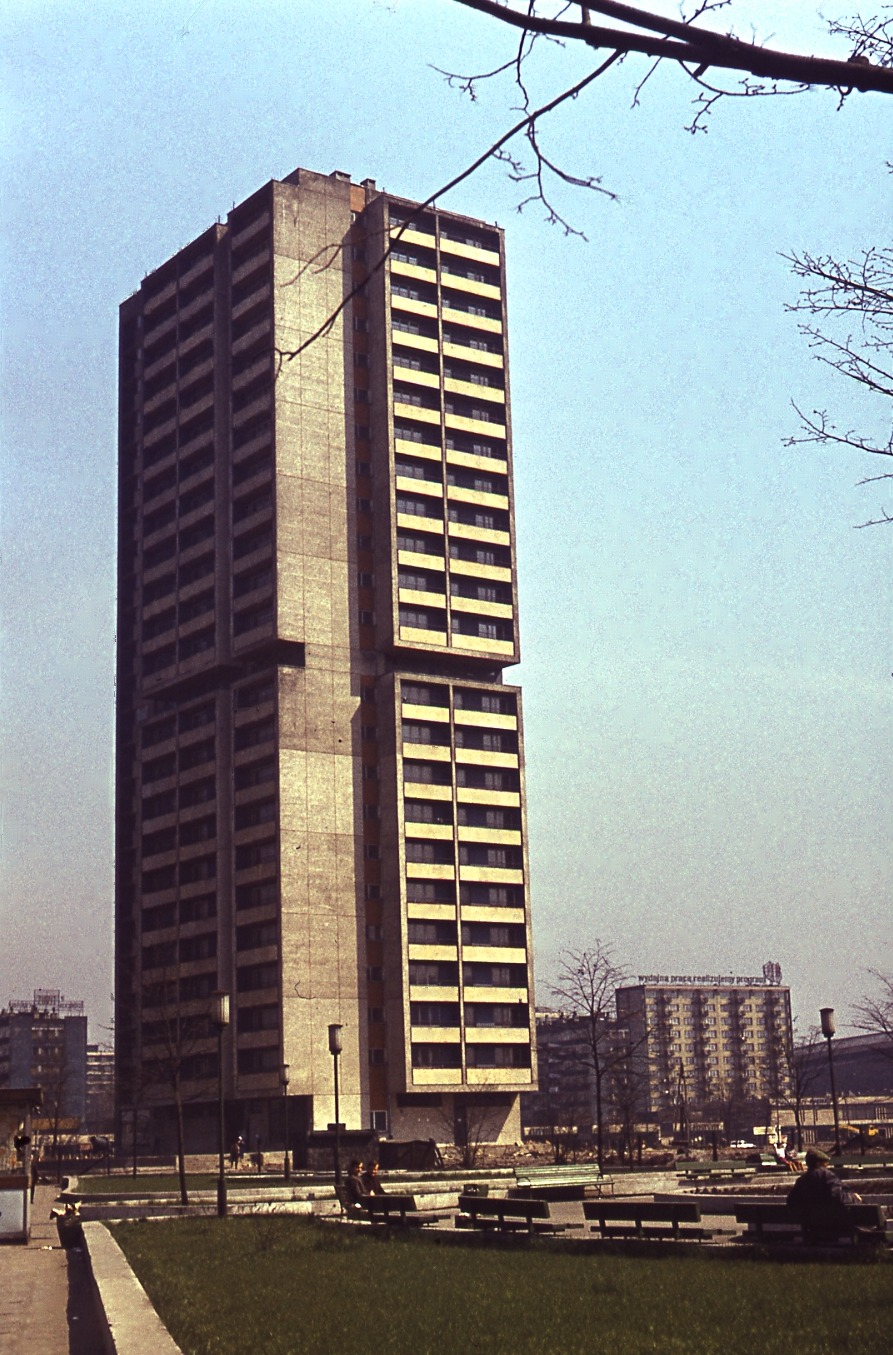
Blok mieszkalny „Haperowiec” w Katowicach (1968)

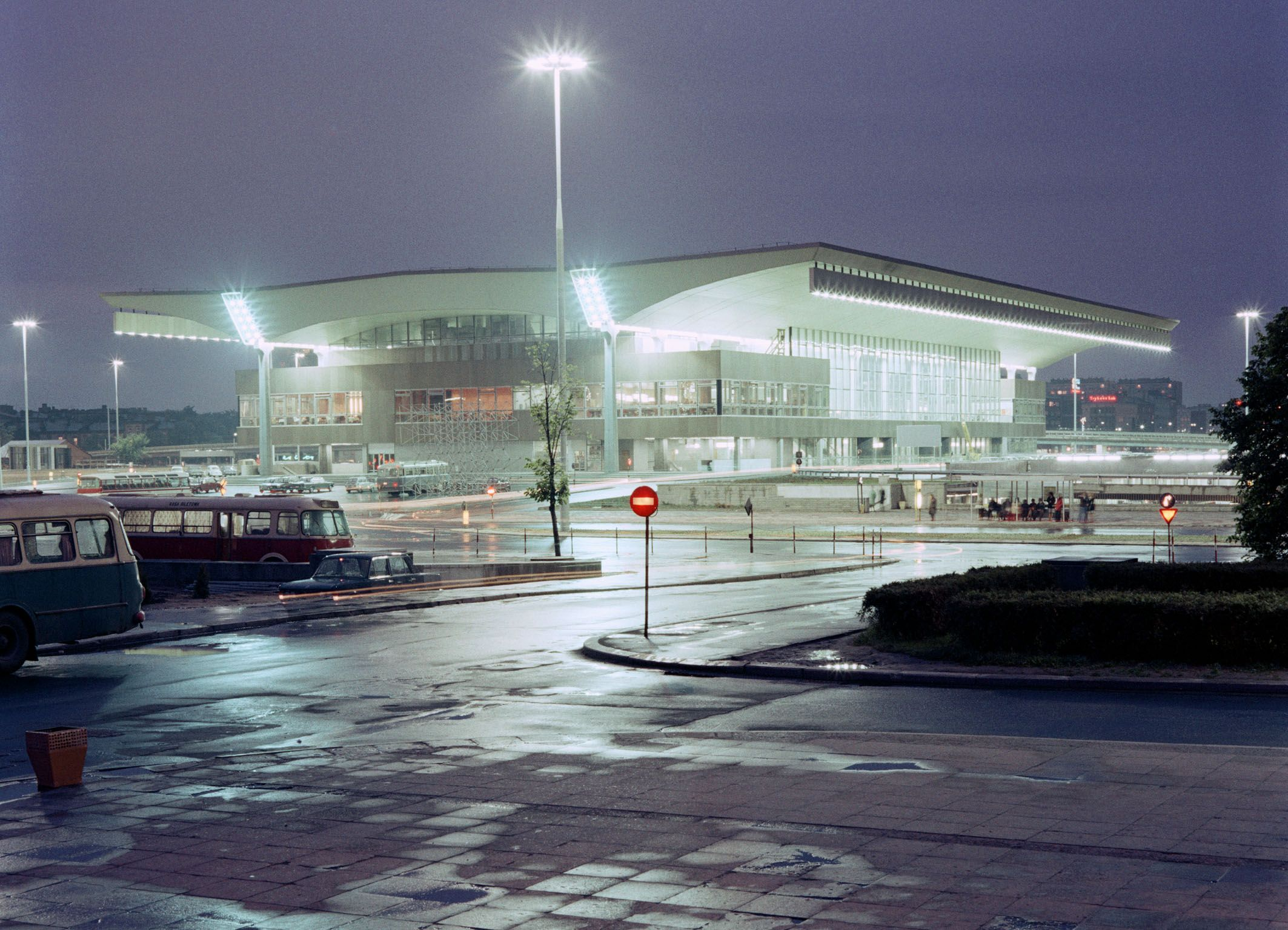
Dworzec kolejowy Warszawa Centralna (1975)

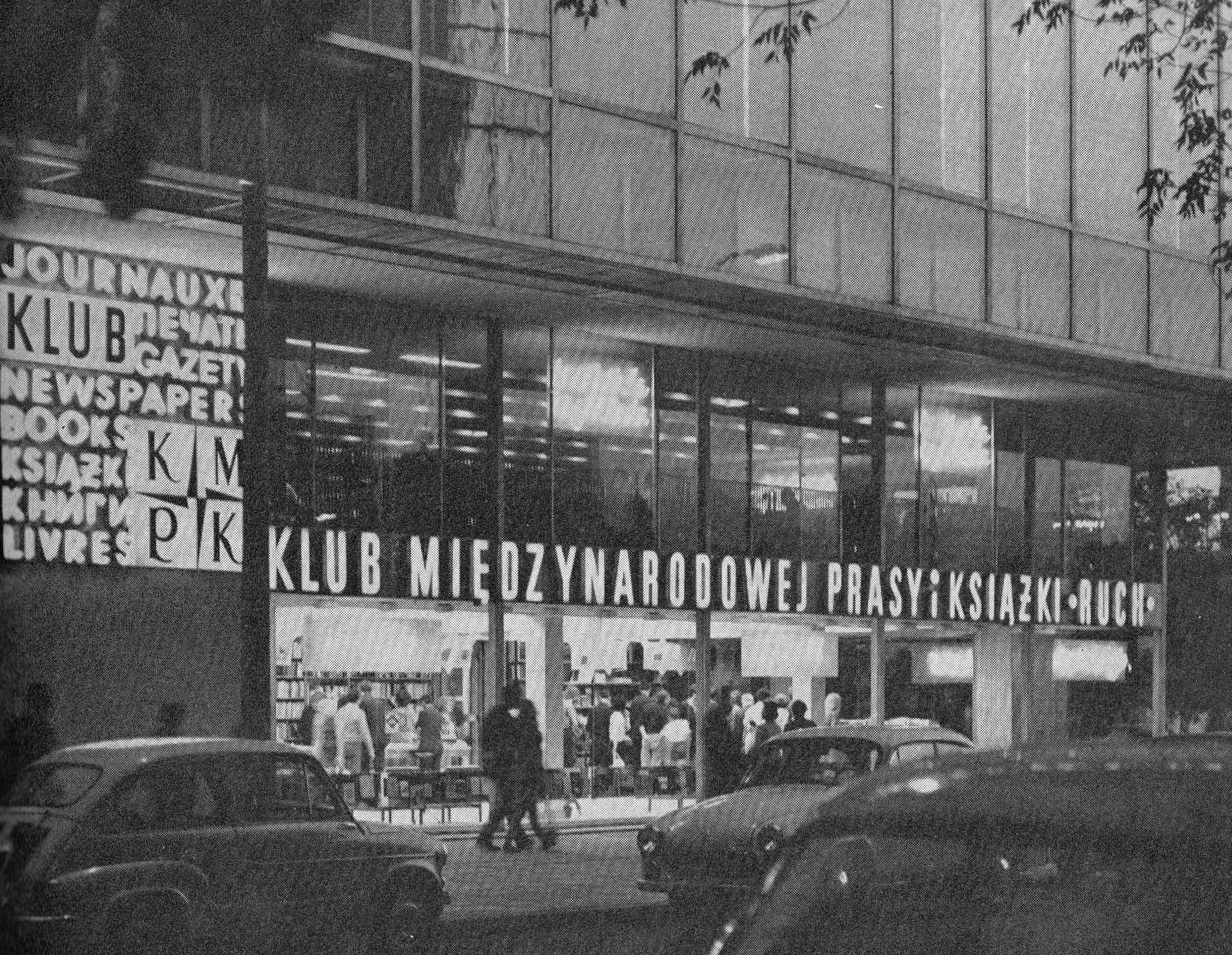
Klub Międzynarodowej Prasy i Książki w Warszawie (1975)

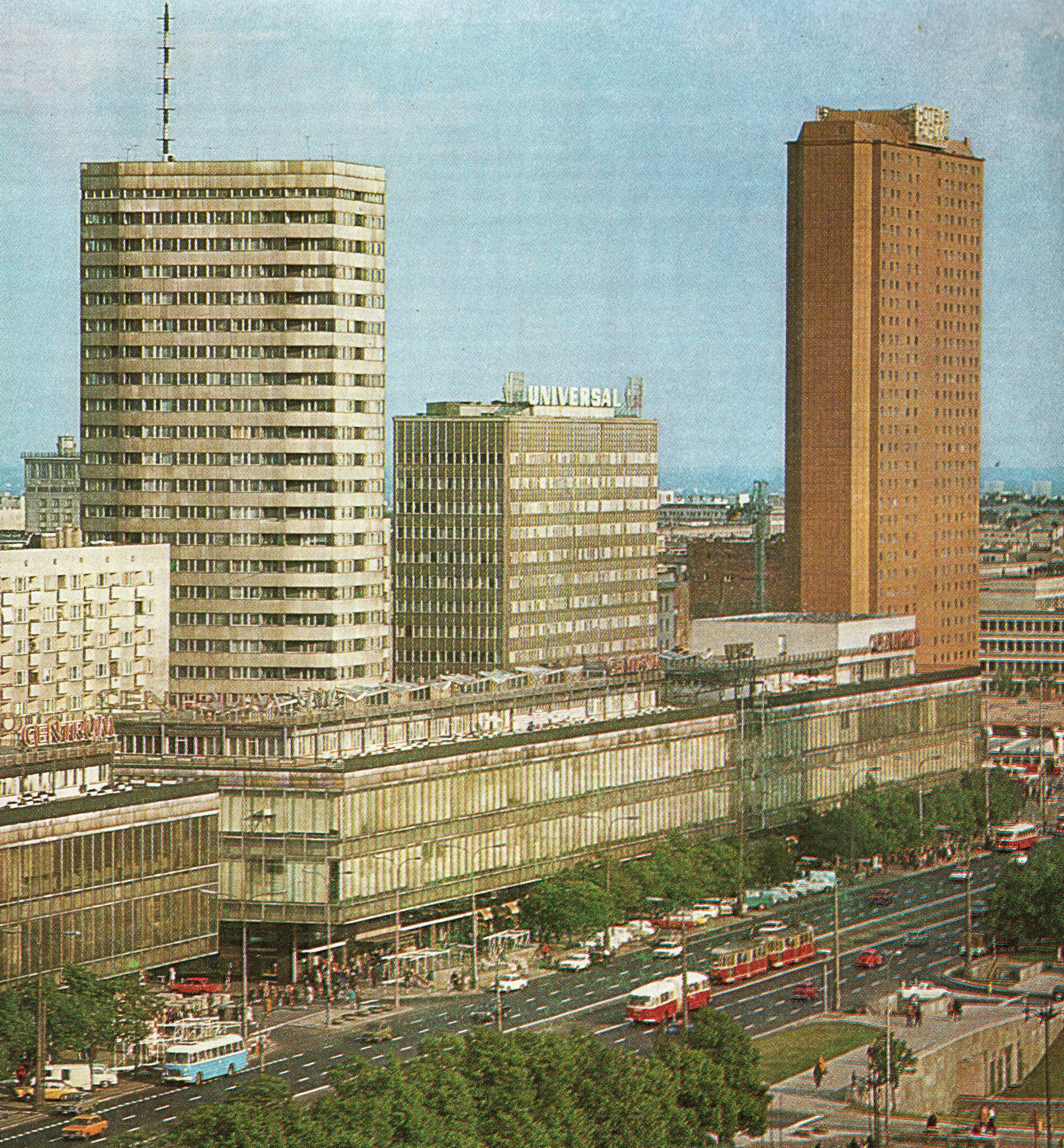
Ściana Wschodnia w Warszawie (1975)

W latach 70. zbudowano 617 nowych zakładów przemysłowych. Zrealizowano szereg ważnych dla kraju inwestycji, m.in. odbudowano Zamek Królewski i Zamek Ujazdowski w Warszawie, zbudowano Bibliotekę Narodową i Trasę Łazienkowską w Warszawie, dworzec Warszawa Centralna i Centralną Magistralę Kolejową (pierwszą w Polsce linię kolei dużych prędkości, przystosowaną do ruchu z prędkością 250 km/h, czego nie wykorzystywano aż do 2013, kiedy kupiono pociągi Pendolino). W Konstantynowie pod Płockiem zbudowano najwyższy maszt radiowy na świecie o wysokości dwóch Wież Eiffla, dzięki czemu Polskie Radio można było odbierać na całym świecie. Rozwijała się infrastruktura, zbudowano drogę szybkiego ruchu Warszawa–Katowice, kopalnie w Zagłębiu Lubelskim i Bełchatowie. Wybudowano rafinerię gdańską, Port Północny, walcownie w Nowej Hucie i Częstochowie, cukrownię w Łapach. Wybudowano elektrownie Kozienice i Dolna Odra. W 1975 roku zbudowano w Bełchatowie największą elektrociepłownię węglową węgla brunatnego na świecie. W latach 70. XX wieku z powodu złych warunków bytowych społeczeństwa budowano masowo modernistyczne, prefabrykowane osiedla mieszkaniowe dzięki czemu zbudowano wtedy najwięcej mieszkań w historii Polski. Fabryki rozpoczęły produkcję samochodów marki FIAT w Bielsku-Białej, Tychach i Warszawie. Za rządów Gierka Polska uzyskała licencję na produkcję Fiata 126, popularnie nazywanego maluchem. Produkcja tego pojazdu w Polsce zakończyła się dopiero w 2000 roku, w Polsce powstało ponad 3 mln sztuk tego samochodu. Fabryka FSO na warszawskim Żeraniu produkowała także nowoczesne i duże rodzinne samochody Polskie Fiaty 125p i Polonezy, które były masowo sprzedawane do państw socjalistycznych, a także na Zachód. Oprócz tego rząd uzyskał licencję na produkcję m.in. silników Leylanda, czy autobusów Berliet. Zakup zachodnich licencji doprowadził do wzrostu produkcji towarów takich jak: papier, węgiel, nawozy sztuczne, magnetofony, telewizory, maszyny i traktory. Szybki wzrost gospodarczy obkupiony był jednak łączną sumą 6 miliardów dolarów zadłużenia zaciągniętego w państwach zachodnich.

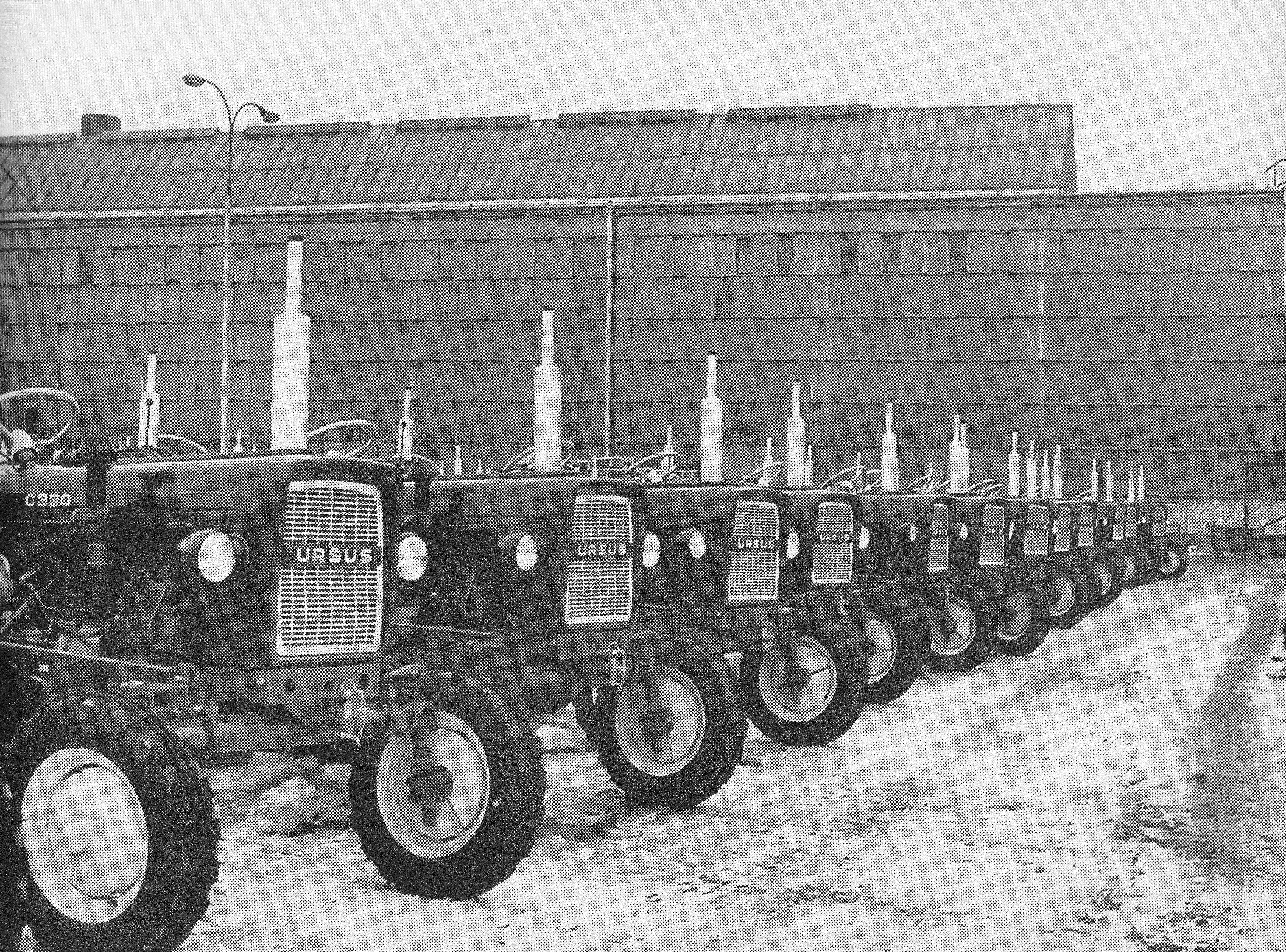
Zakłady Mechaniczne „Ursus” (1974)

Od 1972 Polacy jako jedyni w państwach bloku wschodniego mogli zakładać specjalne oprocentowane konta dolarowe w Narodowym Banku Polskim. W 1972 utworzono sieć sklepów i kiosków walutowych „Przedsiębiorstwo Eksportu Wewnętrznego” popularnie nazywana „Pewexem”. Sieć ta powstała z przekształcenia sieci sklepów dewizowych Banku Pekao. W sklepach tych można było za waluty wymienialne kupić zarówno towary krajowe, jak i importowane.
1 maja 1972 weszła w życie ustawa Karta praw i obowiązków nauczyciela, zakładająca systematyczny wzrost płac nauczycieli. W lipcu 1972 wydłużono urlopy macierzyńskie z 12 do 18 tygodni i stworzono możliwość uzyskania przez młode matki trzyletnich bezpłatnych urlopów.
W 1974 uchwalono wciąż obowiązujący Kodeks pracy. Wprowadzono w tym roku dodatkowych 6, a w 1975 – 12 dni wolnych od pracy. Liczba korzystających z wczasów pracowniczych wzrosła z 2,2 mln w 1970 do 3,8 mln w 1975. Gwałtownie rosła liczba studentów: w latach 1970–1975 ich liczba zwiększyła się o 41%, do 468 tys.

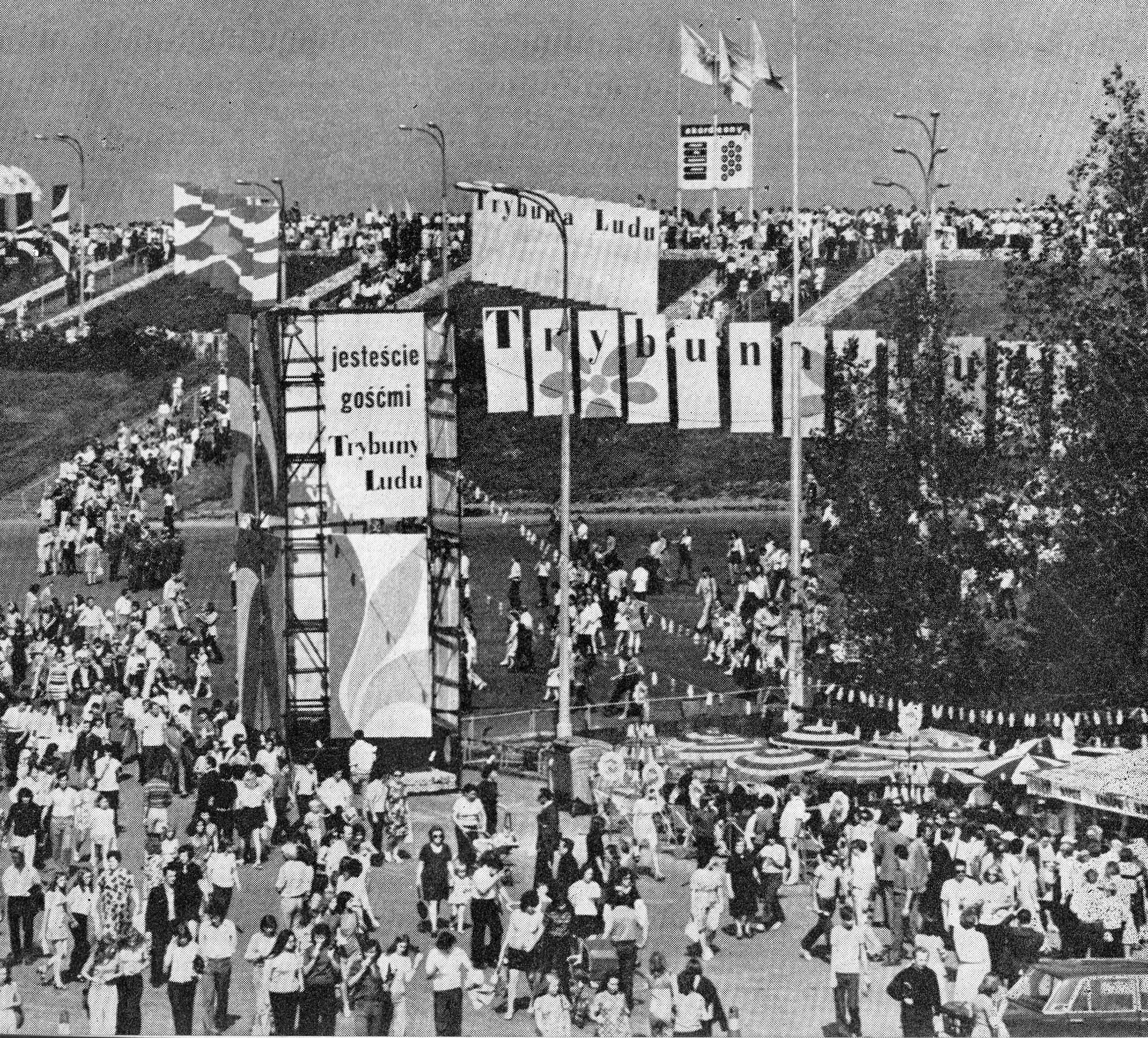
Doroczny festyn „Trybuny Ludu” na Stadionie Dziesięciolecia, lata 70.

W 1972 został utworzony urząd Ministra do spraw Kombatantów. W 1974 uchwalono wciąż obowiązującą ustawę o zaopatrzeniu inwalidów wojennych i wojskowych oraz ich rodzin. Utworzony został Państwowy Fundusz Kombatantów i Więźniów Obozów Koncentracyjnych, z którego wypłacano stałe i doraźne świadczenia kombatanckie, budowano zakłady lecznice oraz domy kombatanta.
W 1971 PZPR i ZSL przyjęły wspólne, nowe wytyczne polityki rolnej. Zakładały one m.in. wprowadzenie systemu powszechnej opieki zdrowotnej na wsi zbliżonej do tej w miastach, zapewnienie cen skupu produktów rolnych na poziomie opłacalnym z punktu widzenia rolników, zniesienie systemu obowiązkowych dostaw produktów rolnych na rzecz kontraktacji, rozluźnienie przepisów o normach obszarowych gospodarstw rolnych (odejście od zasady niemożności sprzedaży ziemi państwowej w ręce prywatne). Jednocześnie wprowadzono emerytury dla rolników bez następców w gospodarstwach. Postanowiono odejść od systemu reglamentacji węgla i pasz dla rolników indywidualnych. Tym samym stworzono model polityki rolnej całkowicie odbiegający od modeli przyjętych w innych krajach RWPG. W istotny sposób zwiększono nakłady na przemysł spożywczy (cukrownia w Łapach, zamrażalnia owoców w Płońsku, budowa nowoczesnych zakładów mięsnych przy pomocy wykonawców z USA i RFN oraz proszkowni mleka przy pomocy Włoch, wielki kompleks chemiczny w Policach produkujący m.in. nawozy, budowany przez firmy francuskie, rozbudowa zakładów „Ursus” w celu produkcji ciągnika na licencji „Fergussona”). Opracowano program specjalizacji w rolnictwie (dogodna polityka kredytowa, ulgi podatkowe, pierwszeństwo w nabywaniu ziemi oraz wsparcie doradcze dla gospodarstw). W sadownictwie odniesiono wielkie sukcesy dzięki nowym technikom upraw promowanym przez Instytut Sadownictwa w Skierniewicach. Stworzono od podstaw fermową hodowlę drobiu. Efektem polityki rolnej był istotny postęp w rolnictwie w pierwszej połowie lat siedemdziesiątych. W latach 1971–1975 produkcja rolna wzrosła o 22% (produkcja zwierzęca zwiększała się corocznie o 7,8%, pogłowie trzody chlewnej zwiększyło się o 60%, skup wieprzowiny zwiększył się o 80%, wołowiny o 50%, skup mleka o 52%, prawie dwukrotnie zwiększyła się produkcja drobiu). Liczba ciągników w rolnictwie podwoiła się. Zużycie nawozów sztucznych wzrosło o 43%. Jednocześnie nastąpiło całkowite oderwanie cen detalicznych żywności od kosztów produkcji. Stałe i niskie ceny żywności oraz relatywnie szybki wzrost dochodów ludności spowodował powstanie rynku producenta i wzrost dotacji budżetowych do produkcji rolnej w miarę jej intensywnego wzrastania. Załamanie wzrostu produkcji rolnej nastąpiło w 1975 roku przy wciąż wzrastających potrzebach konsumpcyjnych. Zaczęto ograniczać eksport produktów rolnych by nasycić rynek wewnętrzny, co spowodowało zmniejszenie nakładów na unowocześnianie rolnictwa i wzrost wydatków dewizowych na import żywności i pasz. Dodatnie przez cały okres powojenny saldo w handlu zagranicznym żywnością po raz pierwszy stało się ujemne.
W latach 70. prowadzono politykę ułatwiającą rozwój rzemiosła. 8 czerwca 1972 roku uchwalono ustawę o wykonywaniu i organizacji rzemiosła, która w znaczny sposób umacniała samorząd rzemieślniczy poprzez nadanie mu uprawnień występowania w imieniu państwa w takich sprawach jak np. przyznawanie uprawnień zawodowych. Ograniczono ingerencje państwa w kształtowanie przez rzemieślników cen swoich produktów. W produkcji eksportowej rzemieślnicy mieli swobodę postępowania. W listopadzie 1976 roku PZPR i Stronnictwo Demokratyczne ustaliły wspólną politykę względem rzemiosła. W latach 1975–1980 dochody osób zatrudnionych w rzemiośle podwoiły się.

#### Polityka zagraniczna ekipy Edwarda Gierka

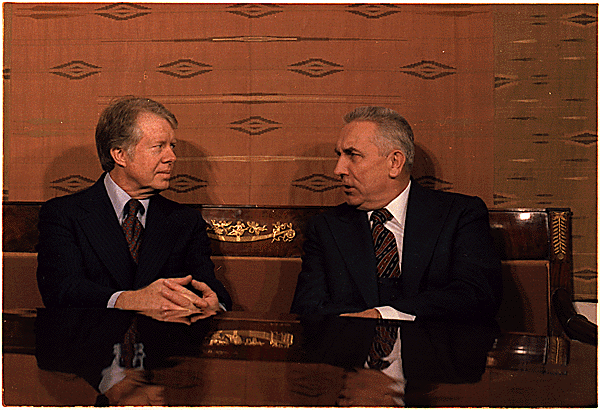
Edward Gierek z Jimmym Carterem – spotkanie 30 grudnia 1977

Z ważnych spotkań dwustronnych na najwyższym szczeblu należy wymienić w szczególności wizyty w PRL prezydentów USA: Richarda Nixona w 1972 roku, Geralda Forda w 1975 r. i Jimmy’ego Cartera w 1977 roku, prezydenta Francji Valery’ego Giscarda dEstaign w 1975 roku, przywódcy Kuby Fidela Castro w 1972 roku, a także wizyty Edwarda Gierka w USA w 1974 roku oraz we Francji w 1972 roku.
W październiku 1975 roku zostało podpisane w Warszawie porozumienie między PRL a RFN w sprawie wypłacenia przez Bonn 1,3 mld marek z tytułu zaopatrzeń realizowanych dotąd przez instytucje ubezpieczeniowe PRL oraz o udzieleniu Polsce kredytu na wysokość 1 mld marek.
Polska stała się krajem tranzytowym dla arabskich grup terrorystycznych, takich jak Hezbollah czy Ludowy Front Wyzwolenia Palestyny, które za pośrednictwem Polski transferowały broń lub wykorzystywały ją jako bazę dla swoich przywódców. W Polsce w latach 80. przebywali Ilich Ramírez Sánchez, Abu Abbas oraz współautorzy masakry w Monachium sprzed ośmiu lat – Abu Nidal (do 1987 roku) i Abu Daoud (na którego w 1981 roku dokonano w Warszawie nieudanego zamachu).

#### Stosunki państwo – Kościół w dekadzie gierkowskiej
W kwietniu 1971 roku biskupi polscy pisali w liście do premiera Jaroszewicza o braku w skali całego kraju około 500 kościołów i 300 kaplic. Głos w tej sprawie zabrał sam Prymas Wyszyński: “My nie chcemy pomocy, nie chcemy pieniędzy, cegły czy innych materiałów. Nie chcemy nawet ludzi do pracy. (...) Wiele jest innych potrzeb: szkoły, szpitale. Wydaje nam się jednak, że niektóre rzeczy mogłyby być później wybudowane, a wcześniej świątynie. Niejedna klubokawiarnia, niejedno kino nie jest najpiękniejszą potrzebą. Wystarczyłoby materiału na wybudowanie skromnej kapliczki w której ludzie mogliby się modlić bez przeszkód.”.
Na mocy ustawy uchwalonej przez Sejm PRL 23 czerwca 1971 roku przyznano kościołowi katolickiemu prawo własności ponad 4000 kościołów i kaplic blisko 1,500 budynków oraz kilkaset hektarów gruntów ornych. 2 lata później dodatkowo kościół otrzymał ponad 600 nieruchomości. Z korzyścią dla kościoła uregulowano również sprawy finansowe związane z księgami inwentarzowymi bowiem 10 lutego 1972 roku ukazało się rozporządzenie Ministra Finansów uchylające obowiązek prowadzenia ksiąg inwentarzowych przez kościelne osoby prawne zakony i kongregacje duchowne. Tylko z tego tytułu kościół posiadał zaległości podatkowe wynoszące na koniec 1970 roku 368 mln zł. W lipcu 1972 roku rozporządzeniem Rady Ministrów umorzono znaczącą część tej kwoty.
Doniosłym wydarzeniem było podpisanie 6 lipca 1974 roku w Rzymie protokołu ustanawiającego stałe kontakty robocze pomiędzy PRL a Stolicą Apostolską co odczytywano jako zapowiedź nawiązania w przyszłości pełnych stosunków dyplomatycznych.
3 sierpnia 1976 roku doszło do wręcz manifestacyjnego okazywania Stefanowi Wyszyńskiemu sympatii przez wysokich dygnitarzy państwowych. W dniu 75 urodzin kardynała Wyszyńskiego do pałacu Prymasa udał się szef gabinetu prezesa Rady Ministrów wręczając bukiet 75 róż i wypowiadając w imieniu premiera Jaroszewicza życzenia by hierarcha w dalszym ciągu przewodził Kościołowi w Polsce.
Edward Gierek dwukrotnie spotykał się z prymasem Wyszyńskim (1977 i 1979). 1 grudnia 1977 Edward Gierek jako pierwszy przywódca komunistyczny spotkał się z papieżem, którym był wówczas Paweł VI.
Po powstaniu opozycji demokratycznej w drugiej połowie lat 70 na początku kościół nie dostrzegał konieczności radykalnych zmian społecznych. Rada Główna Episkopatu podczas swoich obrad w marcu 1978 roku stwierdzała: “(...) są silne naciski na kościół z różnych stron i próba wciągnięcia go w swoje rozgrywki. Jest duże uaktywnienie niektórych grup katolików świeckich niezrzeszonych. (...) Nie możemy pozwolić się wciągnąć w ich aktywizację polityczną, ale z drugiej strony nie możemy ich zwalczać. Kościołowi i Narodowi one nie szkodzą, byleby tylko działały umiarkowanie, by nie przekroczyły limitu bezpieczeństwa (...) Musimy bronić Kościół, ale też musimy się bronić by Naród nie stanął w sytuacji trudnej. Co zyskamy gdyby odszedł Gierek? Nieustannie stajemy wobec tylu niewiadomych.” Również podczas głodówki, która miała miejsce w kościele Świętego Krzyża w październiku 1979 roku do świątyni przybył sekretarz generalny Konferencji Episkopatu Polski biskup Bronisław Dąbrowski, który odniósł się krytycznie do prowadzonego w niej protestu.
Po wyborze Karola Wojtyły na papieża władze postanowiły skierować do niego depeszę gratulacyjna podpisaną nie tylko przez tytularną głowę państwa – Przewodniczącego Rady Państwa, co było zgodne z protokołem dyplomatycznym, ale i przez I sekretarza PZPR. Oficjalnie władze wyrażały radość z wyboru Jana Pawła II, ale członkowie władz partyjnych przyjęli ten fakt z zakłopotaniem. Towarzysze, mamy problem – stwierdził Gierek, otwierając pierwsze po wyborze papieża posiedzenie Biura Politycznego. Wizyta Jana Pawła II w ojczyźnie w 1979 roku była pierwszym pobytem głowy Kościoła katolickiego w kraju bloku wschodniego. Podczas pielgrzymki Edward Gierek spotkał się oficjalnie z papieżem Janem Pawłem II.
Według badań socjologicznych, na przełomie lat siedemdziesiątych i osiemdziesiątych, z 3 mln członków PZPR jedynie 27 procent deklarowało światopogląd materialistyczny.

#### Pierwsze znamiona kryzysu gospodarczego

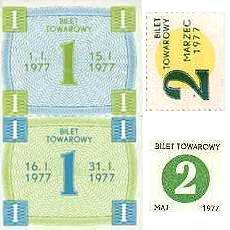
Kartki na cukier, wprowadzone w lipcu 1976 roku

Przyczyną załamywania się polityki gierkowskiej po 1975 r. było niepodjęcie reform politycznych i gospodarczych, wysoka akumulacja dochodu narodowego, zadłużenie zagraniczne. Załamanie się „gierkowskiego cudu gospodarczego” przyspieszyła zmiana międzynarodowej koniunktury gospodarczej w postaci kryzysu naftowego w 1973 roku, który przyniósł drastyczną zwyżkę cen energii (w związku z tym na Zachodzie wystąpiła recesja). Do Polski, ze względu na przyjęty w ramach RWPG system rozliczeń za ropę, podwyżka dotarła z opóźnieniem, gdyż główny dostarczyciel energii – ZSRR – modyfikował ceny co 5 lat. Już w sierpniu 1974 roku wpływy z eksportu przestały wystarczać na spłatę kredytów i import. W grudniu 1975 roku Polsce po raz pierwszy zabrakło dewiz i musiała zaciągnąć pożyczkę dewizową w ZSRR.
W istotny sposób zwiększało się zadłużenie państwa z 1 mln 360 tys. dolarów do 8 mld 411 mln dolarów w 1975 roku osiągając granicę bezpieczeństwa, czyli stan w którym roczny koszt obsługi długów zagranicznych przekracza 25% rocznych wpływów z eksportu. W 1980 r. zadłużenie wyniosło już 24 mld 969 mln dolarów.
Tempo wzrostu dochodu narodowego zaczęło maleć. W 1976 roku wynosiło w stosunku do roku poprzedniego 6,8% (w 1975 – 9%), w 1977 r. wzrost ten wyniósł 5%, w 1978 – 3%, a w 1979 roku po raz pierwszy w PRL nastąpił jego spadek o 2,3%.

#### Kryzys polityczny

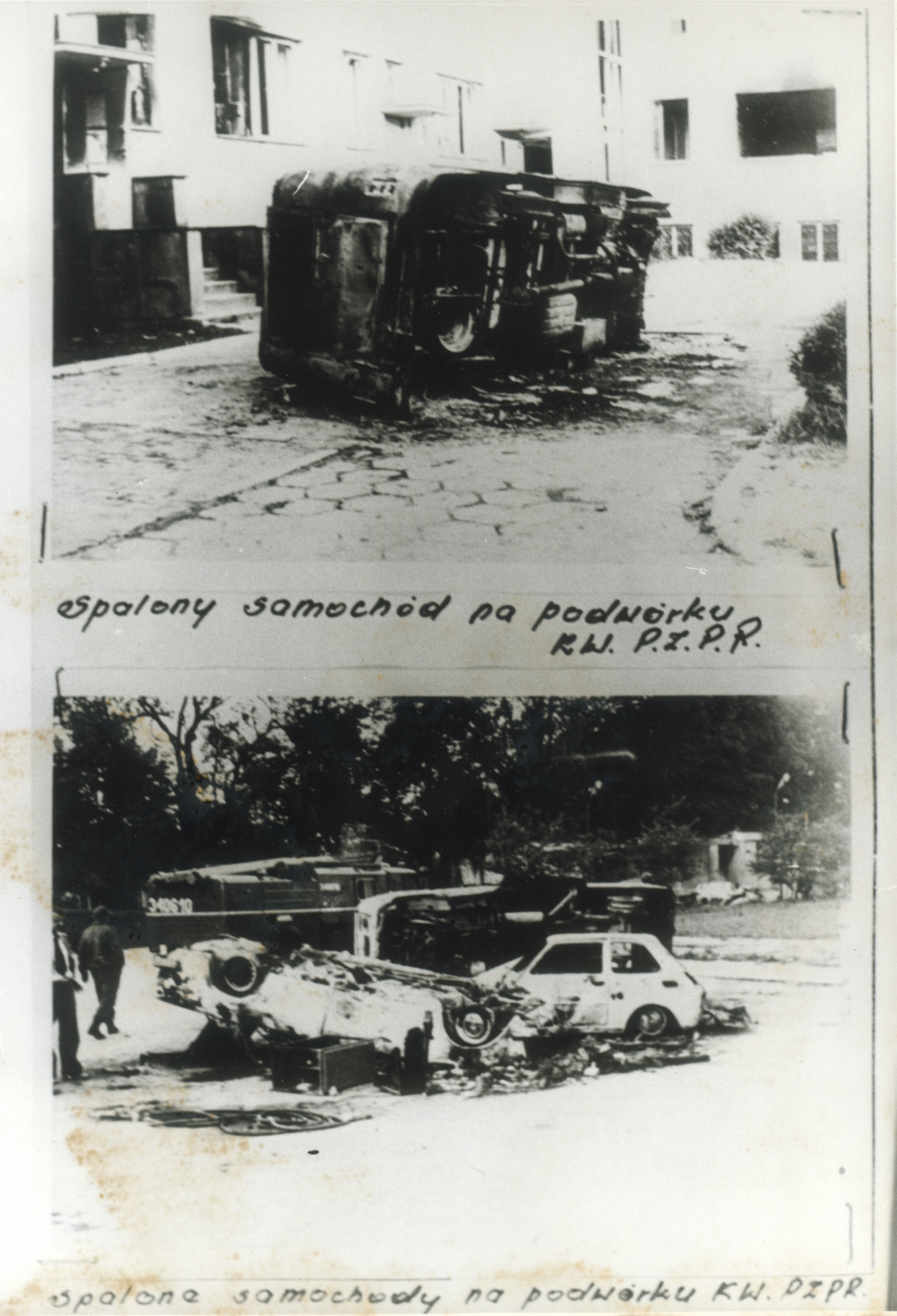
Zniszczenia po walkach ulicznych w czasie protestów robotniczych w Radomiu w 1976 roku

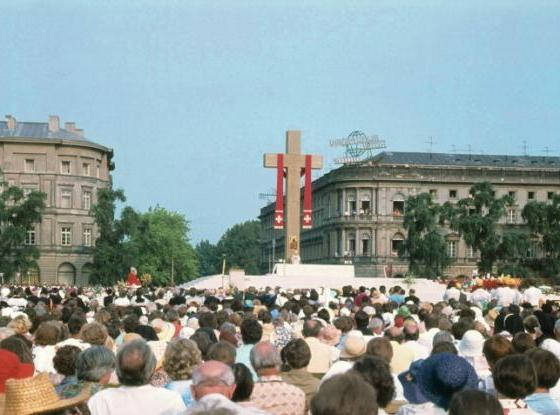
Pielgrzymka Jana Pawła II, msza na pl. Zwycięstwa w Warszawie (1979)

10 lutego 1976 roku Sejm uchwalił zmiany w Konstytucji PRL, które m.in. wprowadzały sojusz z ZSRR i tzw. kierowniczą rolę PZPR jako konstytucyjne zasady ustrojowe państwa. W związku ze sprzeciwem przewodniczącego Komisji Konstytucyjnej prof. Henryka Jabłońskiego do projektu nie wprowadzono przepisów dotyczących ustanowienia funkcji prezydenta PRL, którą miał objąć Edward Gierek. Podczas głosowania nad projektem zmiany Konstytucji od głosu wstrzymał się jedynie poseł katolicki Stanisław Stomma, usunięty następnie ze składu Sejmu. Zmiany zostały skrytykowane przez intelektualistów, a do władz skierowany został tzw. List 59, który krytykował zmiany w konstytucji, powołując się na podpisany przez Polskę w 1975 roku Akt końcowy Konferencji Bezpieczeństwa i Współpracy w Europie.
W czerwcu 1976 po ogłoszeniu przez rząd Piotra Jaroszewicza wprowadzenia drastycznych podwyżek cen urzędowych na niektóre artykuły konsumpcyjne miała miejsce fala strajków i protestów robotniczych (m.in. w Radomiu i Ursusie).
Relatywnie liberalny okres rządów Gierka tolerował po 1976 powstanie i działalność zorganizowanej opozycji na czele której stali w części młodzi działacze wykluczeni z PZPR w 1965 roku i intelektualiści katoliccy skupieni wokół pisma „Znak”. Na początku 1976 roku powstała pierwsza tajna organizacja opozycyjna Polskie Porozumienie Niepodległościowe. Twórcami PPN byli: Wojciech Karpiński, Andrzej Kijowski, Zdzisław Najder, Jan Olszewski, Jan Józef Szczepański. Po czerwcowych strajkach 1976 roku z inicjatywy Antoniego Macierewicza, Piotra Naimskiego, Jana Józefa Lipskiego i Jacka Kuronia powołano we wrześniu 1976 Komitet Obrony Robotników, który stawiał sobie za cel obronę pracowników. KOR został 29 września 1977 przekształcony w Komitet Samoobrony Społecznej „KOR”. W 1977 powstał Ruch Obrony Praw Człowieka i Obywatela.
Po śmierci 7 maja 1977 w niewyjaśnionych okolicznościach studenta Uniwersytetu Jagiellońskiego Stanisława Pyjasa, współpracownika KOR i masowych demonstracjach studentów w Krakowie, w głównych miastach akademickich kraju zaczęły się tworzyć Studenckie Komitety Solidarności. Wśród ich działaczy byli: Liliana Batko, Bogusław Sonik, Bronisław Wildstein, Ewa Kulik, Róża Woźniakowska, Andrzej Mietkowski. Kazimierz Świtoń, Władysław Sulecki i inni powołali 23 lutego 1978 Wolne Związki Zawodowe Górnego Śląska. Członkowie KOR związani z pismem „Robotnik” zainicjowali 29 kwietnia 1978 powołanie Wolnych Związków Zawodowych Wybrzeża. Założycielami WZZ Wybrzeża byli Andrzej Gwiazda, Krzysztof Wyszkowski i Antoni Sokołowski, później dołączyli m.in. Bogdan Borusewicz, Joanna Duda-Gwiazda, Andrzej Kołodziej, Maryla Płońska, Alina Pienkowska, Anna Walentynowicz, Lech Wałęsa, Lech Kaczyński, Bogdan Lis i Tadeusz Szczepański. Opozycyjne pisma i książki wydawała poza zasięgiem komunistycznej cenzury m.in. Niezależna Oficyna Wydawnicza NOWA. Poza cenzurą ukazywały się pisma: Zapis, Głos, Krytyka, Opinia, Spotkania i inne. Opozycjoniści początkowo nękani rewizjami i aresztowaniami w lutym 1977 zostali zwolnieni z więzień, a w lipcu 1977 ogłoszono amnestię. Systematyczne represje Służby Bezpieczeństwa wobec działaczy opozycji trwały jednak z różnym natężeniem do porozumień sierpniowych, kończących falę masowych strajków robotniczych latem 1980 roku (porozumienia przewidywały zwolnienie wszystkich aresztowanych).
W październiku 1978 roku papieżem wybrany został dotychczasowy arcybiskup metropolita krakowski kardynał Karol Wojtyła, jako Jan Paweł II. W czerwcu 1979 roku Jan Paweł II odbył pielgrzymkę do Polski, która zgromadziła publicznie rzesze wiernych. 1 września 1979 powstała pierwsza opozycyjna partia polityczna – Konfederacja Polski Niepodległej, kierowana przez Leszka Moczulskiego, współzałożycielem KPN był m.in. Romuald Szeremietiew.
Również w samej PZPR narastał ferment. Już na plenum KC w grudniu 1978 roku mocno zabrzmiały tony krytyczne wobec polityki ekipy Gierka. W lutym 1980 roku odbył się VIII Zjazd PZPR na którym zwolniono Piotra Jaroszewicza z funkcji członka Biura Politycznego. Jaroszewicz wkrótce ustąpił też ze stanowiska premiera, które objął Edward Babiuch. W 1978 rozpoczął działalność nieformalny klub dyskusyjny Doświadczenie i Przyszłość grupujący zarówno kręgi niezależnej inteligencji, jak i reformistycznie nastawione środowiska partyjne (Stefan Bratkowski, Kazimierz Dziewanowski, Bogdan Gotowski, Jan Górski, Andrzej Krasiński, Jan Malanowski, Klemens Szaniawski, Andrzej Wielowieyski, Andrzej Zakrzewski, Witold Zalewski i inni). Pierwsze i jedyne spotkanie oficjalne odbyło się 14 listopada 1978 pod egidą Towarzystwa Wolnej Wszechnicy Polskiej. Dalszych spotkań zabroniły władze państwowe. W maju 1979 DiP opublikował na podstawie ankiet rozesłanych do około 100 naukowców i dziennikarzy Raport o stanie Rzeczypospolitej i drogach wiodących do jej naprawy. W dokumencie postulowano zmiany sposobu sprawowania władzy, w tym demokratyzację PZPR, większe upodmiotowienie społeczeństwa w relacjach z władzą poprzez wzmocnienie systemu przedstawicielskiego, stworzenie autentycznych związków zawodowych, zagwarantowanie równości wobec prawa, prawa do pracy i opieki społecznej, powszechnego dostępu do kultury, poszanowania praw wierzących. Wskazywano przy tym, że zmiany te mieszczą się w modelu socjalistycznym.

### Strajki 1980 roku i powstanie „Solidarności”

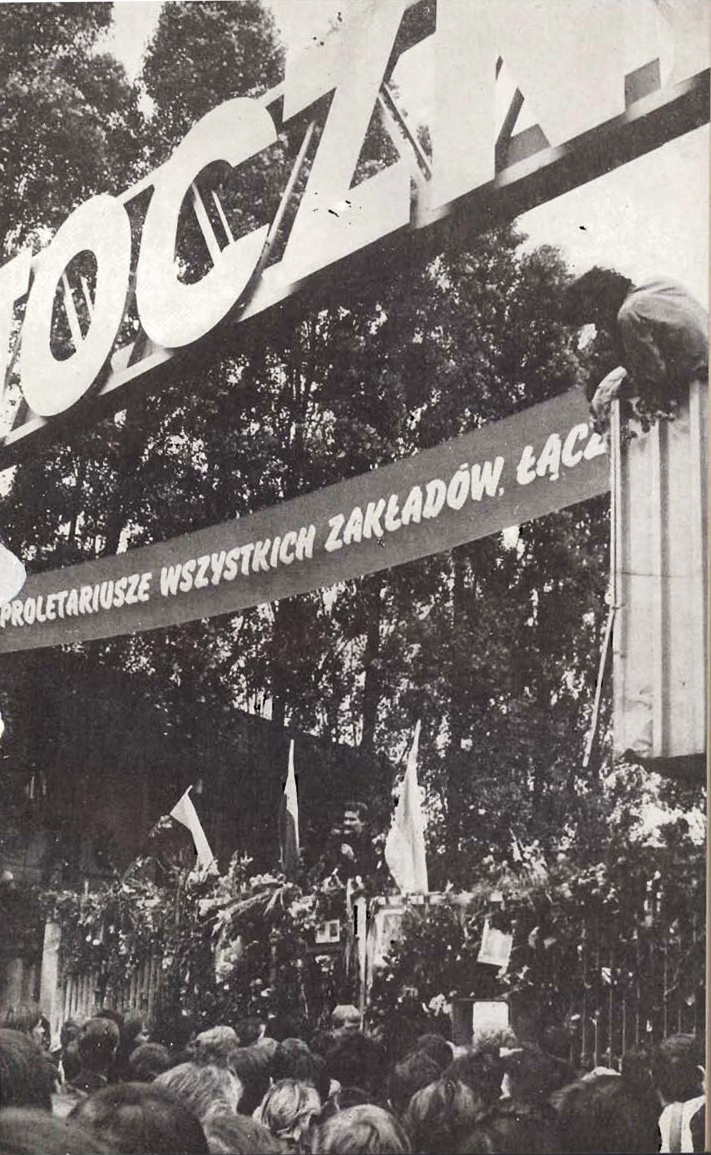
Brama Stoczni Gdańskiej w czasie strajku w sierpniu 1980 roku

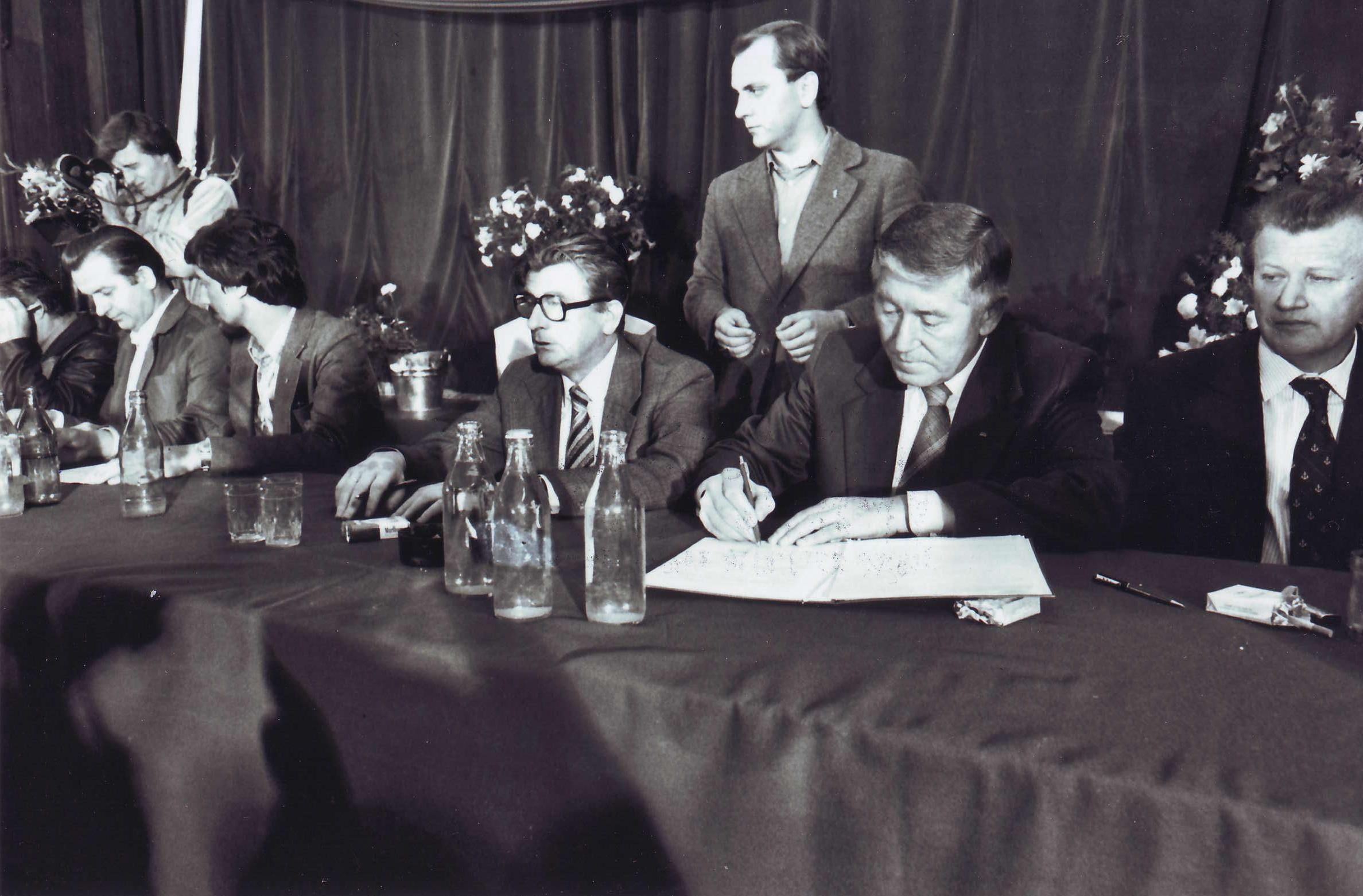
Podpisanie porozumień sierpniowych w Szczecinie, 30 sierpnia 1980

Wraz z narastającym zadłużeniem oraz oderwaniem się cen produktów od kosztów ich wytwarzania co powodowało pustoszenie rynku towarów konsumpcyjnych sytuacja gospodarcza Polski pogarszała się. Nowy rząd pod kierownictwem Edwarda Babiucha rozpoczął politykę oszczędności i dyscyplinowania wydatków budżetowych. 1 lipca 1980 władze ogłosiły podwyżkę cen żywności. 2 lipca 1980 roku Centralny Zarząd Przemysłu Mięsnego rozszerzył tzw. komercyjną (po cenach wyższych niż urzędowe) sprzedaż artykułów mięsnych. Były to bezpośrednie impulsy do wybuchu pokojowo przebiegającego buntu społecznego. Strajki robotnicze wybuchły w lipcu 1980 w Żyrardowie i Lublinie. Rząd przystał na żądania płacowe strajkujących. Sytuacja uspokoiła się, a Edward Gierek udał się na urlop na Krym. W połowie sierpnia strajki wybuchły na Wybrzeżu, obejmując stopniowo cały kraj, łącznie z kopalniami węgla na Górnym Śląsku. Wydarzenia tamtego okresu historii Polski określa się mianem Sierpnia 1980. 14 sierpnia wybuchł strajk w Stoczni Gdańskiej w Gdańsku. Powstał Międzyzakładowy Komitet Strajkowy, który zrzeszał strajkujące zakłady na terenie całej Polski. Żądania strajkujących z początku o charakterze ekonomicznym z czasem dotyczyły również spraw ogólnospołecznych. Najbardziej dalekosiężnym było żądanie wolnych związków zawodowych. Efektem strajków były Porozumienia sierpniowe podpisane w Szczecinie, Gdańsku i Jastrzębiu-Zdroju.

### Próba sił władz i „Solidarności” 1980–1981, kryzys gospodarczy
We wrześniu 1980 roku, na VI Plenum KC PZPR, pod presją wydarzeń zmuszony do ustąpienia został I sekretarz KC Edward Gierek po zawale serca odsunięty od władzy, którego na tym stanowisku zastąpił Stanisław Kania. W partii tworzyły się różne frakcje, które albo przyjmowały twarde stanowisko, licząc na interwencję radziecką dla stłumienia kontrrewolucji lub bardziej umiarkowane, które liczyły na stopniowe „obłaskawienie” i demontaż tworzącej się opozycji społecznej. W pewnej fazie akcji strajkowej robotnicy uzyskali znaczące poparcie ze strony grupy dysydentów głównie związanych z KOR-em. Doradcami Międzyzakładowego Komitetu Strajkowego (MKS) w Gdańsku byli między innymi: Lech Kaczyński, Bronisław Geremek, Tadeusz Mazowiecki, Andrzej Wielowieyski.

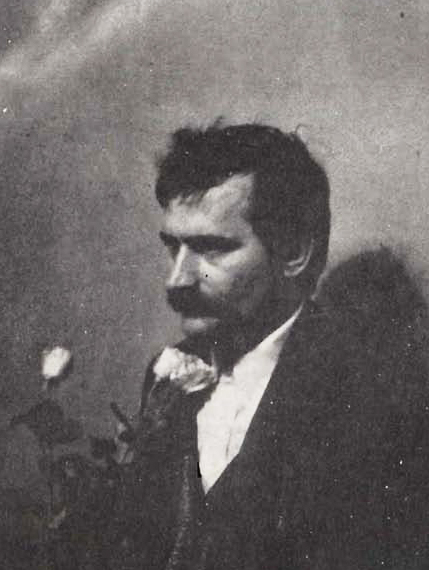
Lech Wałęsa

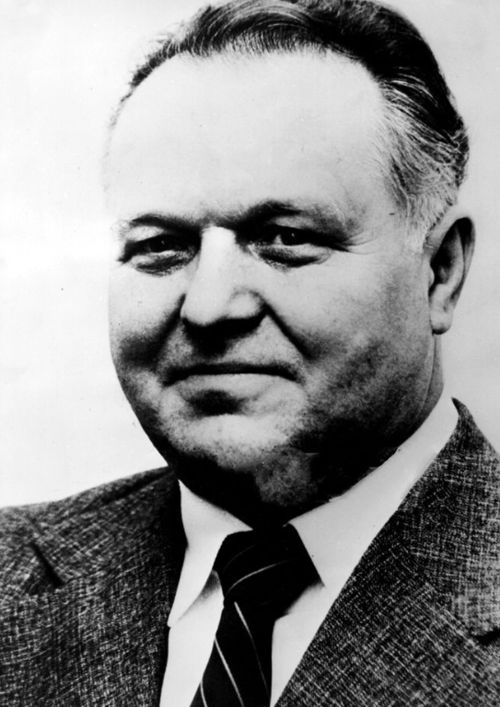
Stanisław Kania

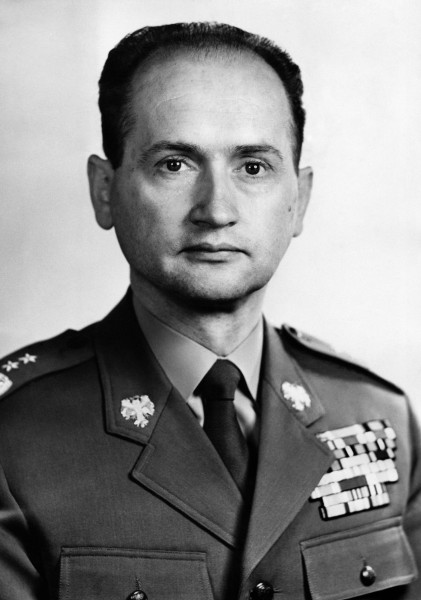
Gen. Wojciech Jaruzelski

Okres od powstania i rejestracji związku zawodowego „Solidarność” do wprowadzenia stanu wojennego był bardzo burzliwy. Był to okres wytężonej aktywności społecznej i politycznej milionowych rzesz Polaków, który zaowocował powstaniem szerokiego, obejmujące różne warstwy środowiska, ruchu społecznego skupionego wokół Solidarności. Było to gremialne przeciwstawienie się systemowi komunistycznemu. W zdecydowanej większości zakładów pracy (oprócz jednostek zmilitaryzowanych) powstawały komórki wolnych związków zawodowych, a prorządowe związki zostały spychane na dalszy plan. Wkrótce powstała „Solidarność Rolnicza”, a także reprezentacja środowisk studenckich – „Niezależne Zrzeszenie Studentów” (NZS).
„Solidarność” działała na zasadzie terytorialnej, a nie jak wszystkie „klasyczne” związki zawodowe na zasadzie branżowej. „Przy takiej organizacji było rzeczą jasną, że specyficzne interesy zawodowe zostaną podporządkowane celowi nadrzędnemu i że celem tym może być tylko stworzenie taranu do walki politycznej (...) Była to rezygnacja z idei trady unionów, to jest z obrony specyficznych interesów grup zawodowych” – stwierdzał historyk Andrzej Walicki.
Władze próbowały przeciwdziałać i hamować rozwój opozycji. Działacze byli aresztowani, nasilała się propaganda skierowana przeciw Solidarności. Po stronie związku też pojawiały się grupy niewahające się przed konfrontacją. W okresie napięcia, bliskiego konfrontacji 10 listopada 1980 doszło do rejestracji NSZZ „Solidarność”. Powstał Tygodnik Solidarność, którego pierwszym redaktorem naczelnym został Tadeusz Mazowiecki. Prawdopodobnie grudzień 1980 był pierwotnym terminem wprowadzenia stanu wojennego w Polsce. Dzięki osobistym naciskom Zbigniewa Brzezińskiego administracja Jimmy’ego Cartera ostrzegła ZSRR, że takie działanie spotka się z natychmiastową ripostą USA. Nieco wcześniej odbyła się druga część Plenum KC, na którym zdecydowano o zwołaniu nadzwyczajnego zjazdu PZPR.
W 1980 roku dochód narodowy spadł o 6% w porównaniu z rokiem poprzednim. Eksport spadł o 4,2%.
11 lutego 1981 generał Wojciech Jaruzelski, minister obrony narodowej, objął także stanowisko premiera. W Sejmie apelował w swoim wystąpieniu o 90 spokojnych dni.
W marcu 1981 gdy w kraju i przy polskich granicach przeprowadzono ćwiczenia wojsk Układu Warszawskiego Sojuz-81, rząd przyjął kurs konfrontacyjny wobec Solidarności. Miała miejsce tzw. prowokacja bydgoska. Siły milicji pobiły trzech działaczy Solidarności (m.in. Jana Rulewskiego). Władze związku zażądały wyjaśnienia przyczyny i przebiegu zajść. W związku narastały radykalne nastroje, żądano od Lecha Wałęsy proklamowania strajku generalnego. Wałęsa na posiedzeniu Krajowej Komisji Porozumiewawczej „Solidarności” przeciwstawił się dominującej w związku tendencji do konfrontacji z władzą i z naruszeniem statutu związku, samodzielnie, zadecydował o jedynie ostrzegawczym charakterze strajku.”. Takie stanowisko wywołało konflikt w łonie kierownictwa „Solidarności”, m.in. z funkcji rzecznika prasowego związku zrezygnował Karol Modzelewski. W wyniku mediacji prymasa Stefana Wyszyńskiego, który odniósł się negatywnie do idei strajku generalnego. „doszło do spotkania Lecha Wałęsy i wicepremiera Rakowskiego. Zawarto porozumienie, które mówiło, że Solidarność odwołała strajk. Na posiedzeniu BP KPZR 2 kwietnia 1981 r., odnosząc się do zawartego kompromisu minister obrony ZSRR Dmitrij Ustinow stwierdził: „Kiedyś sądziliśmy, że tow. Jaruzelski jest niezłomnym działaczem. Okazało się, że w gruncie rzeczy jest słaby”. Jednocześnie Komisja Biura politycznego KPZR zarzuciła w swoim dokumencie Wojciechowi Jaruzelskiemu i Stanisławowi Kani przywiązanie do „idei nacjonalistycznej, która mówiła, że Polak zawsze dogada się z Polakiem. Z tego bierze się nie tylko nieuzasadniona ustępliwość wobec żądań „Solidarności”, ale także paniczny strach przed konfrontacją z nią, strach przed wprowadzeniem wojsk radzieckich”.”.
Od kwietnia do października 1981 ponownie objęto systemem tzw. kartek żywnościowych wiele istotnych towarów np. mięso, masło, tłuszcze, mąka, ryż, mleko dla niemowląt itd. Całkowicie załamał się skup produktów rolnych. Przestały oddziaływać na producentów podwyżki cen skupu, gdyż rolnicy stracili zaufanie do pieniądza, za który zresztą nie mogli nabyć innych towarów których brakowało na rynku. W tej sytuacji rząd zmuszony był do wprowadzenia tzw. sprzedaży wiązanej (za maszyny trzeba było płacić zbożem) co było cofnięciem się do formy gospodarki wymiennej. Jednocześnie „Solidarność” wzywała rolników do wstrzymywania się ze sprzedażą państwu produktów rolnych.
W marcu 1981 rząd gen. Jaruzelskiego przestał spłacać kapitał i odsetki od kredytów zaciągniętych w ok. 360 bankach w państwach Europy Zachodniej należących do Klubu Paryskiego. Łączna wysokość należności z tego tytułu wynosiła ok. 3 mld dolarów. We wrześniu delegacji rządowej udało się osiągnąć z wierzycielami porozumienie, które przewidywało odroczenie 95% płatności do końca 1988 roku. Łączne zadłużenie zagraniczne PRL w tym okresie wynosiło 25,5 miliarda USD oraz 3,1 miliarda rubli transferowych (ok. 2,5 miliarda USD).
W związku z niedoborami podstawowych produktów spożywczych i lekarstw Polonia, liczne organizacje charytatywne oraz organizacje rządowe z Europy Zachodniej organizowały pomoc dla Polski, przekazywaną zarówno kanałami rządowymi (Ministerstwo Zdrowia), jak i społecznymi (Caritas, parafie, „Solidarność”).
W kwietniu Jaruzelski i Kania udali się z wizytą do Moskwy. 7 kwietnia w kraju zakończyły się manewry „Sojuz ’81”, ale radziecka obecność wojskowa w Polsce była poważnym zagrożeniem stłumienia siłą ruchu solidarnościowego. 12 maja 1981 zarejestrowano Niezależny Związek Zawodowy Rolników Indywidualnych Solidarność. Była to organizacja reprezentująca interesy rolników indywidualnych. Wywalczyli oni konstytucyjne zagwarantowanie prawa do indywidualnej własności ziemi.
IX Nadzwyczajny Zjazd PZPR w lipcu 1981 potwierdził impas polityczny rządzącej partii i jej niezdolność do zasadniczych reform społeczno-gospodarczych – oczekiwanej przez „Solidarność” demokratyzacji ustroju politycznego i racjonalizacji zasad centralnie sterowanej gospodarki nakazowo-rozdzielczej.
10 września 1981 roku władze radzieckie przekazały polskiej stronie rządowej informację, że w związku z sytuacją w Polsce w 1982 roku ZSRR dostarczy do Polski mniej o 64% ropy naftowej i o 47% gazu. Oleju napędowego Polska miała nie uzyskać wcale.
W październiku 1981 I sekretarzem KC PZPR po dymisji wybranego w lipcu Stanisława Kani został Wojciech Jaruzelski.
Z czasem zaostrzała się retoryka działaczy solidarnościowych. Jan Lityński stwierdzał, że o ile „do lipca, sierpnia była jeszcze jakaś możliwość dogadania się z rządem” to potem było już wiadome, że „władza się nie zmieni, że trzeba zmienić władzę”. 3 grudnia 1981 roku na spotkaniu Komisji Koordynacyjnej z przewodniczącymi regionów „Solidarności” Lech Wałęsa stwierdził:
Dzisiaj konfrontacja jest nieunikniona i ona będzie. Tylko problem, chciałem do tej konfrontacji dojść naturalnie, wtedy, kiedy prawie wszystkie grupy społeczne będą z nami. Jednak w moich opiniach, obliczeniach pomyliłem się bo myślałem, że jeszcze wytrwamy, wtedy obalimy i te sejmy i te rady itd. (...) Okazuje się, że chyba dalej tą taktyką nie pojedziemy. (...) zmiana systemu nie może się obejść bez targania po szczękach, no nie ma mowy, tylko trzeba ją wygrać.
W 1981 roku dochód narodowy zmniejszył się o 12% rok do roku.

### Stan wojenny, rządy Wojciecha Jaruzelskiego

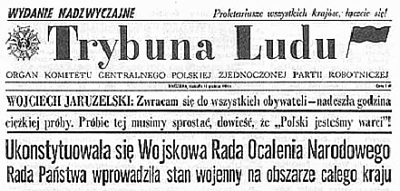
Strona tytułowa „Trybuny Ludu” 14 grudnia 1981

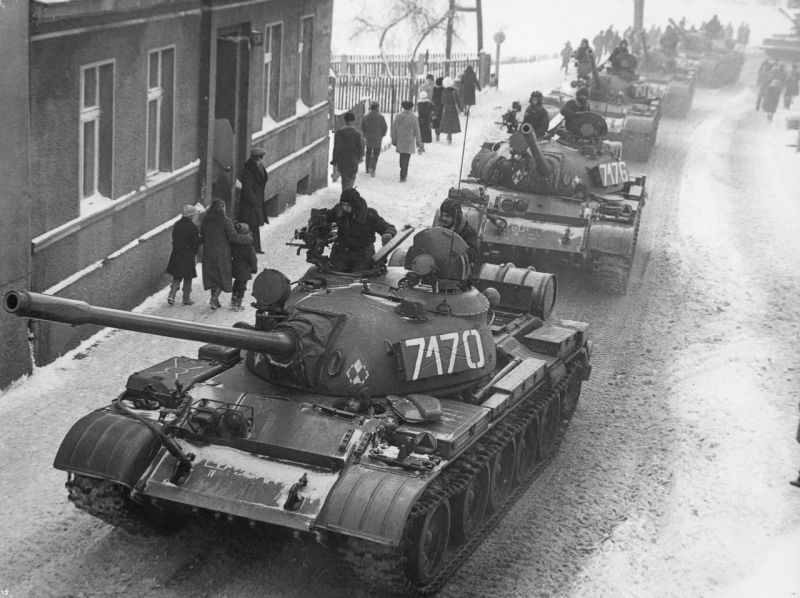
Czołgi T-55 na ulicach w czasie stanu wojennego

13 grudnia 1981 Rada Państwa nielegalnie (nawet w rozumieniu prawa PRL, gdyż nie mogła podejmować decyzji w trakcie sesji Sejmu) wprowadziła stan wojenny na obszarze całego kraju. Ukonstytuowała się Wojskowa Rada Ocalenia Narodowego, której przewodniczącym został gen. Wojciech Jaruzelski.
Wprowadzenie stanu wojennego nie spotkało się z masowym sprzeciwem społecznym. Opór członków zawieszonego związku był słaby.
W 2006 Instytut Pamięci Narodowej oszacował liczbę ofiar śmiertelnych stanu wojennego (w okresie od 13 grudnia 1981 do 22 lipca 1983), które poniosły śmierć (głównie śmiertelne postrzały i pobicia) podczas strajków i manifestacji na 56 osób.
31 sierpnia doszło w całym kraju do licznych demonstracji organizowanych przez „Solidarność”. Jednak mimo ostrości protestów pokazały one, że wpływy „Solidarności” słabną.
W grudniu 1982 stan wojenny został zawieszony. Do tej decyzji przyczyniła się mała skala protestów społecznych zapowiadanych przez podziemna „Solidarność” na 10 listopada 1982 roku. 14 listopada 1982 roku zwolniono z internowania Lecha Wałęsę.
22 lipca 1983 Rada Państwa ogłosiła zniesienie stanu wojennego.
Jednym z najbardziej znanych zabójstw na tle politycznym było dokonane w 1984 przez funkcjonariuszy Służby Bezpieczeństwa morderstwo ks. Jerzego Popiełuszki.

#### Gospodarka w latach 80.
W 1982 roku miało miejsce dalsze zmniejszenie dochodu narodowego (o 5,5%), ale już w trzecim kwartale produkcja zaczęła odbijać (o 2%), a w czwartym wzrosła o 7%. Był to okres hamowania spadku i rozpoczęcia wzrostu.
W latach 1982–1988 dochód narodowy zwiększył się o 22,6% w stosunku do roku 1981. Działo się to w warunkach gwałtownego zmniejszenia importu z państw zachodnich (o ponad 30%) związanego z polityką sankcji i restrykcji wprowadzonych przez Zachód po wprowadzeniu stanu wojennego. Z tego powodu nastąpiło również drastyczne pogorszenie zaopatrzenia gospodarki w surowce, półfabrykaty i towary konsumpcyjne. Żeby ochronić gospodarkę przed załamaniem oraz spłacać bieżące należności związane z zadłużeniem niezbędne było zwiększenie eksportu w celu pozyskania dewiz. W latach 1982–1988 eksport wzrósł o 56%, a import o 27%.
Rosły w tym okresie ceny i płace. Wzrost płac starano się kształtować tak by nie doszło do ogołocenia rynku. Jeszcze w 1982 roku realna wielkość wynagrodzeń spadła o 25%. Natomiast w latach 1983–1988 wzrost płac realnych wyniósł 20%, a w samym 1989 r. wyniósł 9%.
Po załamaniu się inwestycji w latach 1979–1982 od następnego roku inwestycje zaczęły rosnąć by w latach 1982–1988 łącznie wzrosnąć o 34%. Prezes Rady Ministrów PRL generał Wojciech Jaruzelski ogłosił w 1982 roku w Sejmie decyzję o budowie Metra Warszawskiego, które rozpoczęto budować w następnym roku. Była to inwestycja o znaczeniu cywilnym oraz wojskowym; stacje zaprojektowano w taki sposób, aby spełniały normy schronów przeciwatomowych.
W 1982 roku rozpoczęto budowę Elektrowni Jądrowej Żarnowiec, którą przerwano po siedmiu latach.
Wskaźniki wzrostu dochodu narodowego kształtowały się w następujący sposób: 1980 – 94%, 1981 – 88%, 1982 – 94,5%, 1983 – 106%, 1984 105,6%, 1986 – 104,9%, 1987 – 101,9%, 1988 – 104,9%.
Od 1986 roku zaczęła następować decentralizacja systemu bankowego. Od 1 maja 1988 roku rozpoczęło się wydzielanie z NBP dziewięciu banków komercyjnych.
Lata 80. były najlepszym w czasach PRL okresem dla prywatnej działalności gospodarczej. 16 września 1982 roku dokonano nowelizacji ustawy o wykonywaniu i organizacji rzemiosła wprowadzając zasadę równości zakładów rzemieślniczych z publicznymi podmiotami gospodarczymi i uznając trwałość gospodarki prywatnej co było odejściem od ustrojowych kanonów ideologicznych. W pierwszych trzech kwartałach 1982 roku przybyło prawie 20 tys. zakładów rzemieślniczych. W latach 1981–1985 powstało 145 tys. zakładów rzemieślniczych, a zatrudnienie w tym sektorze wzrosło o ponad pół miliona pracowników. Było to więcej niż w całym okresie 1956 – 1980.
W tych latach nastąpił gwałtowny wzrost tzw. firm polonijnych. W latach 1981–1988 przybyło ich 583 (do 700 przedsiębiorstw), a zatrudnienie w nich wzrosło z 3478 osób do 81 800.

#### Stosunki Państwo – Kościół w latach 1980–1989
Pierwszym gestem politycznym w stronę Episkopatu Polski była milcząca zgoda władz państwowych na mianowanie przez Jana Pawła II metropolitą krakowskim – z pominięciem procedury – Franciszka Macharskiego, a ordynariuszem warmińskim Józefa Glempa. Kolejnym krokiem w 1980 była zgoda na rezygnację z powoływania do służby wojskowej studentów seminariów.
26 sierpnia 1980 roku prymas Polski Stefan Wyszyński wygłosił homilię w której wyłożył stanowisko Kościoła w stosunku do rodzącej się „Solidarności”, wzywając do umiarkowania: „Żądania mogą być słuszne i na ogół są słuszne, ale nigdy nie jest tak, aby mogły być spełnione od razu, dziś. Ich wykonanie musi być rozłożone na raty.” Tego samego dnia ukazał się komunikat Rady Głównej Episkopatu Polski w którym czytamy: „Osiągnięte porozumienia poparte odpowiednimi gwarancjami, powinny zakończyć strajki, aby normalne funkcjonowanie gospodarki narodowej i życia społecznego w pokoju stało się możliwe.”.
Po strajkach w sierpniu 1980 roku wprowadzono w Polskim Radiu transmisje mszy świętej. Władze dopuściły również do kolportażu w Polsce watykańskiego „Osservatore Romano”. Zasady planowania i realizacji budowy kościołów przeszły z właściwości władz centralnych do władz terenowych. Na terenach zakładów pracy robotnicy urządzali kapliczki, powszechnym stał się zwyczaj święcenia sztandarów związkowych „Solidarności”, księża organizowali msze święte dla strajkujących robotników. W grudniu 1980 roku przewodniczący Rady Państwa Henryk Jabłoński wziął udział w mszy świętej z okazji odsłonięcia w Gdańsku pomnika ku czci poległych w toku wydarzeń z grudnia 1970 roku.
W lutym 1981 roku I sekretarz KC PZPR Stanisław Kania tak relacjonował stanowisko Prymasa odnośnie do sytuacji w Polsce: „Wyszyński uważa, że w Polsce musi być silna władza, że Polska jest związana z blokiem socjalistycznym, że musi być partia, która winna się sama regenerować. Jeśli zaś partia miałaby się rozsypać, to wówczas musiałaby powstać nowa partia. On, Prymas Polski, opowiada się za obecną partią, ale zmienioną. Partia gwarantuje władzę i spokój”.
Swoje mitygujące radykałów stanowisko powtórzył Prymas podczas tzw. kryzysu bydgoskiego, gdy delegacja „Solidarności” przybyła do Prymasa na kilka dni przed proklamowaniem strajku generalnego w kraju. Mówił: „(...) najpilniejsza sprawa jest ta, abyście panowie, chcąc wiele, nie stracili tego co macie dziś. (...) To nie jest oczywiście największa cnota: męstwo. Największą cnotą jest miłość, a także roztropność i rozwaga. (...) Wstrzymujemy się od środków tak kosztownych, jakim może być strajk generalny, który tak łatwo jest zacząć, ale skończyć bardzo trudno.”
Na jesieni 1981 roku przebywający w Rzymie prymas Glemp bez konsultacji z władzami PRL zaprosił papieża Jana Pawła II do złożenia wizyty w Polsce, a władze państwowe na wizytę papieża wyraziły zgodę.
W listopadzie 1981 roku władze państwowe zaproponowały powołanie Rady Porozumienia Narodowego w skład której wejść mieli reprezentanci władz, „Solidarności” i Kościoła katolickiego. Propozycja została odrzucona przez „Solidarność”.
13 grudnia 1981 roku po północy na polecenie gen. Wojciecha Jaruzelskiego o wprowadzeniu stanu wojennego członek Biura Politycznego PZPR i współprzewodniczący ze strony rządowej Komisji Wspólnej Rządu i Episkopatu Kazimierz Barcikowski poinformował prymasa Polski Józefa Glempa w toku bezpośredniej rozmowy w rezydencji prymasa na ul. Miodowej. Jeszcze tego samego dnia prymas Glemp wygłosił w Częstochowie kazanie do młodzieży w którym zaapelował o zachowanie spokoju. Wezwał młodzież do zachowania życia w imię działań dla dobra ojczyzny. Wieczorem podczas kolejnego kazania w Warszawie apelował o realizm i zaniechanie myśli o walce bratobójczej.

Pozostaje wszakże sprawa najważniejsza: ratowanie życia i obrona przed rozlewem krwi (...) To nic, że ktoś może Kościół oskarżać o tchórzostwo, o rozładowywanie radykalnych nastrojów. (...) Dlatego sam będę wzywał o rozsądek, nawet za cenę narażenia się na zniewagi, i będę prosił, nawet gdybym miał iść boso i na kolanach błagać: nie podejmujcie walki Polak przeciwko Polakowi!

Jednocześnie 15 grudnia Rada Główna Episkopatu Polski przyjęła komunikat oceniający negatywnie wprowadzenie stanu wojennego. Jednak po interwencji kierownika UdsW Jerzego Kuberskiego u prymasa Józefa Glempa mającej miejsce w nocy z 16 na 17 grudnia wstrzymano publikację komunikatu.

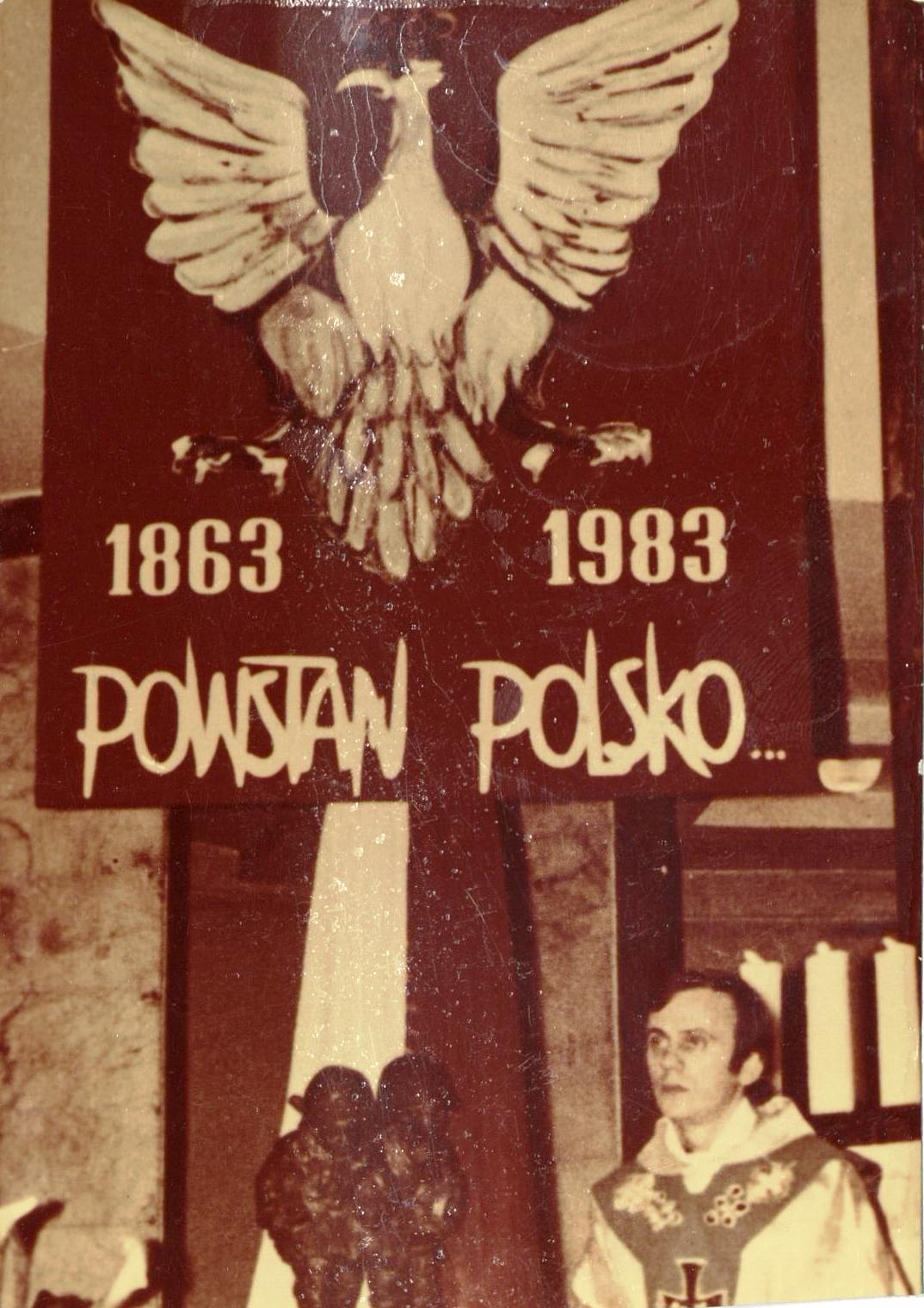
Kapelan NSZZ „Solidarność” ks. Jerzy Popiełuszko, w czasie jednej z mszy za Ojczyznę w 1983 roku

W trakcie stanu wojennego w kręgach zarówno władzy, jak i Kościoła rozważano pomysł przeniesienia Lecha Wałęsy z rządowego ośrodka internowania do miejsca odosobnienia znajdującego pod opieką Kościoła. Pomysł zarzucono, ale przedstawiciele Kościoła otrzymali zgodę na stały kontakt z Wałęsą. Na wniosek Kościoła władze zdecydowały się na zwolnienie z internowania m.in. matek wychowujących dzieci i osób z kłopotami zdrowotnymi.

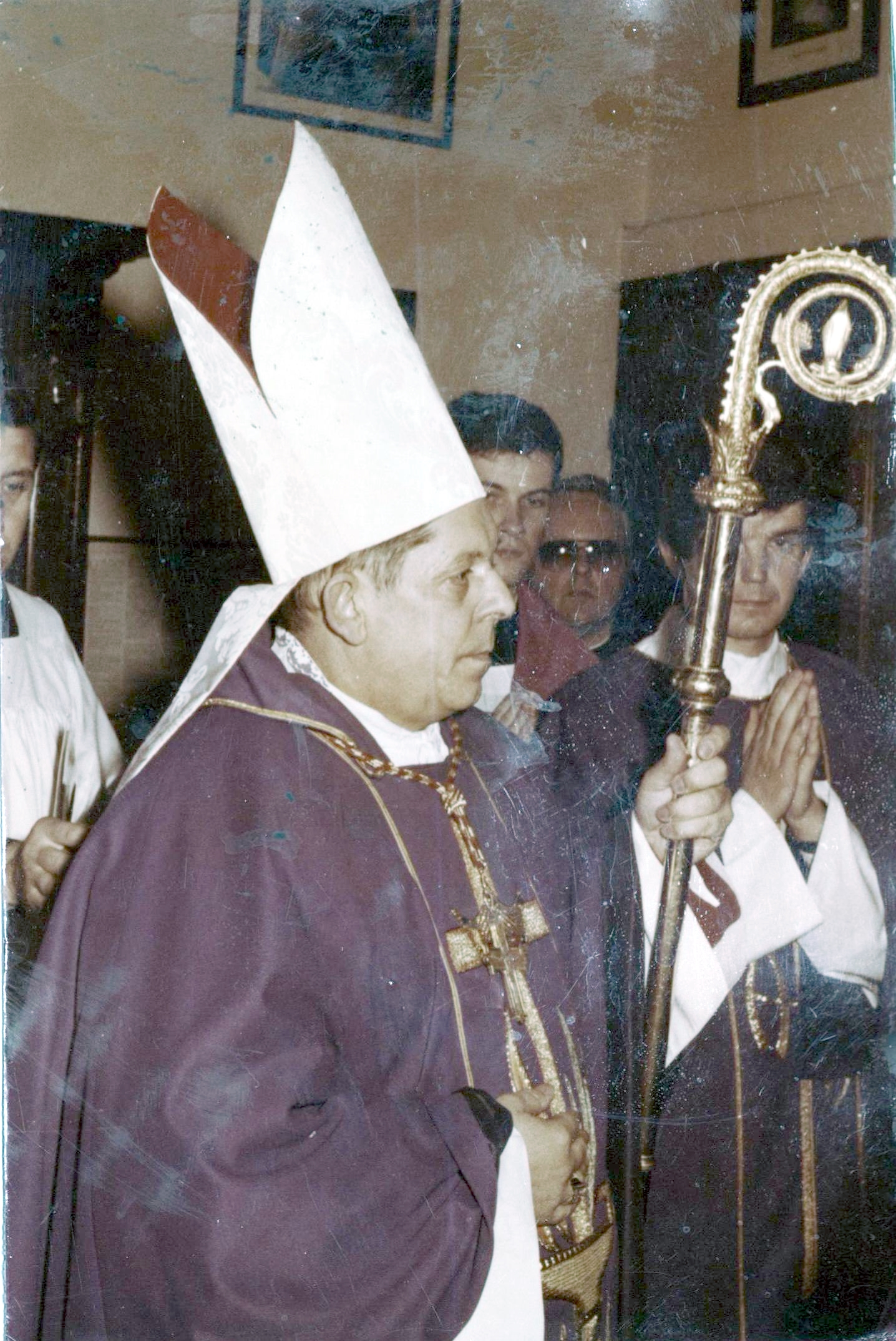
Kardynał Józef Glemp podczas pogrzebu księdza Jerzego Popiełuszki (1984)

Jeszcze w stanie wojennym Kościół uzyskał zgodę na powołanie sieci instytucji dobroczynnych zastępujących „Caritas”, która to organizacja znajdowała się poza kontrolą władz Kościoła (władze państwowe nie zgodziły się na zwrot nazwy „Caritas” Kościołowi). Napływające z Zachodu dary na rzecz Kościoła zostały zwolnione z opłat celnych i były przekazywane zarówno internowanym, którym zapewniono opiekę religijną, jak i były rozdawane wiernym w kościołach w całym kraju.
W marcu 1982 roku władze kościelne poinformowały stronę państwową, iż życzyłyby sobie aby wizyta Papieża w ojczyźnie odbyła się w sierpniu 1982 roku w związku z przypadającą wtedy 600 rocznicą obecności obrazu Madonny na Jasnej Górze. Władze państwowe uznały, że wizyta w tym terminie w związku z napięciami w kraju jest nie wskazana i zapowiedziały, że wizyta może dojść do wniosku w roku następnym. Kościół zaproponował zatem by wizyta miała miejsce w maju aby Papież mógł wziąć udział w uroczystościach ku czci św. Stanisława, co spotkało się z odmową strony państwowej argumentującej, że św. Stanisław reprezentuje symbolicznie walkę między władzą kościelną a świecką. W sierpniu 1982 roku władze kościelne zażądały również od władz państwowych zgody na działanie kościelnej fundacji, która z pieniędzy pozyskanych na Zachodzie miała pomagać indywidualnemu rolnictwu w Polsce.
Reakcją prymasa Glempa na rozwiązanie „Solidarności” przez władze w październiku 1982 roku było demonstracyjne odwołanie wizyty w Rzymie na uroczystościach beatyfikacji Maksymiliana Kolbego. Z tego samego powodu Jan Paweł II odmówił przyjęcia delegacji władz PRL reprezentującej kraj na tych uroczystościach.

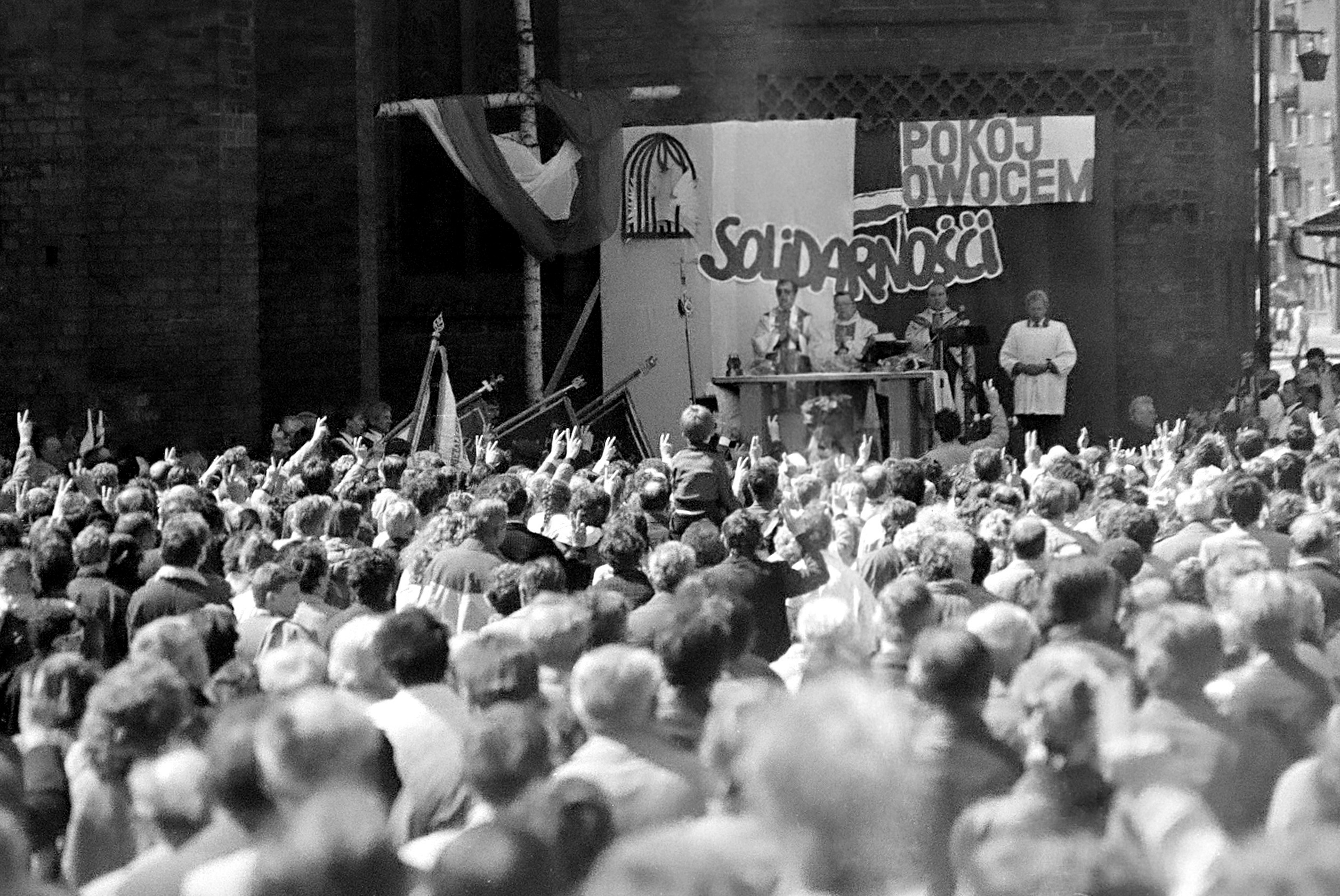
Msza za Ojczyznę u schyłku PRL-u. Podczas śpiewania pieśni „Boże, Coś Polskę” unoszono ręce w geście zwycięstwa

Po spotkaniu z gen. Jaruzelskim 7 listopada 1982 roku prymas Polski Józef Glemp tak mówił o sytuacji politycznej: „Kraj musi wzrastać przez spokój. Błędów władzy nie można naprawiać walką. Nadal uważam za wielki błąd władzy, że nie oddzieliła szlachetnej części „Solidarności” od radykalnego podziemia. Zlikwidowanie „Solidarności” powiększyło szeregi podziemia, a więc przejścia na ideę walki. Ideologia podziemia, inspirowana przez świeckie, o ile nie antykościelne środowiska Zachodu, pragnie kościół instrumentalizować. Mamy więc zjawisko wielkiej ewolucji „Solidarności”. Staje się grupą polityczną i podejmuje walkę z władzą i o władzę, stąd też sprawy związkowe schodzą na plan dalszy. Mamy także bardzo przykre świadectwa o Lechu Wałęsie. Są na pewno autentyczne, choć zdobycie tych wiadomości nie może być etyczne. Obawiam się nagłego rozczarowania społeczeństwa: partia zdradziła klasę robotniczą i „Solidarność” zdradziła ją także. W ogłoszonym po spotkaniu komunikacie stwierdzono: „Premier i Prymas dokonali przeglądu aktualnej sytuacji w kraju i wyrazili wspólną troskę o zachowanie i umocnienie spokoju i ładu społecznego oraz sumiennej pracy”.
W czerwcu 1983 roku, w okresie zawieszenia stanu wojennego miała miejsce pielgrzymka Jana Pawła II do Polski w trakcie której doszło do spotkań papieża zarówno z gen. Wojciechem Jaruzelskim, jak i prywatnie z Lechem Wałęsą.
19 października 1983 r. gen. Kiszczak spotkał się z arcybiskupem Dąbrowskim przekonując: „Jesteśmy gotowi rozmawiać z Kościołem. Macie przecież także rozsądnych ludzi, takich jak Siła – Nowicki, Olszewski, Wielowiejski, Chrzanowski, gdyby Ci chcieli się zaangażować.”.
W 1984 roku miał miejsce konflikt w szkole w Miętnem gdzie uczniowie zażądali wywieszenia krzyży w klasach. W tym też roku księża wstrzymali się od wzięcia udziału w wyborach do rad narodowych do których bojkotu wzywała podziemna „Solidarność”. W październiku 1984 roku oficerowie Służby Bezpieczeństwa zamordowali księdza Jerzego Popiełuszkę. W jego pogrzebie z ramienia rządu brał udział przewodniczący PAX Zenon Komender.
W maju 1986 roku doszło do spotkania Prymasa Glempa z członkiem BP PZPR Hieronimem Kubiakiem. Glemp zachęcając do kompromisu stwierdzał „Rozumiem, że nie można rozmawiać z Wałęsą, ale są przecież inni ludzie, bardzo różni i podzieleni. Brak rozmów i zbyt globalny stosunek do „Solidarności” ułatwia działanie skrajnej opozycji, bo wszyscy traktowani są tak samo”. Z powodu nie opowiadania się po żadnej ze stron kler katolicki stał się przedmiotem ataków zarówno ze strony rządowej, jak i zwolenników NSZZ Solidarność.
W czerwcu 1987 roku miała miejsce trzecia pielgrzymka Jana Pawła II do Polski. W trakcie tej pielgrzymki Papież dwukrotnie spotkał się z gen. Jaruzelskim z tym, że drugie spotkanie tuż przed wylotem na lotnisku w Warszawie odbyło się z inicjatywy strony kościelnej. Po wizycie Papieża przyspieszono prace nad normalizacją stosunków państwo – Kościół. Odmrożono pochodzący z 1983 roku projekt ustawy o wzajemnych relacjach opracowany przez Komisje Wspólną Rządu i Episkopatu. Stopniowo znoszono obostrzenia dotyczące posługi religijnej dla poszczególnych środowisk. Dotyczyło to m.in. duszpasterstwa więźniów i chorych w szpitalach. Zostały zliberalizowane przepisy dotyczące praktyk religijnych młodzieży na zorganizowanych koloniach i wakacjach, które przez długie lata były przyczyną konfliktów. Zostały na nowo uregulowane kwestie służby kapelanów wojskowych i dostępności praktyk religijnych dla żołnierzy. W roku 1988 objęto duchownych powszechnym systemem ubezpieczenia społecznego. Wyrażono zgodę na przyznanie praw kościelnych Państwowej Akademii Teologii Katolickiej.
W 1987 roku gen. Jaruzelski składając oficjalną wizytę w Rzymie został przyjęty na audiencji przez Jana Pawła II.
W 1989 roku PRL nawiązała pełne stosunki dyplomatyczne z Watykanem. W tym też roku w maju została uchwalona ustawa o stosunkach państwa z kościołem katolickim kończąc proces oficjalnego kompleksowego unormowania wzajemnych relacji.

#### Zmiany w systemie
Jeszcze przed zniesieniem stanu wojennego Front Jedności Narodu został zastąpiony przez struktury Patriotycznego Ruchu Odrodzenia Narodowego (PRON).
W 1982 roku kompania reprezentacyjna Wojska Polskiego otrzymała rogatywki według wzoru z 1935 roku.
Od 1982 wprowadzano nieskutecznie reformę gospodarczą.
21 lipca 1983 roku wprowadzono amnestię „w celu stworzenia warunków umożliwiających obywatelom, którzy z powodów politycznych albo nieumyślnie dopuścili się naruszeń porządku prawnego, włączenie się do czynnego udziału w życiu kraju”. Z amnestii skorzystało 1898 osób.
W 1983 powstały nowe związki zawodowe, w listopadzie 1984 powołano Ogólnopolskie Porozumienie Związków Zawodowych, którego szeregi szybko osiągnęły niemal 5 milionów członków. W tym czasie podziemna opozycja liczyła nie więcej niż 24 tys. aktywistów i sympatyków.
Dokonywano też zmian systemu politycznego funkcjonowania państwa, m.in. w 1982 powołano Trybunał Stanu, w 1985 – Trybunał Konstytucyjny, w 1987 utworzono urząd Rzecznika Praw Obywatelskich.
25 sierpnia 1983 roku wicepremier Mieczysław Rakowski spotkał się ze stoczniowcami ze Stoczni Gdańskiej. Był wśród nich Lech Wałęsa.
W połowie lat 80. coraz powszechniejsza stawała się świadomość błędności kierunku obranego przez konspiracyjne struktury „Solidarności” – strategia walki z państwem wraz z koncepcją strajku generalnego wyraźnie zbankrutowała. Społeczeństwo, w większości będąc związane z „Solidarnością”, jednocześnie nie widziało możliwości obalenia ustroju drogą demonstracji ulicznych i strajków. Podziemie nie bacząc na coraz słabszy odzew na apele o wychodzenie na ulicę coraz bardziej osłabiało w ten sposób zasięg własnego oddziaływania i znalazło się na krawędzi samounicestwienia. Koncepcja walki z państwem zbankrutowała, ponieważ komuniści byli zbyt silnym przeciwnikiem. Jako pierwszy zdał sobie sprawę z krachu tej koncepcji Adam Michnik w 1985 roku stawiając pytanie czy w Polsce jest możliwe osiągnięcie kompromisu sił postulujących reformy ze skłonnymi do ugody odłamami klasy rządzącej. Odpowiedź na to pytanie była pozytywna: „Dopuszczamy mianowicie możliwość zaistnienia sytuacji w której komuniści przystaną na (...) postulat autentycznych choćby w części wyborów do rad narodowych i Sejmu. (...) Wyjściem mogłoby być rozwiązanie umożliwiające społeczeństwu autentyczny wybór Sejmu, choćby 30% spośród deputowanych.”. W drugiej połowie lat 80. opozycja solidarnościowa została prawie całkowicie zmarginalizowana.
17 lipca 1986 roku władze ogłosiły amnestię dla więźniów politycznych (115 osób). Zwolniono 41 skazanych, 74 tymczasowo aresztowanych, wobec 100 osób umorzono postępowanie.
10 października 1986 roku Lech Wałęsa zaapelował do władz USA o zniesienie sankcji gospodarczych nałożonych na Polskę po wprowadzeniu stanu wojennego.
Po amnestii we wrześniu 1986 r. ekipa gen. Jaruzelskiego rozpoczyna formułowanie koncepcji generalnej reformy państwa, w której jest miejsce na pluralizm społeczny, ograniczony pluralizm polityczny, na rynkową reformę gospodarki i uczynienie z sektora prywatnego istotnego jej elementu.
18 października 1986 roku Kazimierz Barcikowski i Stanisław Ciosek spotkali się z przedstawicielami środowisk katolickich Andrzejem Święcickim, Jerzym Turowiczem i Andrzejem Wielowieyskim. Tematem rozmowy była m.in. propozycja władz by Lech Wałęsa wszedł do Rady Konsultacyjnej przy Przewodniczącym Rady Państwa gen. Jaruzelskim. Inicjatywa nie odniosła sukcesu.
6 grudnia 1986 roku odbyło się pierwsze posiedzenie Rady Konsultacyjnej przy Przewodniczącym Rady Państwa gen. Jaruzelskim. W skład Rady wchodzili przedstawiciele frakcji „liberalnej” we władzach (m.in. Władysław Baka, Stanisław Kwiatkowski, Zdzisław Sadowski), katolików świeckich (m.in. Julian Auleytner, Andrzej Święcicki, Krzysztof Skubiszewski, Władysław Siła-Nowicki, Janusz Zabłocki), a także ludzie kultury (m.in. Kazimierz Dejmek, Aleksander Gieysztor, Wiesław Myśliwski, Jan Szczepański, Jerzy Trela).
Już w 1986 roku władze brały pod uwagę możliwość budowy koncesjonowanej opozycji opartej na środowiskach katolików świeckich przy wykorzystaniu hierarchii kościelnej jako gwaranta „niekonfrontacyjności” tego procesu.
W 1987 roku władze zezwoliły na oficjalne wydawanie w nakładzie 25 tys. egzemplarzy dotychczas wydawanego w podziemiu liberalnego pisma „Res Publica” z redaktorem Marcinem Królem na czele. Nastąpiło osłabienie cenzury prasowej.
W 1987 roku oficjalne warty wojskowe pojawiły się na Cmentarzu Powązkowskim przed grobami poległych w 1920 roku i pomordowanych w Katyniu.
Gospodarka kraju znajdowała się w latach osiemdziesiątych w pełnej stagnacji, a państwo stanęło na krawędzi niemożności wywiązywania się z zadłużenia zagranicznego.

### Okrągły stół, wybory kontraktowe i koniec PRL

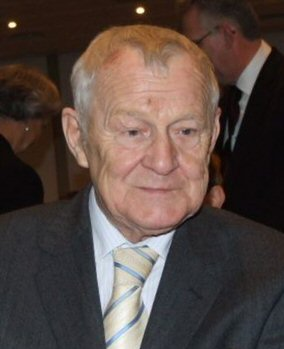
Mieczysław Rakowski

#### Droga do Okrągłego Stołu
Pod koniec kwietnia 1988 r. ponownie wybuchają strajki w niektórych zakładach pracy. Powodują one, że „Solidarność” powraca na polityczną scenę, ale jednocześnie pokazują ze względu na niewielki zasięg, że poparcie dla „Solidarności” jest niewielkie. 3 maja doradca „Solidarności” Andrzej Wielowieyski spotyka się z sekretarzami KC Stanisławem Cioskiem i Józefem Czyrkiem, którzy informują go, że gen. Jaruzelski wyraził zgodę na podjęcie rozmów z Lechem Wałęsą. 5 maja milicja pacyfikuje strajk w Nowej Hucie, a pięć dni później strajkujący opuszczają Stocznię Gdańską.
W czerwcu władze przechodzą do politycznej ofensywy. Gen. Jaruzelski na VII plenum KC po raz pierwszy używa sformułowania „okrągły stół”. Sekretarz Ciosek w rozmowie z rzecznikiem Episkopatu księdzem Orszulikiem informuje go o możliwości utworzenia rządu koalicyjnego, w którym opozycja miałaby swoich przedstawicieli. W tym samym czasie w rozmowie z Andrzejem Stelmachowskim proponuje możliwość powołania partii chrześcijańskiej, która mogłaby otrzymać w Sejmie 40% miejsc oraz stanowisko Marszałka nowo utworzonego Senatu dla Lecha Wałęsy.
W lipcu Lech Wałęsa w liście do gen. Kiszczaka proponuje rozpoczęcie rozmów. W sierpniu rozpoczynają się kolejne strajki w niektórych zakładach pracy. 25 sierpnia Wałęsa formułuje swoje postulaty w stosunku do władz: legalizacja „Solidarności”, reforma prawa o stowarzyszeniach, swoboda zakładania klubów politycznych. Biuro Polityczne uznaje postulaty za niewygórowane i z inicjatywy gen. Jaruzelskiego władze decydują o przystąpieniu do rozmów o organizacji „Okrągłego Stołu”.
Negocjacje zostały zamrożone po ogłoszeniu przez niego likwidacji Stoczni Gdańskiej im. Lenina przez nowy rząd premiera Mieczysława Rakowskiego. W sytuacji impasu zaktywizowali się działacze Ogólnopolskiego Porozumienia Związków Zawodowych (OPZZ) wraz z jego przewodniczącym, Alfredem Miodowiczem, który nieoczekiwanie uzyskał akceptację na debatę telewizyjną z dalej uznawanym za osobę prywatną Lechem Wałęsą. Debata odbyła się 30 listopada 1988. W odczuciach Miodowicz choć nie był już członkiem władz PZPR reprezentował władze, a Wałęsa – opozycję. Debata zademonstrowała przygotowanie Wałęsy (doradzał mu znany dziennikarz telewizyjny Andrzej Bober) oraz bezbarwność jego adwersarza, co w odbiorze społecznym jednoznacznie było uznane za zwycięstwo opozycji. Wydarzenie to spowodowało powrót do negocjacji.

#### Negocjacje Okrągłego Stołu

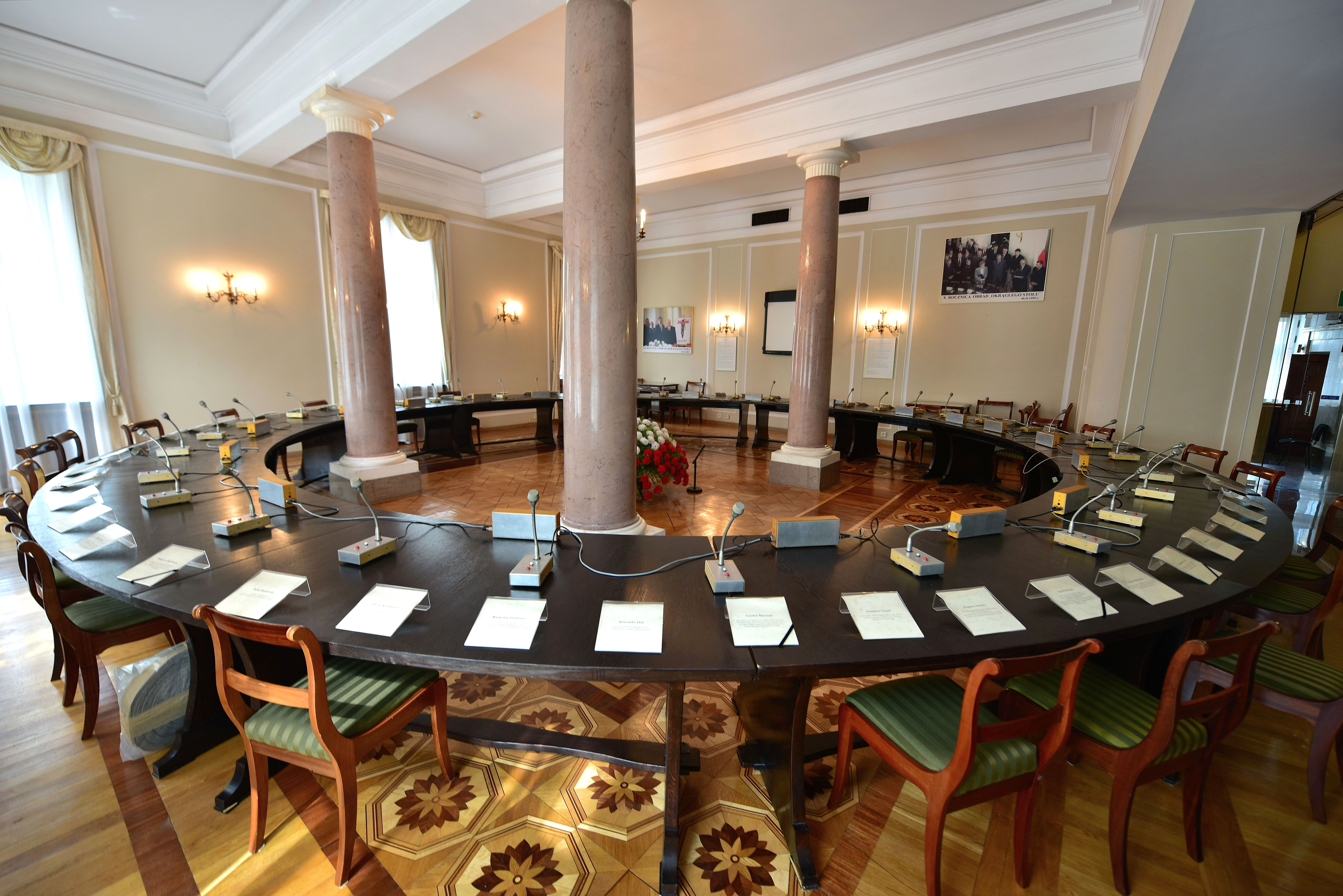
Okrągły stół eksponowany w Pałacu Prezydenckim w Warszawie

Podczas kolejnych spotkań ministra spraw wewnętrznych, Czesława Kiszczaka i Lecha Wałęsy w Magdalence opracowano postulowaną koncepcję dialogu przedstawicieli opozycji, władz oraz Kościoła katolickiego – negocjacje Okrągłego Stołu, którego obrady, trwające od lutego do kwietnia 1989 zakończyły się podpisaniem porozumienia. X plenum KC PZPR, trwające od listopada 1988 do stycznia 1989 poparło formę pluralizmu politycznego i społecznego. Istotnym elementem porozumienia było uzgodnienie pewnych zmian ustrojowych w postaci reaktywowania Senatu, przywrócenia urzędu Prezydenta i przeprowadzenia częściowo wolnych wyborów do Sejmu (z 460 mandatów, 35% dla strony obywatelskiej, jak nazwano opozycję i 65% dla strony rządowej, czyli PZPR wraz z ZSL i SD) oraz całkowicie wolne do Senatu (100 mandatów). Przygotowania do wyborów były bardzo intensywne, opozycja apelowała o skreślanie tzw. listy krajowej strony rządowej, co miało na celu demonstrację i osłabienie strony rządowej.

#### Wybory do Sejmu kontraktowego 4 czerwca 1989
4 czerwca 1989 odbyły się wybory do Sejmu i Senatu, zakończone zwycięstwem kandydatów wysuniętych przez Komitet Obywatelski „Solidarność” – zdobyli oni 35% mandatów do Sejmu oraz 99 mandatów do Senatu (1 mandat zdobył kandydat niezależny, pilski przedsiębiorca Henryk Stokłosa). Frekwencja w I turze wyborów wyniosła 62% uprawnionych (w drugiej turze 25,5%).
Jak wspominał ówczesny rzecznik rządu Jerzy Urban o posiedzeniu Biura Politycznego bezpośrednio po nadejściu wyników wyborów: „Napisałem na kartce oświadczenie o przegranych wyborach oraz zaakceptowaniu ich wyników przez partię i kartkę tę podałem Jaruzelskiemu. Jaruzelski głośno ją odczytał i wtedy przeżyłem największy wstrząs. Jaruzelski zapytał, czy są uwagi. I nikt nie miał żadnych. Oddanie władzy nastąpiło więc bez dyskusji”.
Jednocześnie powstała sytuacja kryzysu konstytucyjnego, gdyż przedwyborcze apele strony obywatelskiej o skreślanie listy krajowej równie nieoczekiwanie spowodowały, że praktycznie w całości lista ta przepadła, co uniemożliwiało ukonstytuowanie się Sejmu. W tej sytuacji uzgodniono zmianę reguł w trakcie gry, czyli zmianę ordynacji i przeprowadzenie drugiej tury wyborów. Jednocześnie nowa sytuacja spowodowała szybkie odchodzenie opozycji od ustaleń Okrągłego Stołu, czego wyrazicielem stał się redaktor naczelny „Gazety Wyborczej” Adam Michnik w artykule z 3 lipca 1989 – Wasz prezydent, nasz premier. Sprawująca dotychczas władzę koalicja polityczna (dysponująca zagwarantowaną w porozumieniu Okrągłego Stołu przewagą w parlamencie) doprowadziła do wyboru prezydenta – Wojciecha Jaruzelskiego (przewagą jednego głosu, za sprawą prawdopodobnie wstrzymania się od głosu posła OKP Andrzeja Wielowieyskiego) i premiera – Czesława Kiszczaka; ten ostatni nie zdołał sformować rządu. W sierpniu 1989 ukształtował się sojusz polityczny (KO „S”, ZSL, SD), w wyniku którego powołano nowy rząd z Tadeuszem Mazowieckim na czele i z udziałem przedstawicieli PZPR.

#### Zmiana nazwy państwa w 1989
Jako datę kończącą okres PRL można przyjąć 31 grudnia 1989, gdy weszła w życie uchwalona 29 grudnia 1989 ustawa o zmianie Konstytucji PRL, w której m.in. zmieniono nazwę państwa na Rzeczpospolita Polska, bądź datę 4 czerwca 1989 – datę pierwszych, częściowo wolnych wyborów (data taka jest związana też z wygłoszonym nieoczekiwanie 28 października 1989 w Dzienniku TVP oświadczeniem Joanny Szczepkowskiej „Proszę państwa, 4 czerwca 1989 roku skończył się w Polsce komunizm” – oświadczenia przyjętego wówczas niejednoznacznie, a po latach uznawanego za symboliczne).

### Transformacja ustrojowa
W latach 1989–1991 jako efekt działań politycznych, państwo to uległo przekształceniu w demokratyczną Rzeczpospolitą Polską, określaną jako III Rzeczpospolita.

## Ustrój
Tekst Konstytucji PRL na Wikiźródłach
Było to państwo o niedemokratycznym ustroju politycznym dyktatury monopartyjnej za formalną fasadą instytucji demokratycznych o różnej formie represji, w zależności od okresu od autorytarnego do totalitarnego. W piśmiennictwie naukowym: historycznym, politologicznym, prawnym, zwraca się uwagę, że PRL była państwem totalitarnym do października 1956 r., jednakże rozciąganie tego pojęcia na okres późniejszy, a zwłaszcza po podpisaniu porozumień sierpniowych w 1980 r., budzi poważne wątpliwości. Kwestia określenia ustroju społecznego PRL również jest sporna – według Konstytucji była to demokracja ludowa, dążąca do „urzeczywistnienia wielkich idei socjalizmu”, zaś statut PZPR odwoływał się do „idei komunizmu” i „nauki marksizmu-leninizmu”.
Państwo totalitarne w Polsce stworzyła Polska Partia Robotnicza, co wynikało z przyjęcia przez komunistów w Polsce marksizmu w wersji leninowskiej i stalinowskiej. Wobec zmiany w końcu roku 1948 polityki ZSRR wobec państw satelickich i przyjęciu formuły tzw. demokracji ludowej, nastąpiła pełna stalinizacja ustrojów wewnętrznych państw Europy Środkowo-Wschodniej, obejmująca odrzucenie fasady rządów koalicyjnych frontów ludowych w ramach demokracji parlamentarnej na rzecz formalnego ustanowienia partii komunistycznych jako prawnego hegemona władzy, a także zmiany nazw państw na „Republiki Ludowe” (Czechosłowacja, Węgry, Rumunia, Bułgaria). W przypadku Polski oznaczało to zmianę nazwy państwa na Polska Rzeczpospolita Ludowa.
W książce „Stalinizm w Polsce” Andrzej Werblan podkreślił, że polityczny system stalinizmu w Polsce nie rozwinął się w jednoosobową dyktaturę, lecz zatrzymał się na etapie władzy oligarchicznej, której ośrodkiem pozostawał triumwirat Bierut, Berman i Minc. Autor zauważa, że Stalin był niezadowolony z tej sytuacji, ale do czasu ją tolerował, zdając sobie sprawę, że Bierut jest za słaby, by móc pełnić rolę samodzielnego dyktatora.
Mariusz Gulczyński twierdzi, że procesy totalizacji rozpoczęte w 1948 roku nie zostały w Polsce Ludowej doprowadzone do końca ze względu na brak skutecznej kolektywizacji rolnictwa i niewyeliminowanie wpływów Kościoła katolickiego.
Późniejsze modyfikacje systemu odbywały się w ramach tego samego modelu i nie prowadziły do naruszenia jego cech podstawowych. Polski Październik i powrót Gomułki do władzy w 1956 roku nie wpłynął na zmianę stalinowskiej koncepcji partii i jej kierowniczej roli.
Norman Davies dzieli historię PRL na trzy etapy, pierwszy w latach 1944–1948 – okres stopniowej budowy demokracji ludowej, drugi w latach 1948–1956, będący próbą narzucania Polsce ustroju stalinowskiego oraz trzeci po roku 1956, okres rodzimego „narodowego komunizmu”.
Andrzej Walicki uważa, że po okresie totalizacji systemu w Polsce następuje początek detotalizacji związany z „odwilżą” lat 1954–1956. Późniejszy okres nazywa „autorytarną dyktaturą”. Określenie to odnosi również do okresu rządów gen. Jaruzelskiego stwierdzając, że „w przeciwieństwie do reżimów totalitarnych (...) 1) nie próbował wywodzić swego prawa do istnienia z wszechogarniającej i narzucanej wszystkim ideologii; 2) nie podporządkowywał swej działalności jakiemukolwiek pozytywnie sformułowanemu ideologicznemu celowi, podkreślał raczej respektowanie norm prawnych i w tym kontekście mówił nawet o „socjalistycznym konstytucjonalizmie”; 3) nie próbował upolitycznić wszystkich dziedzin życia umysłowego i kultury i wreszcie 4) odrzucił próby odgórnego mobilizowania mas, wybierając w zamian tradycyjną trzymania mas z dala od polityki. (...); w ostatnim okresie zdecydował się na eksperymenty z gospodarką rynkową. Oznaczało to zdecydowane odrzucenie aspiracji totalitarno-komunistycznych i okopanie się na pozycjach niepewnego siebie i samoograniczającego się autorytaryzmu.
Według Lecha Mażewskiego ustroju PRL po 1956, a już na pewno po 1980 r., nie można nazwać totalitaryzmem, lecz „posttotalitarnym autorytaryzmem”. Zwraca on uwagę, że „PRL w latach 80. nie wypełniała wszystkich przesłanek państwa totalitarnego, gdyż następowała liberalizacja systemu politycznego i prawnego poprzez liberalizację gospodarski, powołanie instytucji rządów prawa, wprowadzanie liberalizmu gospodarczego i deregulacji w gospodarce oraz dopuszczeniu kapitału zagranicznego do inwestycji. Tworzenie podstaw państwa prawa w latach 80. polegało na utworzeniu Naczelnego Sądu Administracyjnego w 1980 r., Trybunału Stanu w 1982 r., nowych związków zawodowych w 1983 r., Ogólnopolskiego Porozumienia Związków Zawodowych w 1984 r., Trybunału Konstytucyjnego w 1985 r., Rady Konsultacyjnej przy Przewodniczącym Rady Państwa w 1986 r. oraz Rzecznika Praw Obywatelskich w 1987 r. Powstanie tych instytucji w państwie totalitarnym nie byłoby możliwe”. Zbigniew Brzeziński, jeden z twórców pojęcia „totalitaryzm”, stwierdził, że „Polska przestała być państwem totalitarnym w 1956 r.”. Podobnego zdania jest Antoni Dudek, który określił Polskę po 1956 r. jako „państwo o tendencji totalitarnej”, co nie jest tożsame z pojęciem „państwa totalitarnego”. Andrzej Paczkowski z kolei, stojąc na bardziej radykalnym stanowisku, ocenił, że „gdyby uznać, że celem totalitaryzmu jest zapewnienie uległości społeczeństwa i jego adaptacja do systemu, to można by zaryzykować twierdzenie, iż stan taki miał miejsce [również] po roku 1956 i trwał aż po rok 1980”, nie zaś przez cały okres istnienia PRL.

## Podział administracyjny
W okresie istnienia Polski Ludowej kilkukrotnie dochodziło do zmian i reform administracyjnych. Pierwszy tymczasowy podział obejmował lata 1944–1946. Zastosowano wówczas podział administracyjny II Rzeczypospolitej bez utraconych przez Polskę Kresów Wschodnich jednakże z Ziemiami Odzyskanymi, które traktowano jako osobny element administracyjny. Kolejny podział administracyjny (faktycznie pierwszy w PRL) z 28 czerwca 1946 podzielił kraj na 14 województw i 2 miasta wydzielone (Warszawa i Łódź). Następny podział administracyjny Polski z lat 1950–1957 tworzył 3 nowe województwa i aż 89 nowych powiatów.
Ostatnią wielką zmianą w podziale administracyjnym PRL była reforma z 1975 r. 1 czerwca 1975 utworzono 49 województw oraz zlikwidowano pośredni szczebel administracyjny – powiaty. Charakterystycznym dla tej reformy był awans stosunkowo małych ośrodków takich jak np. Sieradz, Ciechanów czy Krosno do rangi miast wojewódzkich oraz włączanie mniejszych miast i wsi do większych miejscowości i próba sztucznego utworzenia ośrodków wielkomiejskich (np. Marklowice, Pszów, Radlin i Rydułtowy, które włączono do Wodzisławia Śląskiego). Reforma z 1975 r. obowiązywała również w III Rzeczypospolitej – do 31 grudnia 1998, kiedy to zastąpiona została przez obowiązującą obecnie reformę z 1999 r.

## Opór społeczny
W PRL przez cały okres jej istnienia dochodziło do cyklicznych protestów społecznych, związanych z pogarszającą się sytuacją ekonomiczną oraz ograniczeniami praw obywatelskich, o różnym zasięgu – od pojedynczych zakładów, przez całe miasta aż do większości dużych miast, ośrodków przemysłowych i akademickich. Protesty te były tłumione z użyciem siły, niejednokrotnie z ofiarami śmiertelnymi. W języku propagandy były one określane jako „wydarzenia”, „wypadki” lub „przesilenia”.

## Ocena Polskiej Rzeczypospolitej Ludowej – podsumowanie

Logo Polskiej Zjednoczonej Partii Robotniczej

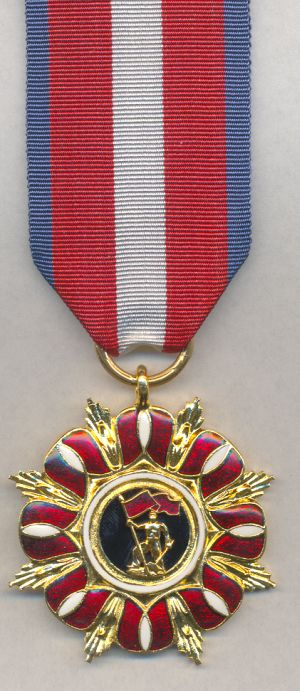
Najwyższe odznaczenie Polski Ludowej – Order Budowniczych Polski Ludowej

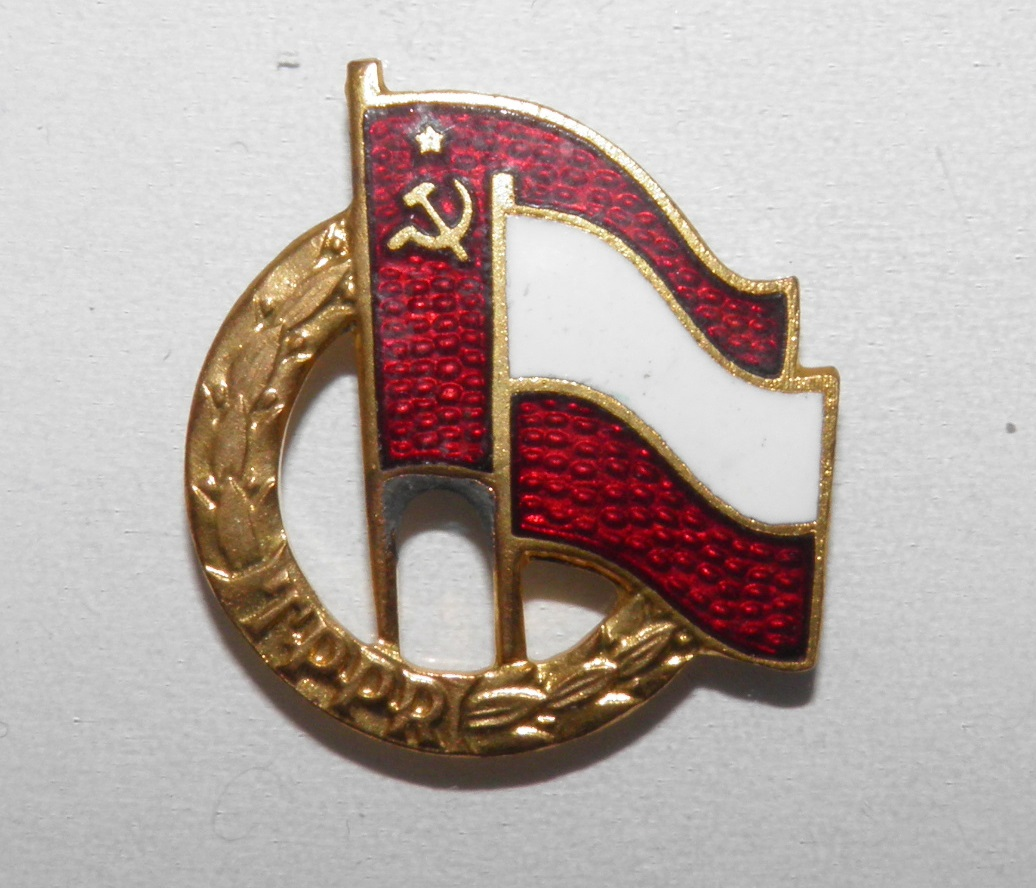
Odznaka Towarzystwa Przyjaźni Polsko-Radzieckiej

W grudniu 2003 roku w badaniu socjologicznym przeprowadzonym przez Instytut Studiów Politycznych i Pentor PRL pozytywnie oceniło 43% badanych, a negatywnie 34%.

### Kwestie polityczne

#### Prawa polityczne i obywatelskie
W PRL łamane były prawa człowieka, m.in. wolność słowa, prasy, stowarzyszeń, poglądów, sumienia i religii oraz prawo do emigracji. W tamtym okresie uważano jednak, że reżim PRL w porównaniu z innymi państwami bloku wschodniego był najłagodniejszy.
Niekorzystnymi cechami ustroju PRL były: cenzura, tłumienie wolności wypowiedzi i kreacji twórczej, ograniczenie wolności przemieszczania się i opuszczania kraju (w wyjątkowych przypadkach osoby szczególnie niewygodne były do emigracji zmuszane).

#### Wymiar sprawiedliwości
Wymiar sprawiedliwości, pomimo deklarowanej niezawisłości, był faktycznie podporządkowany służbom bezpieczeństwa państwowego i traktowany instrumentalnie: w sprawach politycznych regularnie stosowany był areszt wydobywczy i różne formy naruszania procedur postępowania karnego: utrudnianie zatrzymanym kontaktu z adwokatem, fałszowanie dowodów, zastraszanie świadków oraz represje i naciski na adwokatów. Wobec adwokatów broniących oskarżonych w sprawach politycznych powszechnie stosowano „inwigilację, śledzenie, rewizje osobiste, przeszukania mieszkań i kancelarii adwokackich”. Sędziowie utrudniali przesłuchanie świadków obrony i oddalali ich wnioski dowodowe.
Paweł Moczydłowski krytycznie oceniał polskie więziennictwo w okresie PRL.

#### Cenzura i polityka informacyjna

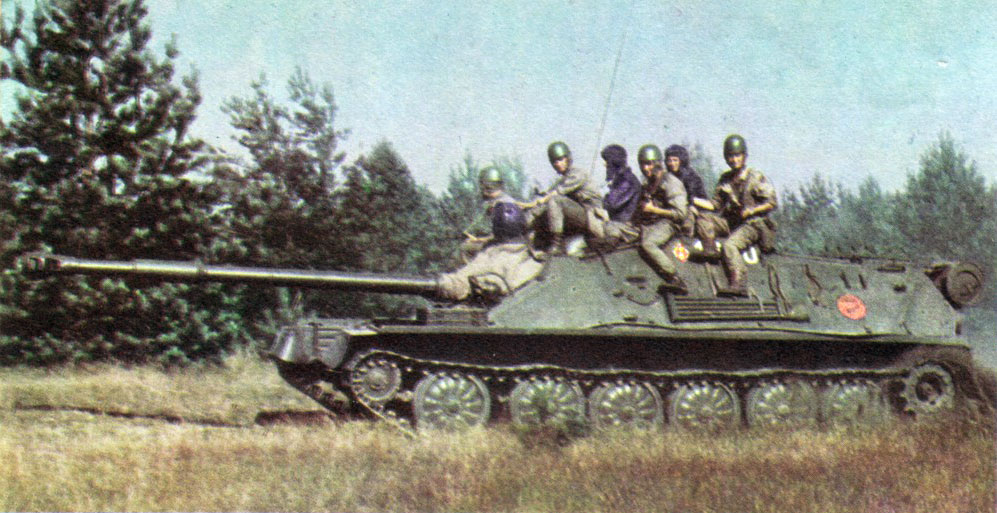
Żołnierze sił powietrznodesantowych LWP (6 DPD)

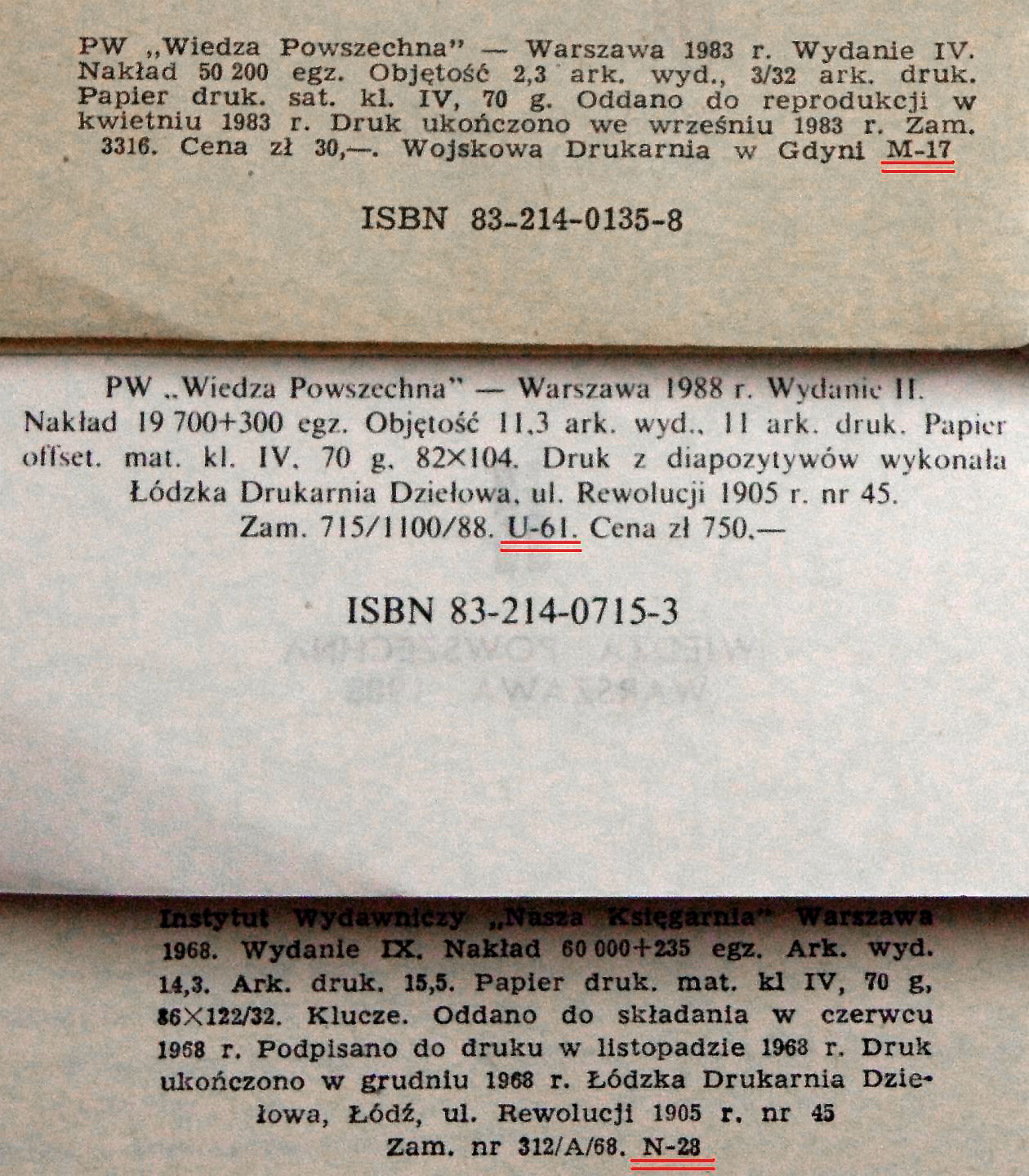
Stopki redakcyjne trzech książek opublikowanych w okresie PRL. Podkreślone sygnatury cenzorów z Głównego Urzędu Kontroli Prasy, Publikacji i Widowisk

W PRL-u istniała zinstytucjonalizowana cenzura prewencyjna, która zapobiegała przedostawaniu się do mediów informacji uznanych przez rządzącą partię PZPR za niepożądane lub niezgodne z ideologią socjalistyczną. Do rządzącej partii należały wszystkie upaństwowione media generujące informacje takie jak radio, telewizja, a także uprzywilejowane tytuły prasowe. Cenzurze z urzędu podlegała cała koncesjonowana prasa wydawana w kraju. Kontroli komunistycznej władzy całkowicie podlegał również proces tworzenia oraz dystrybucji filmów, a także wszystkie publiczne odczyty, występy, koncerty, przedstawienia teatralne i estradowe.
Krótki czas po zakończeniu II wojny światowej, w październiku 1945 Ministerstwo Oświaty rozesłało do wszystkich polskich bibliotek poufne pismo wraz z załączoną listą książek, które miały zostać „niezwłocznie usunięte z bibliotek szkolnych wszystkich typów i stopni”. W latach 1951–1953 Ministerstwo Kultury i Sztuki oraz Ministerstwo Bezpieczeństwa Publicznego przeprowadziło na dużą skalę akcję oczyszczania rodzimych bibliotek publicznych z tych publikacji przedwojennych, które sprzeczne były z polityką władz komunistycznych i tych powojennych, których treści uznawane były przez na bieżąco aktualizowaną „Księgę Zapisów i Zaleceń GUKPPiW” za szkodliwe.
Władze partyjne regularnie instruowały organy cenzury o konieczności blokowania wszelkich doniesień np. o katastrofach górniczych, budowlanych czy transportowych, niebezpiecznych odpadach chemicznych lub biologicznych, skażeniu środowiska itd. Na przykład po wykryciu w 1975 roku w szkole w Gdańsku preparatu uszczelniającego wydzielającego toksyczne dla dzieci i nauczycieli opary GUKPiW natychmiast rozpoczął blokowanie wszelkich doniesień prasowych na ten temat, pomimo że umożliwiałoby to zapobieżenie podobnym przypadkom w innych częściach kraju.
Cenzura całkowicie wstrzymywała emisję niektórych filmów oraz zakazywała ich rozpowszechniania, a nawet nie zezwalała publikowania jakichkolwiek informacji o nich. W zaleceniach dla cenzorów z 1975 roku Główny Urząd Kontroli Prasy, Publikacji i Widowisk wymienia kilkanaście zatrzymanych przez cenzurę filmów m.in. Długa noc (1967) Janusza Nasfetera, „Zasieki” (1973) Andrzeja Piotrowskiego, „Diabeł” (1972) Andrzeja Żuławskiego, Ręce do góry (1967) Jerzego Skolimowskiego, Przeprowadzka (1972) Jerzego Gruzy, Pełnia nad głowami (1974) Andrzeja Czekalskiego i innych. Tomasz Strzyżewski w swojej książce o cenzurze w PRL cytuje oficjalny tajny dokument urzędu kontroli podając zakres ingerencji cenzorskich wraz z listą zakazanych filmów: „Nie należy zwalniać żadnych materiałów (informacji, omówień, recenzji, reportaży, postulatów wprowadzenia na nasze ekrany itp.)”.
Polityka informacyjna PZPR przewidywała absolutny priorytet wizerunku państwa socjalistycznego przed wszystkim innym, włącznie ze zdrowiem obywateli. W przypadku katastrof przemysłowych władze prowadziły politykę maksymalnego ograniczania dostępu do informacji, tak długo jak to było możliwe, zwłaszcza jeśli były one związane z zaniedbaniami na szczeblu kierowniczym (partyjnym). Zachodni dziennikarze Dusko Doder i Louise Branson określili to zjawisko „blokowaniem informacji w nadziei, że skutki katastrofy jakoś same znikną albo że nikt ich nie zauważy”. Prowadziło to niejednokrotnie do eskalacji negatywnych konsekwencji dla ludności cywilnej i strat materialnych znacznie większych, niż gdyby podjęto odpowiednie działania informacyjne od razu.

### Siły zbrojne
PRL dysponowało silną armią wyposażoną w nowoczesny sprzęt, przeważnie konstrukcji radzieckiej i stanowiło drugą najliczniejszą armię Układu Warszawskiego. Ludowe Wojsko Polskie było wówczas zdominowane i kontrolowane przez rządzącą partię komunistyczną i jako części UW podlegało zwierzchnictwu radzieckiemu.

### Kwestie społeczne i socjalne

#### Awans społeczny
Za korzystne cechy tego ustroju i tej formy państwa niektórzy uważają możliwości awansu społecznego wielu warstw społecznych.
W latach 1946–1989 ze wsi do miast przeniosło się ok. 6 mln ludzi.
Stosowane środki wspierające awans społeczny, np. dodatkowe punkty za pochodzenie przy przyjmowaniu na studia wyższe, były dyskusyjne. Nierzadko kryteria awansu nie były merytoryczne – od kandydatów na stanowiska kierownicze w instytucjach państwowych, zakładach pracy, szkołach i in. wymagano przynależności do PZPR, zgodnie z zasadą: bierny, mierny, ale wierny (ustrojowi, władzom), natomiast osoby o wykształceniu kierunkowym, ale niesprzyjające ustrojowi i władzom, były piętnowane i odsuwane od pracy, szczególnie w okresach przesileń politycznych.

#### Egalitaryzm
Nastąpiło powszechne zrównanie poziomu życia (znacznie mniejsza rozpiętość dochodów osobistych) (współczynnik Giniego wzrósł z 25 w 1987 do 35 w 2002).

#### Opieka zdrowotna
W pierwszych dwóch dekadach stan zdrowia ludności bardzo się poprawił wskutek wprowadzenia antybiotyków i poprawy warunków życia. W drugiej połowie lat 70. zaczęła się zwiększać śmiertelność, osiągając maksimum w 1980. Dotyczyło to zwłaszcza mężczyzn w wieku 45–55 lat. Za główne przyczyny tego uznaje się: duże zanieczyszczenie środowiska, złe warunki pracy, przepełnione mieszkania, depresję wywołaną pogorszeniem się warunków ekonomicznych, alkoholizm, złą dietę i pogorszenie się opieki medycznej.
W 1978 roku z dentysty w ramach ubezpieczenia zdrowotnego korzystało 92% Polaków (w 1998 – 60%, w 2017 r. – 28%).

#### Edukacja i wychowanie dzieci i młodzieży
W szybkim tempie (w ciągu dekady) zlikwidowano analfabetyzm, który przed 1939 rokiem wynosił 33%.
W 1958 roku rozpoczęto akcję „Tysiąc szkół na Tysiąclecie Państwa Polskiego”, w ramach której wybudowano do 1966 r. 1417 szkół podstawowych.
Do pozytywów PRL należy zaliczyć powszechność wakacyjnego wypoczynku dzieci i młodzieży, często związanego z obozami sportowymi i turystycznymi, możliwość tanich urlopów w atrakcyjnych regionach kraju nawet dla najniżej uposażonych.
Organizacje młodzieżowe (Związek Młodzieży Socjalistycznej, Socjalistyczny Związek Studentów Polskich oraz przejęte przez komunistów Związek Harcerstwa Polskiego i Związek Młodzieży Wiejskiej) działające zasadniczo w celu indoktrynacji młodzieży, zajmowały się głównie upowszechnianiem kultury, kultury fizycznej i turystyki. Z kręgu kultury studenckiej owego okresu wyrosło wielu wybitnych artystów różnych dziedzin, a sportowcy rozpoczynający kariery w szkolnych klubach sportowych zdobywali medale na olimpiadach.
Już w 1949 roku, zaledwie 4 lata po zakończeniu wojny, w przedszkolach objętych opieką było ponad 288 tys. dzieci (w latach 1937/38 – ponad 83 tys.). W ostatnim roku planu 6-letniego (1955 r.) 19% dzieci objętych było opieką przedszkolną. W 1985 roku w PRL było 103,5 tys. miejsc w przedszkolach (1995 r. – 37,9 tys., 2000 r. – 29,9 tys., 2015 r. – 74,7 tys.). W 1980 r. 52 na 1000 dzieci do lat 3 przebywało w żłobkach (1995 r. – 23, 2000 r. – 21, 2015 r. – 67,5).

#### Polityka kulturalna
Znacząco wzrosły nakłady książek i broszur. O ile w latach 1934–1938 wynosiły 24,6 mln o tyle w latach 1951–1955 – 92,5 mln, w latach 1976–1980 – 150,2 mln, w latach 1986–1990 – 230,7 mln.
Znaczną część publikacji i nakładów stanowiły jednak, obok wybranych pozycji literatury pięknej, wydawane w masowych nakładach komunistyczne broszury i inne wydawnictwa propagandowe. Prawdopodobnie największy jednorazowy polski nakład Krótkiego kursu historii WKP(b) miał miejsce w 1950 r., o czym informował Tygodnik Powszechny z 30 kwietnia 1950 (nr 18) w rubryce „Z dnia”: Największy nakład po wojnie osiągnął „Pan Tadeusz” A. Mickiewicza – 1,5 mln, tuż po nim „Krótki kurs historii WKP(b)” – 1,25 mln egzemplarzy.
W latach 1952–1953 usunięto z bibliotek 2500 tytułów, w kilku milionach egzemplarzy i wywieziono pod kontrolą do wyznaczonych w poszczególnych województwach papierni, gdzie zostały przemielone.
W 1989 roku w PRL istniało 1435 kin (w 2002 zostało 660 kin).

#### Sport
Szeroko upowszechnione, dzięki dofinansowaniu państwa, były również sporty wcześniej elitarne – np. żeglarstwo, w tym morskie i lodowe, jak również jeździectwo. Sportowcy PRL odnosili wiele światowych sukcesów, których ukoronowaniem było zdobycie przez reprezentację polską III miejsca w Mistrzostwach Świata w Piłce Nożnej 1974. Wielką, często światową sławą cieszyli się piłkarze uważani dziś za ikony polskiego futbolu: Kazimierz Deyna, Grzegorz Lato oraz Zbigniew Boniek.

#### Demografia
Dzietność w PRL: w rekordowym 1983 roku przyszło na świat 723,6 tys. dzieci (w rekordowym po 1989 roku – roku 1990 – 547,7 tys.).

### Kwestie gospodarcze
Niskie płace oraz niedostępność podstawowych produktów przyczyniały się do wzrostu korupcji, różnych form handlu wymiennego przywilejami lub towarami.

Cechą systemową był niski standard życia, system awansów i wynagrodzeń zniechęcający do rzetelnej pracy i promujący postawy konformistyczne. Ponadto w niektórych okresach: wysoka inflacja uniemożliwiająca oszczędzanie, braki zaopatrzenia, powodujące wielogodzinne stanie w kolejkach oraz zadłużenie (które w 1989 wynosiło 48 mld dolarów).

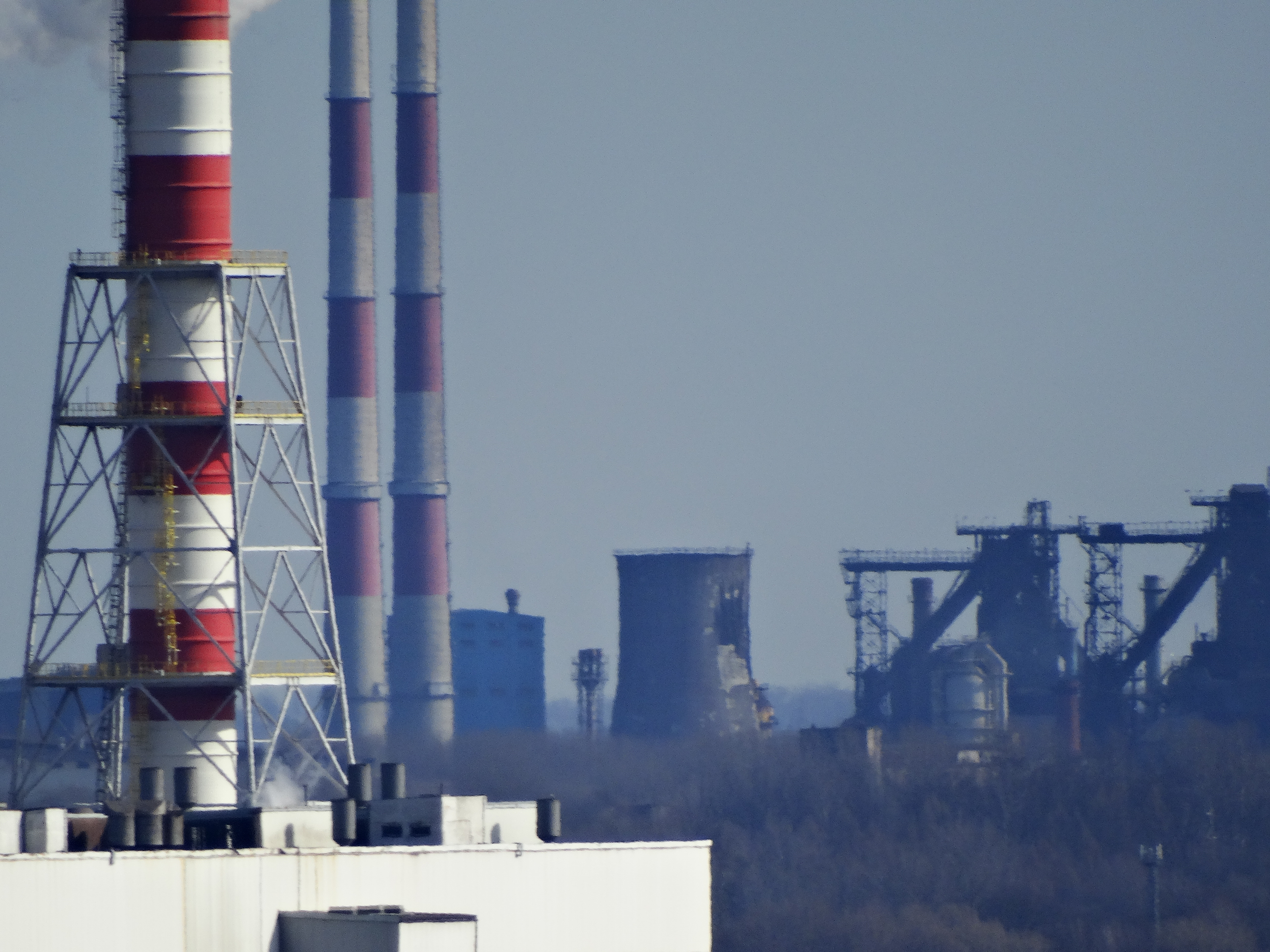
Huta im. Lenina w Krakowie – jedna z wielkich inwestycji władz PRL

Przemysł: w okresie PRL powstało 1615 nowych zakładów przemysłowych i były to w 95% inwestycje na terenach uprzednio niewykorzystywanych przemysłowo (po 1989 roku zlikwidowano 657 z nich). Powstało w nich ponad 2 mln miejsc pracy. Szczyt zatrudnienia w przemyśle przypadł na rok 1980 kiedy to pracowało w nim 5,2 mln ludzi (w 2013 r. 2,8 mln).
Budownictwo: w okresie PRL średniorocznie powstawało ok. 220 tys. mieszkań (w rezultacie 57% zasobu mieszkaniowego w Polsce w 2014 roku pochodziło z okresu PRL). W okresie od 1989 roku do 2014 roku budowano ok. 100 tys. mieszkań rocznie. Najwięcej mieszkań budowano w latach 1971–1979 – ponad 260 tys. rocznie. Zbudowano wtedy ponad 2,1 mln mieszkań (jest to wynik o 48% lepszy niż w rekordowym po 1989 roku – roku 2017).
Energetyka: łączne nakłady na energetykę wyniosły w latach 1960–1989 ok. 70 mld dolarów (a licząc ciepłownictwo i kopalnie ponad 100 mld dolarów).
Konsumpcja ropy: rosła geometrycznie np. w 1970 r. wyniosła 8,9 mln ton rocznie, a w 1989 r. 17,3 mln ton (w 2017 r. – 30,3 mln ton).
Wydobycie węgla: w 1945 roku – 47 mln ton, w 1971 roku – 145,3 mln ton, 1979/1980 – ok. 200 mln ton (w 2017 r. – 66 mln ton).
Kolej: w 1989 roku sieć linii kolejowej w PRL wynosiła 26 tys. km. (2000 r. – 22 tys., w 2016 r. – 18,5 tys.).
Rzemiosło: potencjał produkcyjny zakładów rzemieślniczych, po okresie gwałtownego spadku w latach 1949–1955, wzrósł w latach 1956–1988 czterokrotnie. Liczba zakładów rzemieślniczych zwiększyła się z 96 tys. do 388 tys. Liczba zatrudnionych zwiększyła się natomiast ze 141 tys. osób do 972 tys. (a więc siedmiokrotnie). Liczba placówek handlu prywatnego i prywatnej gastronomii uległa zwiększeniu trzykrotnie (z 16 tys. do ponad 54 tys.). Pod koniec 1988 roku w całej gospodarce poza rolniczej liczba podmiotów gospodarczych wyniosła 572 tys., a zatrudnionych w nich było 1 mln 288 tys. pracowników. W 1988 roku w sektorze prywatnym pracowało 10% zatrudnionych. Udział pozarolniczej gospodarki prywatnej w PKB według GUS wyniósł w 1988 r. 6%.
Produkcja obuwia: W latach 80. PRL była jednym z największych producentów obuwia w Europie (produkcja dochodziła do 200 mln par butów). Produkcję napędzał popyt z ZSRR.
|                                                                  | 1950                                              | 1960                                              | 1970                                              | 1974                                              | 1978                                              | 1980                                              | 1982                                              | 1990                                              | 1995                                              | 2000                                              | 2004                                              |
| Oczekiwana długość życia przy narodzeniu w Polsce                | Oczekiwana długość życia przy narodzeniu w Polsce | Oczekiwana długość życia przy narodzeniu w Polsce | Oczekiwana długość życia przy narodzeniu w Polsce | Oczekiwana długość życia przy narodzeniu w Polsce | Oczekiwana długość życia przy narodzeniu w Polsce | Oczekiwana długość życia przy narodzeniu w Polsce | Oczekiwana długość życia przy narodzeniu w Polsce | Oczekiwana długość życia przy narodzeniu w Polsce | Oczekiwana długość życia przy narodzeniu w Polsce | Oczekiwana długość życia przy narodzeniu w Polsce | Oczekiwana długość życia przy narodzeniu w Polsce |
| ---------------------------------------------------------------- | ------------------------------------------------- | ------------------------------------------------- | ------------------------------------------------- | ------------------------------------------------- | ------------------------------------------------- | ------------------------------------------------- | ------------------------------------------------- | ------------------------------------------------- | ------------------------------------------------- | ------------------------------------------------- | ------------------------------------------------- |
| mężczyzn                                                         | 56,1                                              | 64,9                                              | 66,6                                              | 67,8                                              | 66,4                                              | 66,0                                              | 67,2                                              | 66,5                                              | 67,6                                              | 69,7                                              | 70,7                                              |
| kobiet                                                           | 61,7                                              | 70,6                                              | 73,3                                              | 74,6                                              | 74,5                                              | 74,4                                              | 75,2                                              | 75,5                                              | 76,4                                              | 78,0                                              | 79,2                                              |
| Umieralność niemowląt                                            |                                                   |                                                   |                                                   |                                                   |                                                   |                                                   |                                                   |                                                   |                                                   |                                                   |                                                   |
| w Polsce                                                         |                                                   | 62                                                | 32                                                |                                                   |                                                   | 21                                                |                                                   | 19                                                | 14                                                | 8                                                 | 7                                                 |
| Grecji                                                           |                                                   | 53                                                | 38                                                |                                                   |                                                   | 20                                                |                                                   | 10                                                | 8                                                 | 5                                                 | 4                                                 |
| Hiszpanii                                                        |                                                   | 46                                                | 27                                                |                                                   |                                                   | 13                                                |                                                   | 8                                                 | 6                                                 | 4                                                 | 3                                                 |
| Irlandii                                                         |                                                   | 31                                                | 20                                                |                                                   |                                                   | 12                                                |                                                   | 8                                                 | 6                                                 | 6                                                 | 5                                                 |
| Portugalii                                                       |                                                   | 81                                                | 53                                                |                                                   |                                                   | 25                                                |                                                   | 11                                                | 8                                                 | 6                                                 | 4                                                 |
| w krajach uprzemysłowionych                                      |                                                   | 32                                                | 21                                                |                                                   |                                                   | 13                                                |                                                   | 9                                                 | 7                                                 | 6                                                 | 5                                                 |
| PKB na 1 mieszkańca w $ z 1990 z parytetem siły nabywczej (tys.) |                                                   |                                                   |                                                   |                                                   |                                                   |                                                   |                                                   |                                                   |                                                   |                                                   |                                                   |
| w Polsce                                                         | 2,45                                              | 3,22                                              | 4,43                                              | 5,60                                              | 6,11                                              | 5,74                                              | 5,29                                              | 5,11                                              | 5,62                                              | 7,21                                              | 8,09                                              |
| Grecji                                                           | 1,92                                              | 3,15                                              | 6,21                                              | 7,35                                              | 8,70                                              | 8,97                                              | 8,88                                              | 10,0                                              | 10,3                                              | 12,1                                              | 14,3                                              |
| Hiszpanii                                                        | 2,19                                              | 3,07                                              | 6,32                                              | 8,15                                              | 9,02                                              | 9,20                                              | 9,29                                              | 12,1                                              | 12,9                                              | 15,6                                              | 17,5                                              |
| Irlandii                                                         | 3,45                                              | 4,28                                              | 6,2                                               | 7,04                                              | 8,25                                              | 8,54                                              | 8,82                                              | 11,8                                              | 14,4                                              | 21,8                                              | 25,5                                              |
| Portugalii                                                       | 2,09                                              | 2,96                                              | 5,47                                              | 7,05                                              | 7,34                                              | 8,04                                              | 8,28                                              | 10,8                                              | 11,6                                              | 13,8                                              | 14,0                                              |
| w 12 krajach Europy Zachodniej                                   | 5,02                                              | 7,61                                              | 11,0                                              | 12,3                                              | 13,4                                              | 14,1                                              | 14,1                                              | 16,9                                              | 17,9                                              | 20,1                                              | 20,6 (2003)                                       |

## Święta

### Obchodzone w okresie PRL
Dni świąteczne wolne od pracy w okresie PRL (1962–1987):
- 1 stycznia Nowy Rok
- Niedziela i Poniedziałek Wielkanocny
- 1 maja Święto Pracy
- niedziela Zielonych Świąt
- Uroczystość Bożego Ciała
- 22 lipca Święto Odrodzenia Polski
- 1 listopada Wszystkich Świętych (formalnie, w propagandzie również jako Święto Zmarłych)
- 25 oraz 26 grudnia Boże Narodzenie

Dodatkowo:
- Dni świąteczne wg rozporządzeń i ustaw przedwojennych do 1952 roku (oprócz 11 listopada) oraz:
- 6 stycznia – Trzech Króli do 1961 roku
- 15 sierpnia – Wniebowzięcie NMP do 1961 oraz ponownie od 1988 roku;
- 11 listopada – Święto Niepodległości Polski od 1989 roku

Święta (w tym również obchodzone w dni robocze) wprowadzone w PRL:
- 8 marca – Dzień Kobiet
- 1 maja – Święto Pracy
- 9 maja – Dzień Zwycięstwa
- 22 lipca – Narodowe Święto Odrodzenia Polski[423] (rocznica ogłoszenia Manifestu PKWN)
- 7 października – Święto Milicji Obywatelskiej i Służby Bezpieczeństwa
- 12 października – Dzień Wojska Polskiego[424] (rocznica bitwy pod Lenino)
- 7 listopada – rocznica rewolucji październikowej
- liczne święta branżowe – np. Dzień Drukarza, Dzień Odlewnika, Dzień Nauczyciela, Dzień Lotnika (23 sierpnia)

### Zniesione w okresie PRL
- 6 stycznia – Objawienie Pańskie (w tradycji: święto Trzech Króli)
- 2 lutego – Ofiarowanie Pańskie (w tradycji: Matki Boskiej Gromnicznej)
- 3 maja – rocznica Konstytucji 3 maja z 1791
- Uroczystość Wniebowstąpienia Pańskiego (czwartek 40 dni po Wielkanocy)
- 2. dzień Zielonych Świątek
- 29 czerwca – Uroczystość Świętych Apostołów Piotra i Pawła
- 15 sierpnia – święto Matki Boskiej Zielnej oraz rocznica Bitwy Warszawskiej z 1920
- 11 listopada – Święto Niepodległości Polski
- 8 grudnia – Święto Niepokalanego Poczęcia Najświętszej Marii Panny
- święta pułkowe (przedwojenne)

## Status Polskiej Rzeczypospolitej Ludowej[425]
Polska Rzeczpospolita Ludowa była państwem niepodległym. Świadczą o tym:
- uznanie prawnomiędzynarodowe
- stosunki dyplomatyczne z większością krajów świata
- członkostwo w organizacjach międzynarodowych (w tym w ONZ)
- instytucje typowe dla państwa
- prawo emisji pieniądza
- symbole narodowe.

Jednak było to państwo niesuwerenne, ponieważ:
- brak wolnych i niesfałszowanych wyborów zarówno do Sejmu, jak i do rad narodowych wszystkich szczebli regionalnych
- suwerenność była ograniczana przez ZSRR (wiele decyzji dotyczących PRL zapadało w Moskwie).

W latach 1944–1956 była to niesuwerenność całkowita, a od 1956 roku – częściowa.